# Kleinwagen

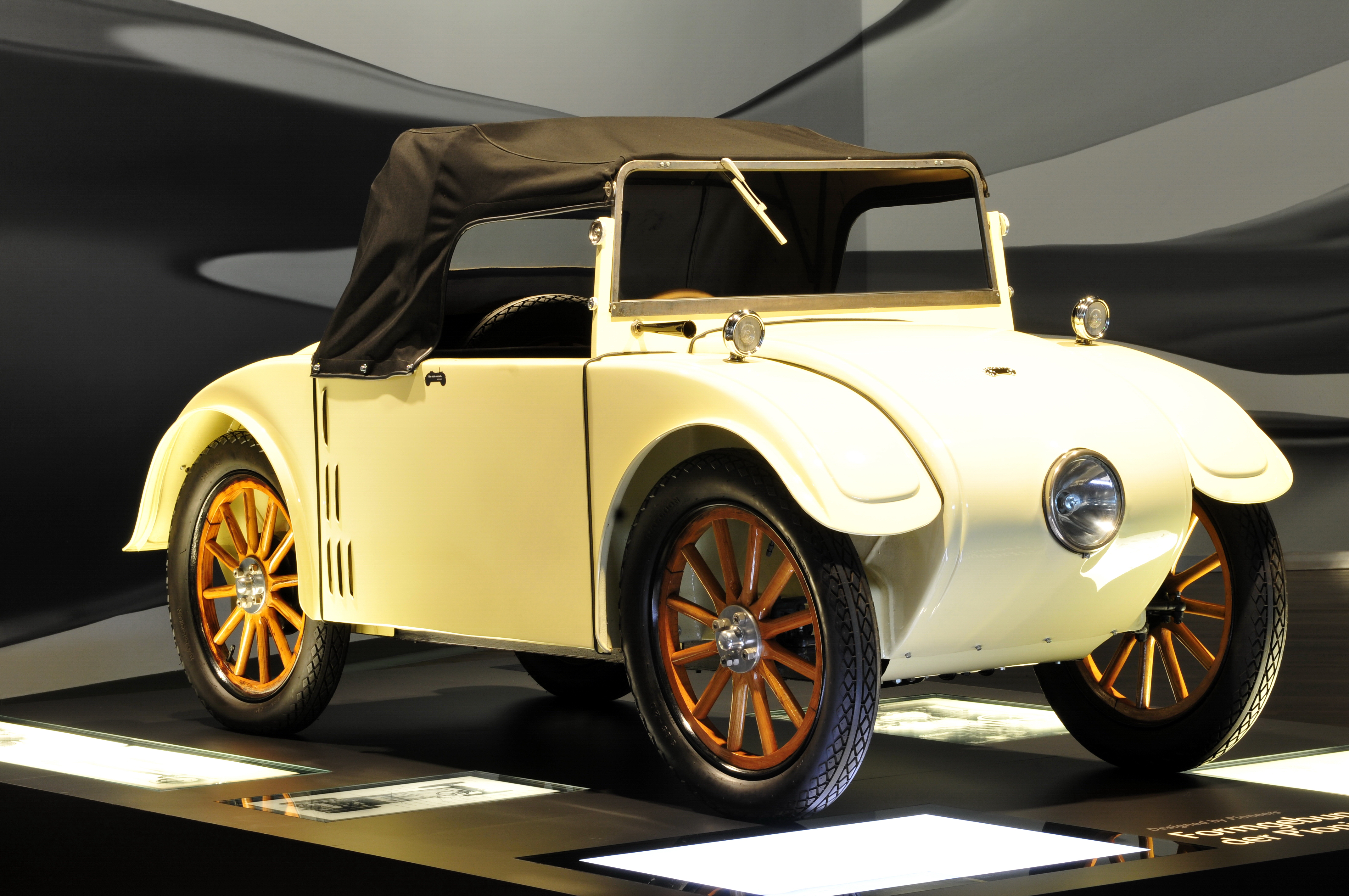
Hanomag 2/10 PS, Kleinwagen 1920er Jahre

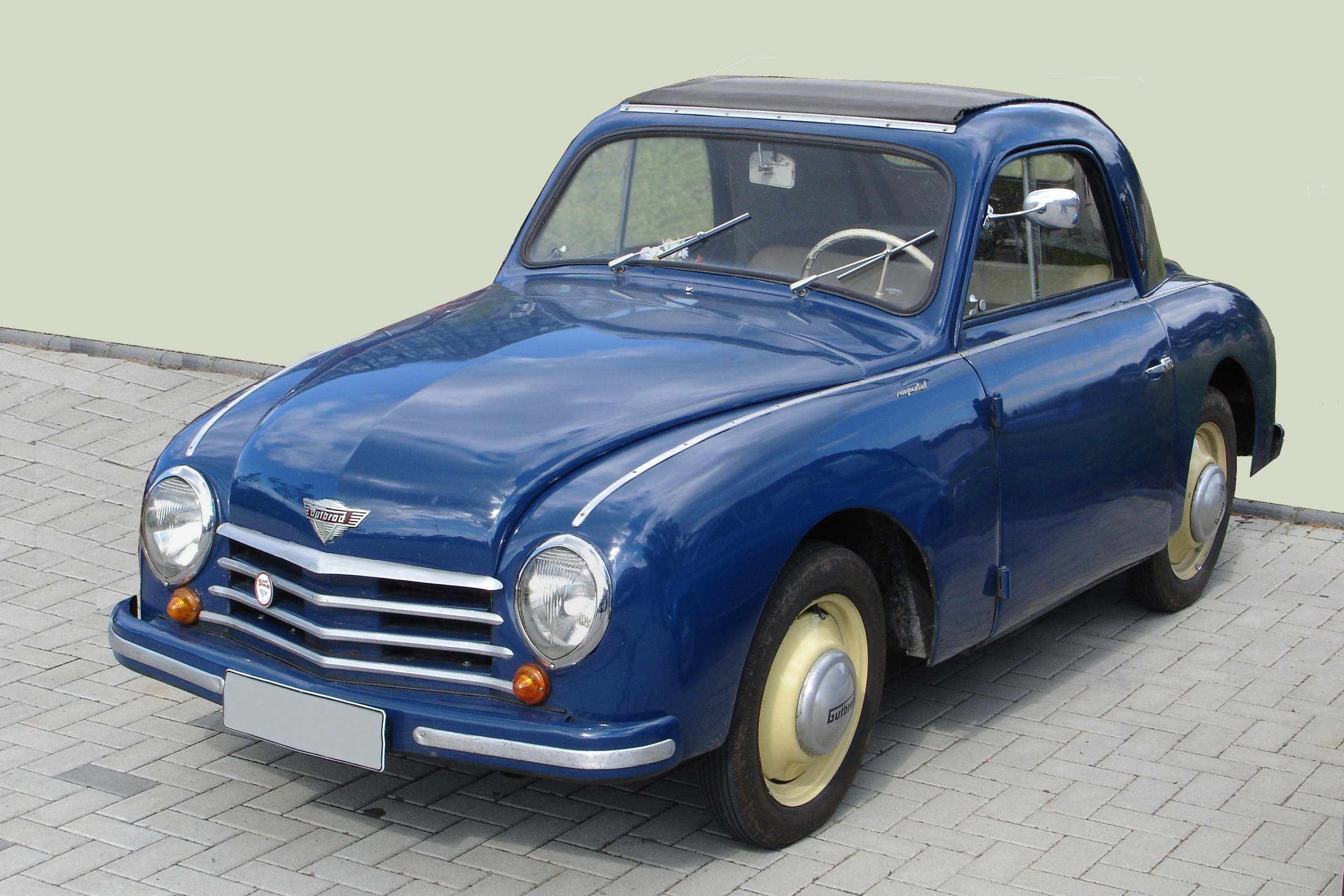
Gutbrod Superior, Kleinwagen 1950er Jahre

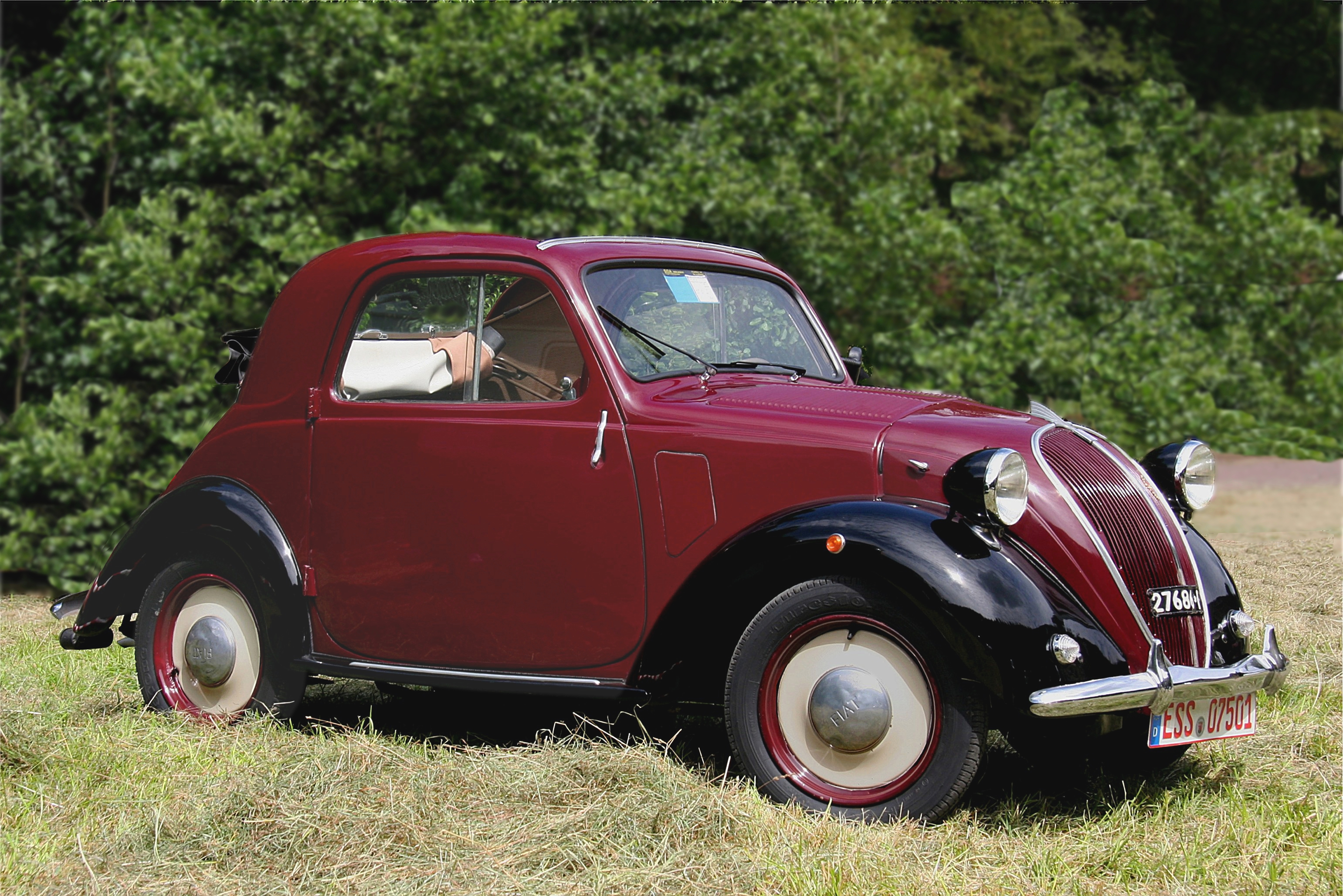
Fiat 500 Topolino, Kleinwagen 1936 bis 1955

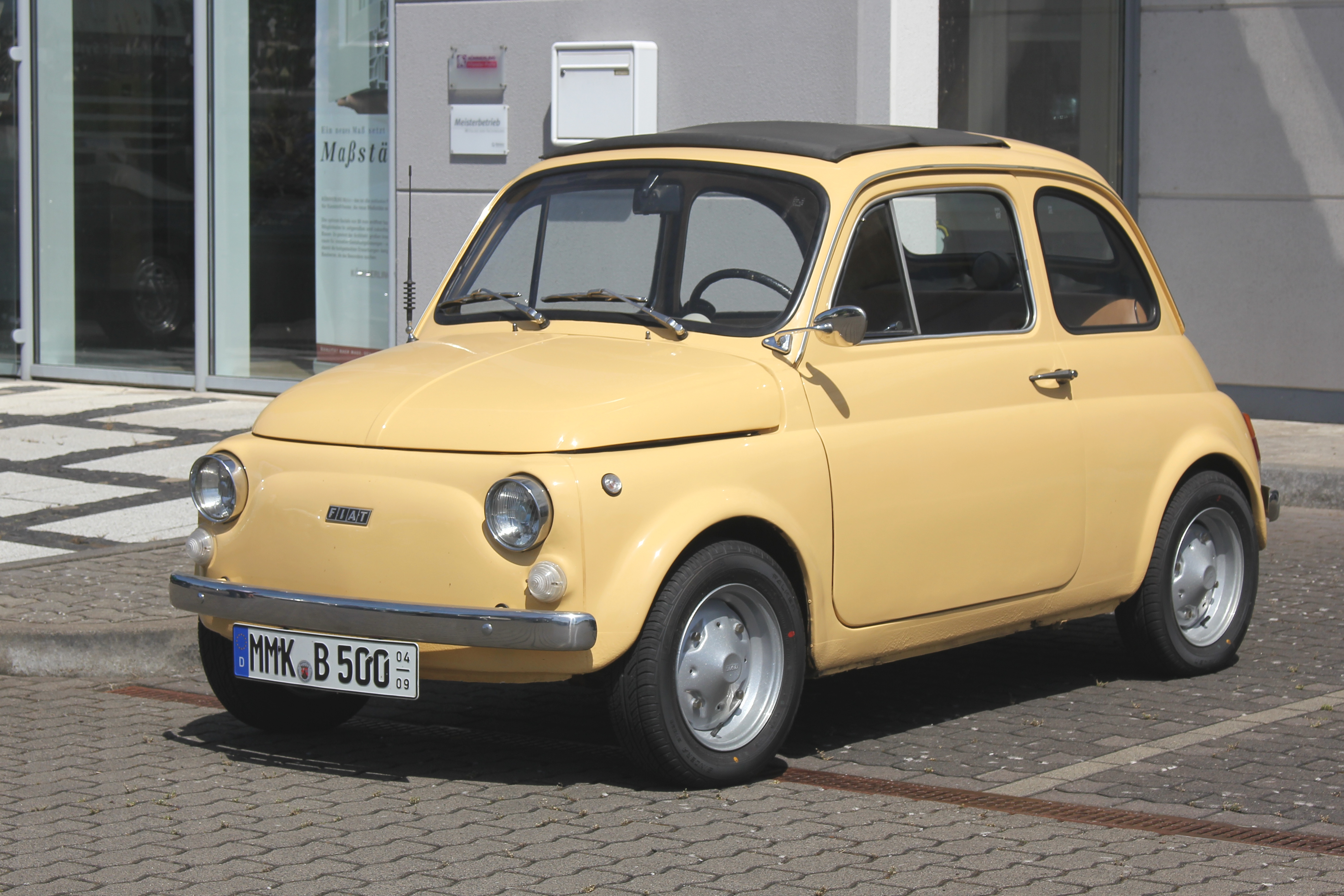
Fiat Nuova 500, Kleinwagen 1957 bis 1975

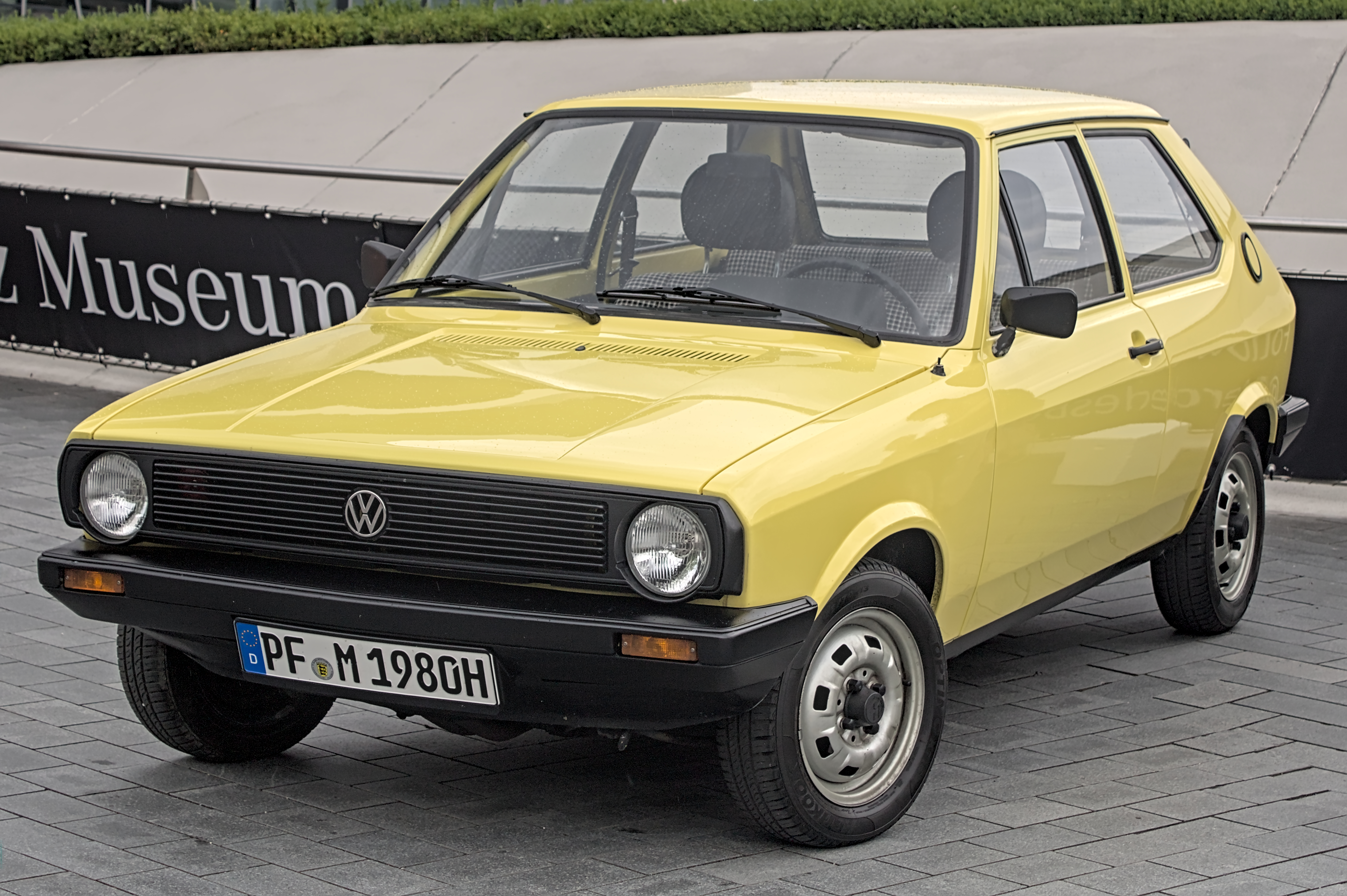
VW Polo I, Kleinwagen 1975 bis 1981

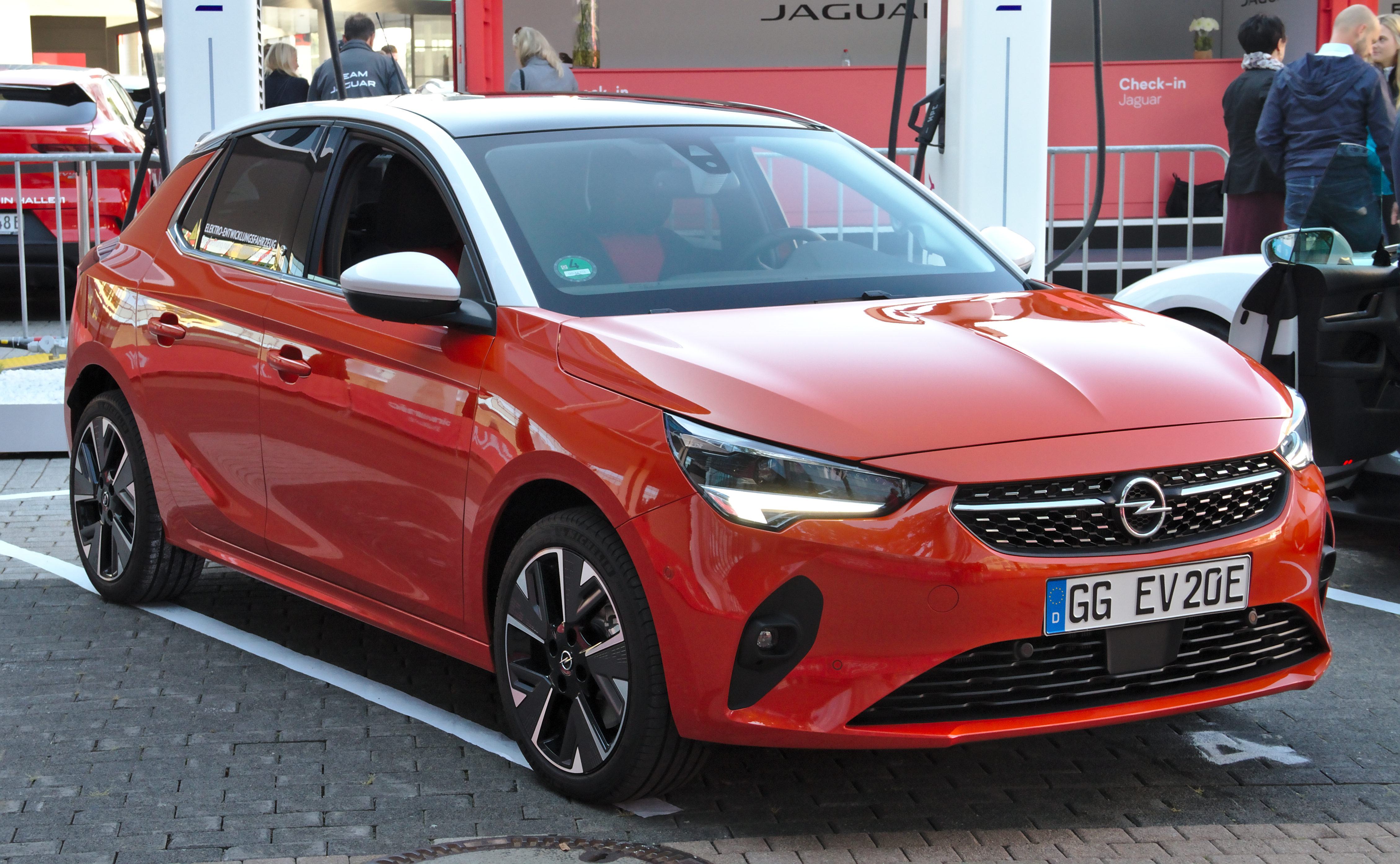
Kleinwagen Opel Corsa-e

Die Bezeichnung Kleinwagen steht im 21. Jahrhundert für ein europäisches Fahrzeugsegment einer Pkw-Fahrzeugklasse oberhalb der Kleinstwagen und unterhalb der Kompaktklasse. In den Fahrzeugsegmenten der Europäischen Kommission bilden Kleinwagen das B-Segment. Typische Vertreter sind der VW Polo, der Opel Corsa, der Škoda Fabia und der Toyota Yaris.
In den 1950er und 1960er Jahren stand die Bezeichnung Kleinwagen für deutlich kleinere Fahrzeuge, die Gattung oberhalb der Rollermobile. Charakteristisch für Kleinwagen war damals ein Zweizylindermotor mit einem Hubraum von ca. 600 bis 700 cm³ und einer Motorleistung zwischen 20 und 30 PS (15 bis 22 kW). Typische Vertreter waren der NSU Prinz, der Lloyd Alexander sowie die BMW-Modelle 600 und 700.

## Geschichte
In den ersten Jahren nach dem Krieg waren die meisten Personenkraftwagen für den größten Teil der Bevölkerung zu teuer. Deshalb versuchten in den 1950er-Jahren zahlreiche Hersteller mit verschiedenen kleinen Fahrzeugtypen, den Bedarf an massentauglichen, erschwinglichen Pkw abzudecken. Zu den ersten Kleinwagen zählen der Gutbrod Superior 600 und der Citroën 2CV, jeweils ab 1949 produziert. Typische Vertreter waren später die Lloyds, der NSU Prinz, das Goggomobil sowie die BMW-Modelle 600 und 700. In der DDR erachtete man diese Kleinwagen-Baumuster ebenso wie die Rollermobile als unzweckmäßig und beschleunigte daher die Entwicklung eines familientauglichen Pkw zur Massenmotorisierung, wobei man sich am Lloyd Alexander orientierte. Heraus kam dabei der ab 1958 produzierte Trabant, der ähnlich wie der Citroën 2CV konzeptionell fortschrittliche Merkmale in dieser Klasse aufwies – quer eingebauter Frontmotor, Frontantrieb sowie einer Fahrgastzelle, die vier erwachsenen Personen und Gepäck (Kofferraum: 415 l) Platz bot. Charakteristisch für Kleinwagen der späten 1950er-Jahre war ein Zwei- oder Viertaktmotor mit einem Hubraum von 500 bis 850 cm³ und einer Motorleistung zwischen 10 und 30 PS. Eine Sonderstellung nahm der VW Käfer ein. Er lässt sich wegen des großen Hubraums zwar als Wagen der Unteren Mittelklasse einordnen, Preis, Platzangebot und die Leistung lagen jedoch fast auf Kleinwagen-Niveau. Einen Meilenstein setzte in Europa 1959 der Mini mit seiner neuartigen Karosserieformgebung – ein Steilheck (Vollheck), das kürzer war als bei Stufenheck-Limousinen. Der Preis des Mini war relativ hoch, er war deutlich teurer als ein VW Käfer. Ähnliche Fahrzeuge entstanden wie der Suzuki Suzulight TL, später Honda N600 und Autobianchi A112. Der erste fünftürige Kleinwagen war 1961 der Renault 4. Mit den Baumustern der 1960er-Jahre wurden Kleinwagen mit Frontantrieb und Kompaktbauweise zu familientauglichen Pkw qualifiziert. In der Bundesrepublik Deutschland hielt VW bis 1974 am Käfer fest. In der DDR wurde fortschrittlichen Kleinwagen-Prototypen wie dem Trabant 603 trotz Viertaktmotor und Kompakt-Karosserie die Serieneinführung politisch verwehrt. In Frankreich, Großbritannien und Italien setzte sich diese Bauweise schneller durch als in Deutschland, wo ab Mitte der 1970er Jahre Audi 50, VW Polo, Ford Fiesta und später der Opel Corsa die Trendwende brachten.

## Bauformen

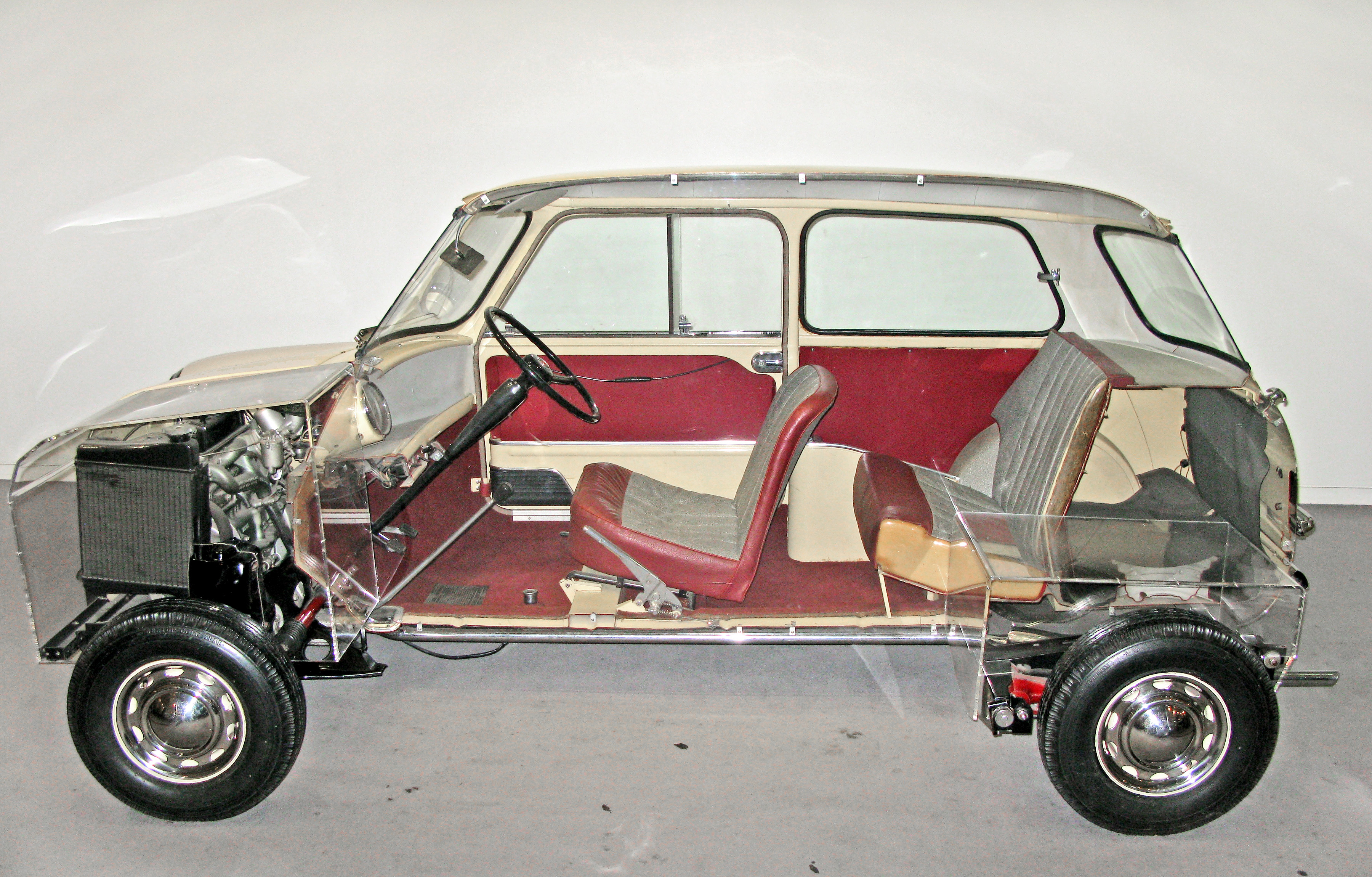
Die charakteristische Bauart von Kleinwagen am Beispiel des Minis

Fahrzeuge mit Schrägheck waren bis in die 1970er-Jahre selten. Aus praktischen Erwägungen setzte sich diese unter anderem am Austin Mini verwirklichte Bauform für Fahrzeuge im unteren Segment dann weitgehend durch. Varianten mit Stufenheck spielen auf dem deutschen Markt keine Rolle mehr, dennoch existieren von zahlreichen Kleinwagenmodellen solche Ableger, die oft unter einem eigenständigen Modellnamen angeboten werden oder wurden (Polo/VW Derby). Kleinwagen werden in den südlichen Ländern zu einem höheren Anteil als Familienauto genutzt und benötigen in dieser Funktion einen großen Kofferraum und möglichst vier Türen, was die größere Verbreitung der Stufenheckvarianten erklärt. Diese verlängerte Bauform wird von Herstellern auch als Plattform für Kleinwagenkombis genutzt. Kombis sind jedoch deutlich weniger verbreitet als in der Kompaktklasse. Einige Kleinwagen waren Basis für Kastenwagen.
Nahezu alle heutigen Kleinwagen haben Frontantrieb und einen quer eingebauten Motor – diese Bauform wurde erstmals am DKW F 1 im Jahr 1931 verwirklicht. Es zog sich bis in die 1970er hin, ehe sich dieses vorteilhafte Konzept bei den Kleinwagen endgültig durchsetzte. Der Zweitaktmotor des wegweisenden DKW wurde hingegen Anfang der 1960er vom Viertaktmotor verdrängt. (Nur der Trabant hatte, bedingt durch die fehlende Unterstützung der DDR-Regierung für eine Modernisierung der Autoproduktion, bis 1990 einen Zweitaktmotor.) Das Leistungsvermögen der Motoren steigerte sich immer weiter. Waren in den 1950ern noch 7 bis 25 kW Leistung üblich, sind gegenwärtig kaum noch Kleinwagen mit weniger als 40 kW erhältlich. Ein Teil der Leistungszunahme wurde jedoch durch das immer größer gewordene Leergewicht kompensiert.

## Marktsituation im 21. Jahrhundert
Einige Aspekte sprechen für einen Kleinwagen. Die geringen Abmessungen nehmen wenig Verkehrsfläche in Anspruch, was vor allem in Ballungsräumen von großer verkehrspolitischer Bedeutung ist. Vorzüge sind ferner die große Wendigkeit und vergleichsweise einfache Parkplatzsuche.
Der Kraftstoffverbrauch ist heute kein Argument mehr für einen Kleinwagen. Ein VW Polo V wiegt zum Beispiel nur unwesentlich weniger als ein VW Golf VII (Polo ab 1067 kg; Golf ab 1205 kg = nur 13 Prozent mehr; das hohe Gewicht ist maßgeblich eine Folge der gewünschten Crashsicherheit, siehe auch Euro NCAP); beide Modelle sind mit 1,2-Liter- und 1,4-Liter-Motor erhältlich. Angesichts des Downsizings spielen Unterschiede in der Besteuerung durch Hubraumunterschiede allenfalls eine unbedeutende Rolle. Kleinwagen sind oft in einer ungünstigeren Kfz-Versicherungsklasse als etwas größere Modelle.
Kleinwagen bieten inzwischen ein deutlich höheres Maß an Insassenschutz als zum Beispiel im Jahr 2000. 
Seit 1. November 2014 ist ESP EU-weit für jedes neu verkaufte Auto vorgeschrieben.
Bei vielen Kleinwagenmodellen kosten Ausstattungsvarianten wie etwa eine Klimaanlage Aufpreis; in der nächstgrößeren Klasse gehören sie zum Serienumfang. Das lässt den Listenpreisunterschied zwischen Kleinwagen und Kompaktwagen größer erscheinen als er „ausstattungsbereinigt“ tatsächlich ist.
Renault bietet mit der Zoe seit 2013 in diesem Segment auch ein rein elektrisch angetriebenes Fahrzeug mit 5 Sitzen an. 2019 folgten der Opel Corsa-e und der Peugeot e-208.
Premium-Kleinwagen geben sich sportlicher und eleganter als klassische Kleinwagen und richten sich an zahlungskräftige Kunden, die ein relativ kleines Fahrzeug wünschen. Typische Merkmale sind stärkere Motoren bereits in der Grundversion und Zweifarblackierungen. Als Pionier dieses Konzeptes in Europa gilt Autobianchi, die seit den 1950er-Jahren verschönerte Fahrzeuge auf Fiat-Basis verkauften. Der letzte Autobianchi dieser Art war der 1985 vorgestellte Autobianchi Y10, der außerhalb Italiens auch als Lancia Y10 verkauft wurde; es folgten nach 2000 Modelle im Retrodesign wie der neue Mini von BMW und der Fiat 500. Weitere Modelle sind der Alfa Romeo MiTo, der Citroën DS3, der Audi A1 und der Ford Fiesta Vignale. Der A1 hat viele Bauteile mit dem VW Polo gemein (siehe Plattform (Automobil)).
2024 wurde vom „Kleinwagen-Paradoxon“ berichtet: Kleinwagen sind zwar beliebt, werden aber wegen Umweltschutz-Auflagen immer weniger hergestellt. Es sei nicht mehr wirtschaftlich, weil durch höhere Anforderungen und Umweltstandards ein Kostenblock hinzugekommen ist, der bei kleinen Modellen nicht weitergegeben werden kann.

## Modelle
- Siehe Kategorie:Kleinwagen

## Frühere Modelle
Kein vollständiger Katalog, aber einige typische Vertreter ihrer Zeit

### 1920–1929

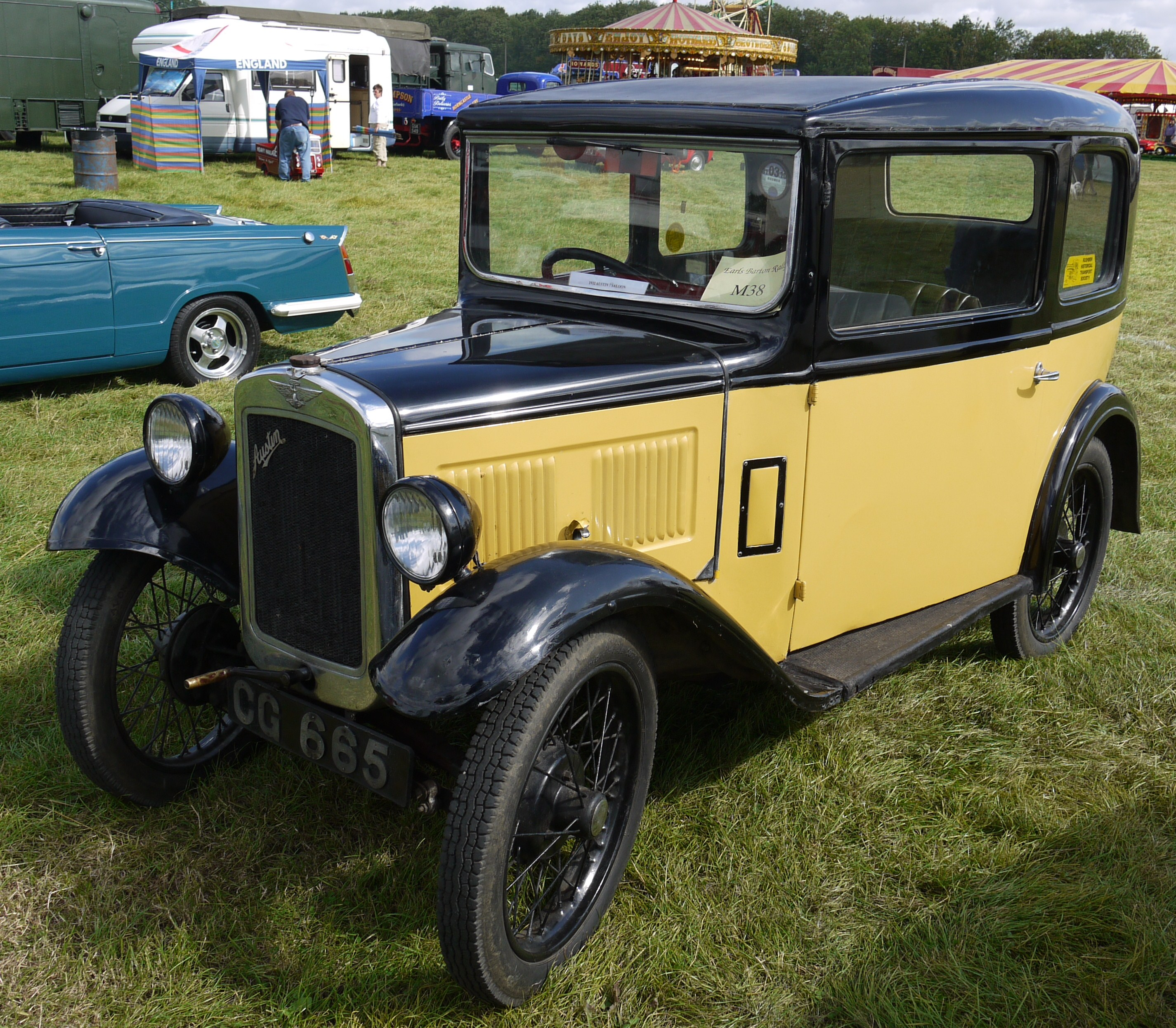
Austin 7
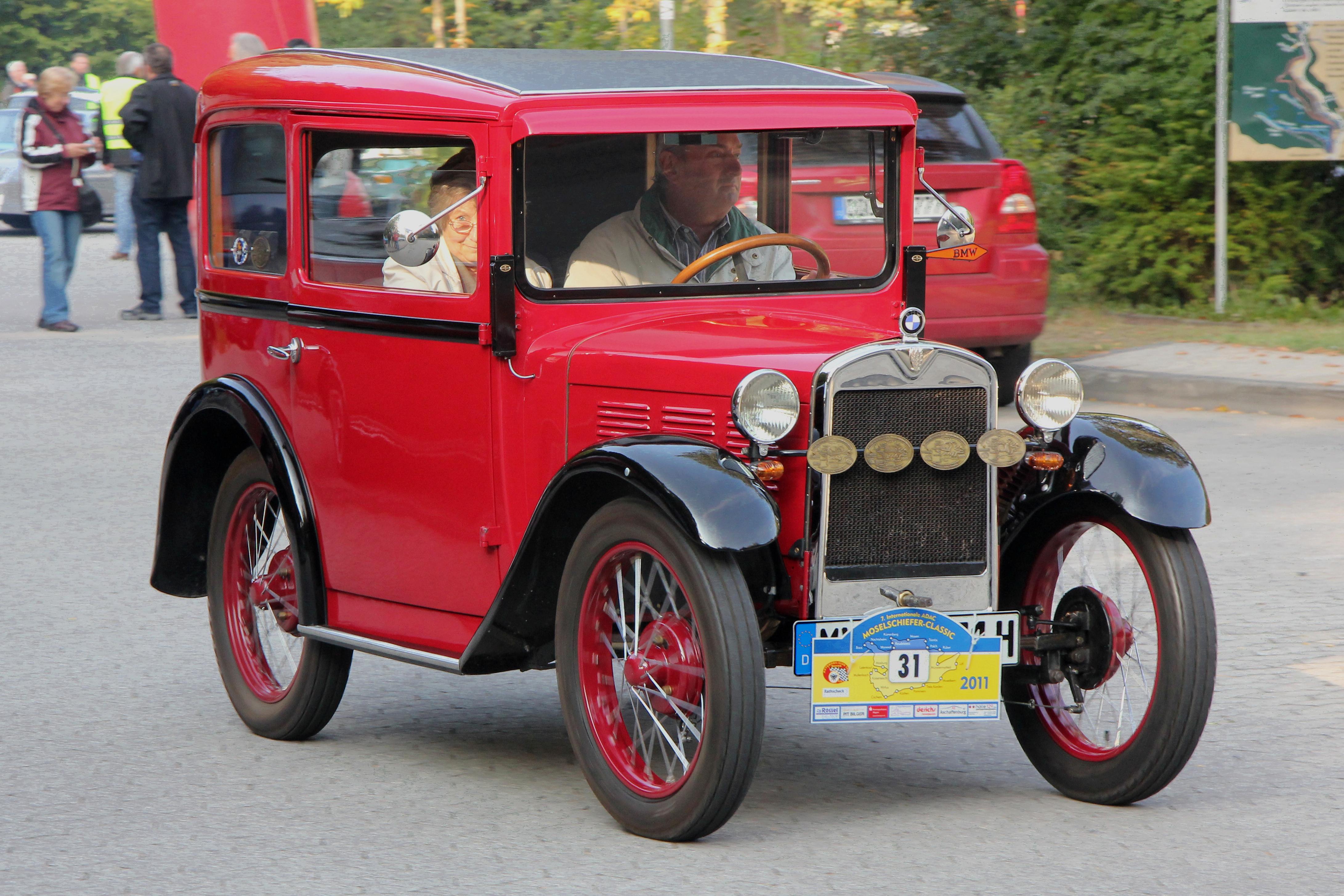
BMW DA 4
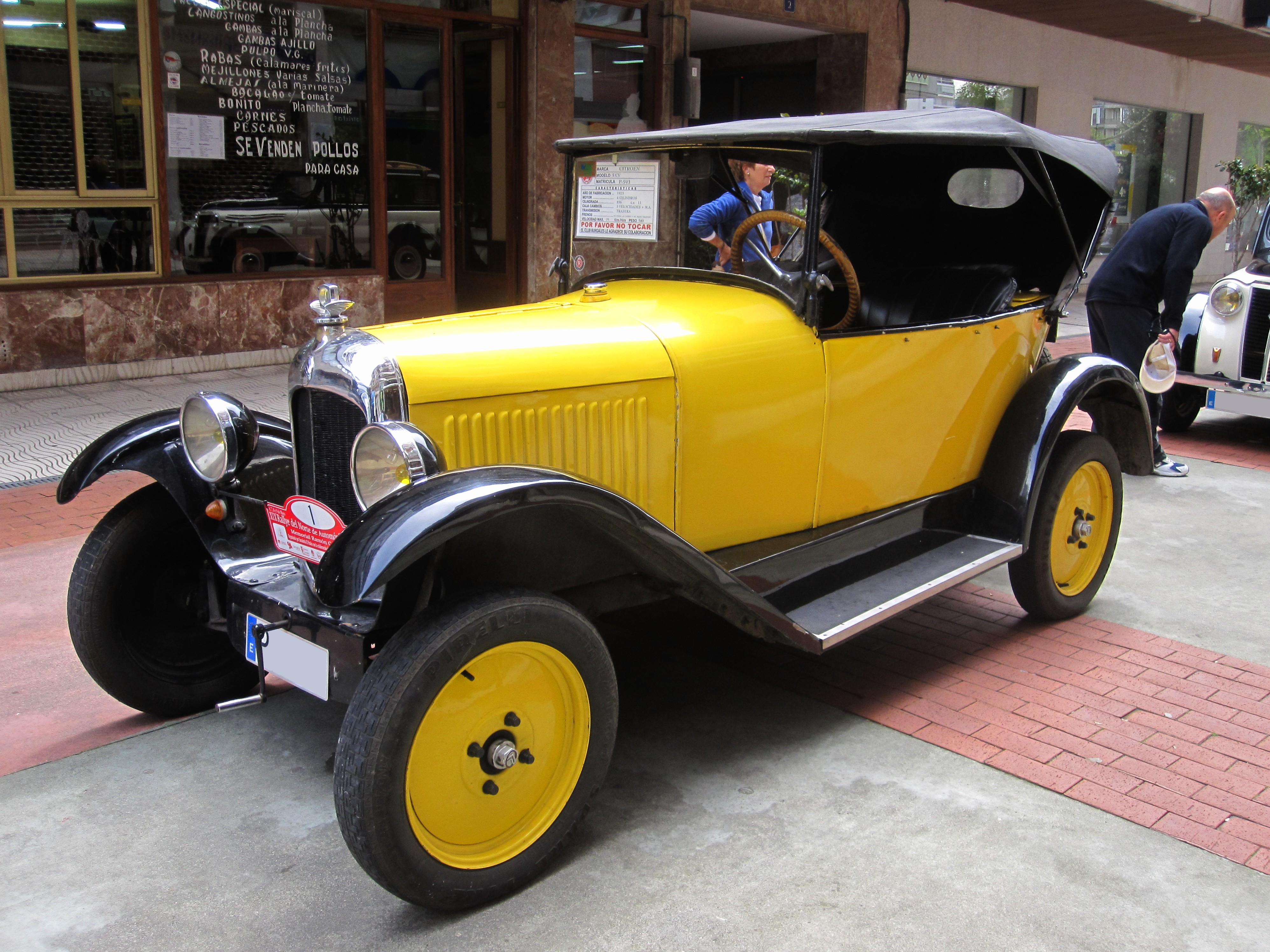
Citroën 5CV (Typ C)
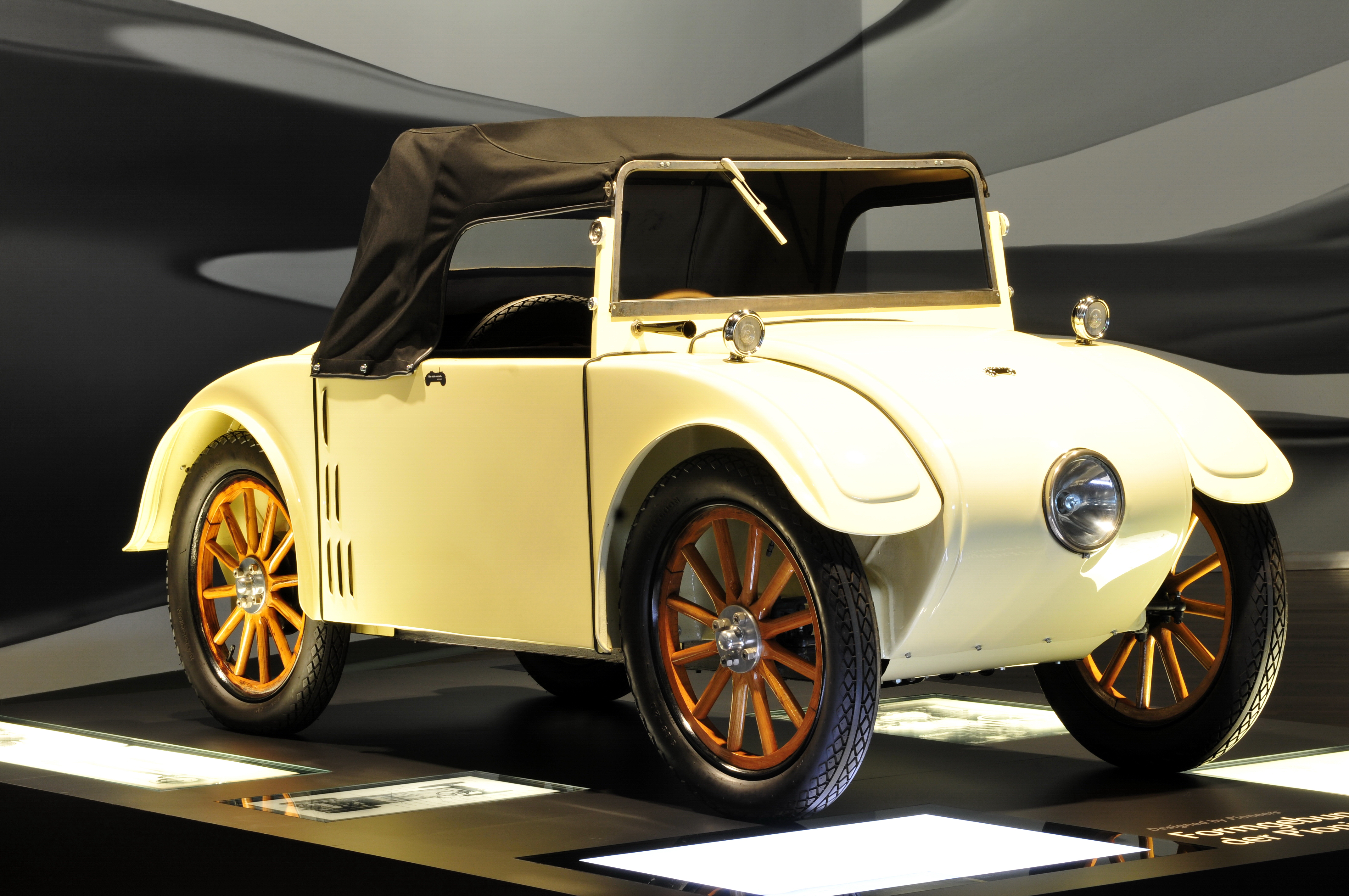
Hanomag 2/10 PS „Kommissbrot“
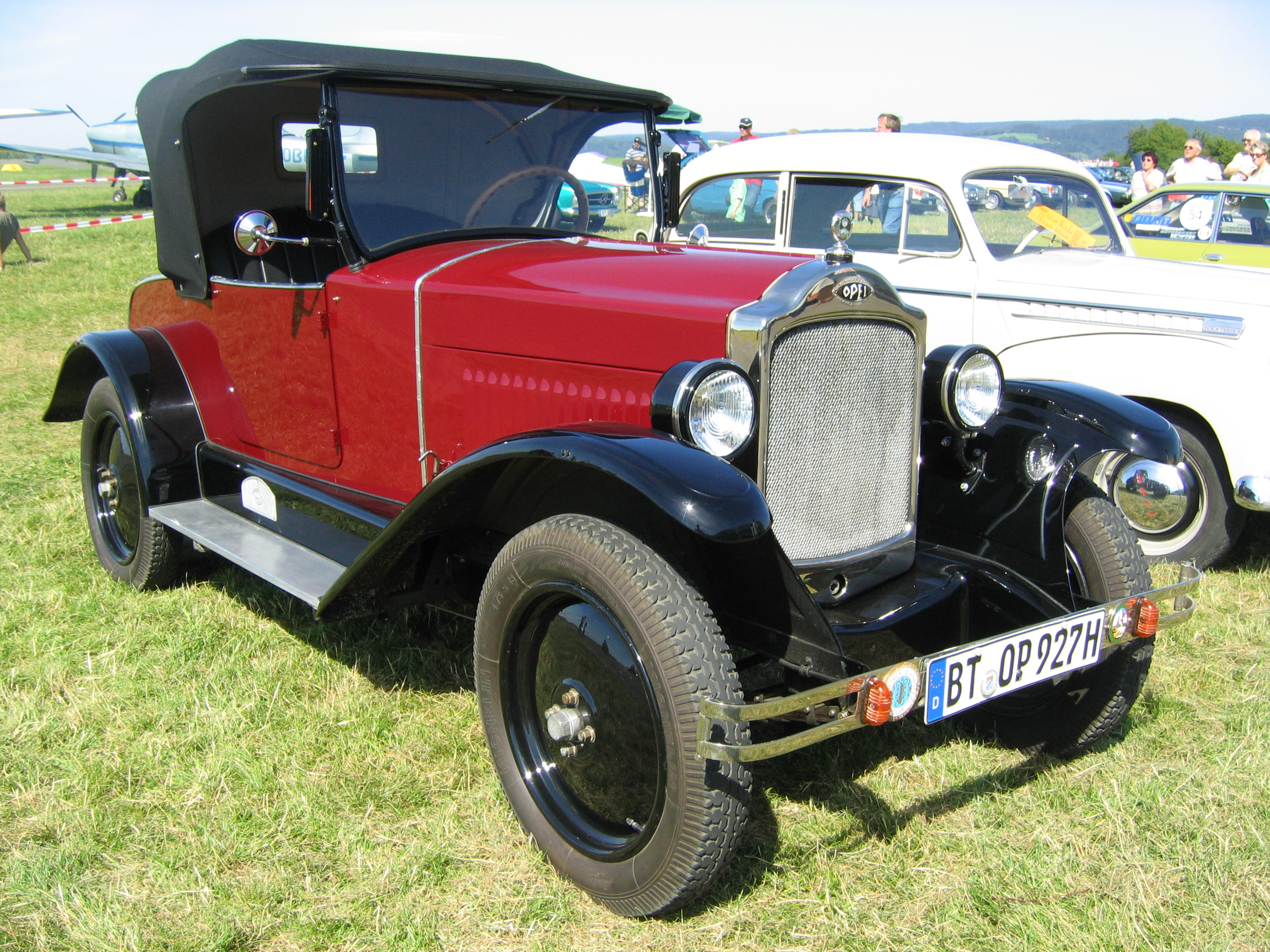
Opel 4 PS
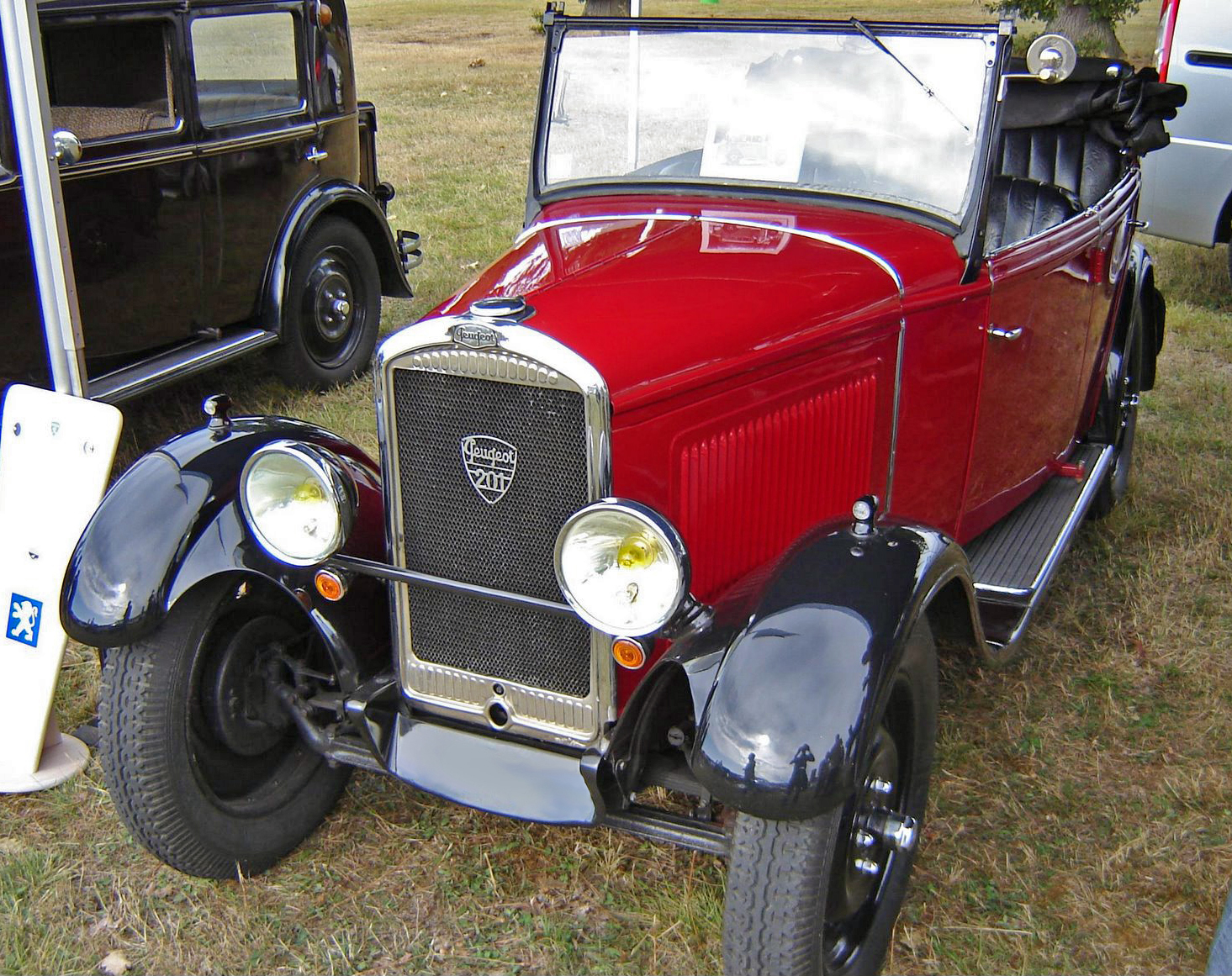
Peugeot 201

### 1930–1939

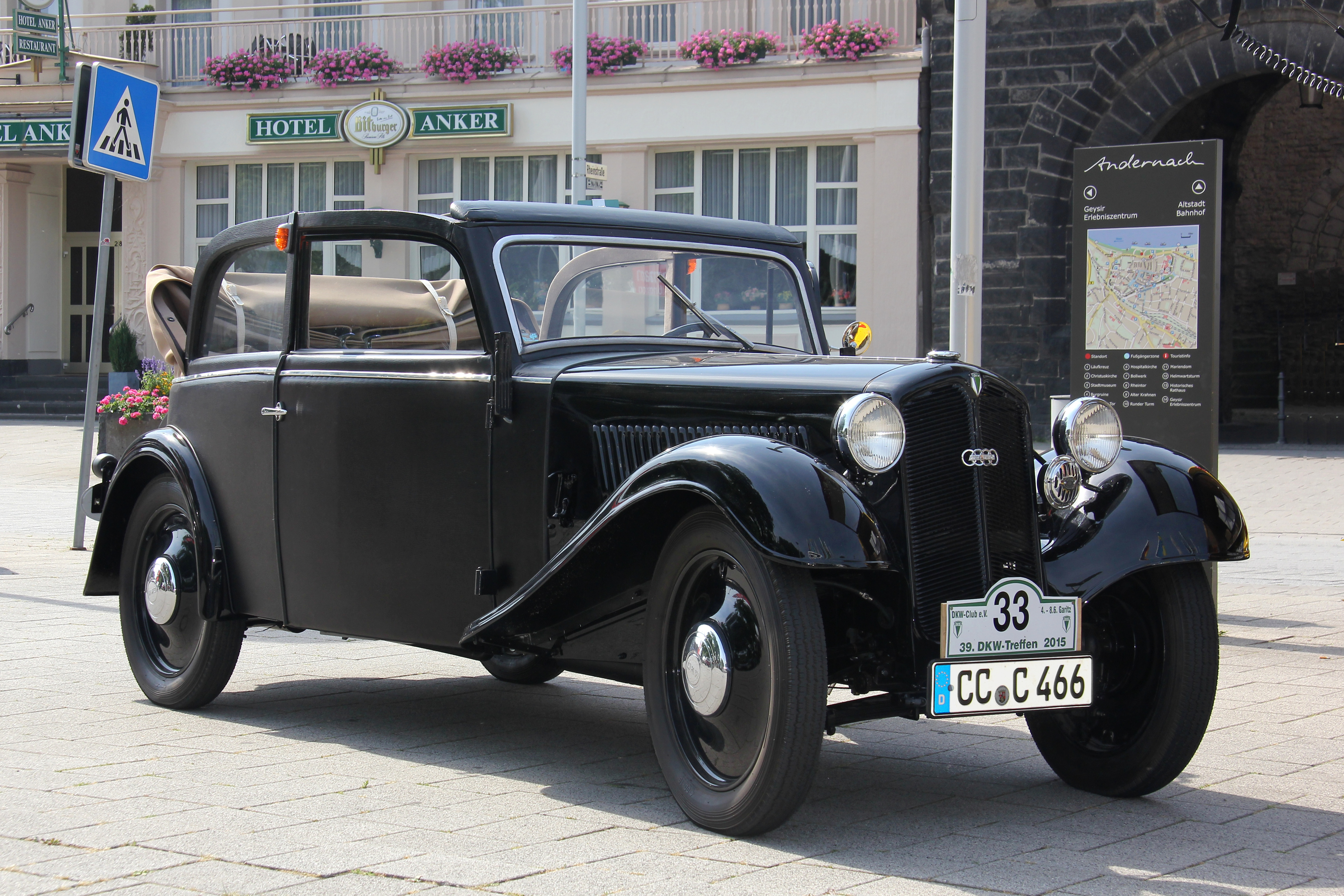
DKW F5
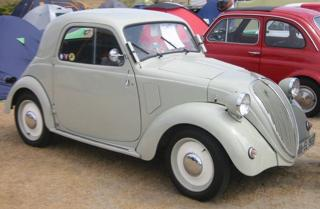
Fiat 500 „Topolino“
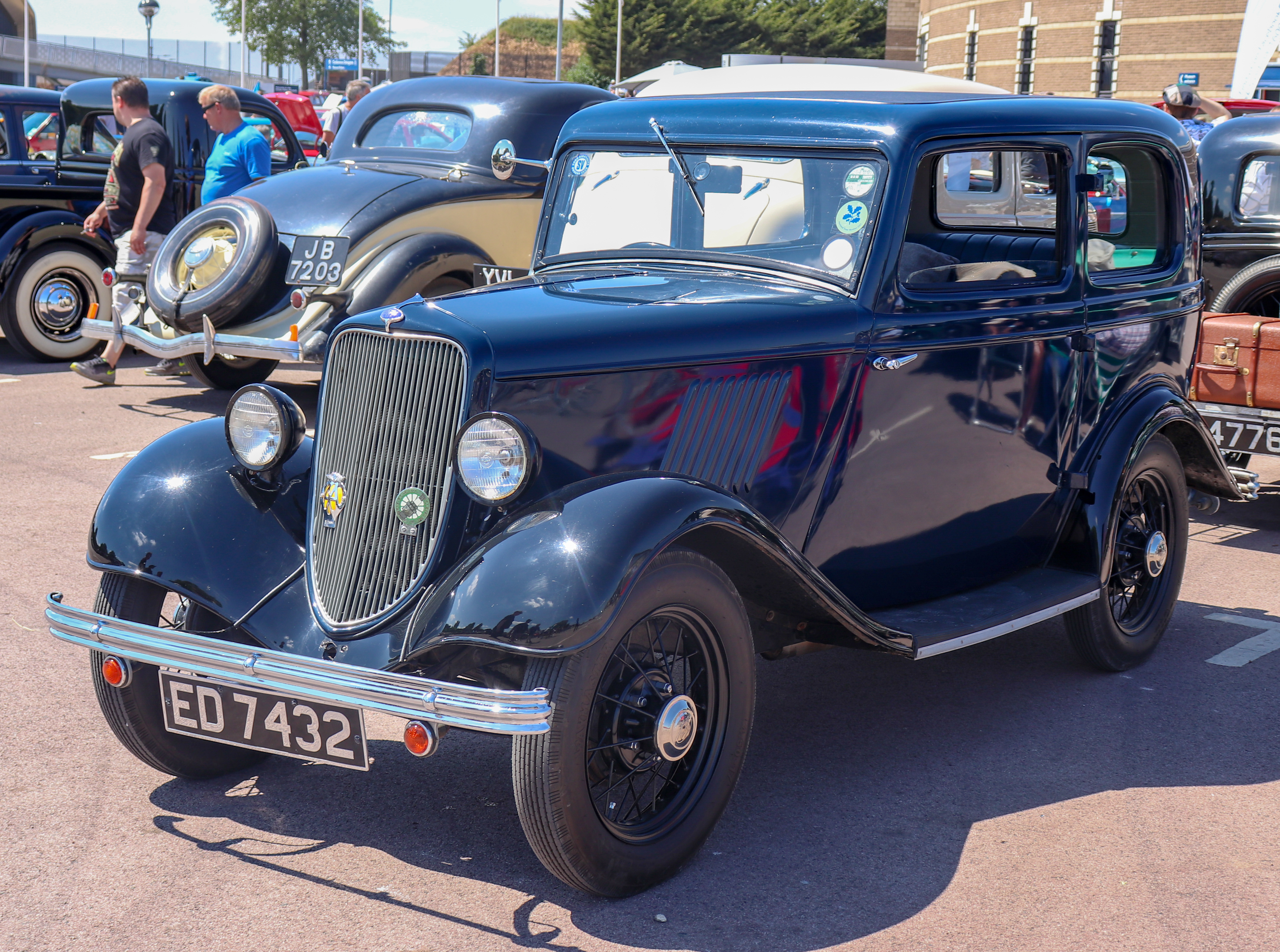
Ford Model Y
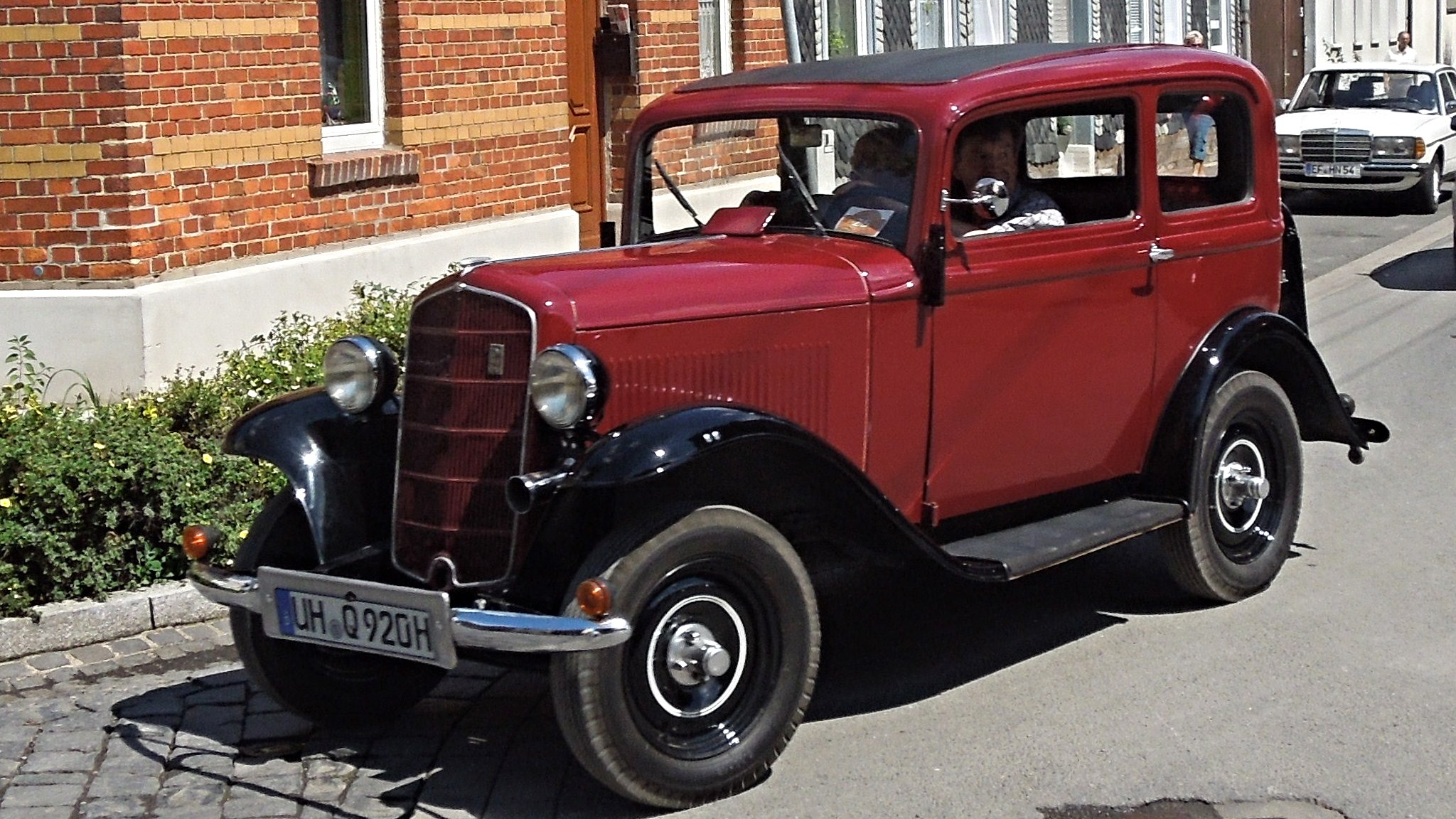
Opel P4
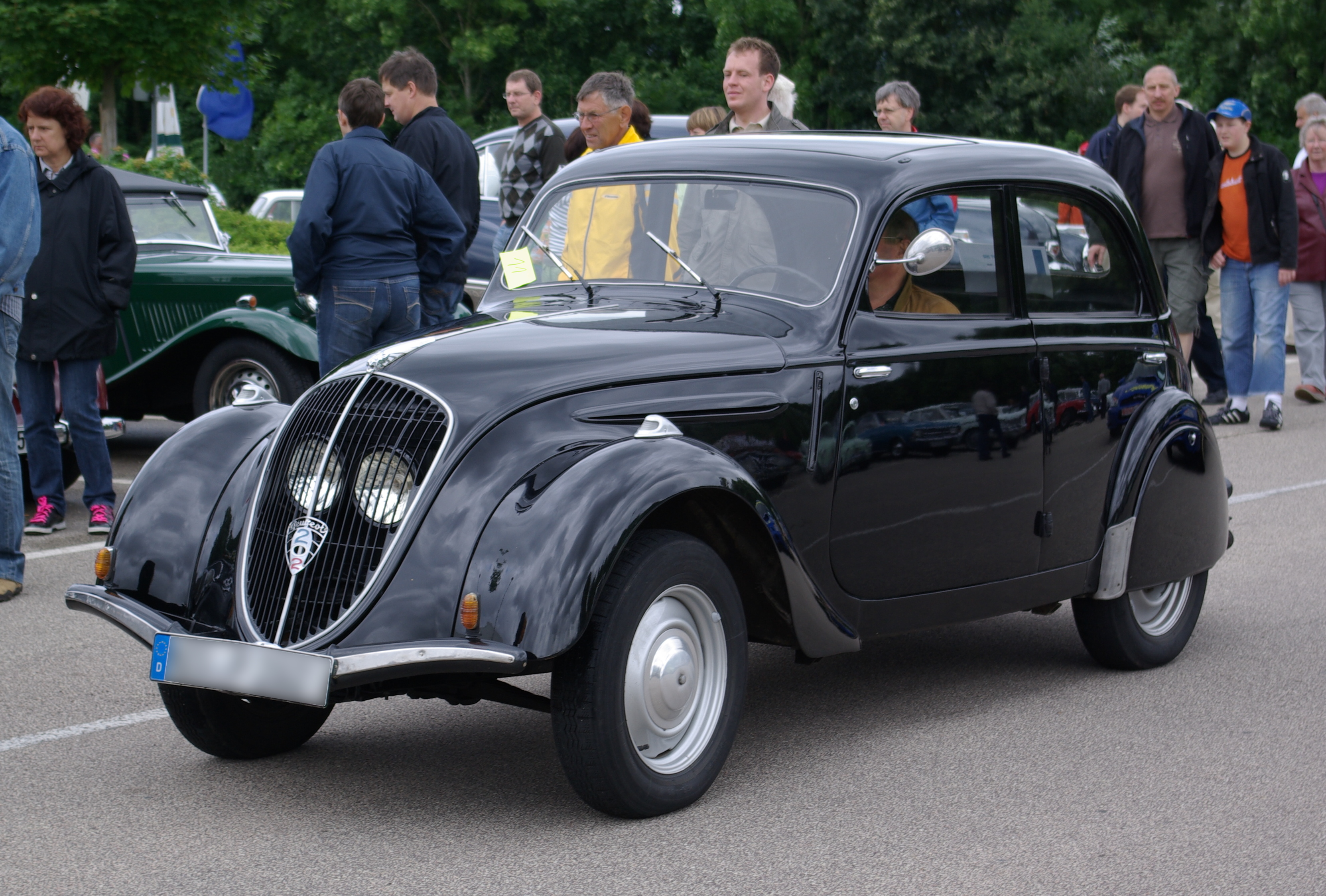
Peugeot 202
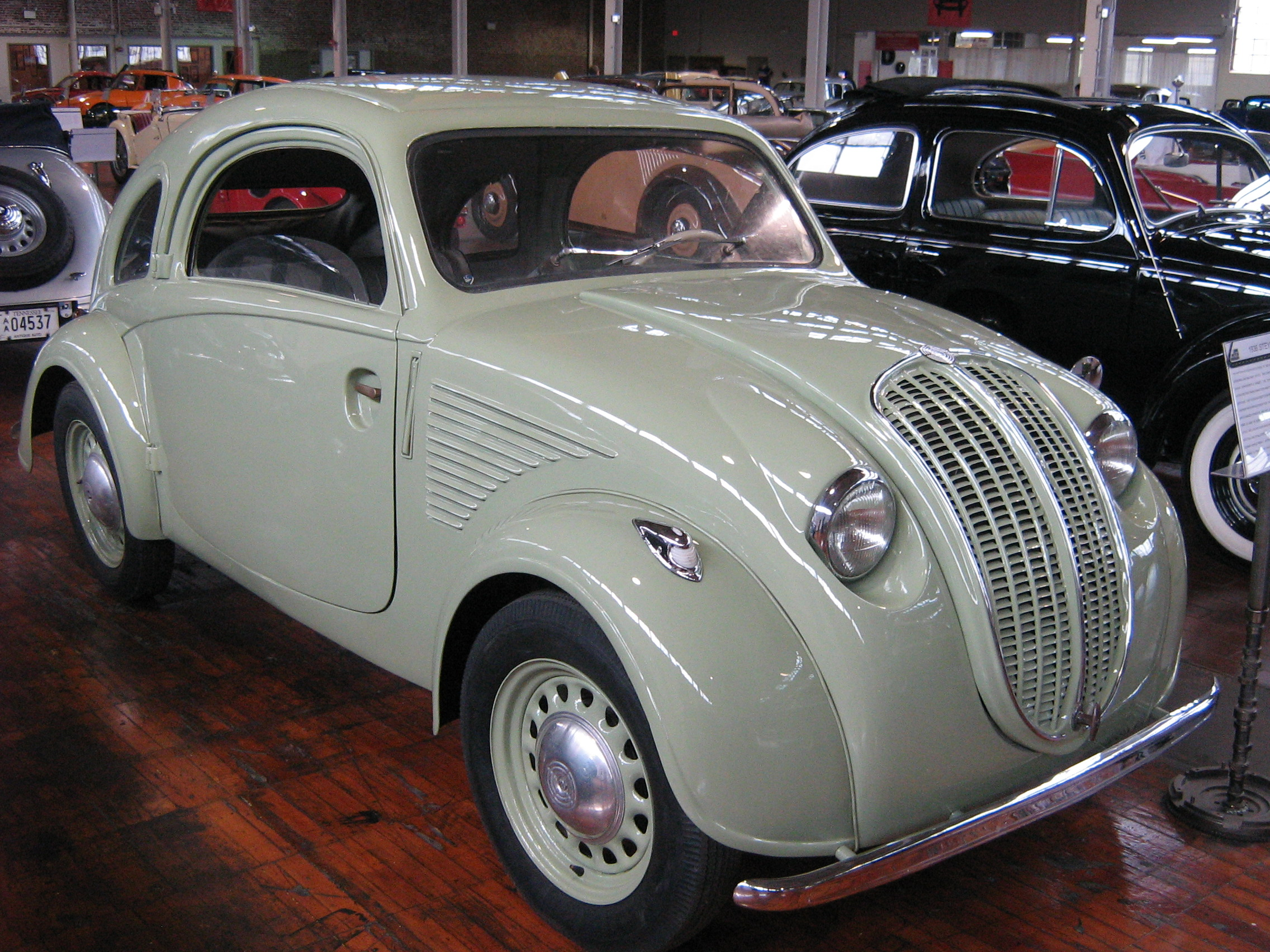
Steyr 50

### 1940–1949

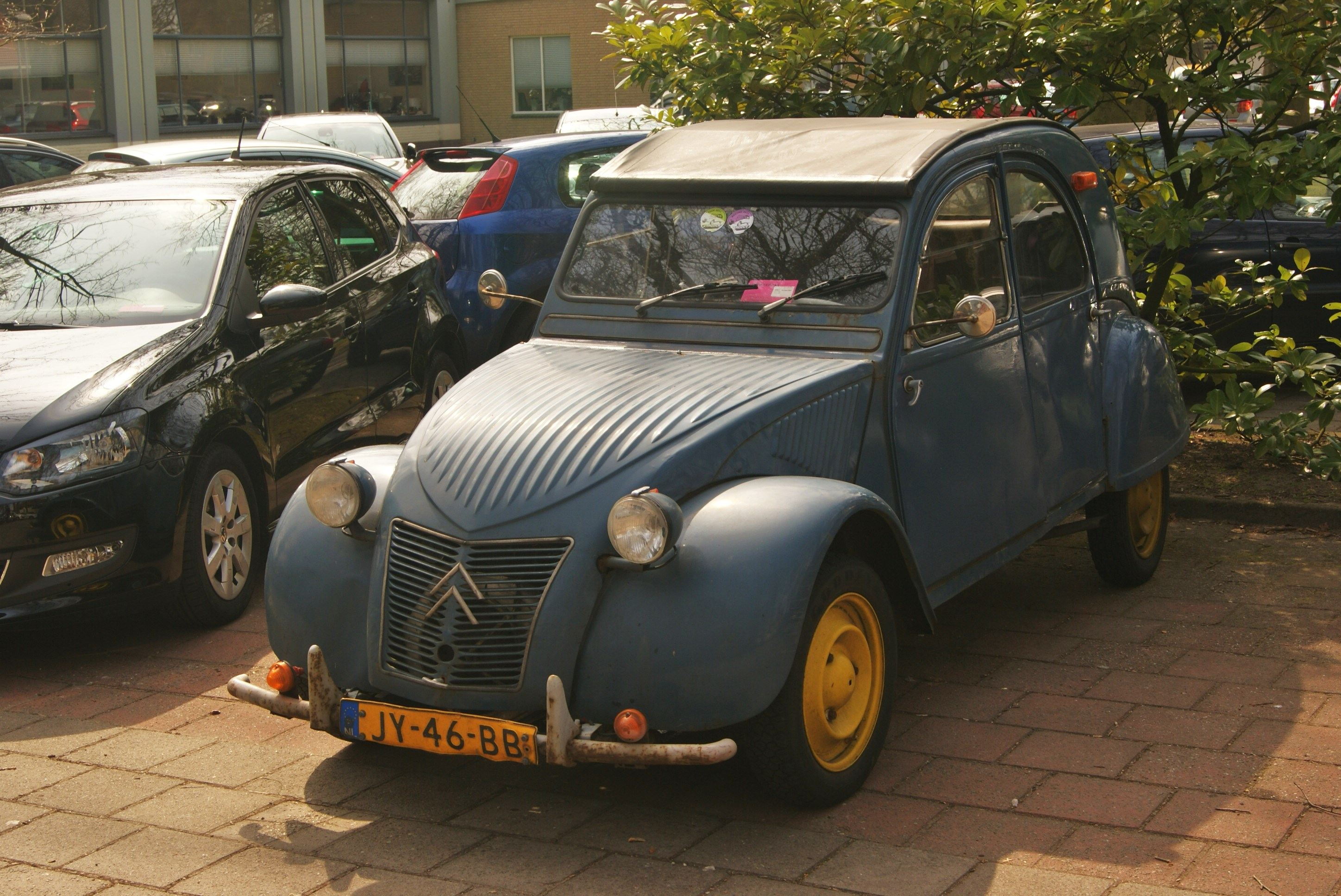
Citroën 2CV (1948)
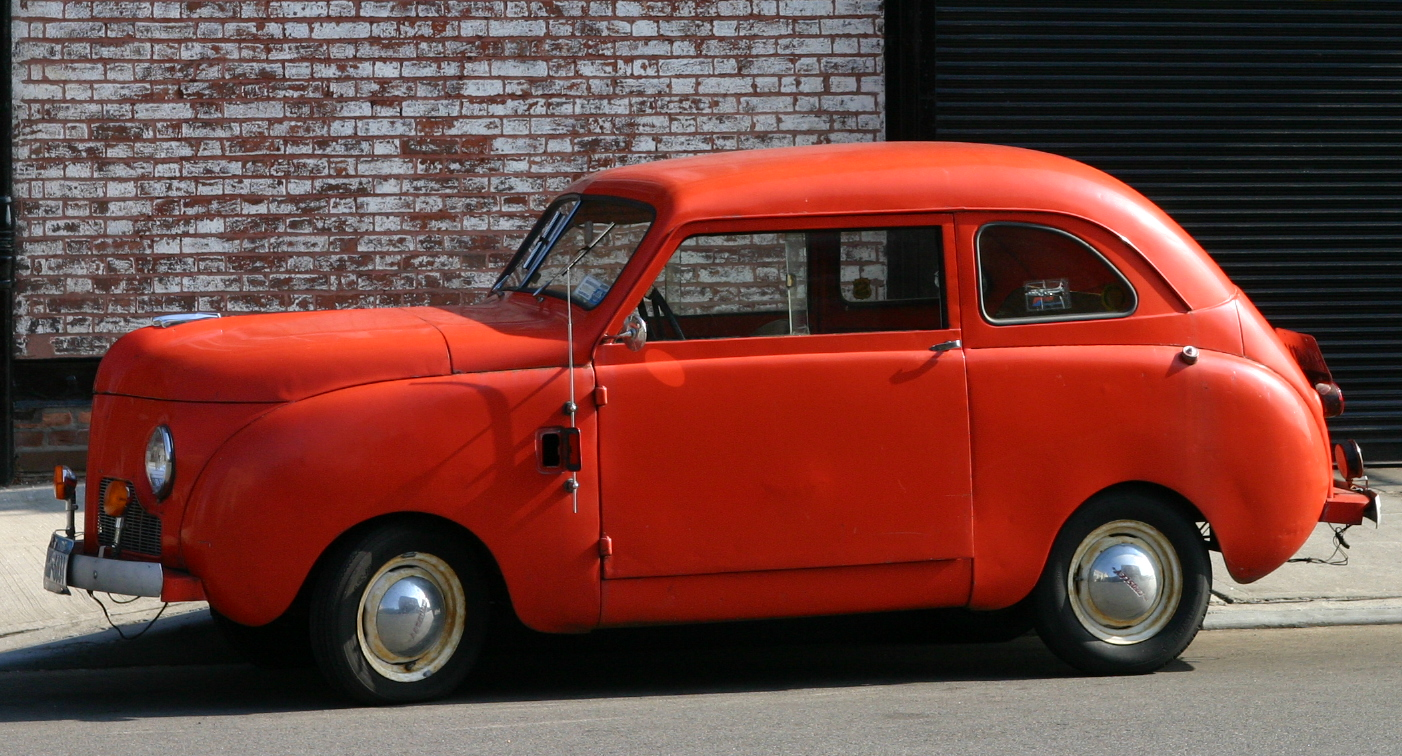
Crosley CC
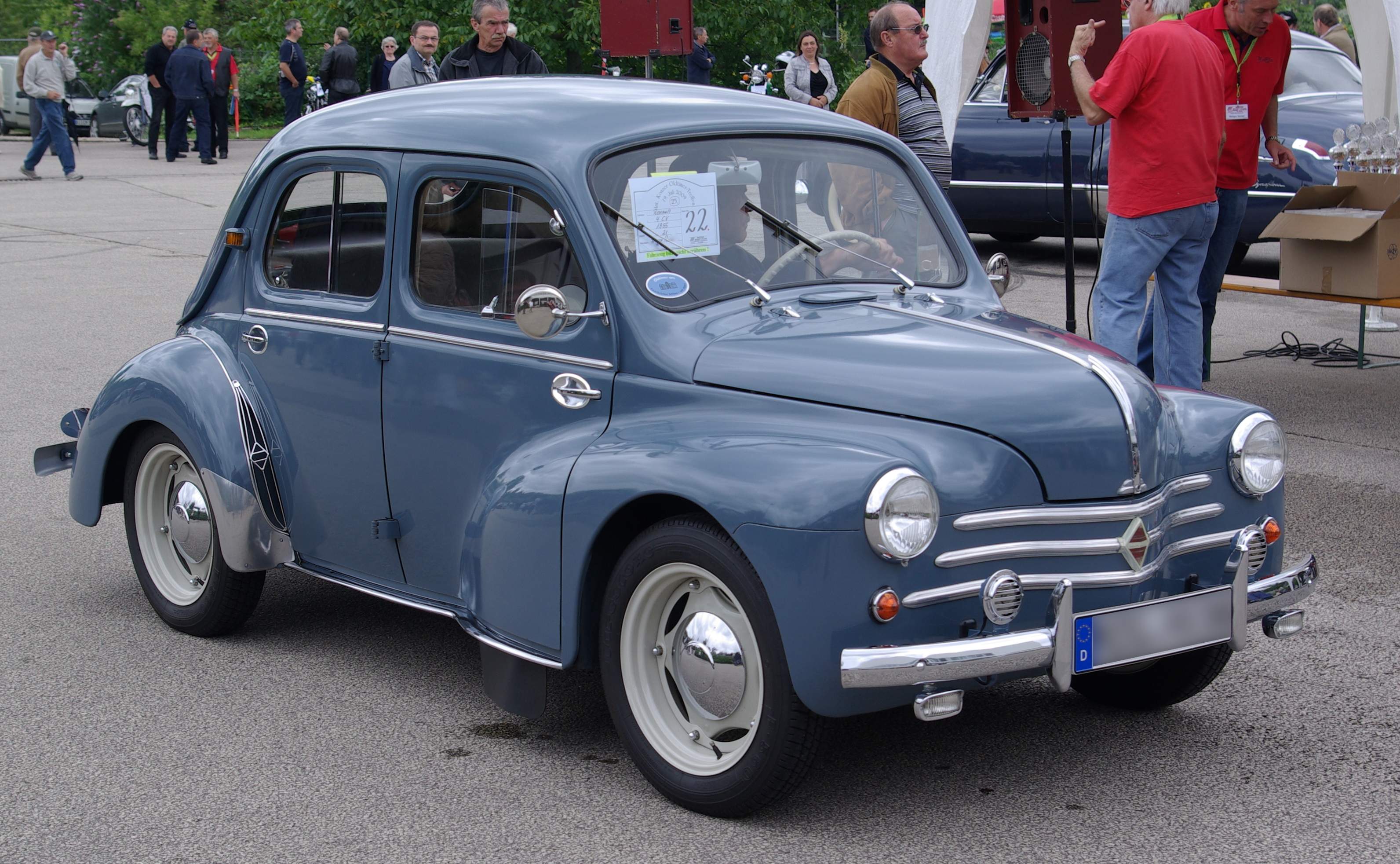
Renault 4CV

### 1950–1959

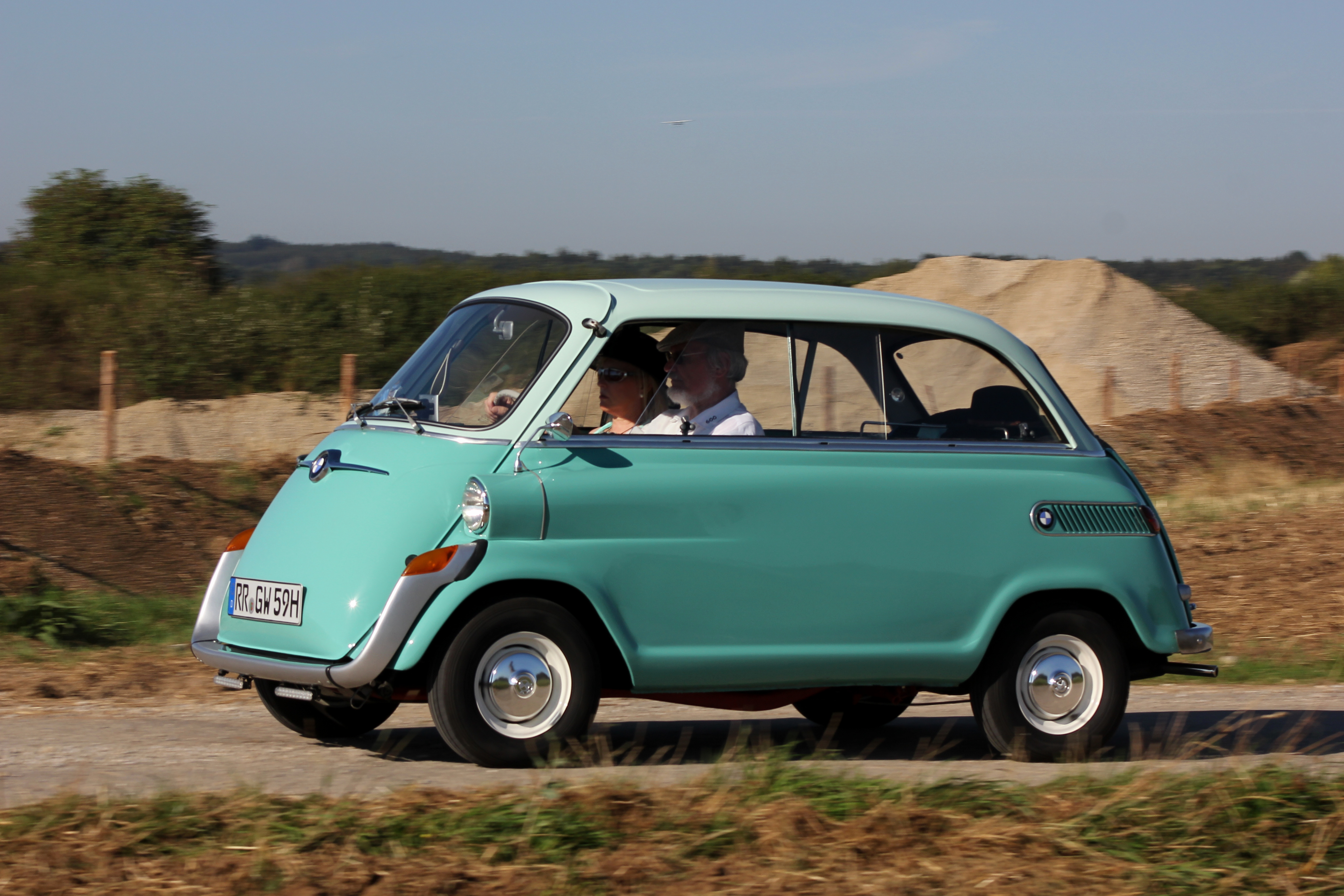
BMW 600
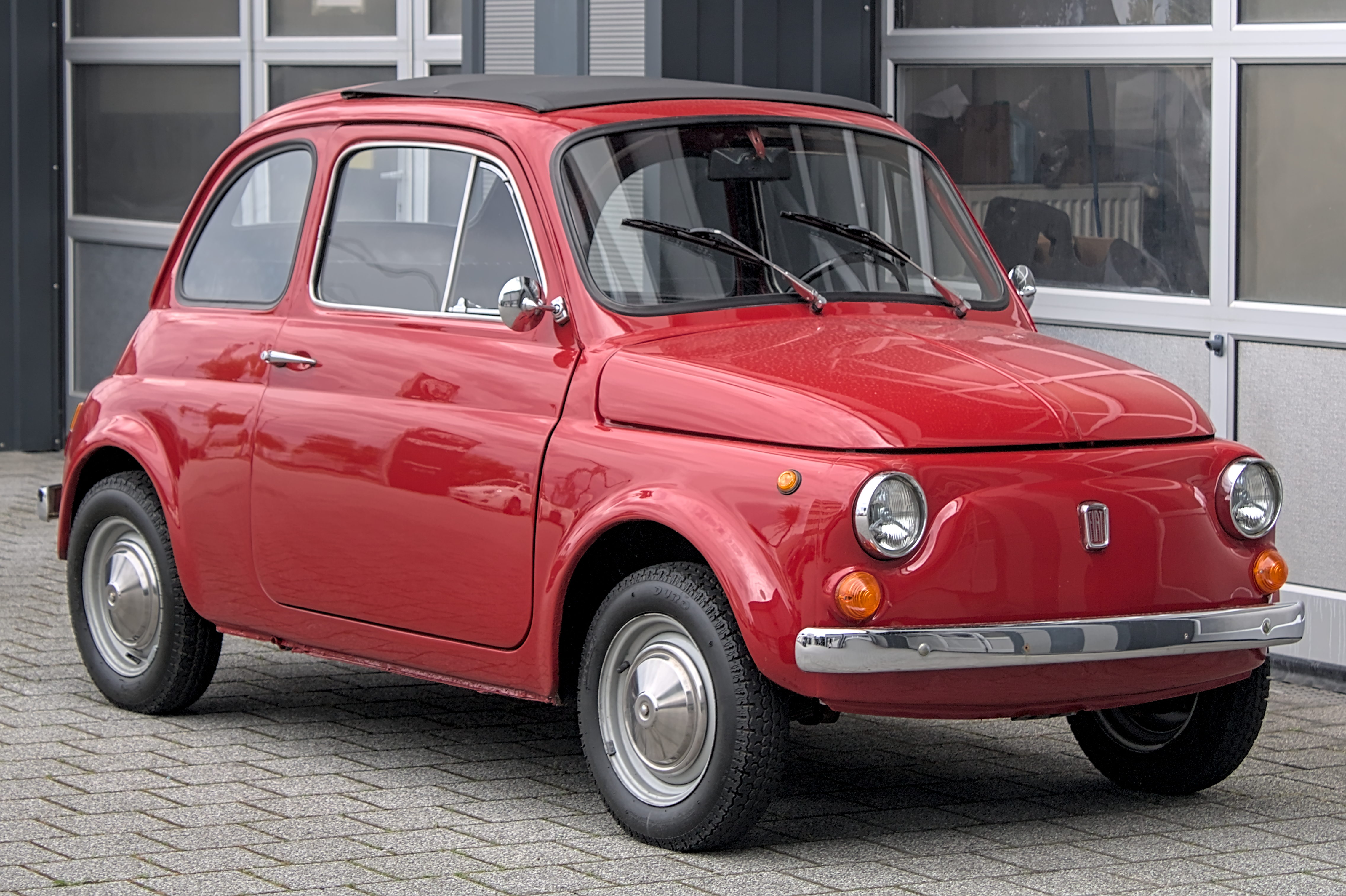
Fiat Nuova 500
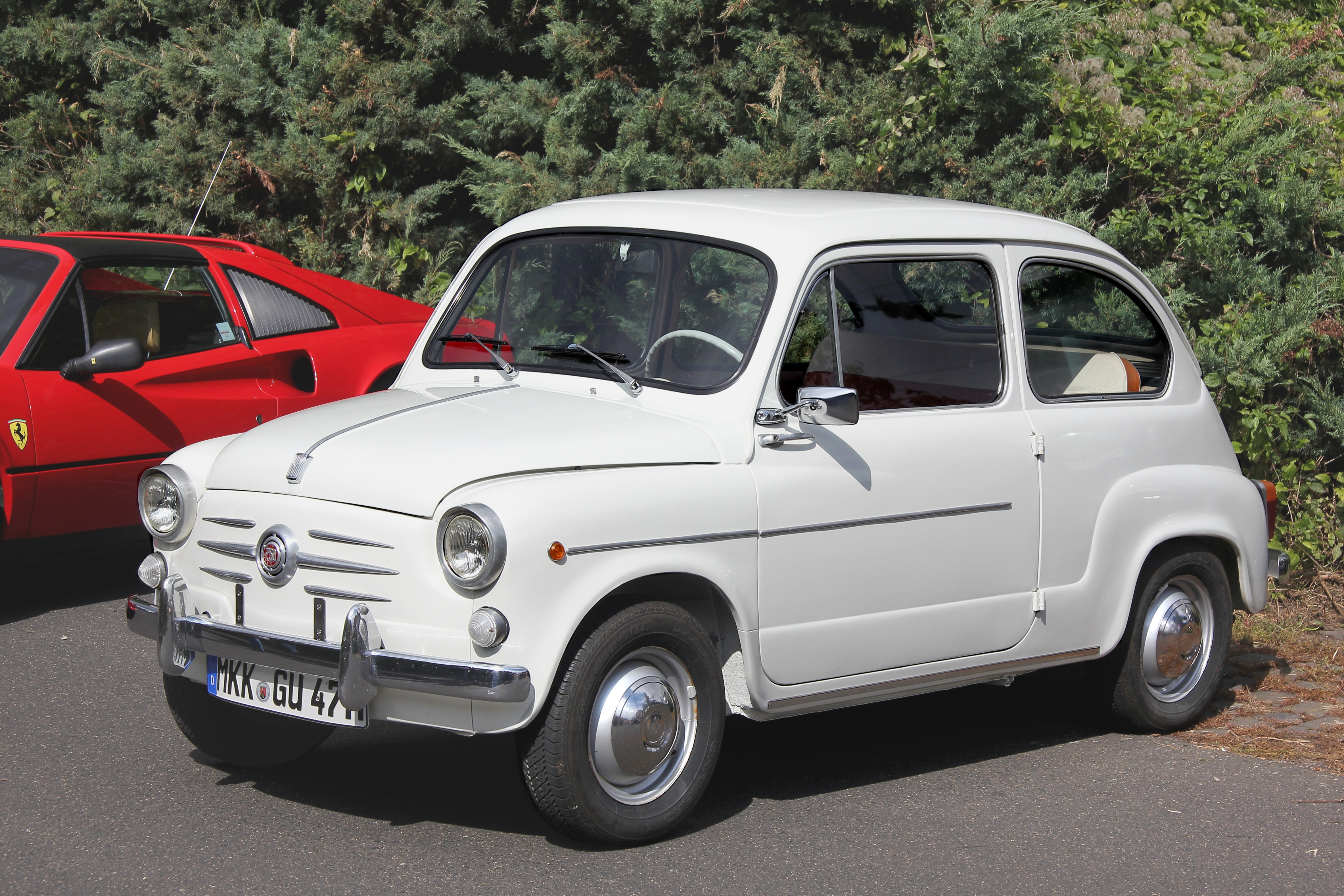
Fiat 600
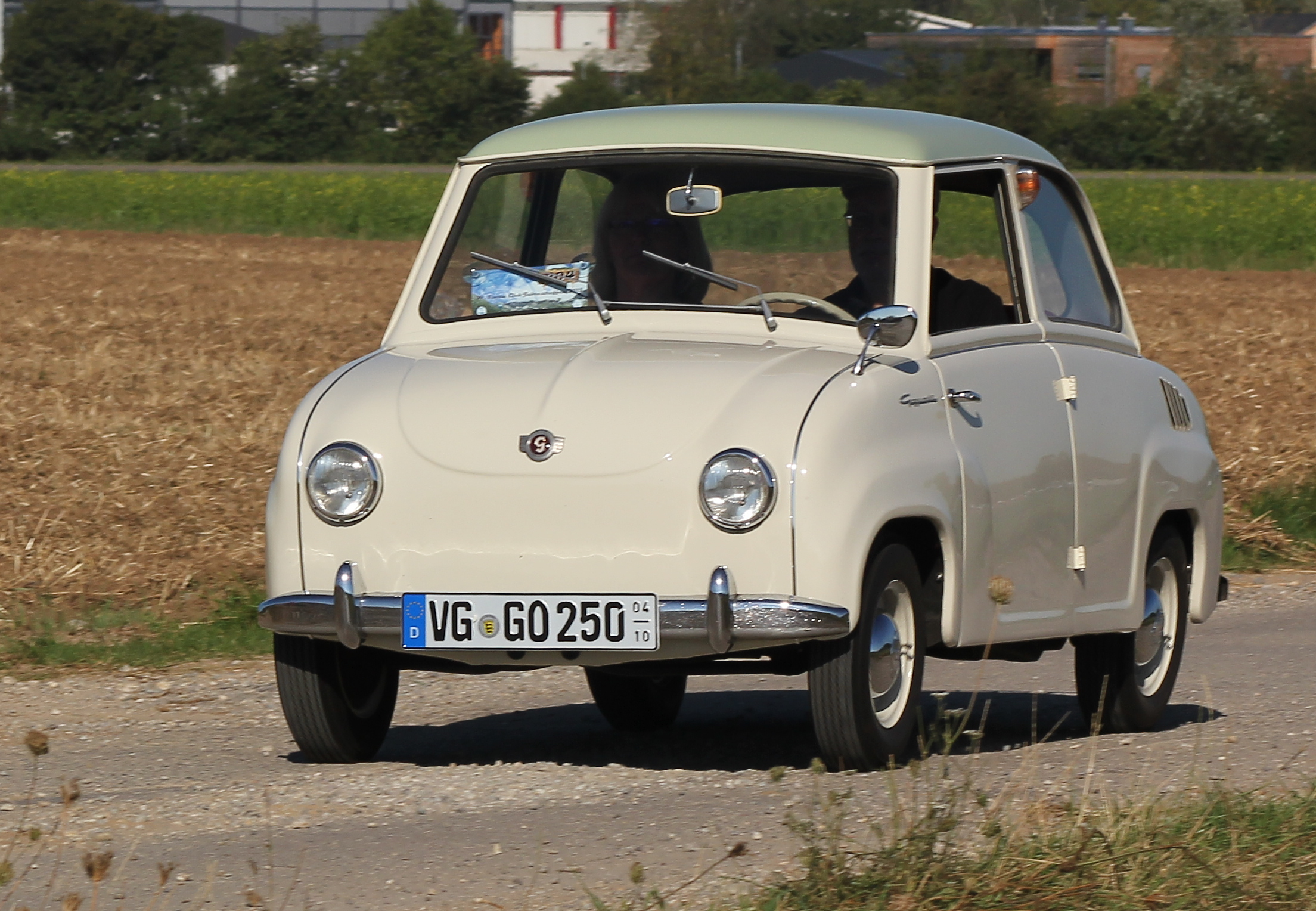
Goggomobil
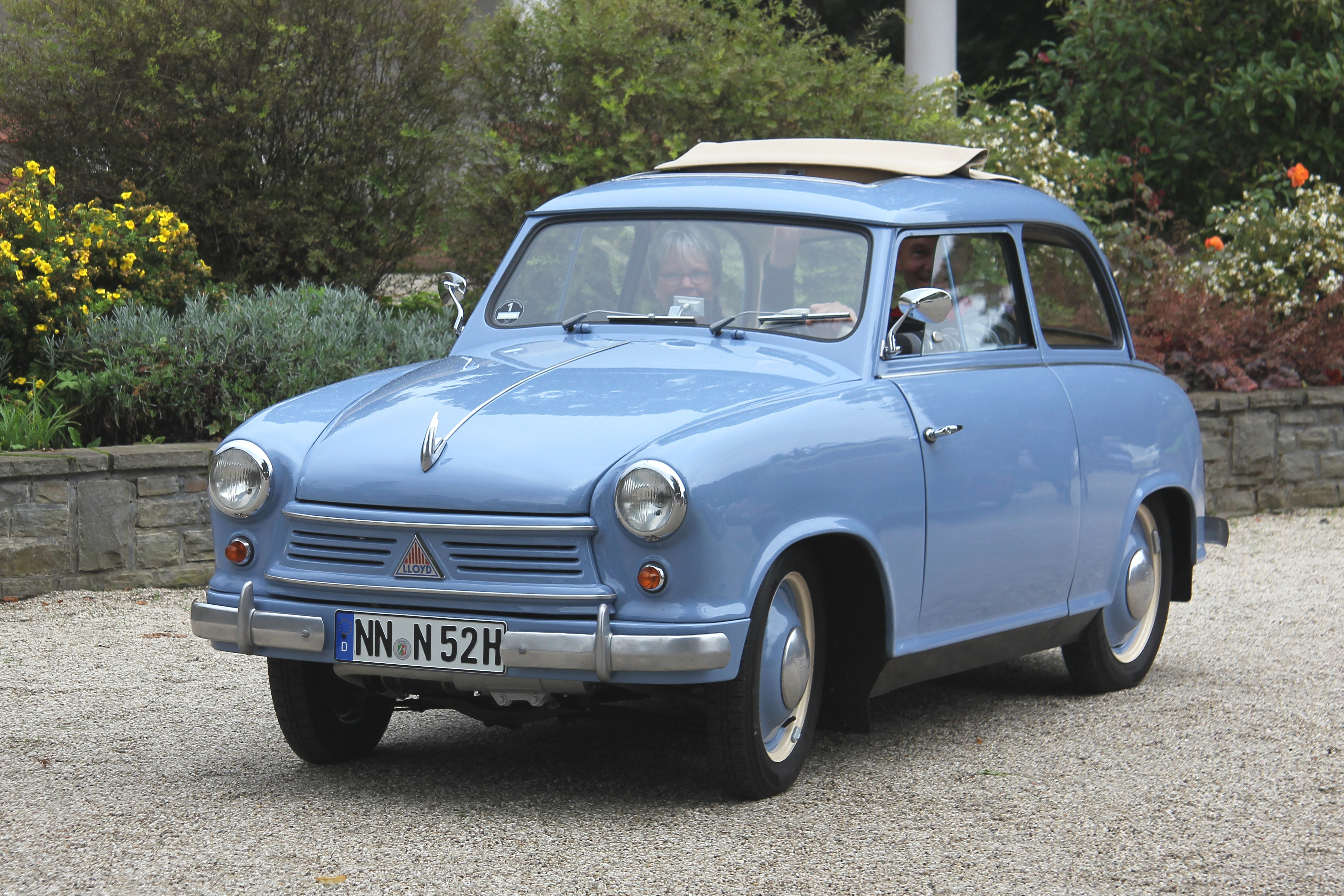
Lloyd 400
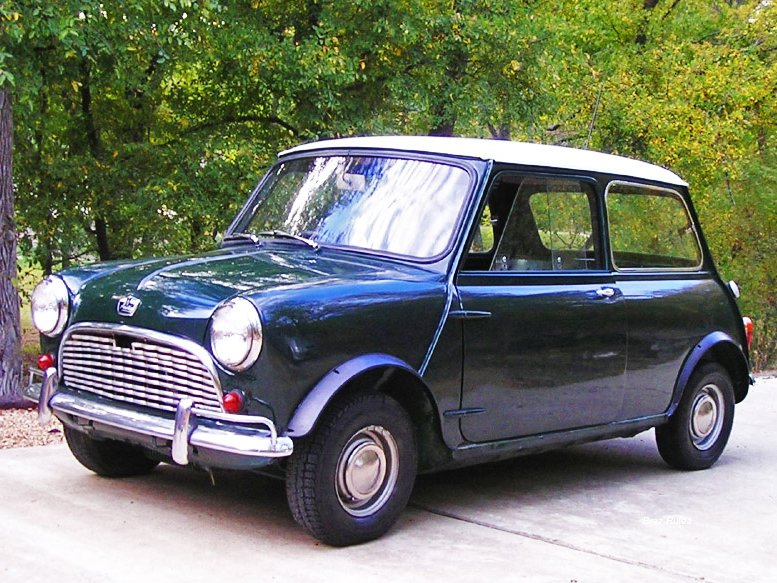
Mini
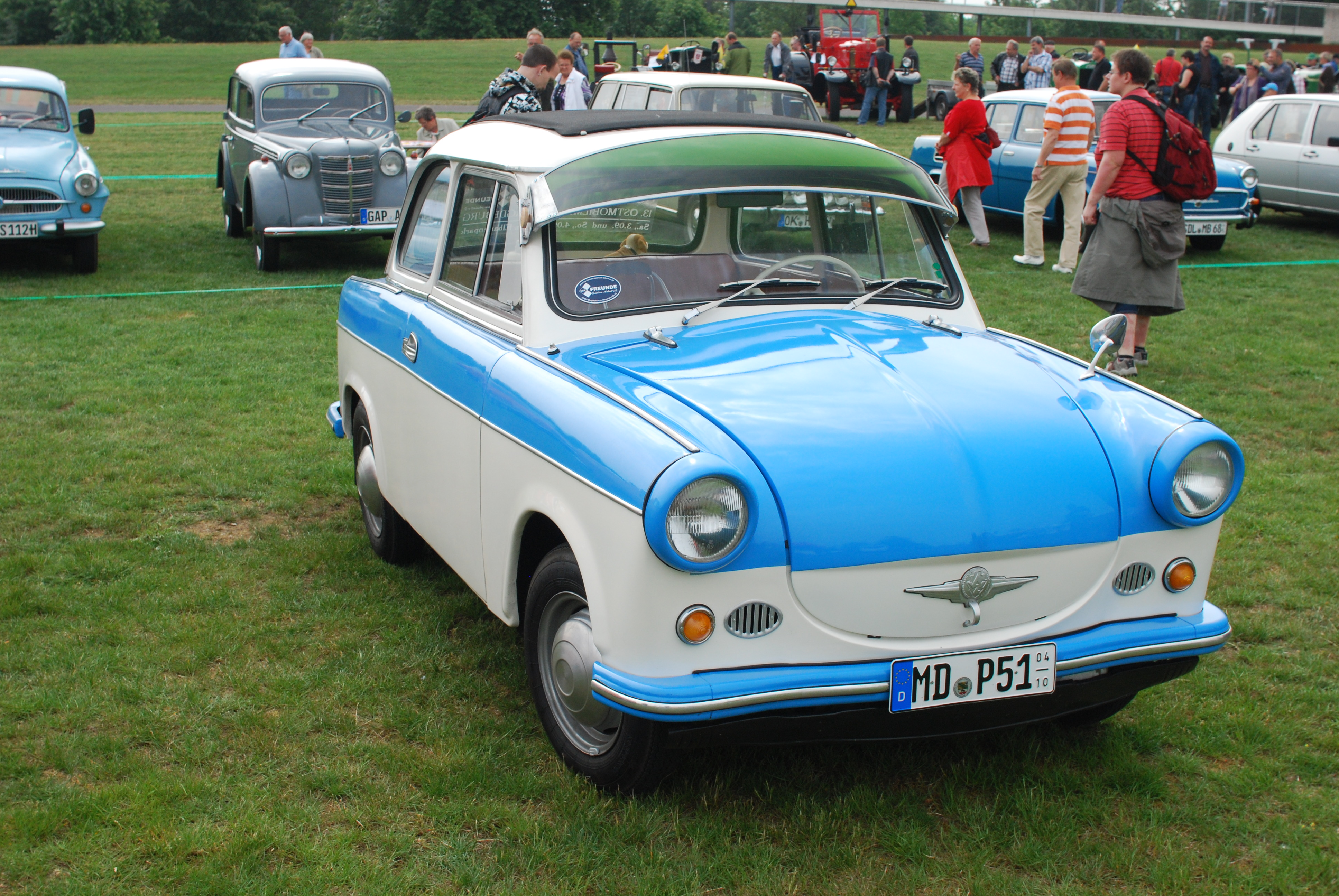
Trabant P 50

### 1960–1969

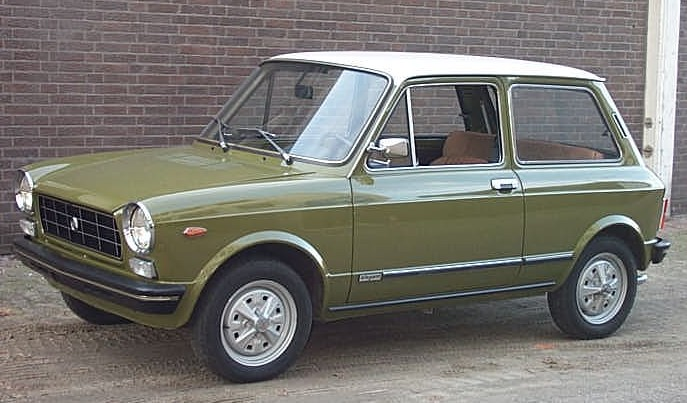
Autobianchi A112
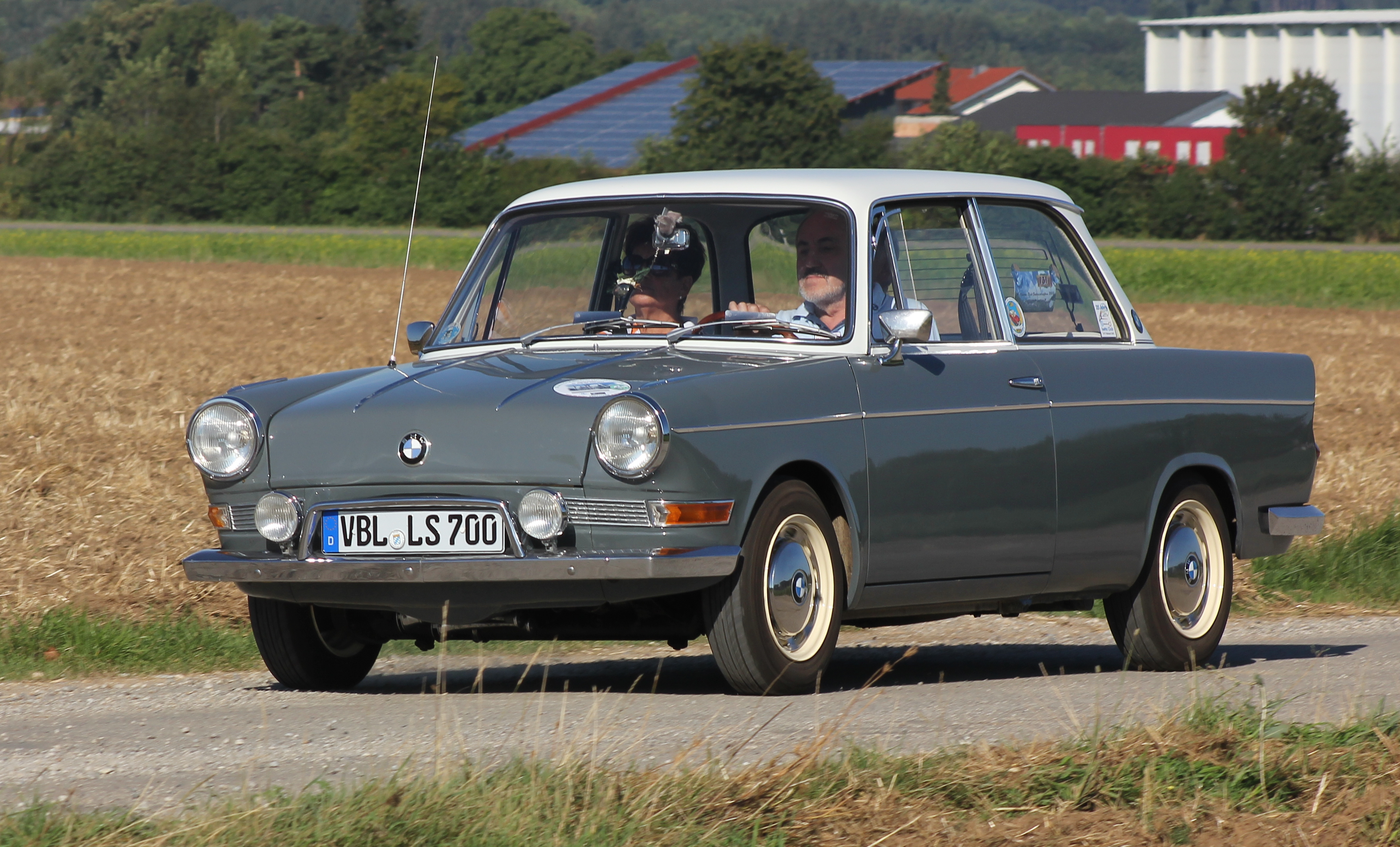
BMW 700
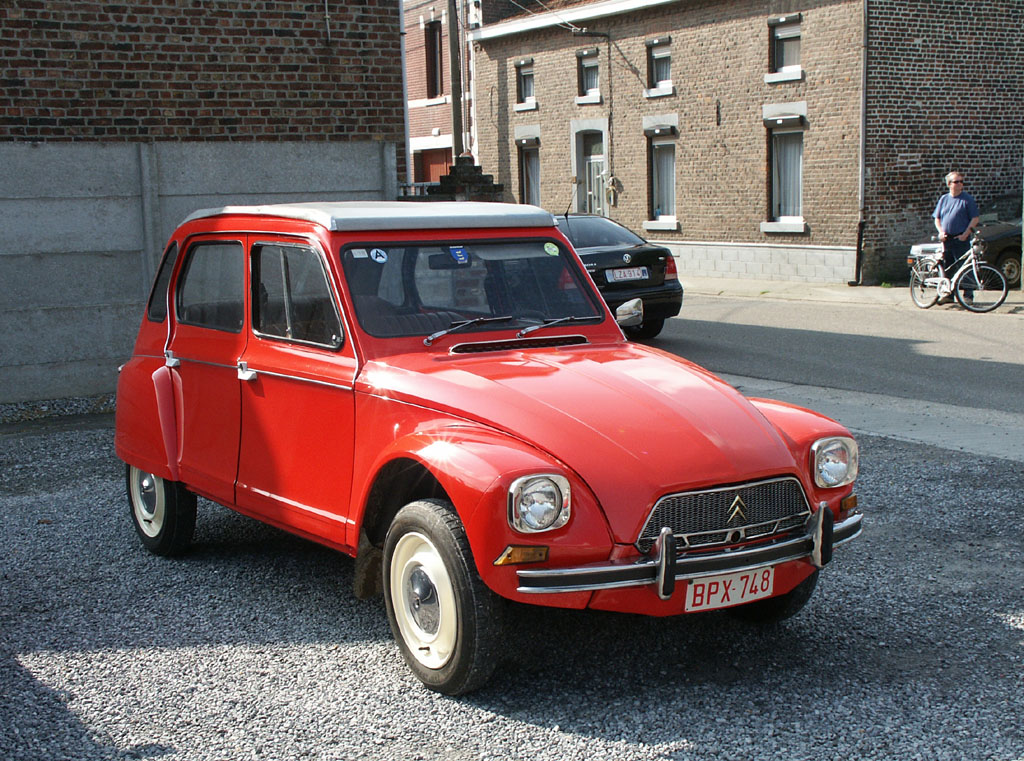
Citroën Dyane
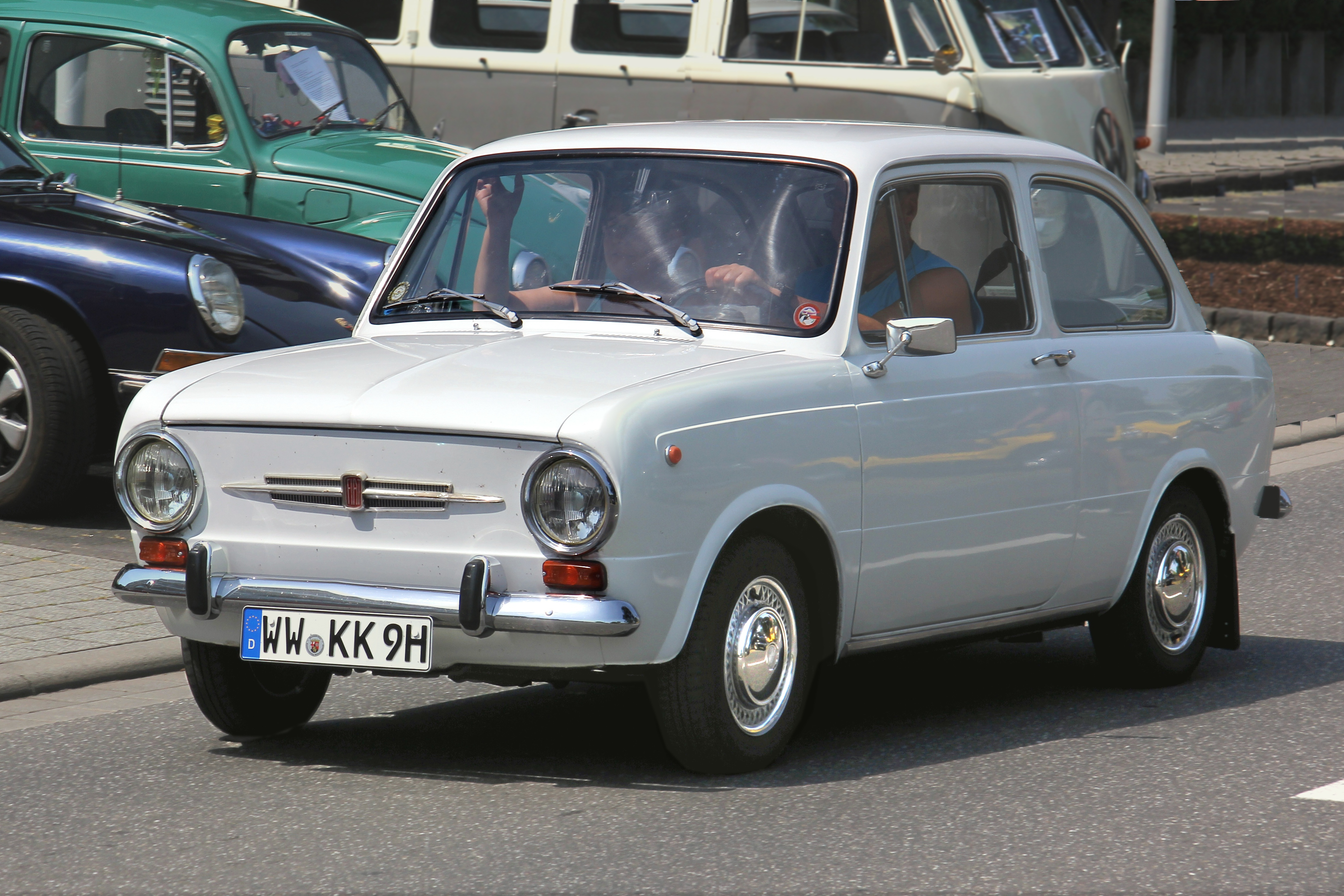
Fiat 850
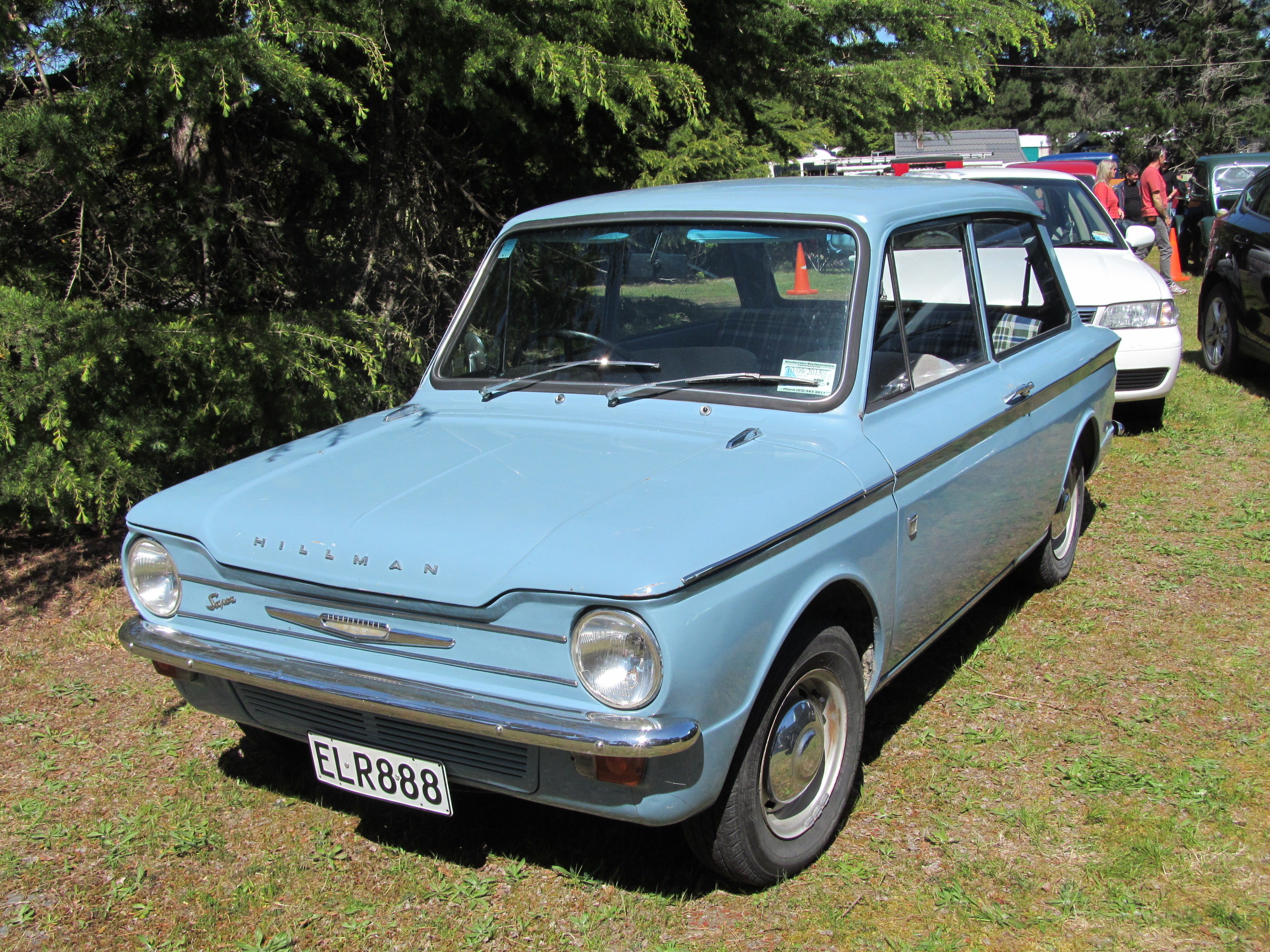
Hillman Imp
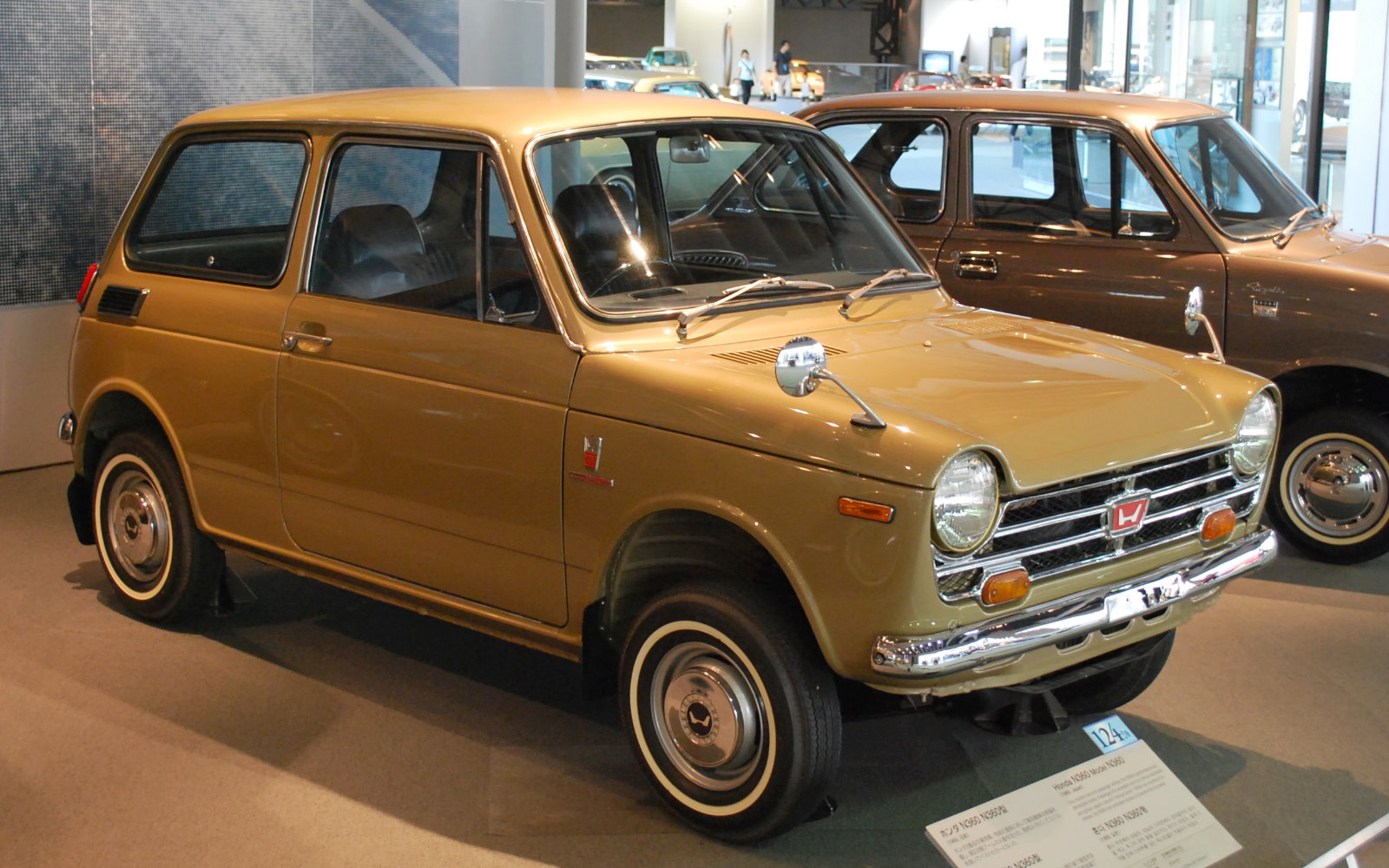
Honda N600
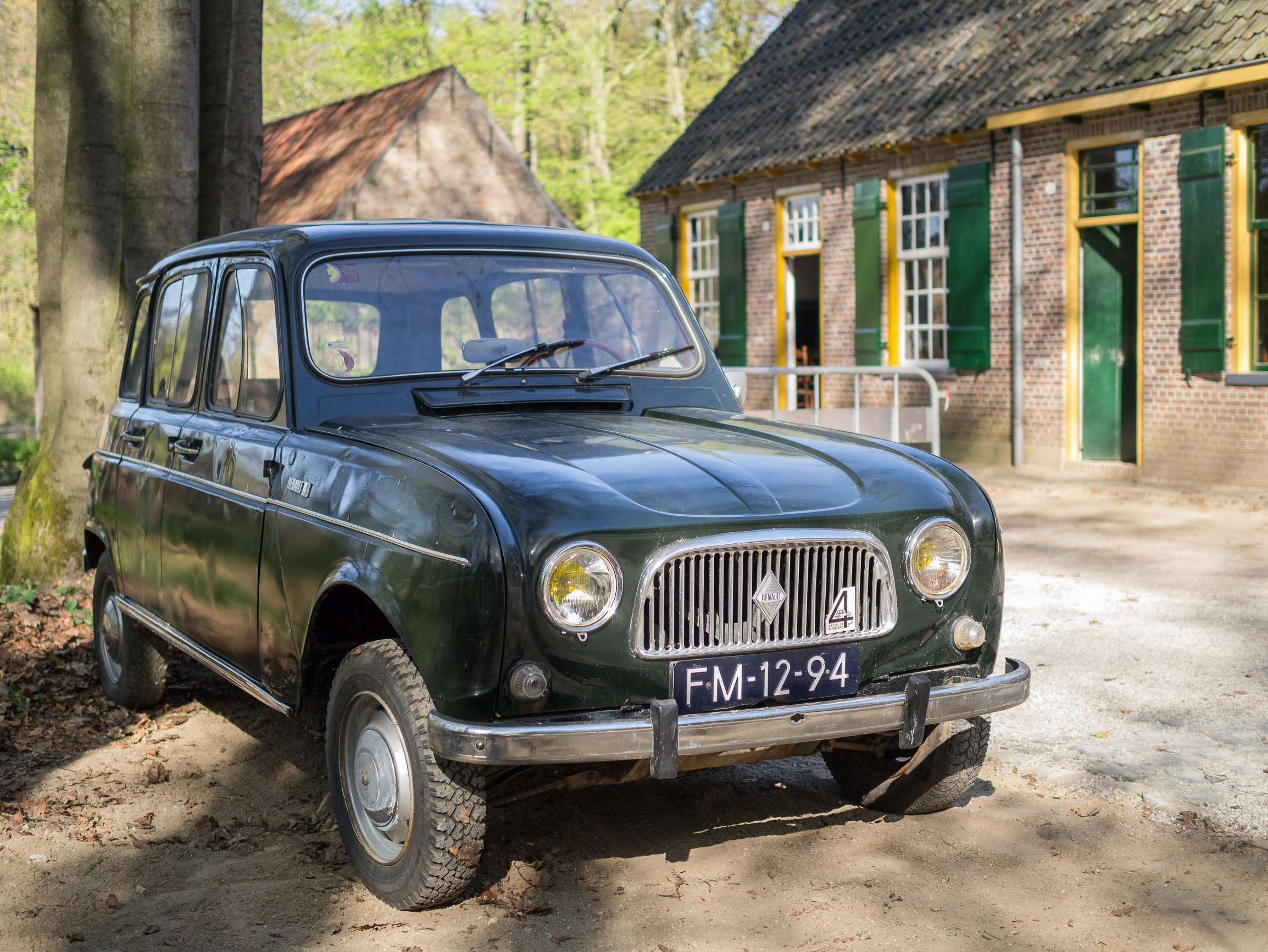
Renault 4
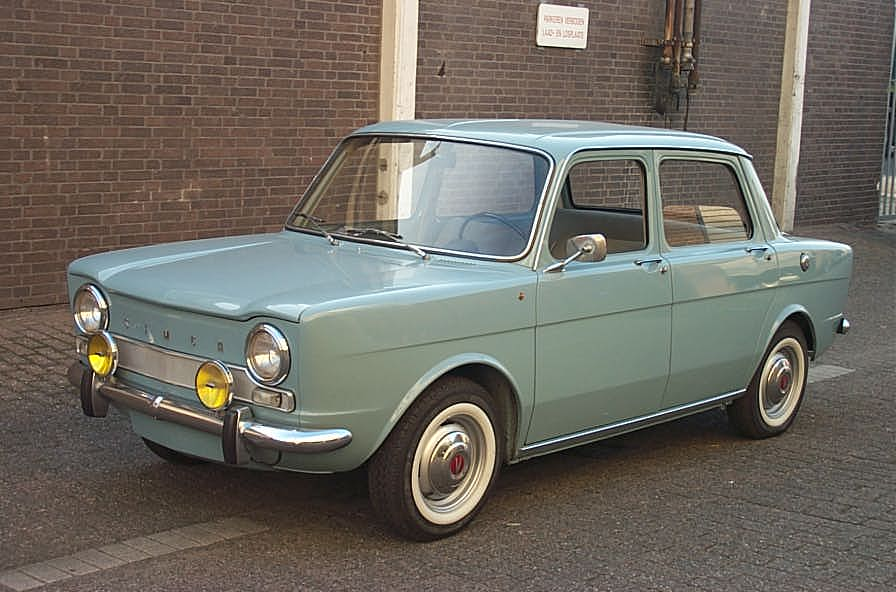
Simca 1000
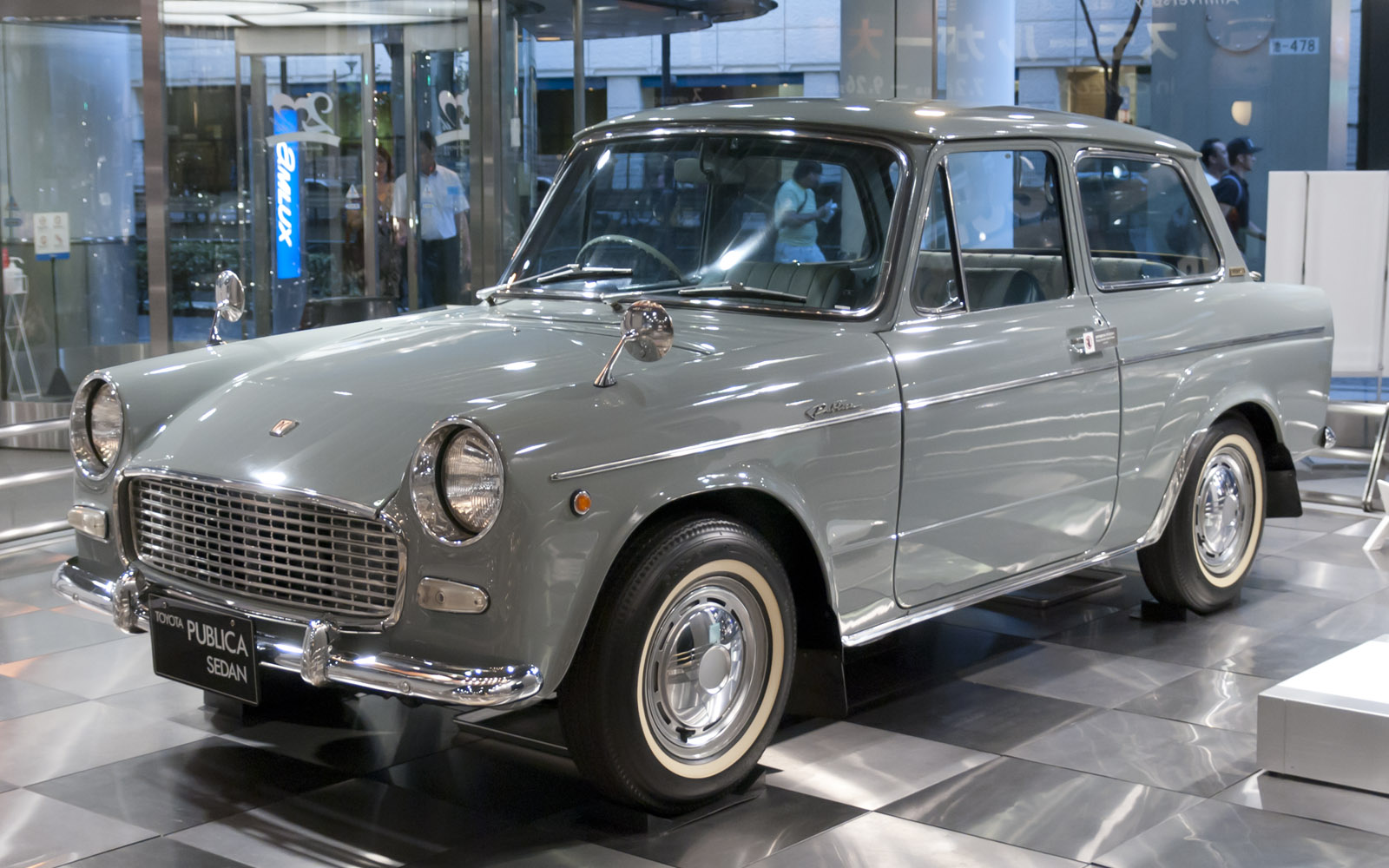
Toyota Publica
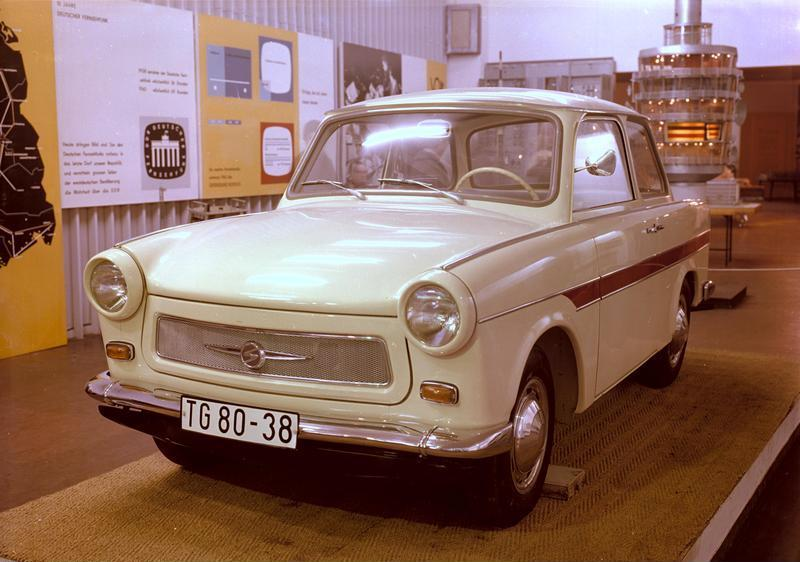
Trabant 601

### 1970–1979

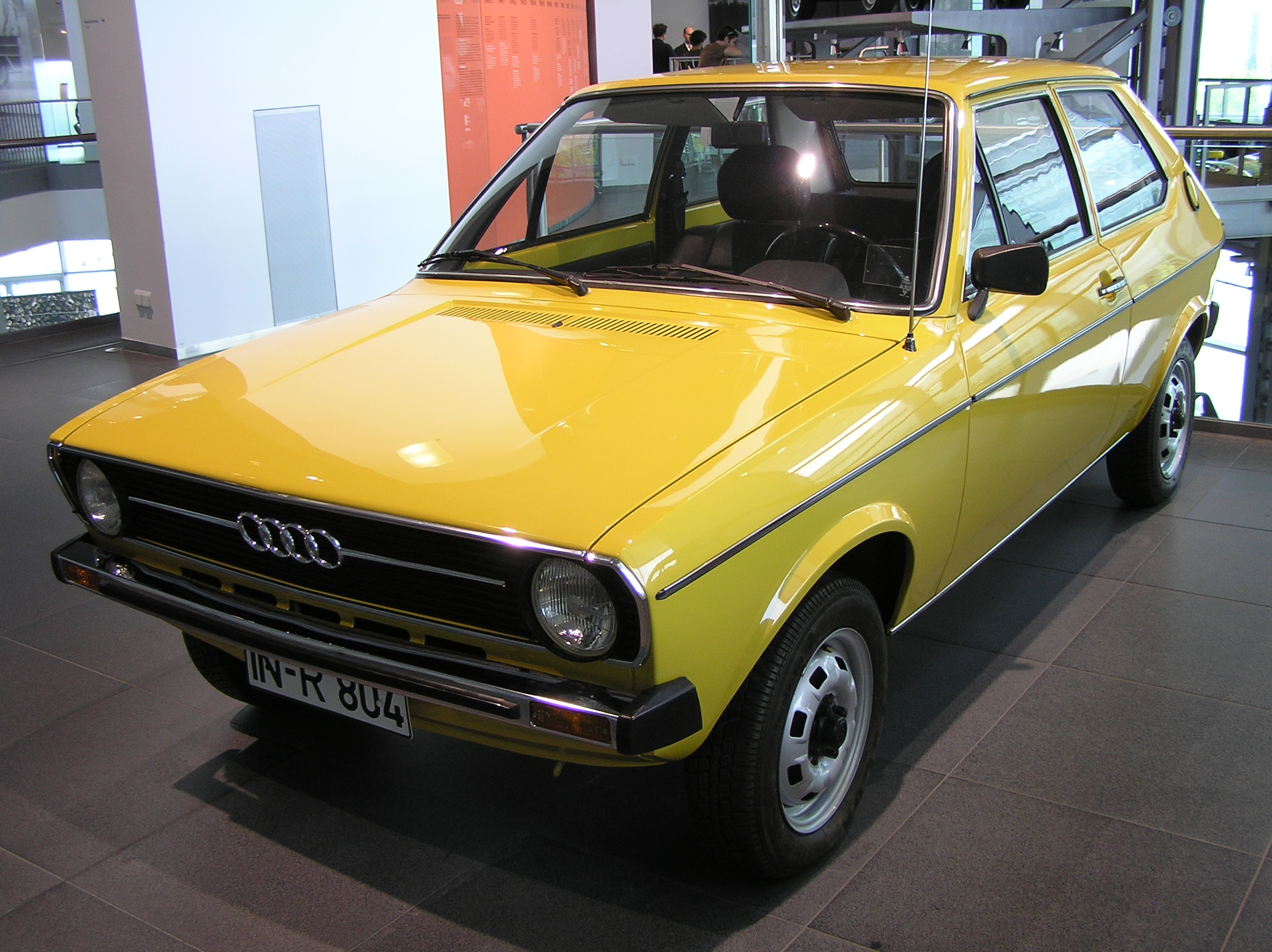
Audi 50
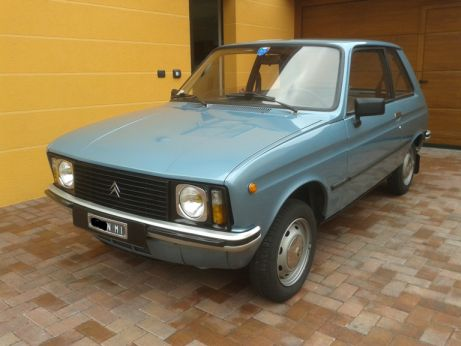
Citroën LN
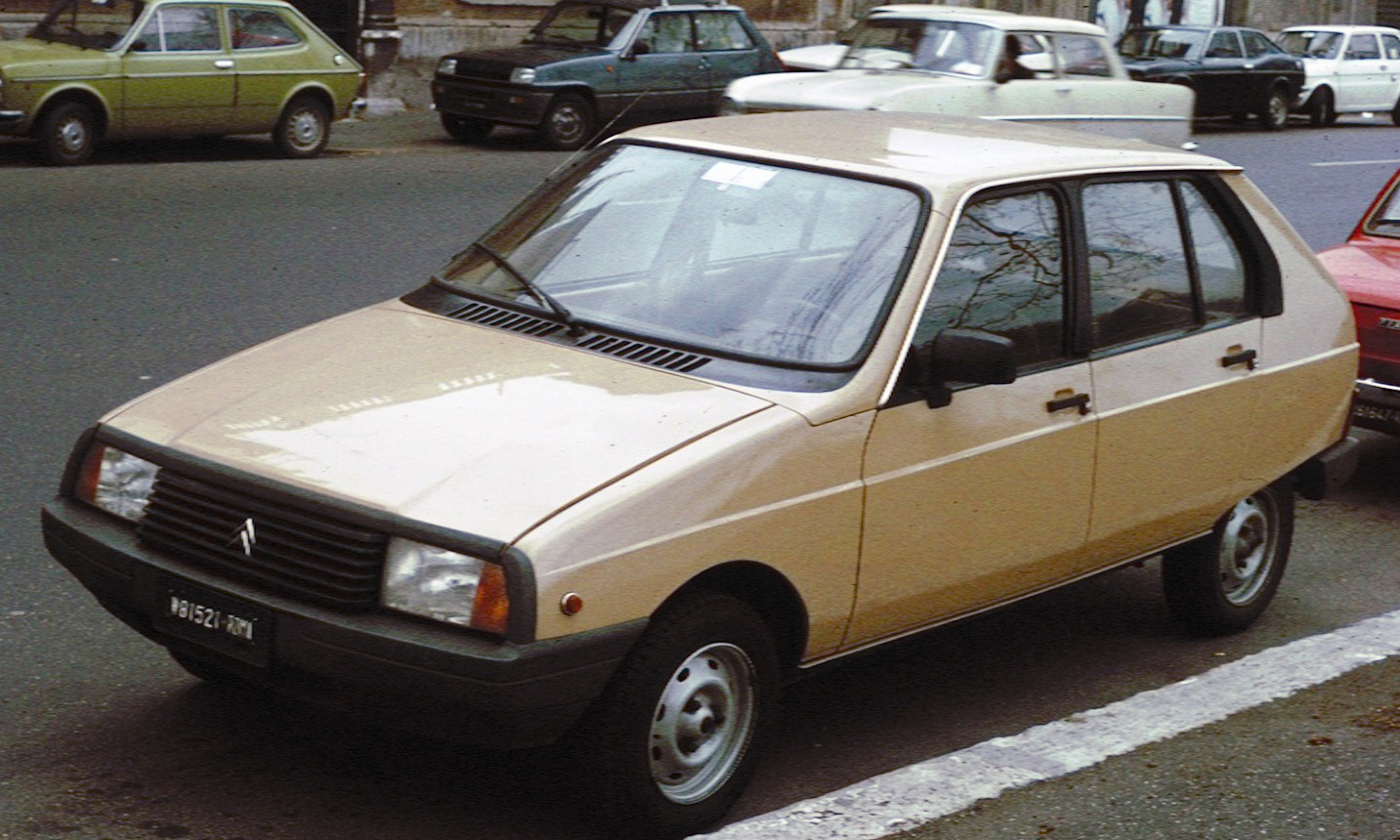
Citroën Visa
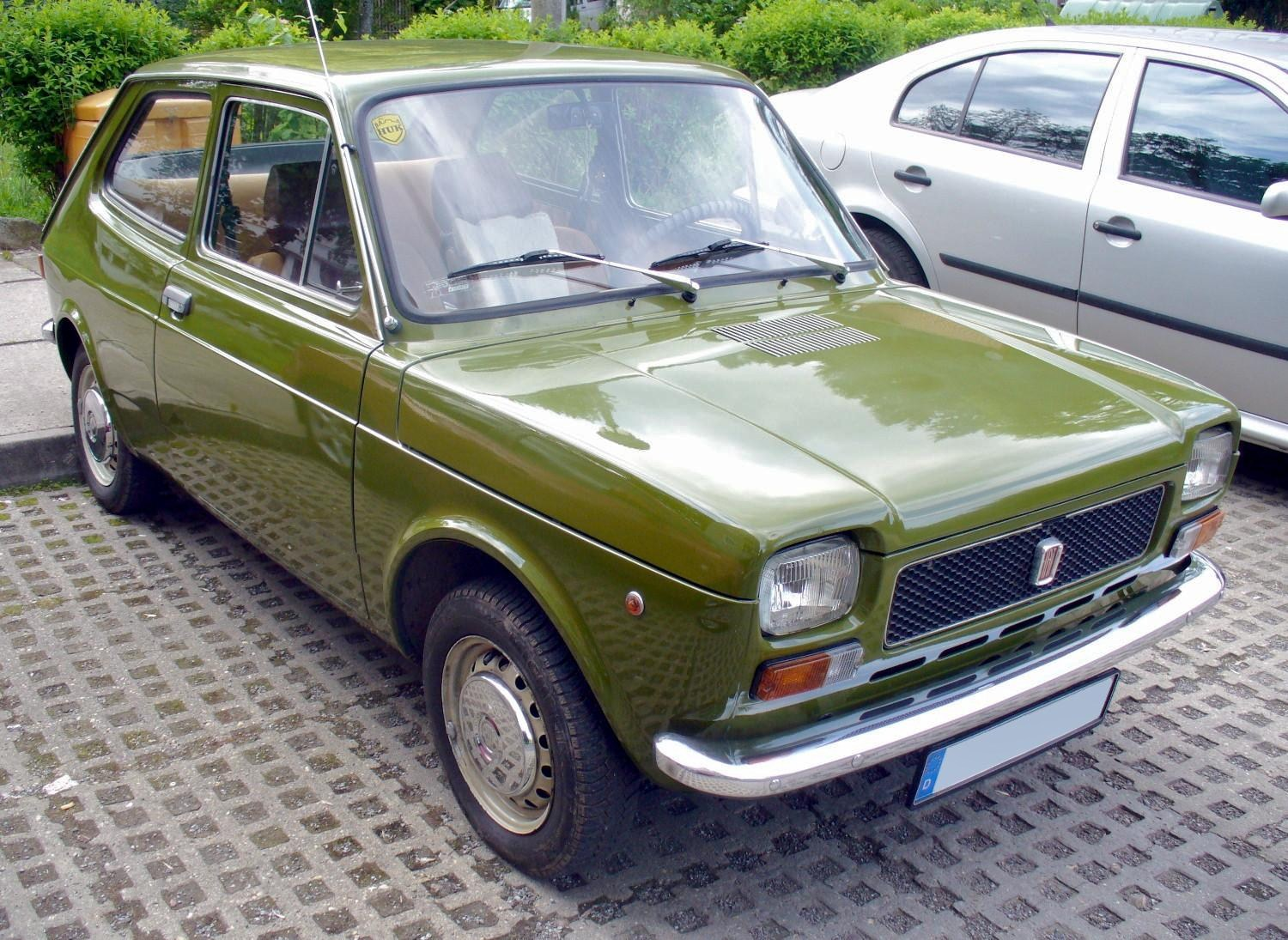
Fiat 127
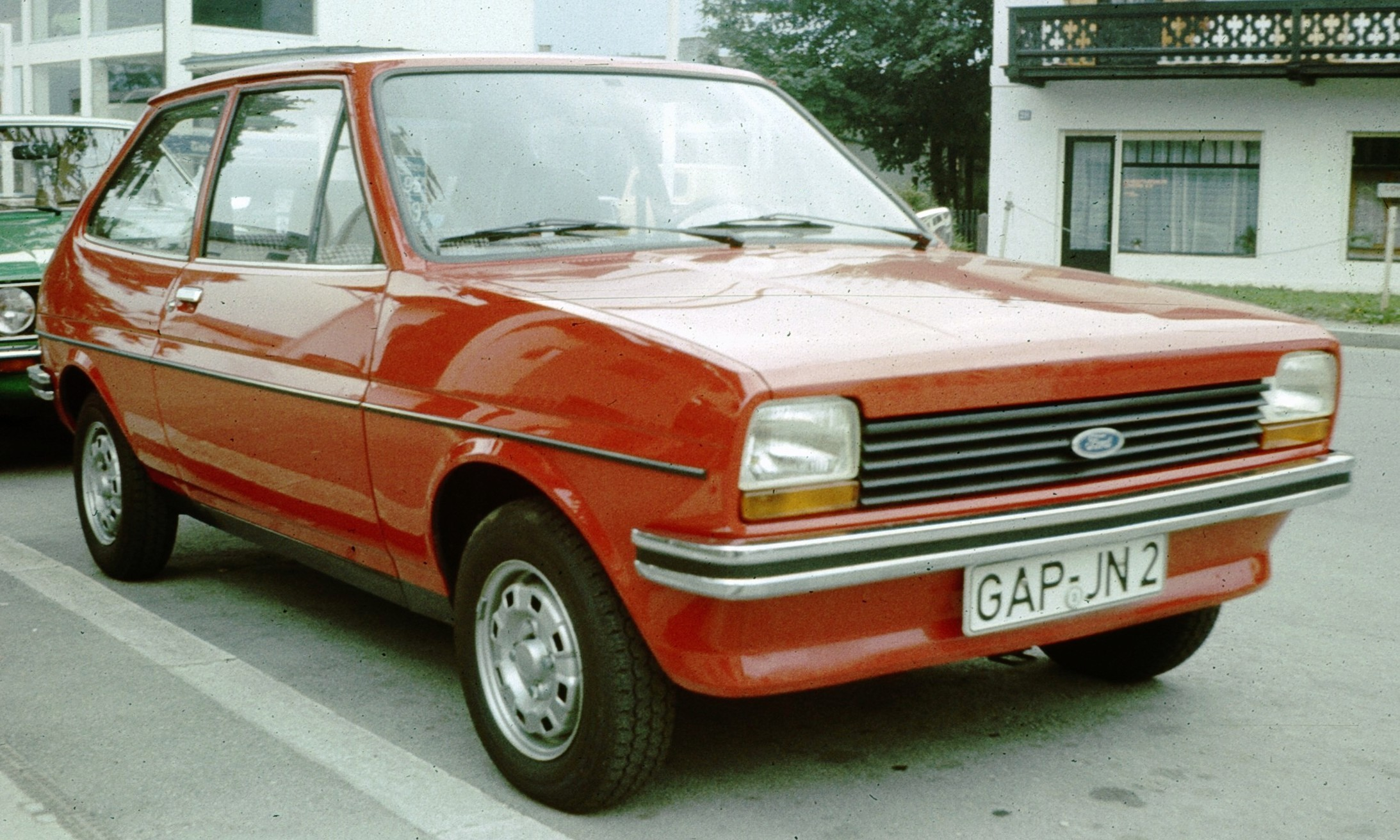
Ford Fiesta ’76
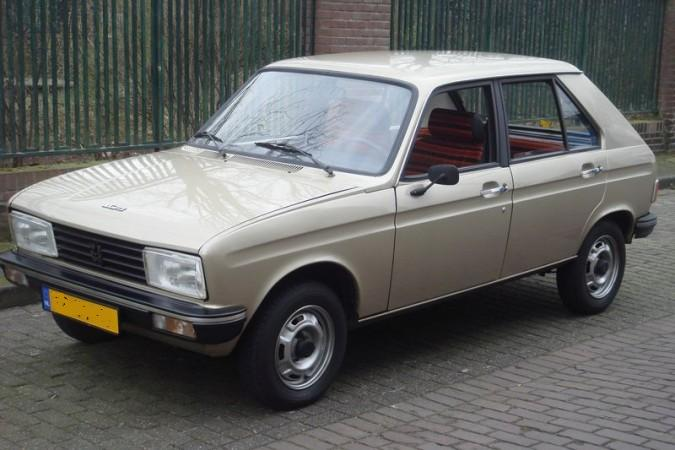
Peugeot 104
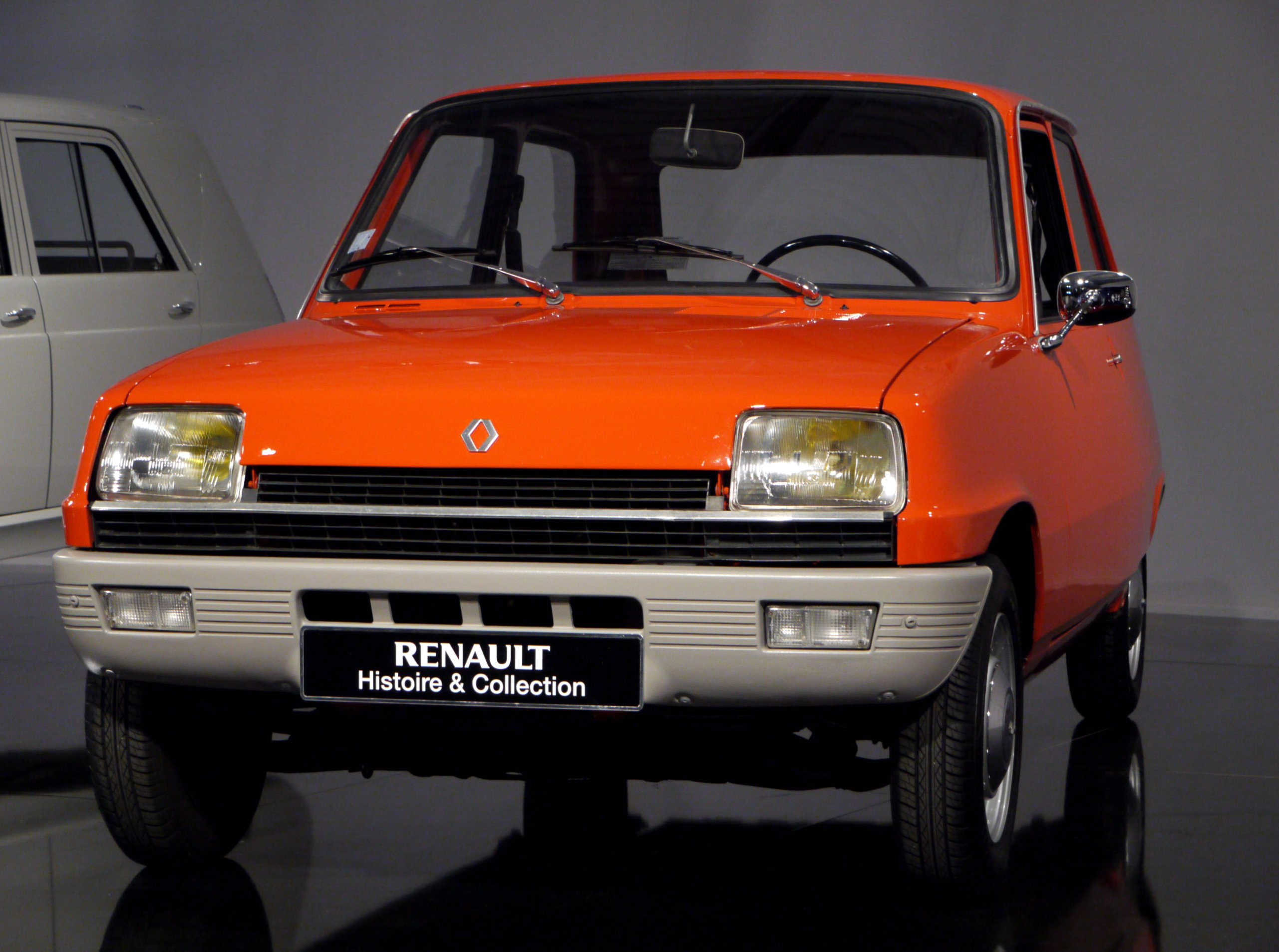
Renault 5
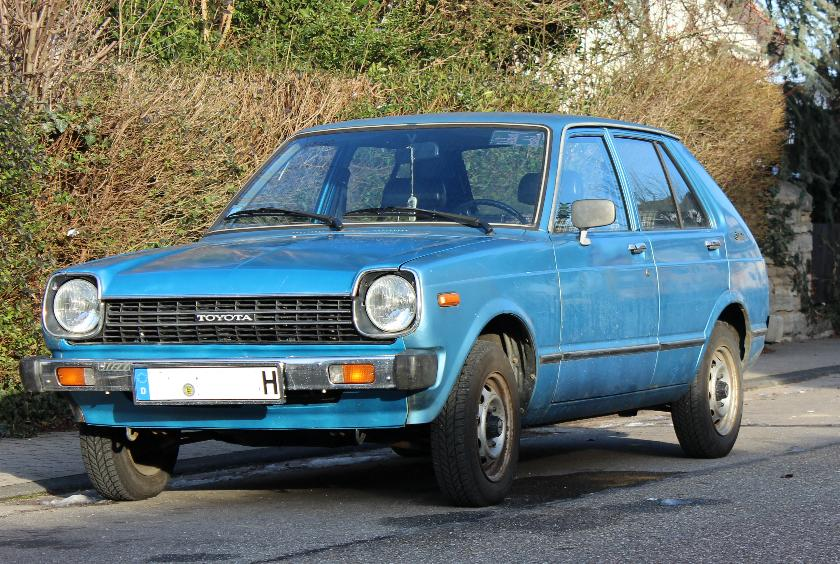
Toyota Starlet
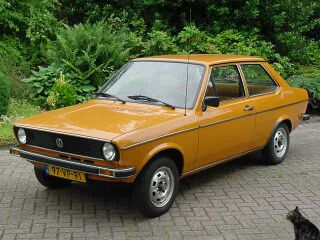
VW Derby I
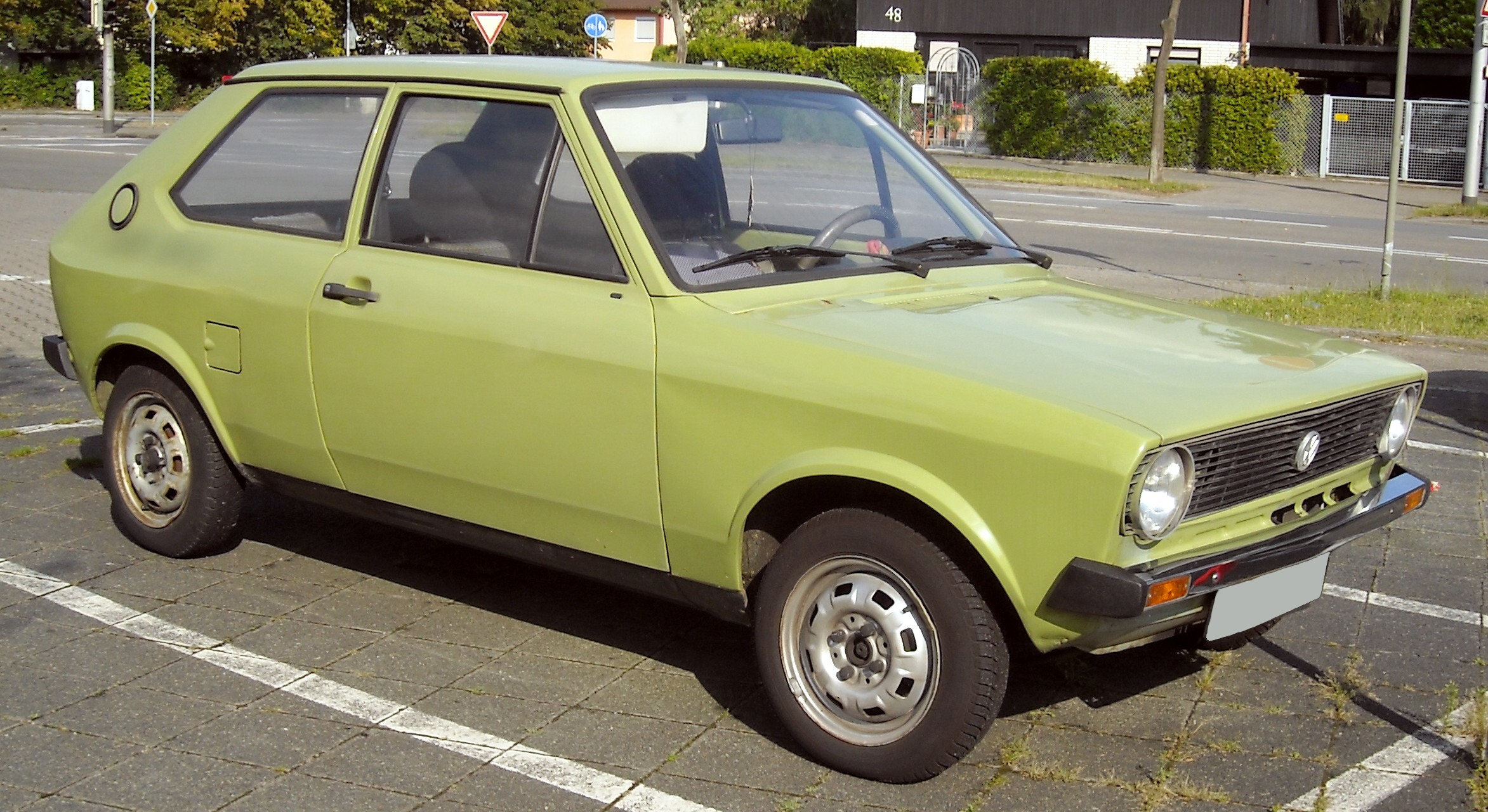
VW Polo I

### 1980–1989

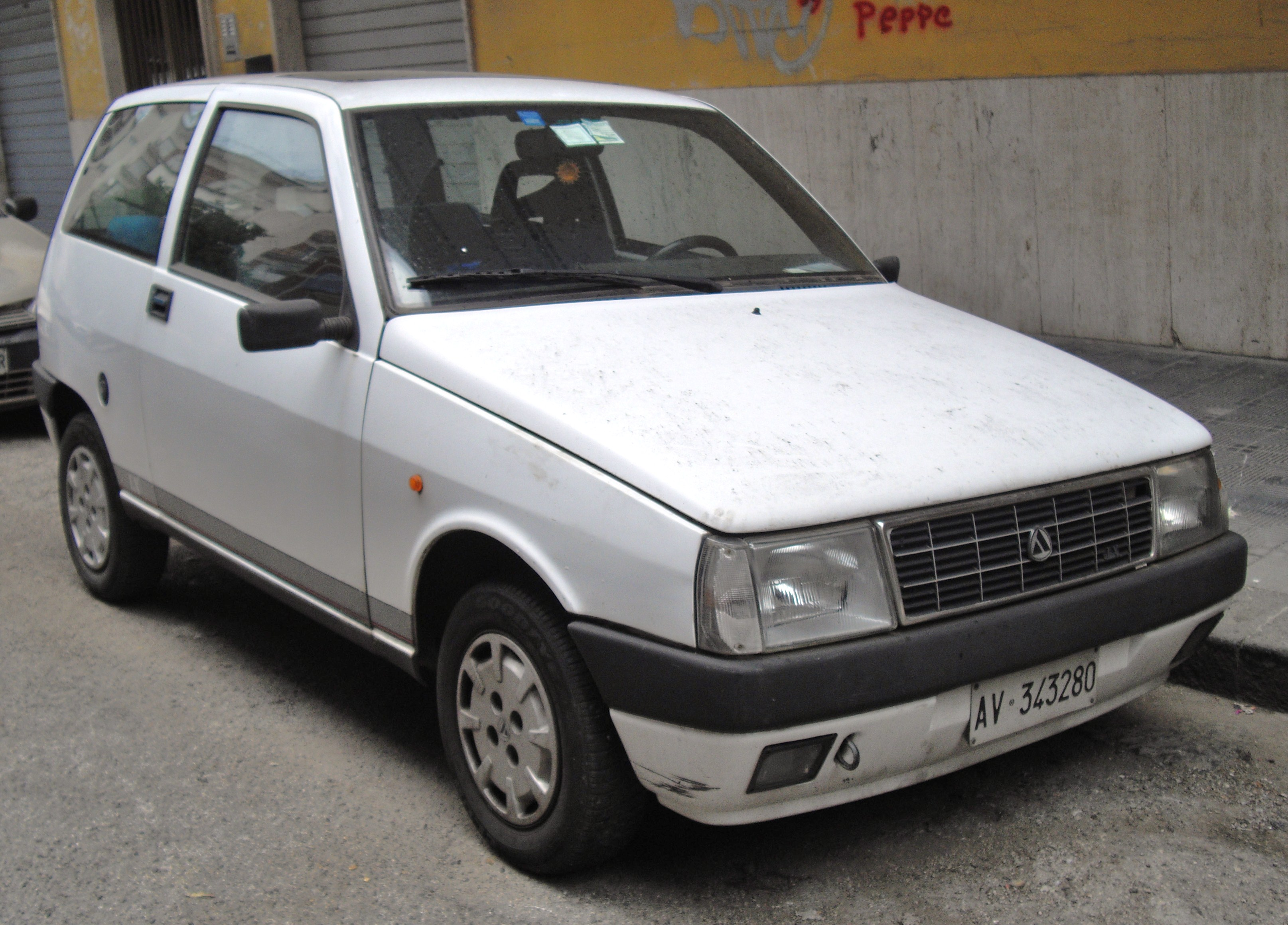
Autobianchi Y10, in Deutschland: Lancia Y10
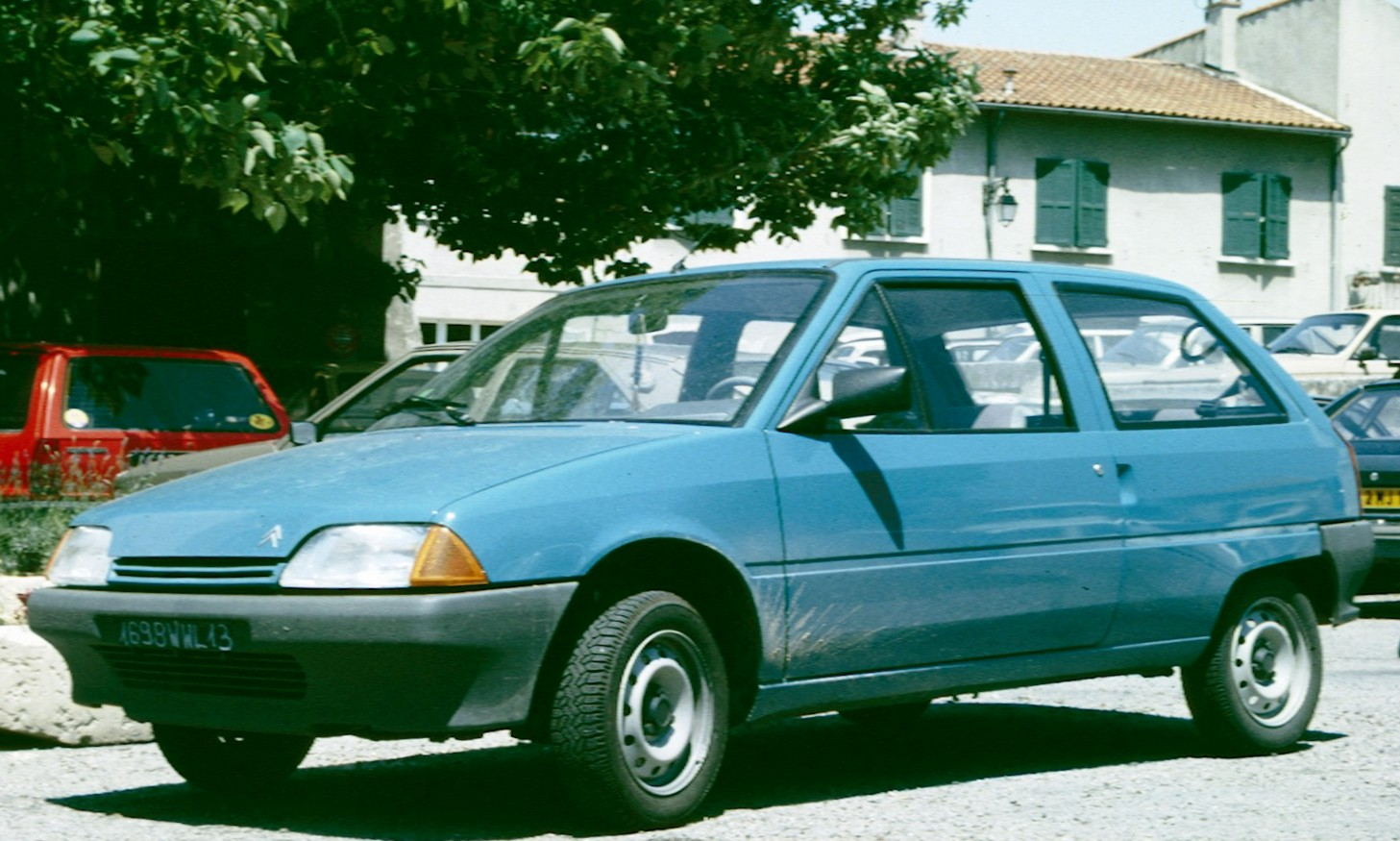
Citroën AX
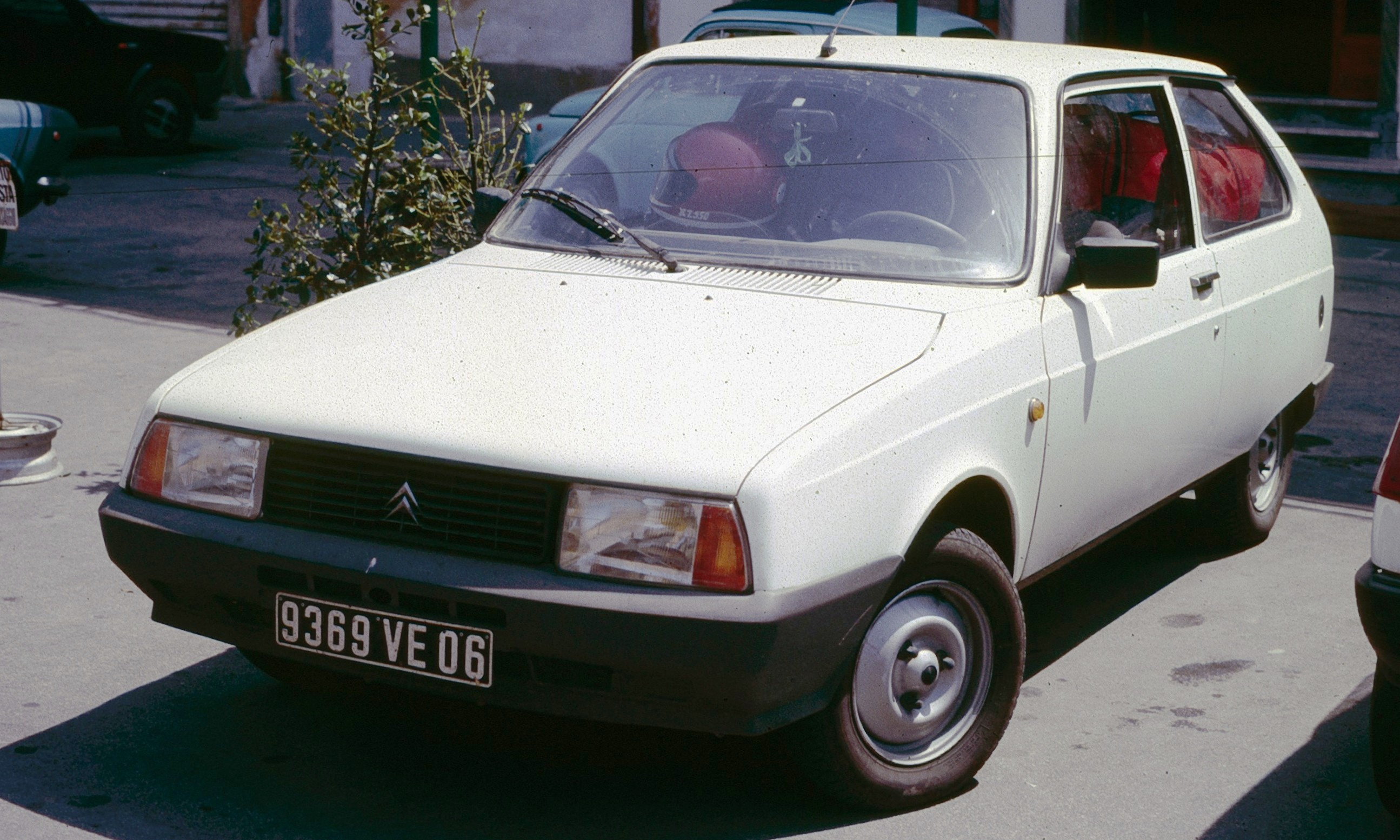
Citroën Axel / Oltcit
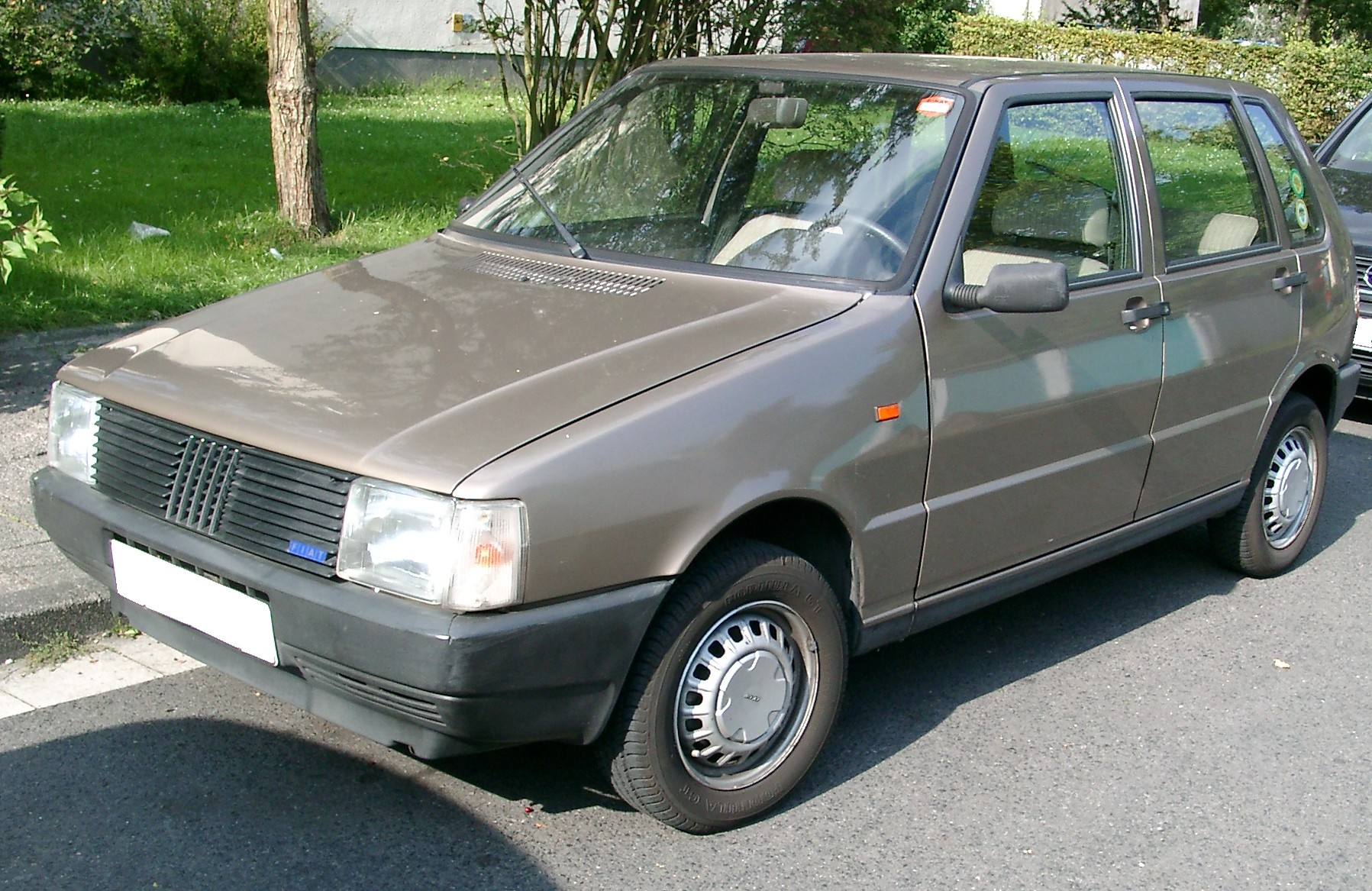
Fiat Uno
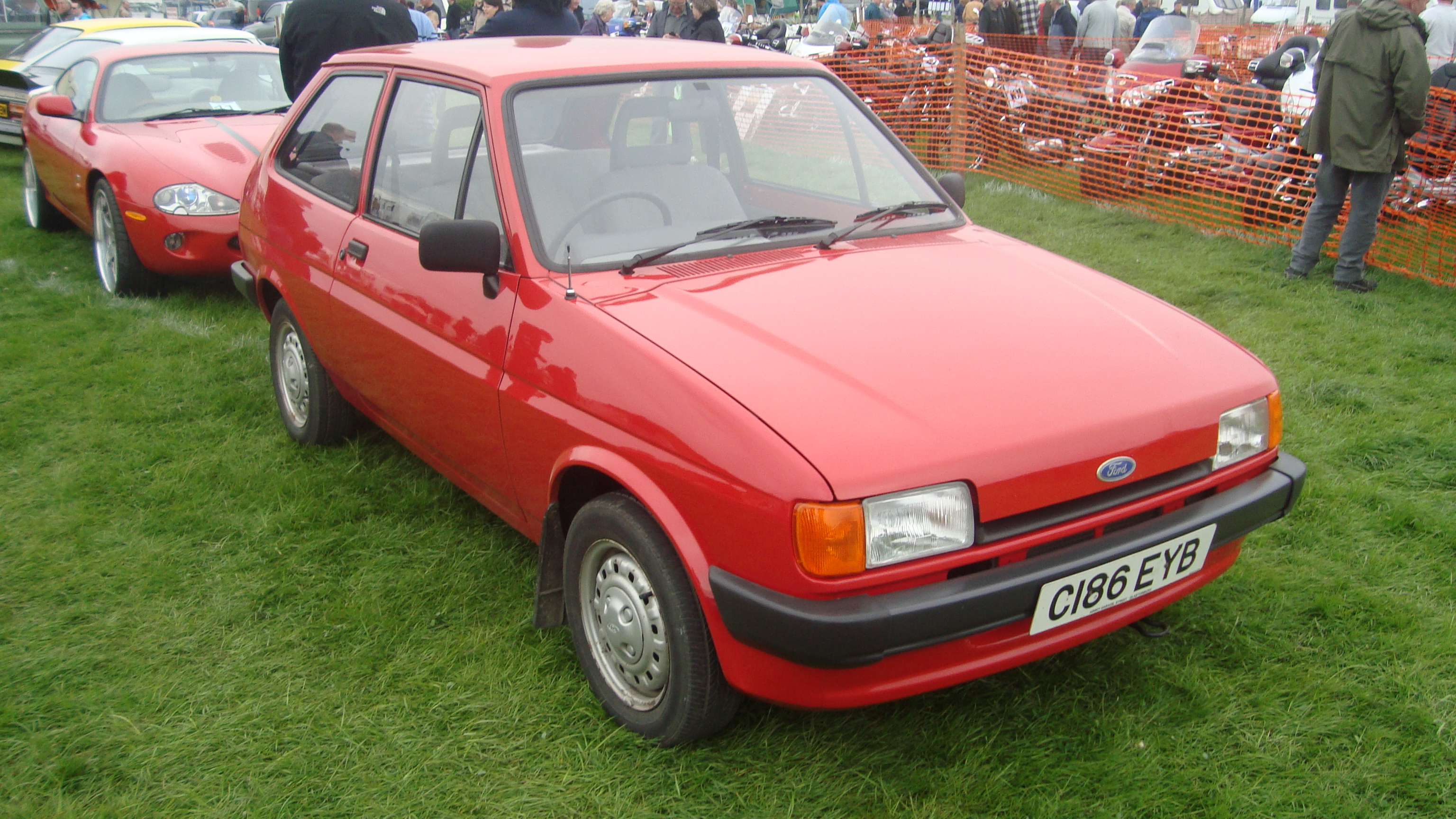
Ford Fiesta ’84
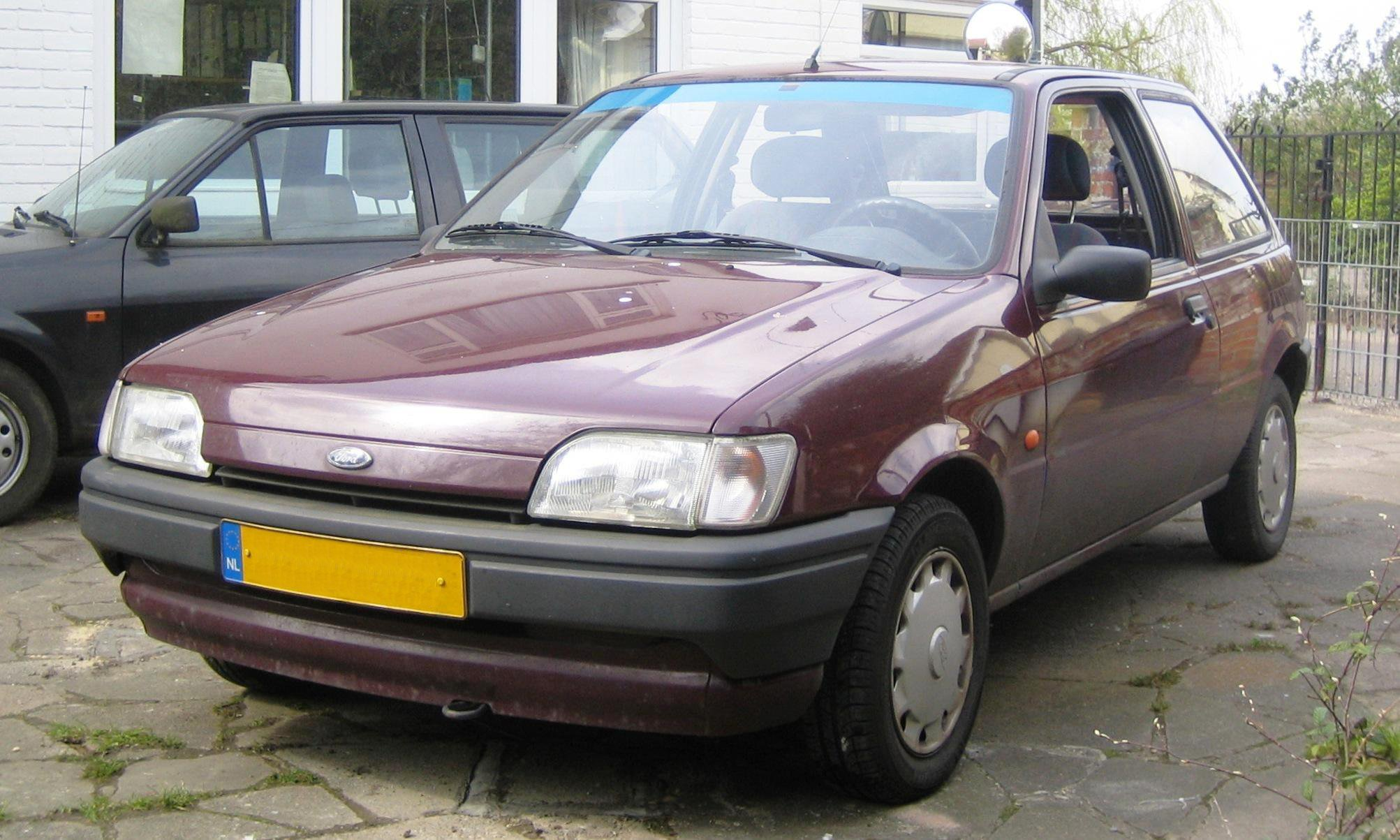
Ford Fiesta ’89
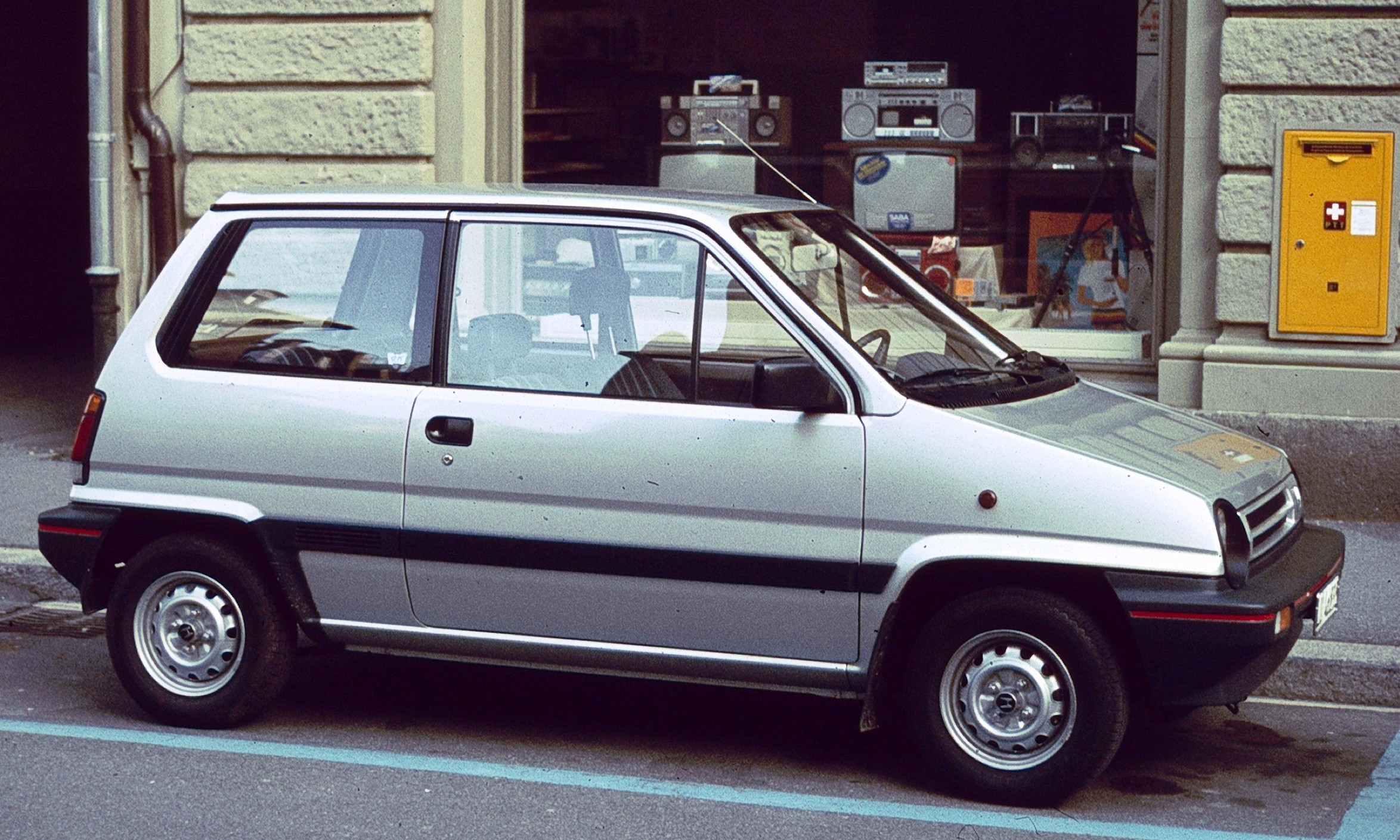
Honda Jazz
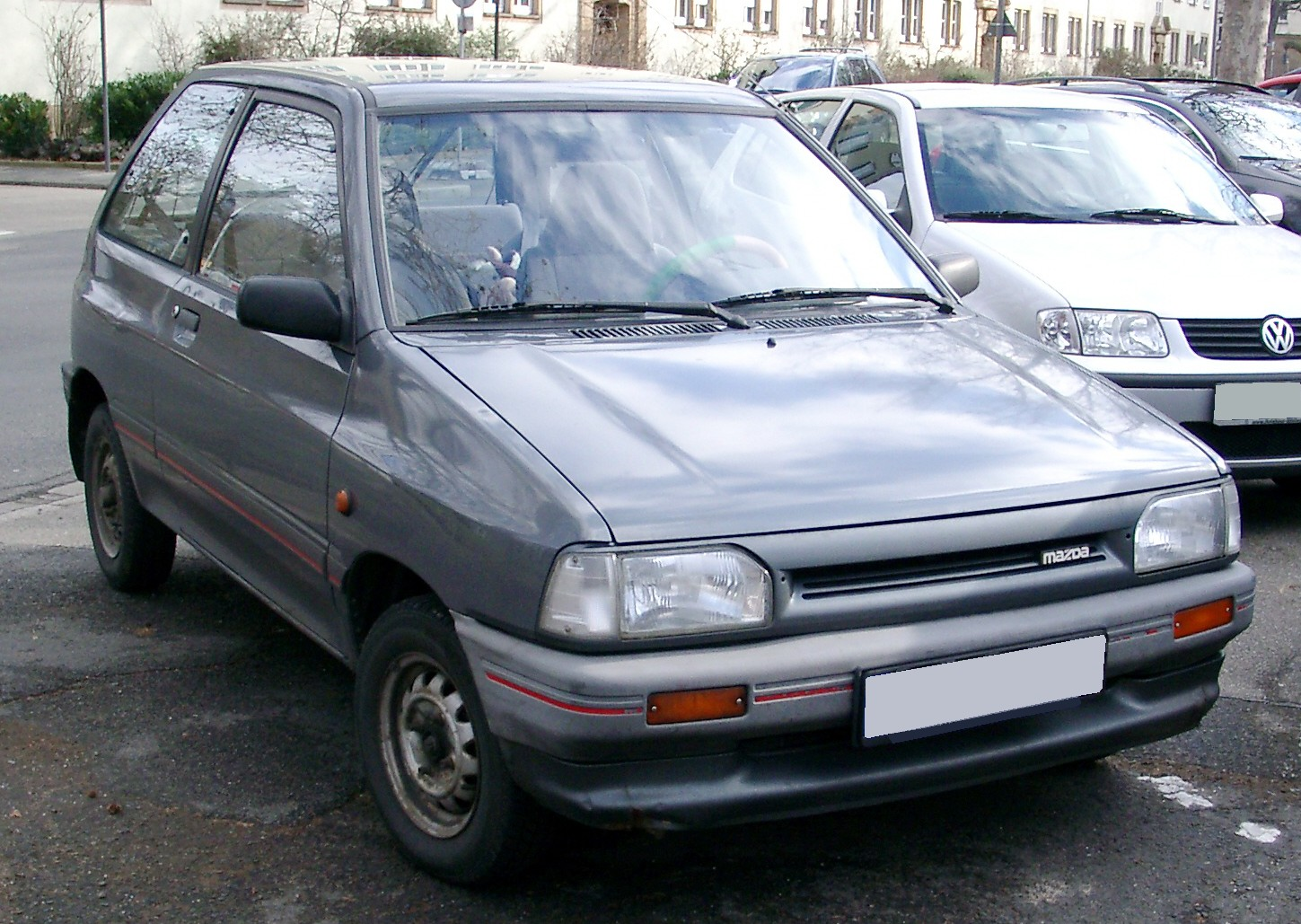
Mazda 121
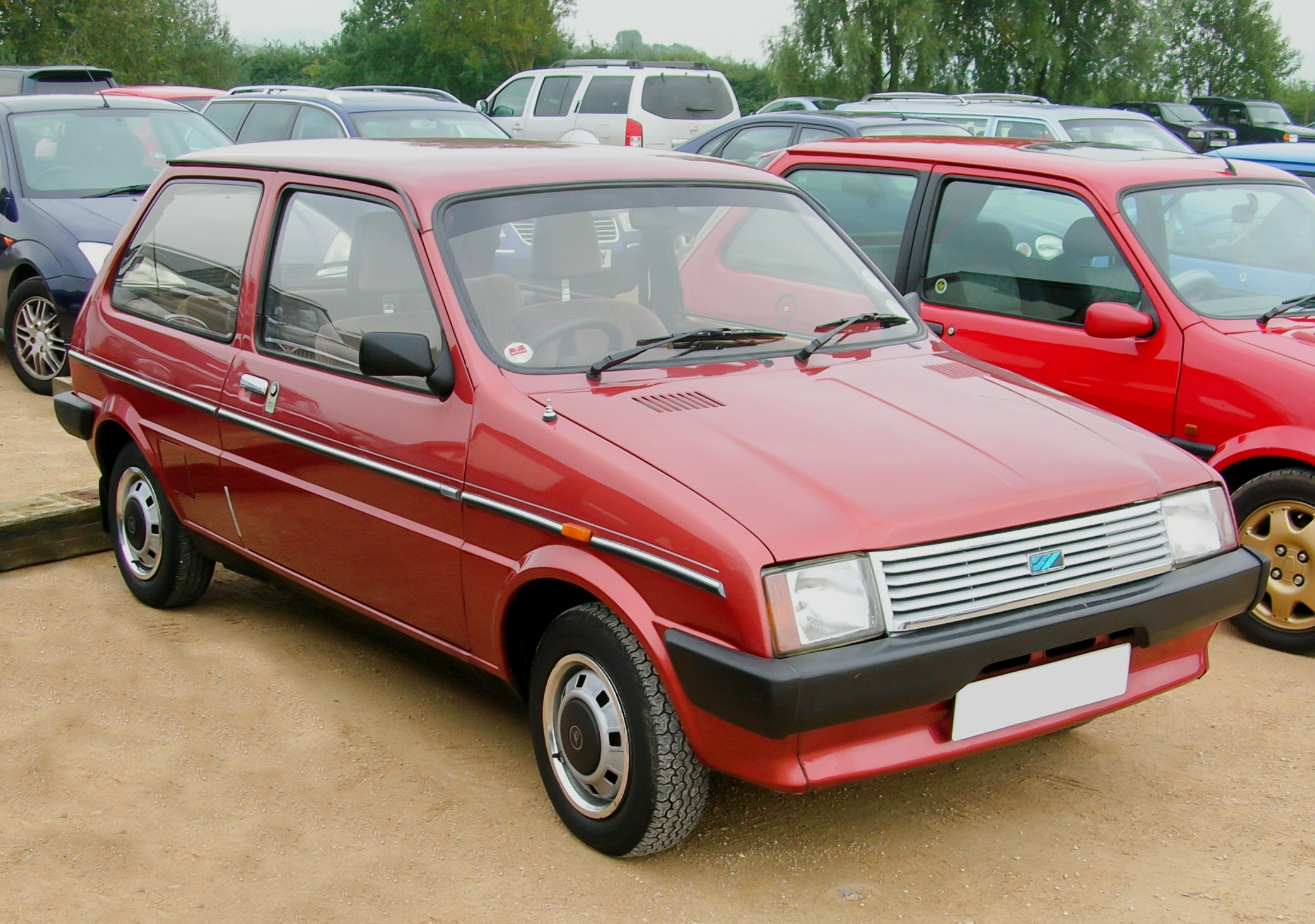
Mini Metro, auch Austin/MG/Rover Metro
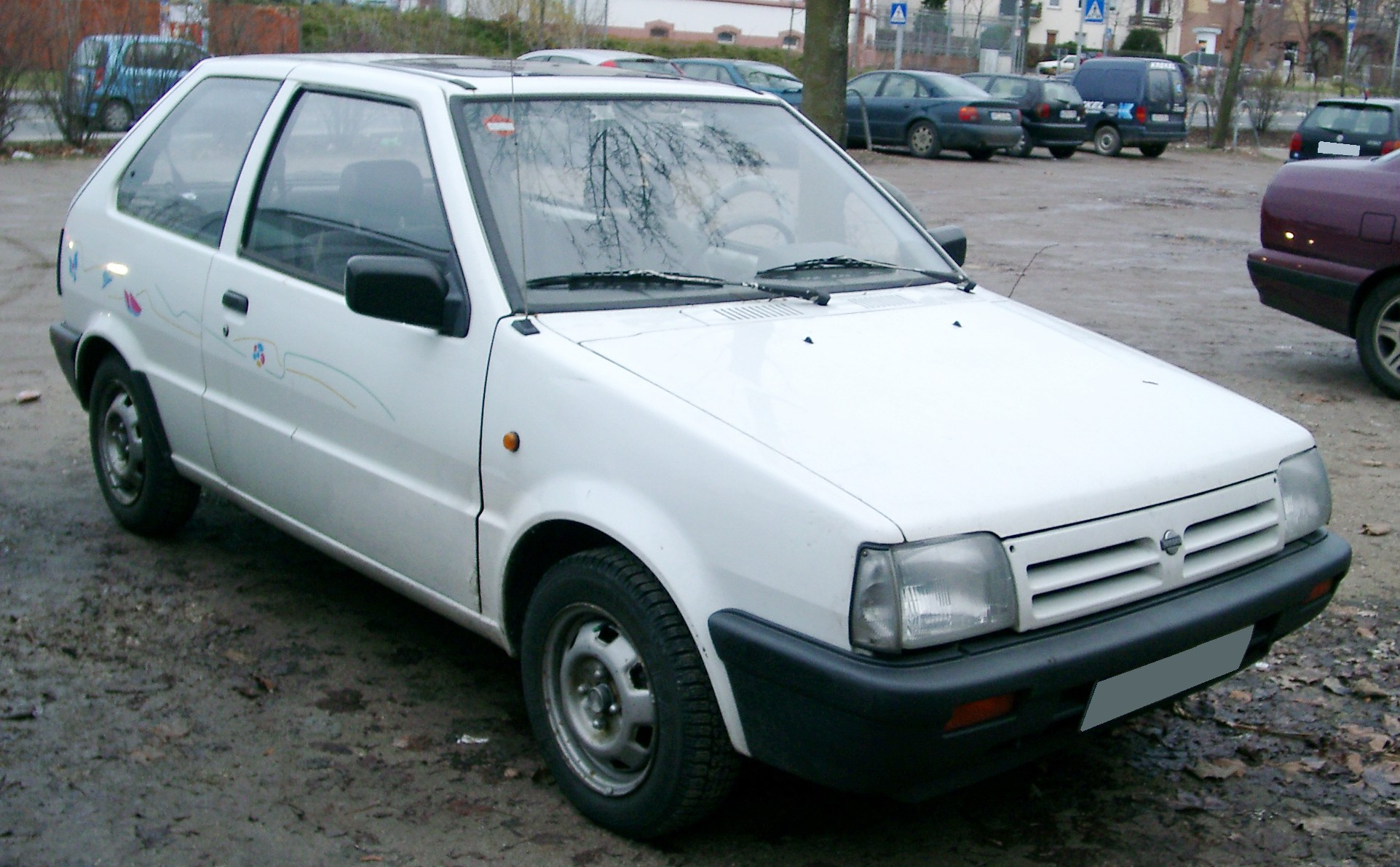
Nissan Micra
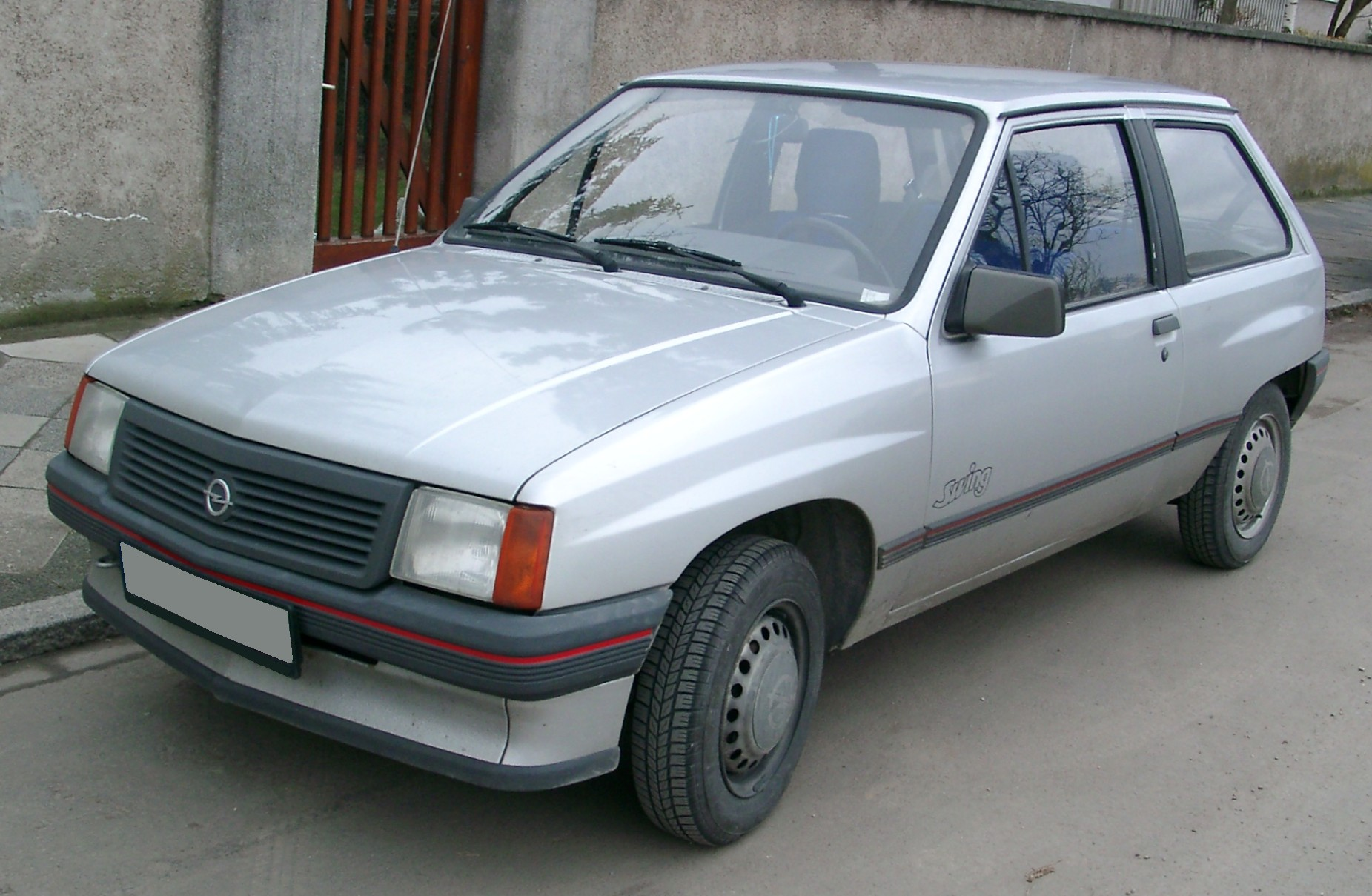
Opel Corsa A / Vauxhall Nova
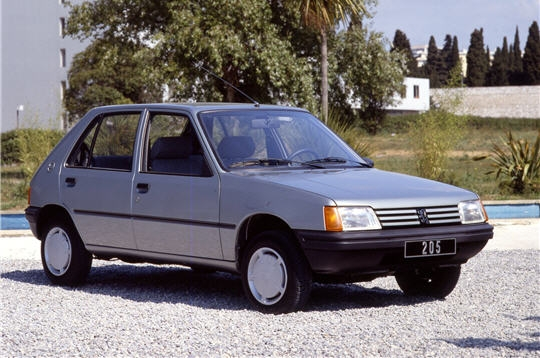
Peugeot 205
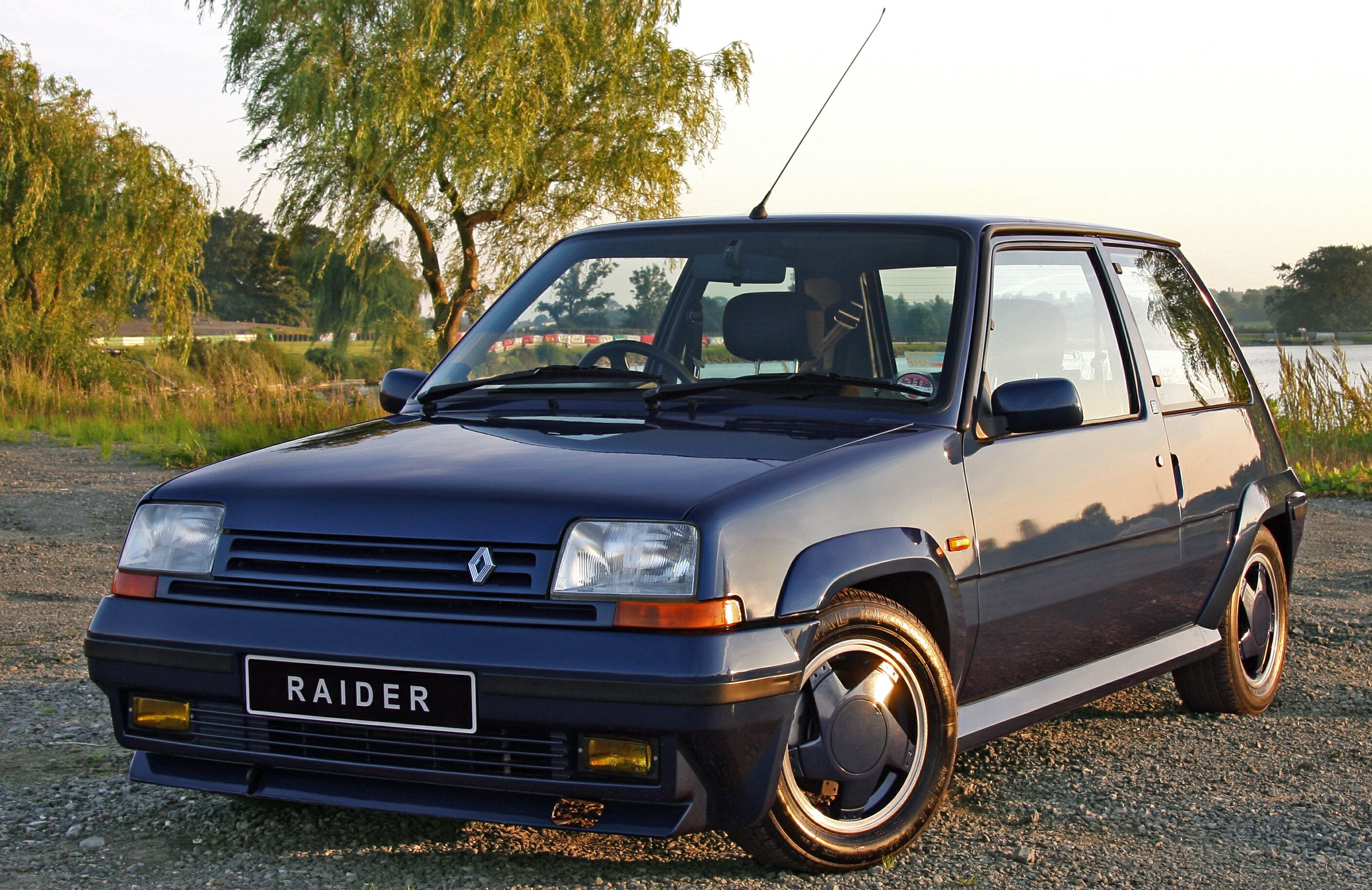
Renault 5
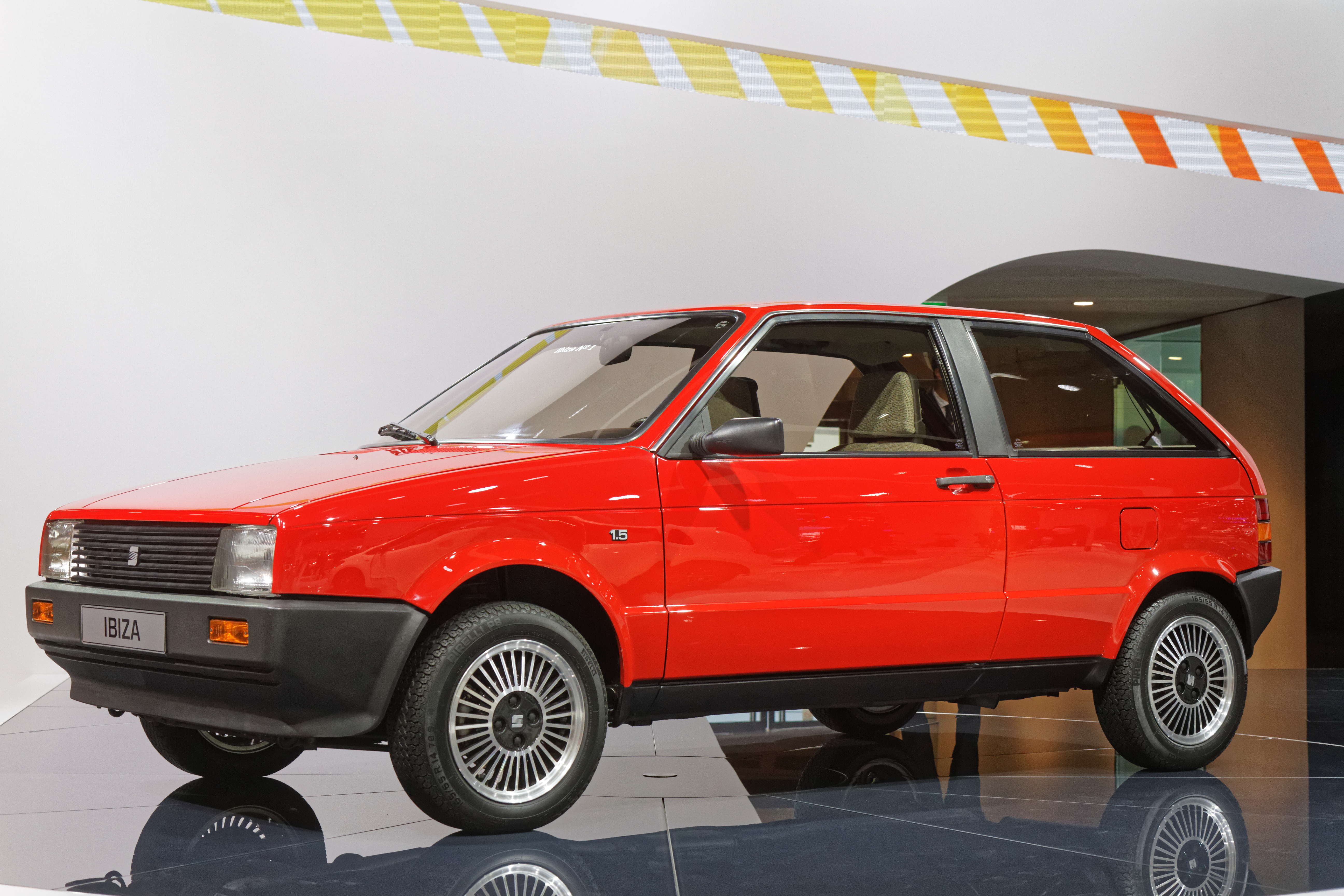
Seat Ibiza I
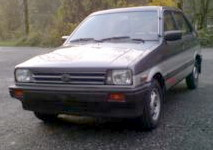
Subaru Justy
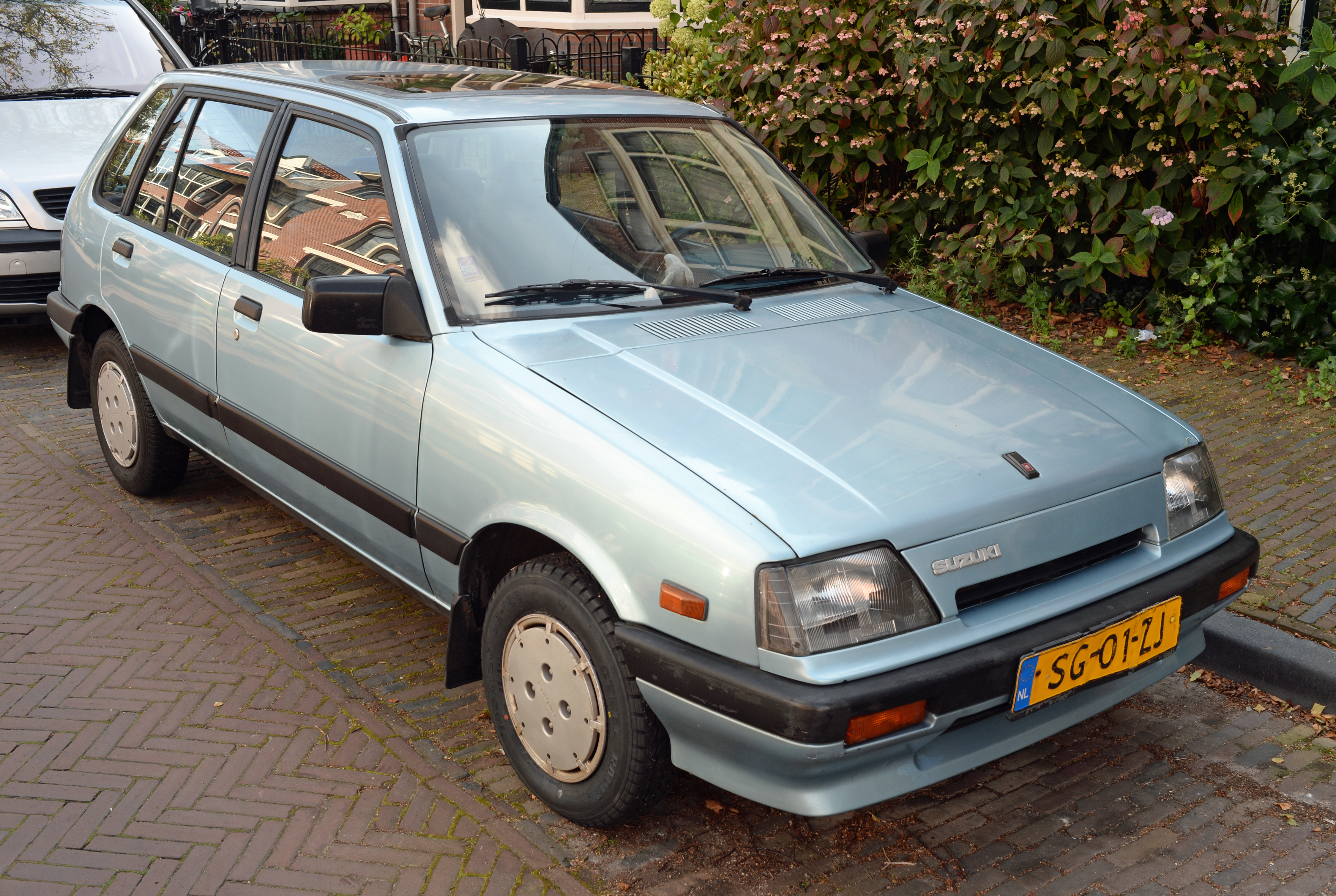
Suzuki Swift
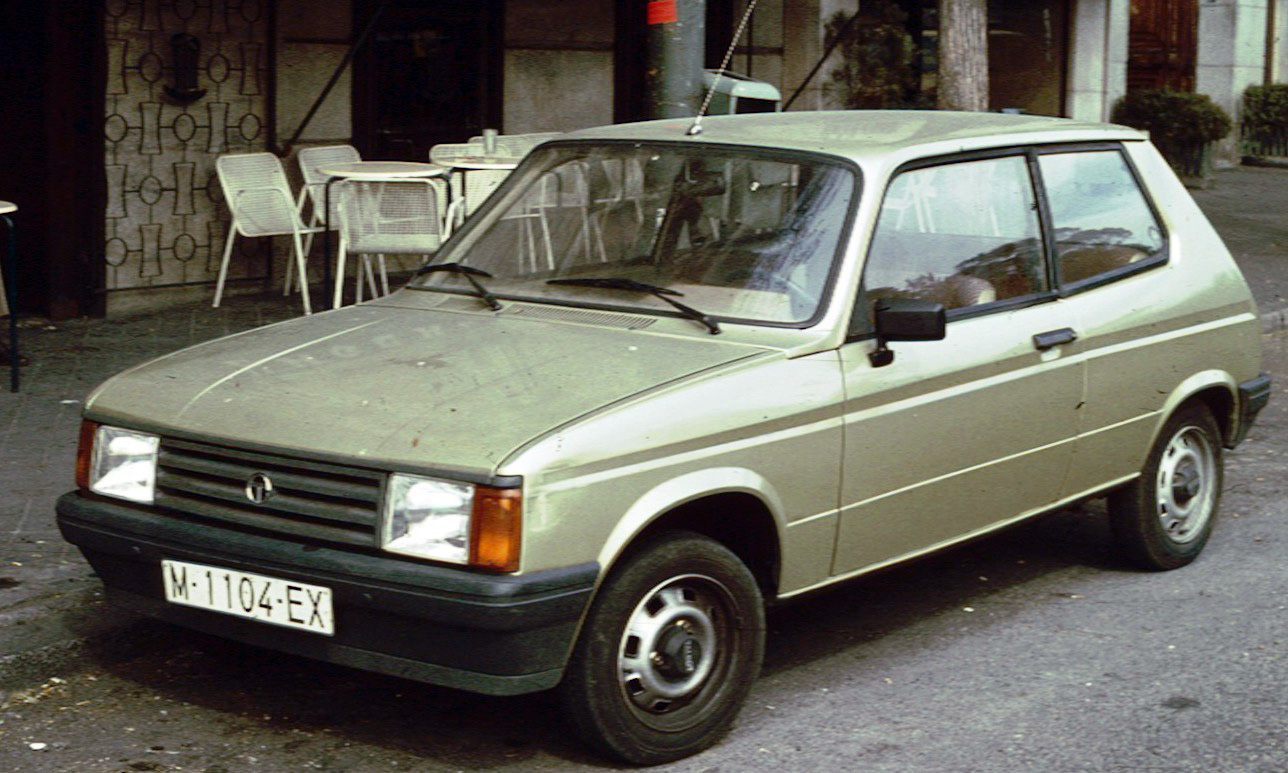
Talbot Samba
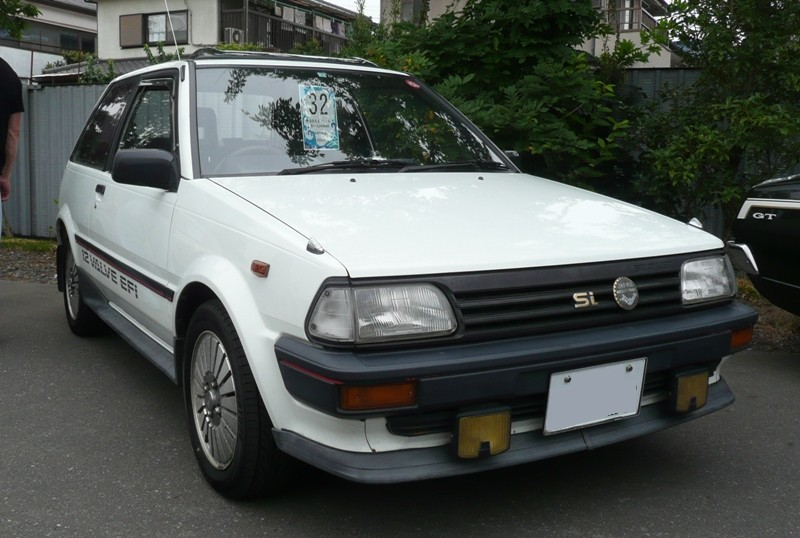
Toyota Starlet
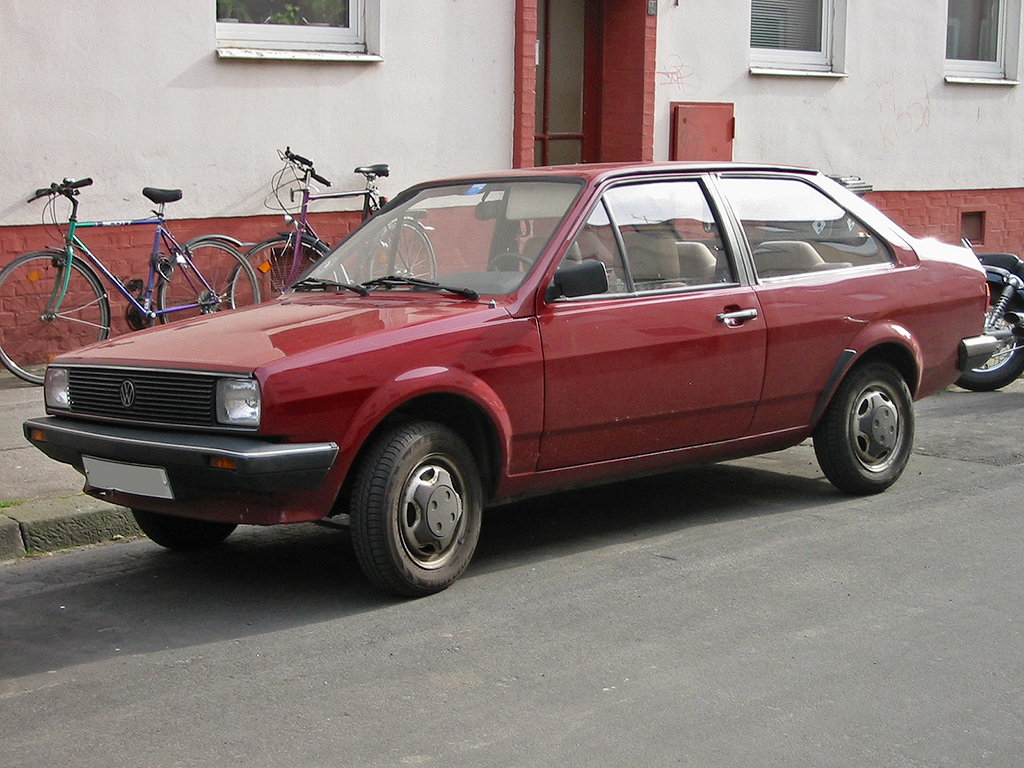
VW Derby II
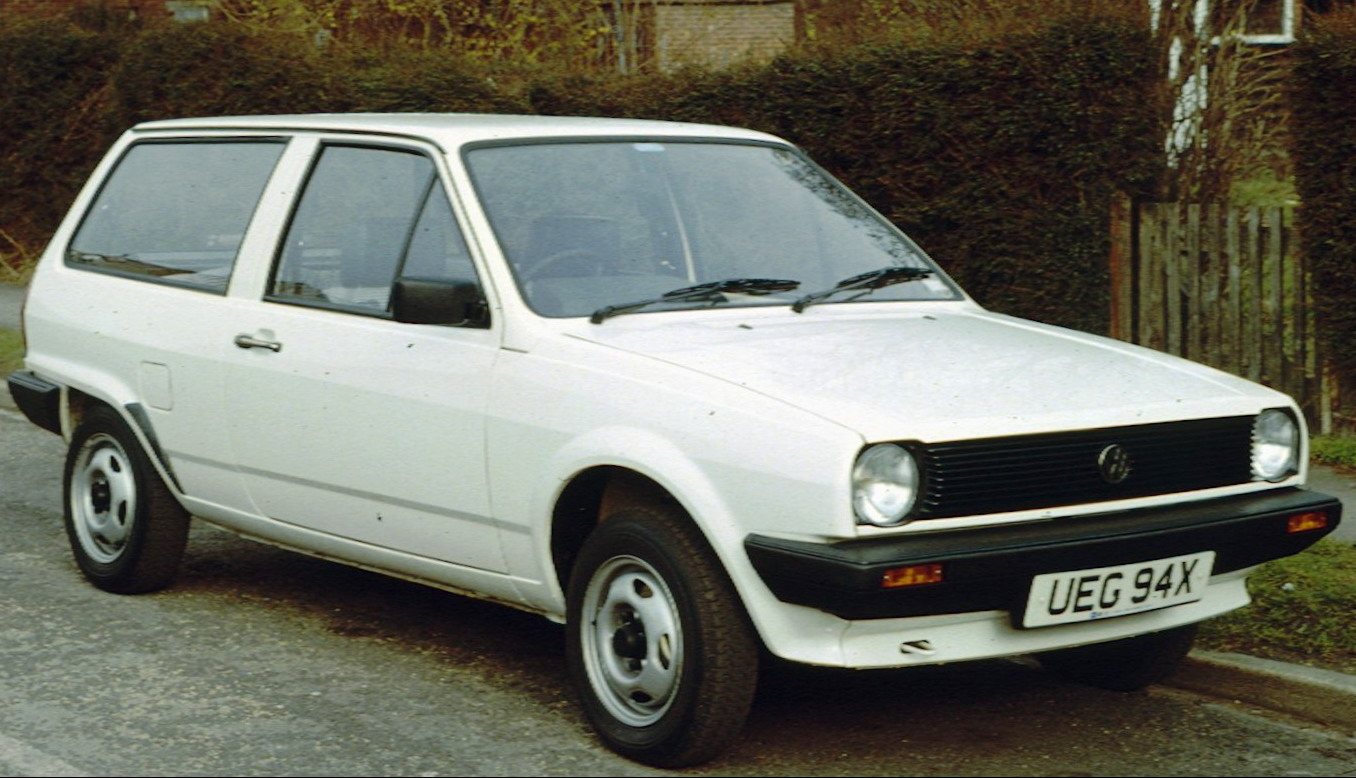
VW Polo II

### 1990–1999

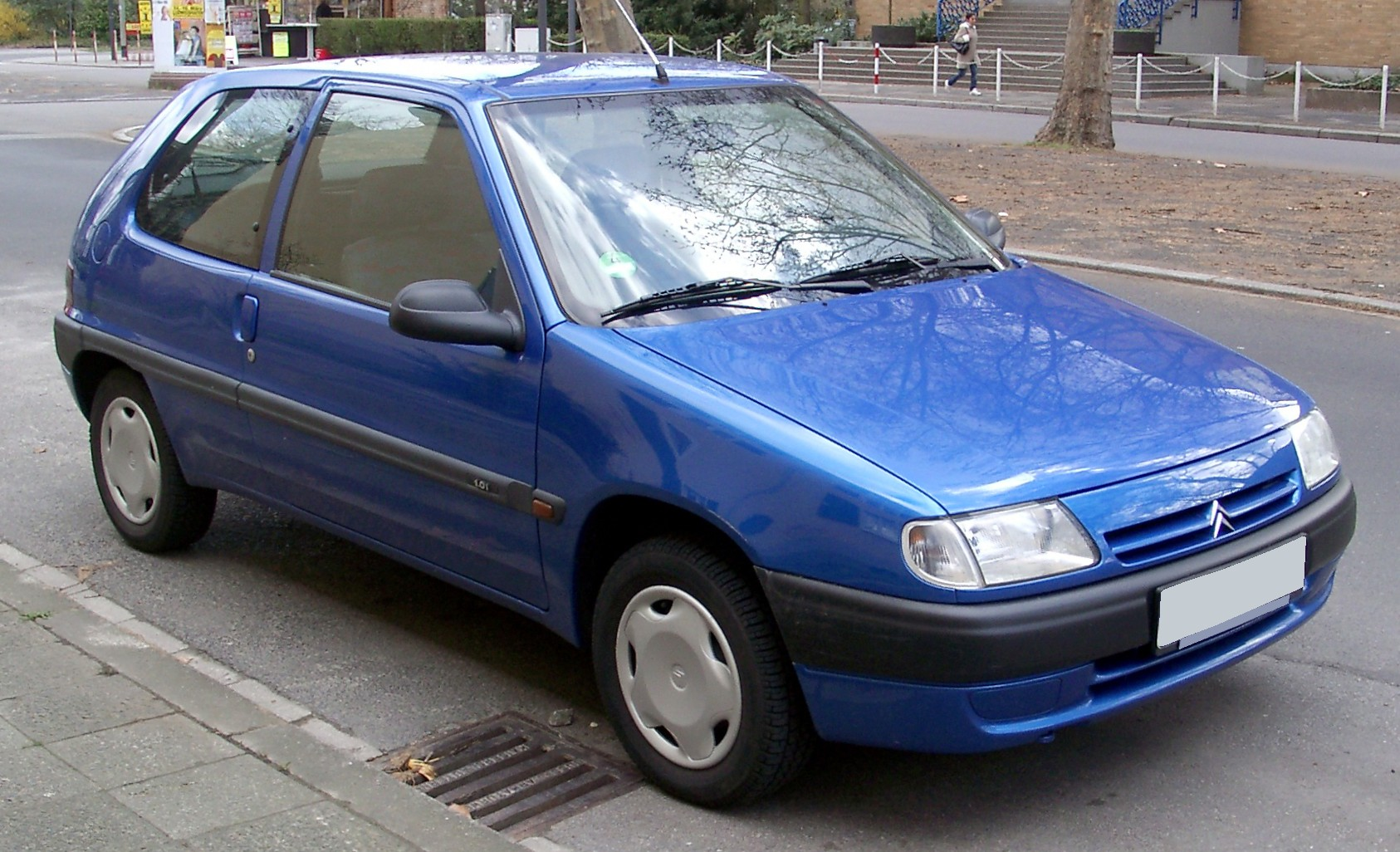
Citroën Saxo
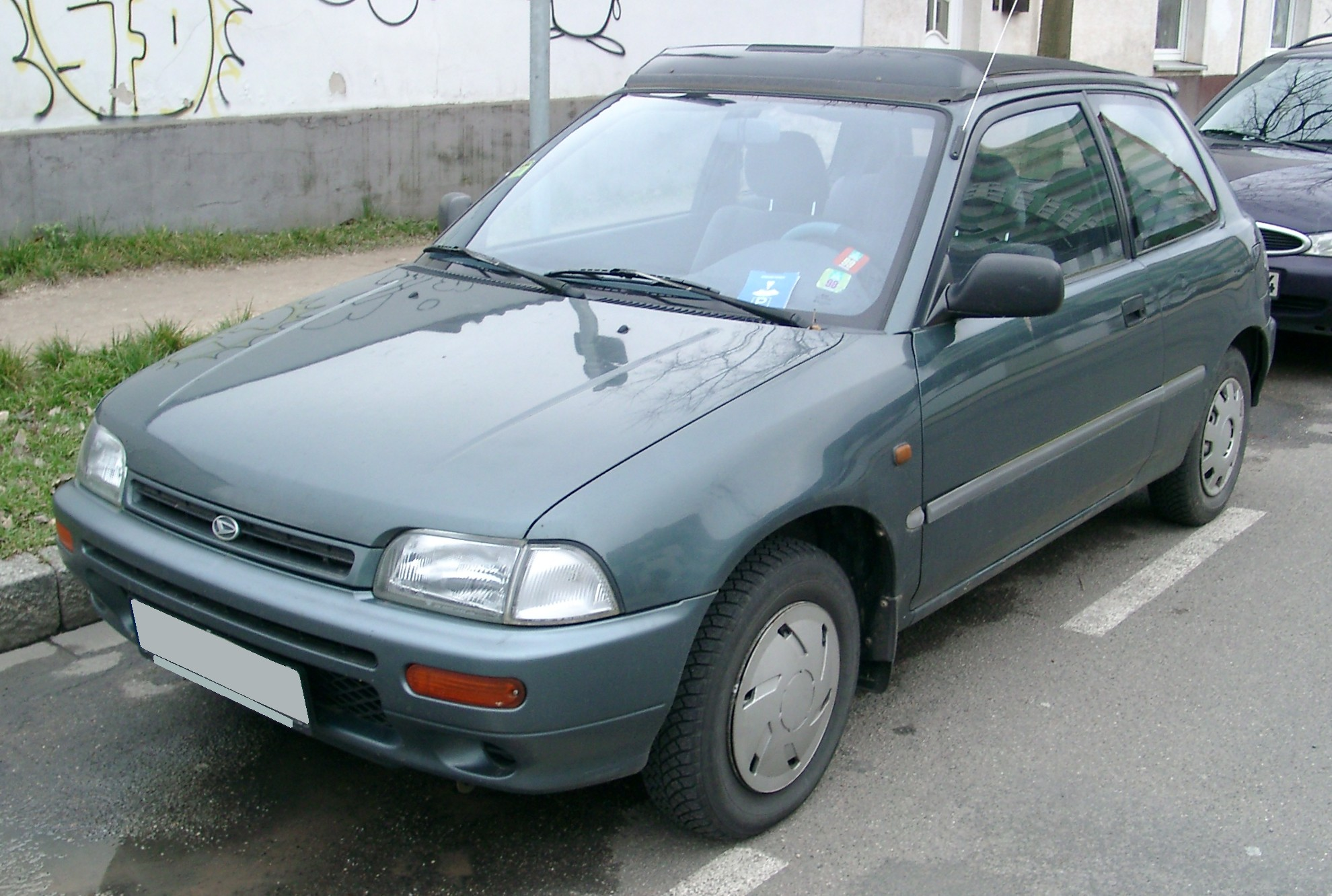
Daihatsu Charade
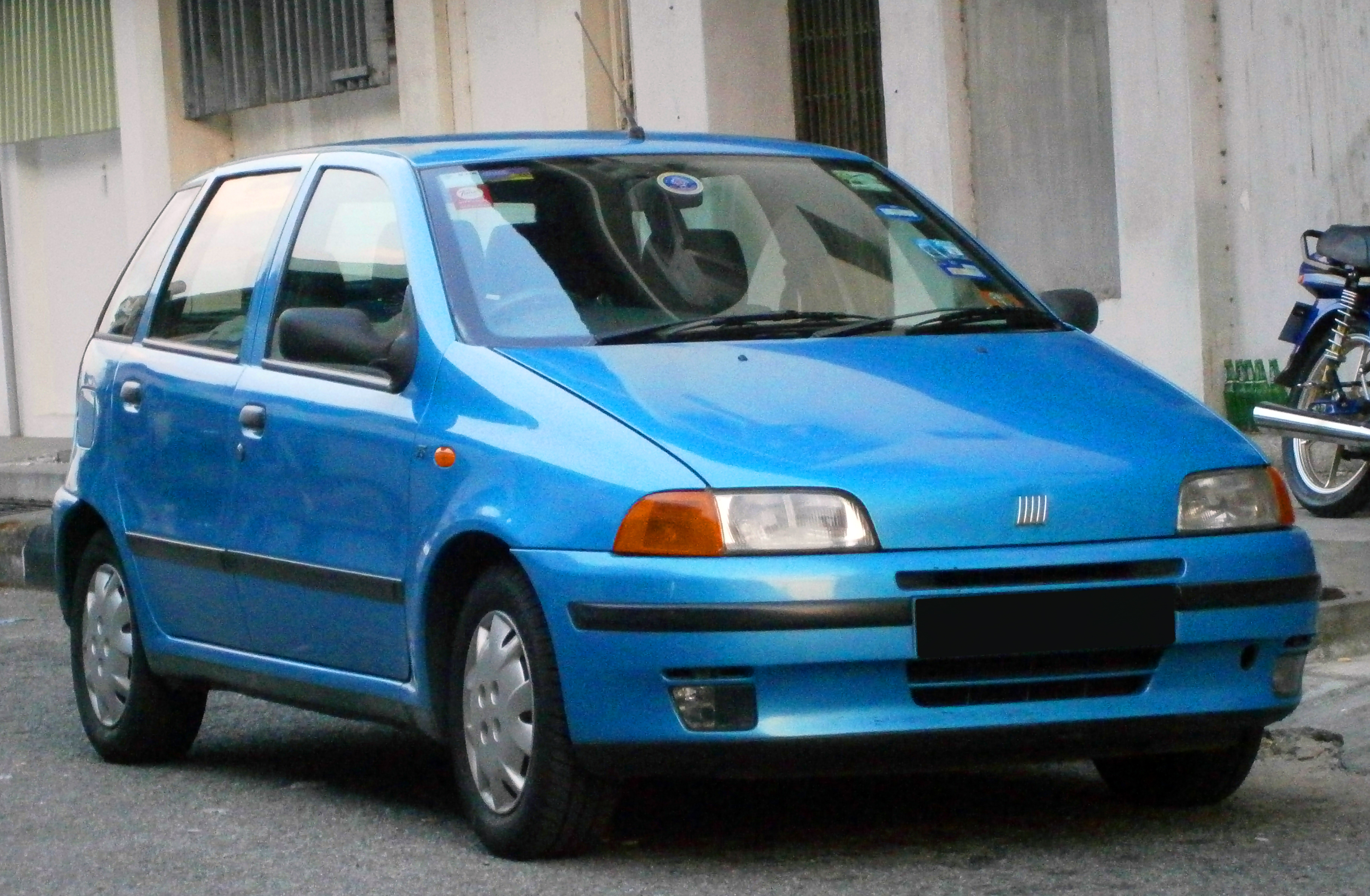
Fiat Punto
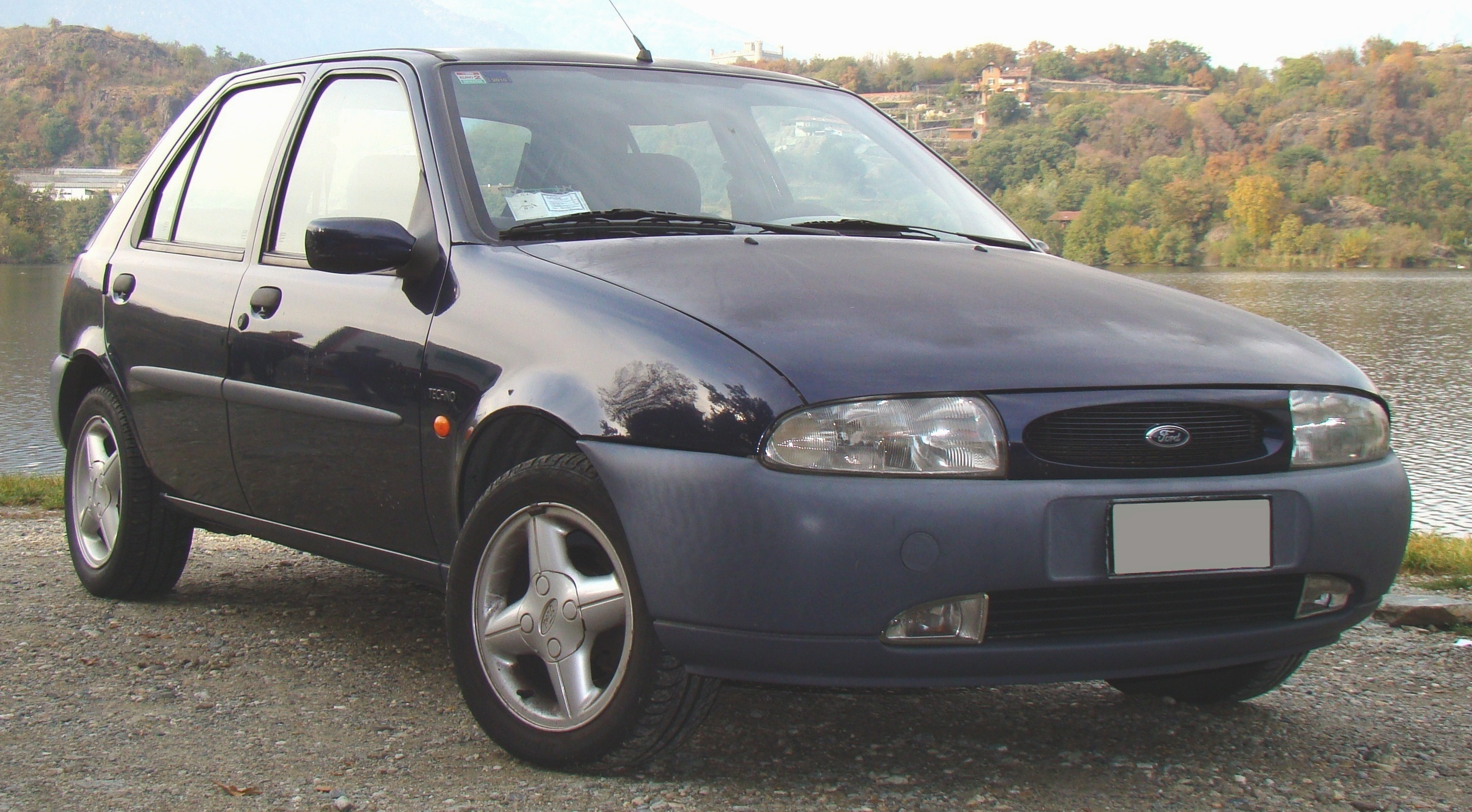
Ford Fiesta ’96
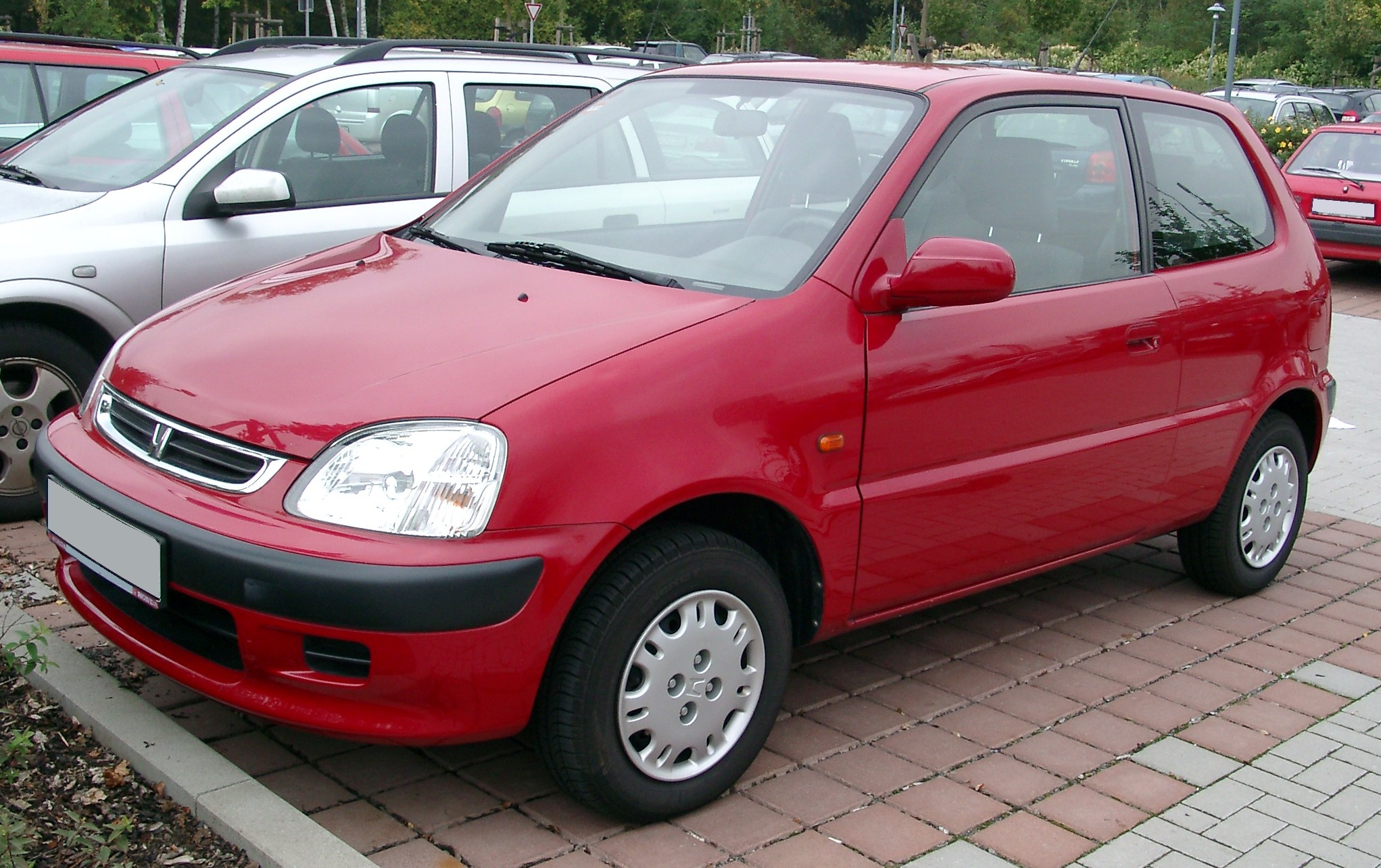
Honda Logo
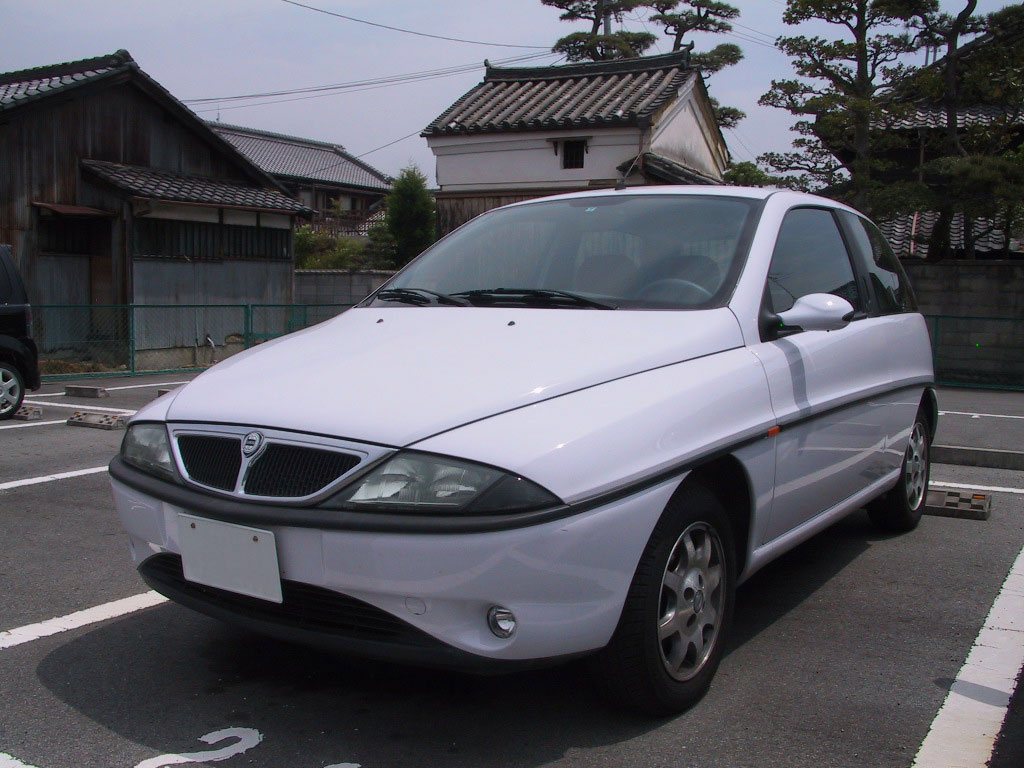
Lancia Y
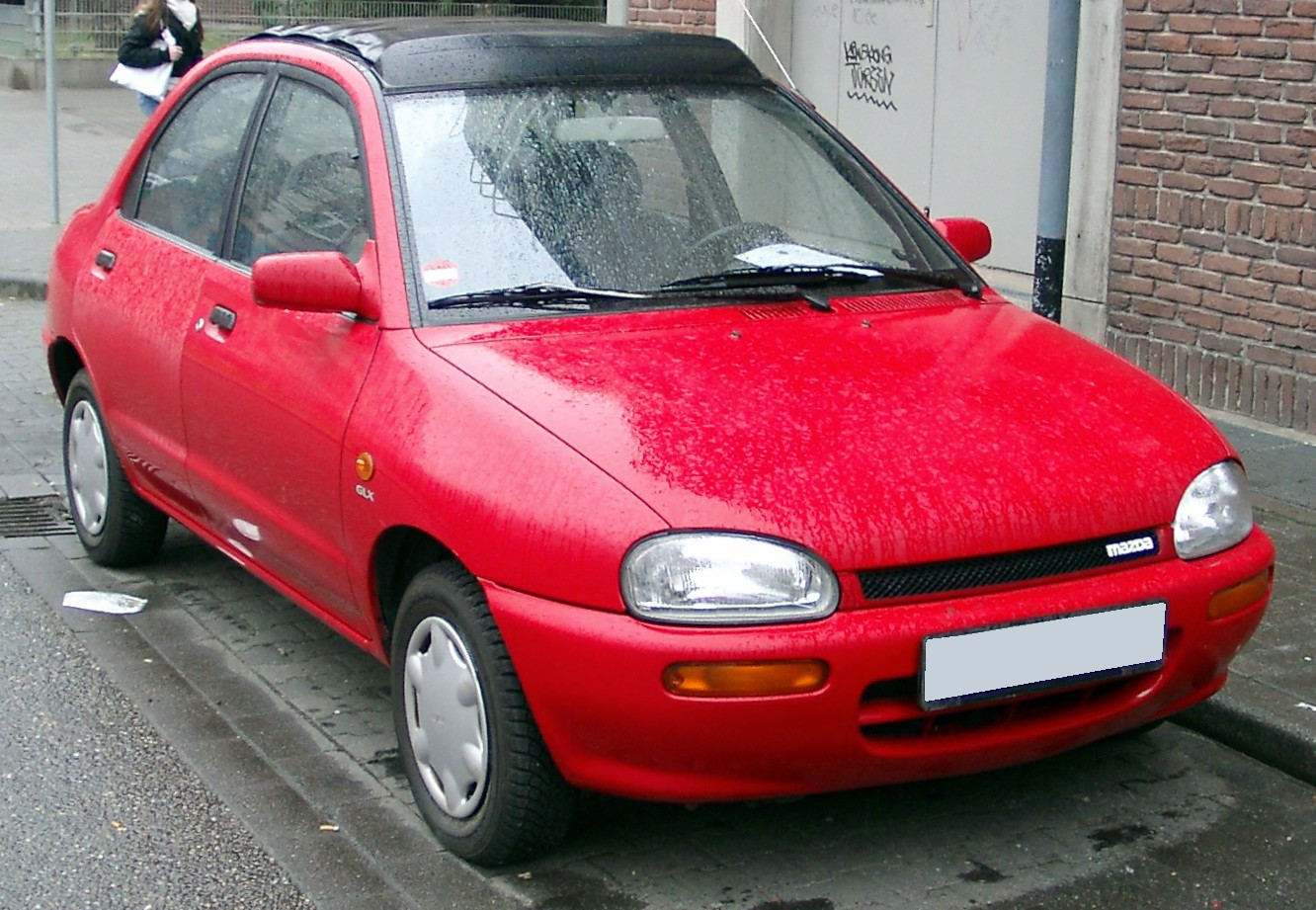
Mazda 121
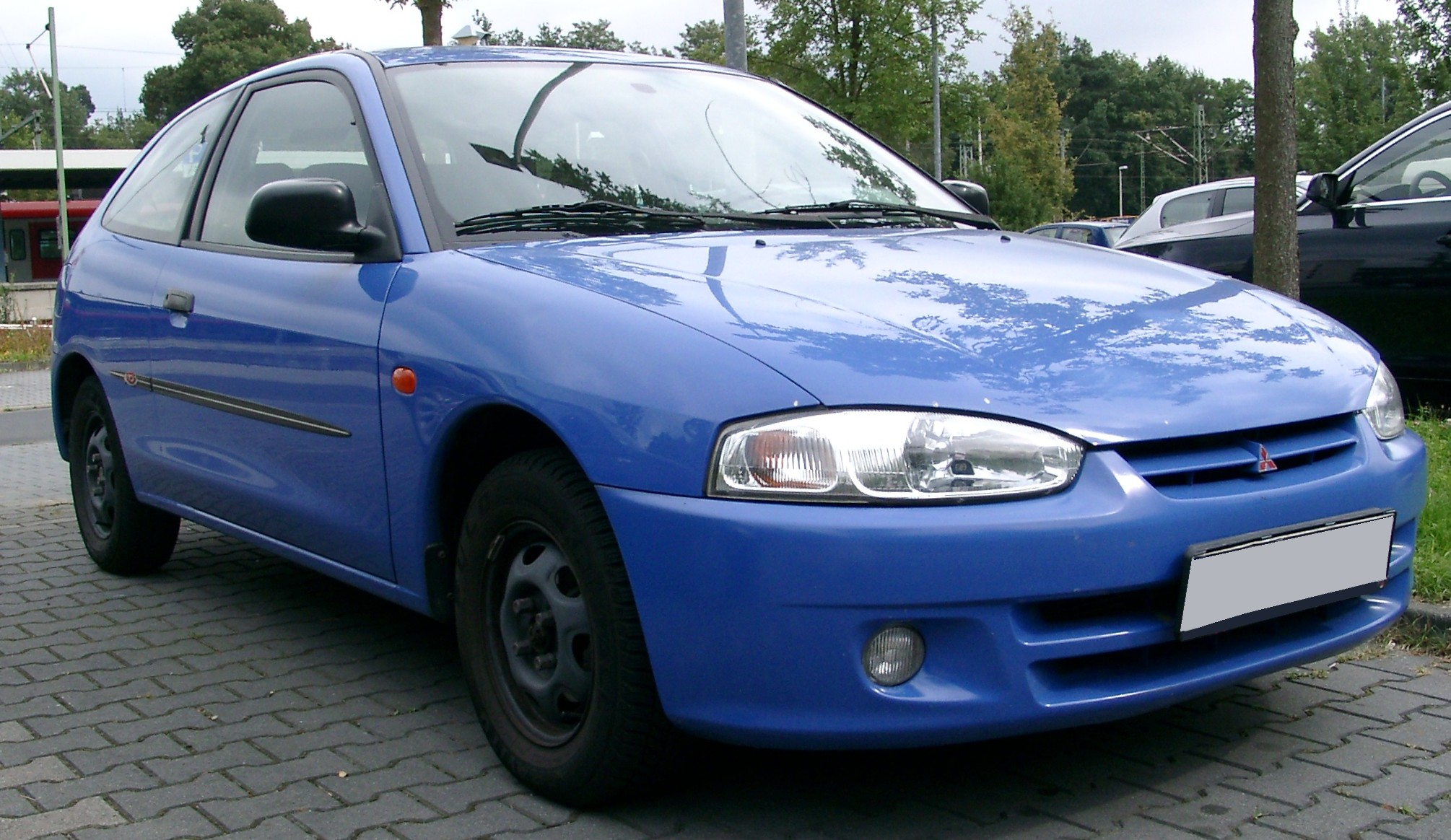
Mitsubishi Colt CJ0
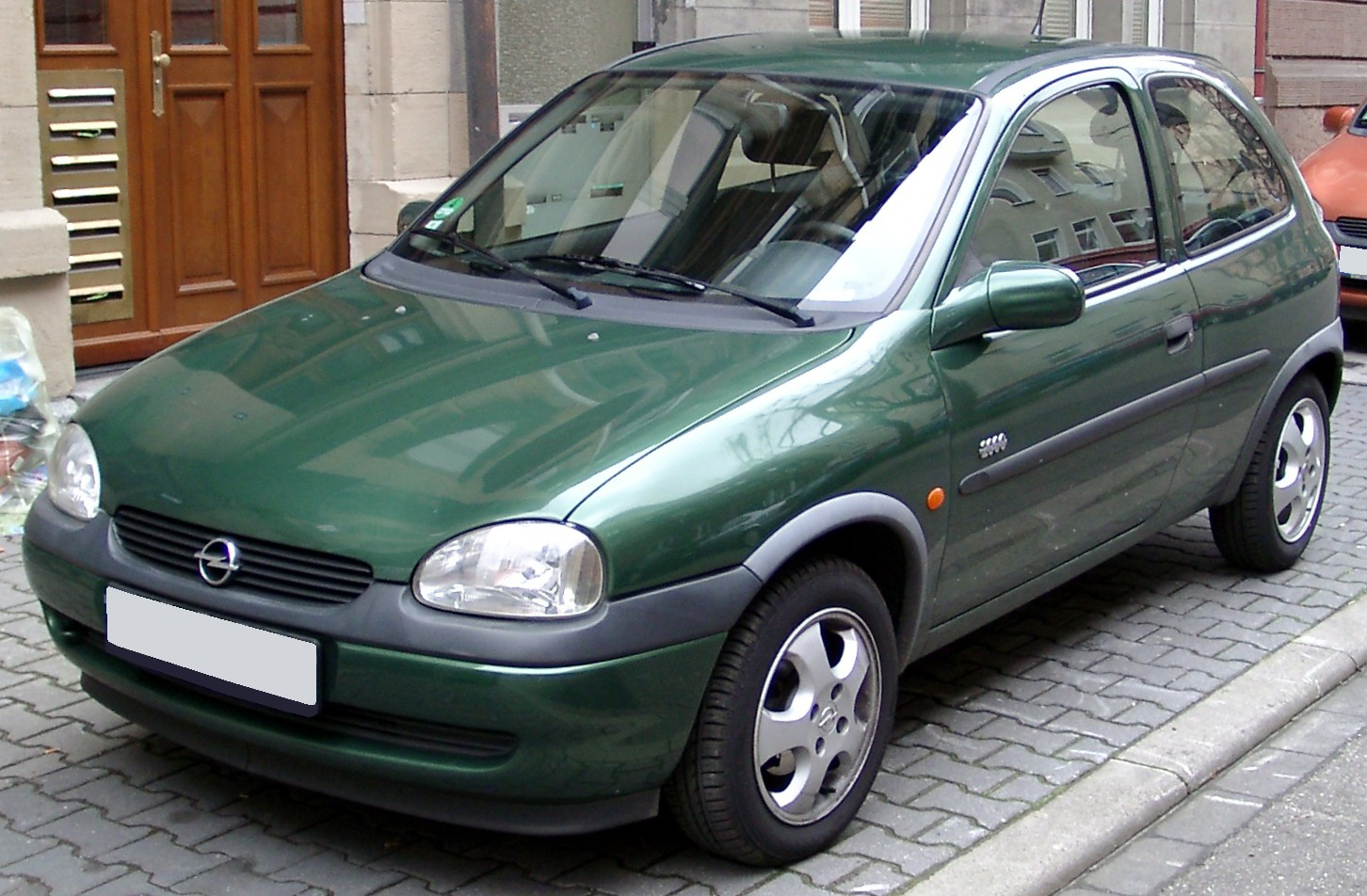
Opel Corsa B
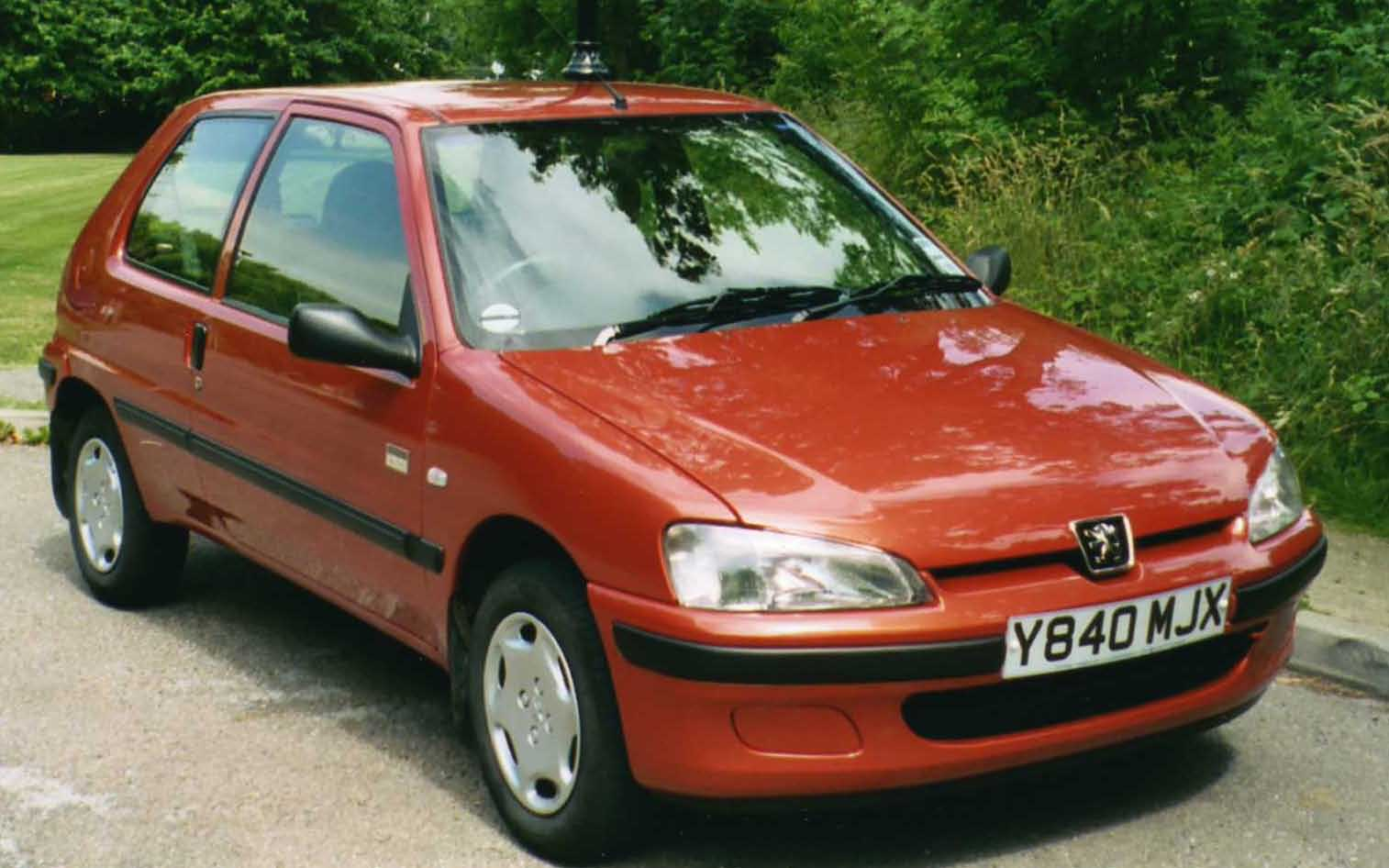
Peugeot 106
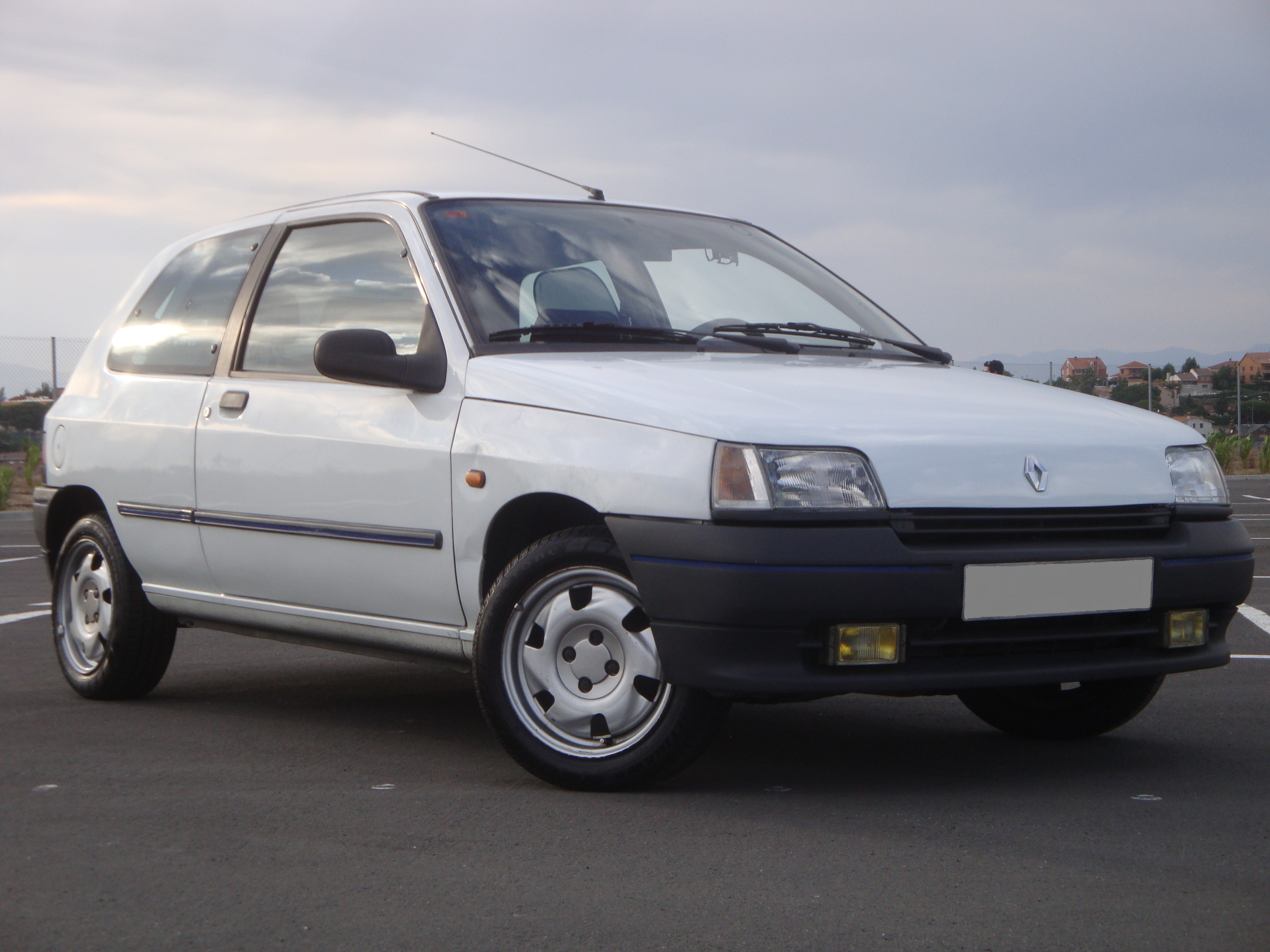
Renault Clio I
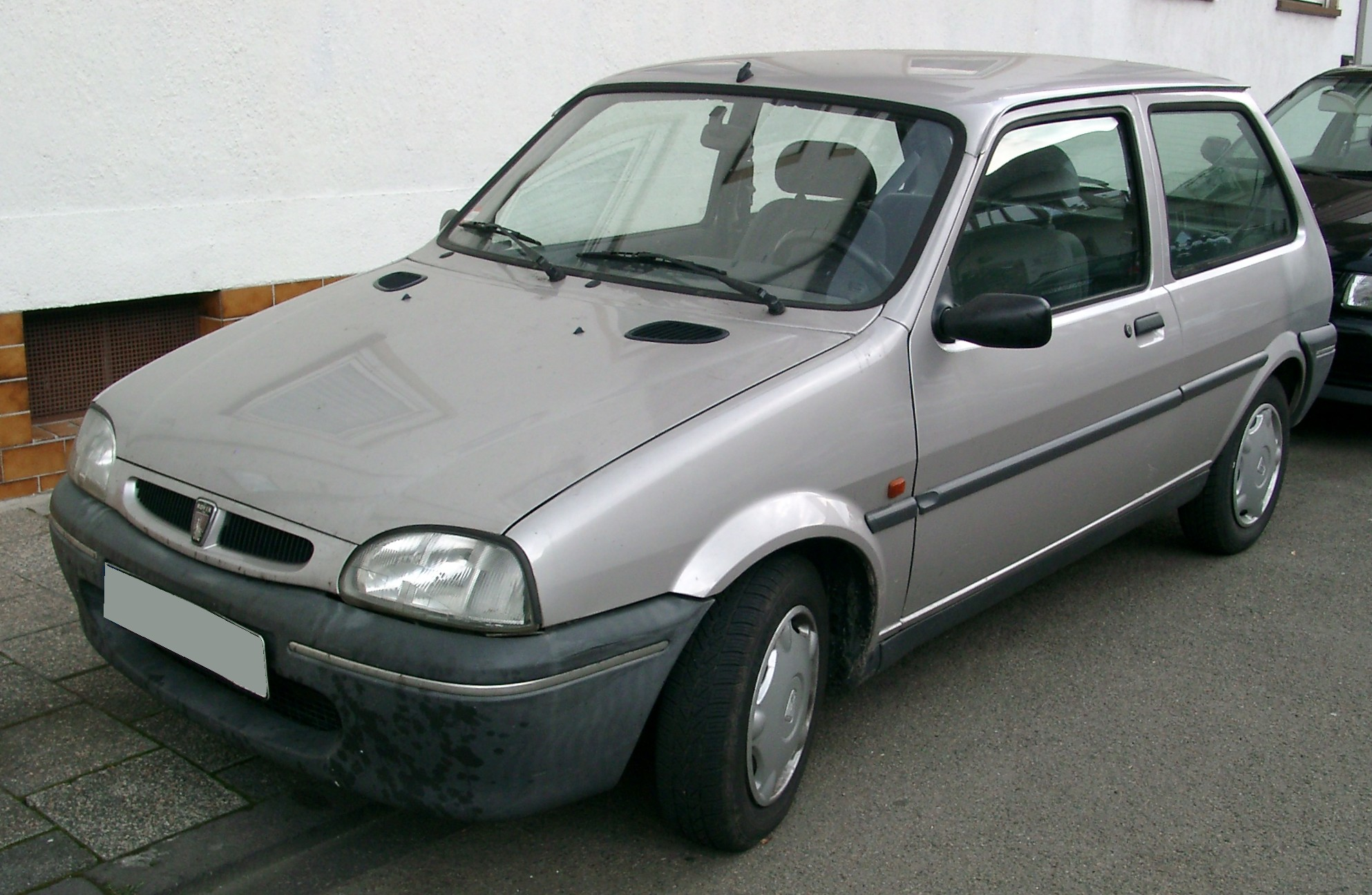
Rover 100
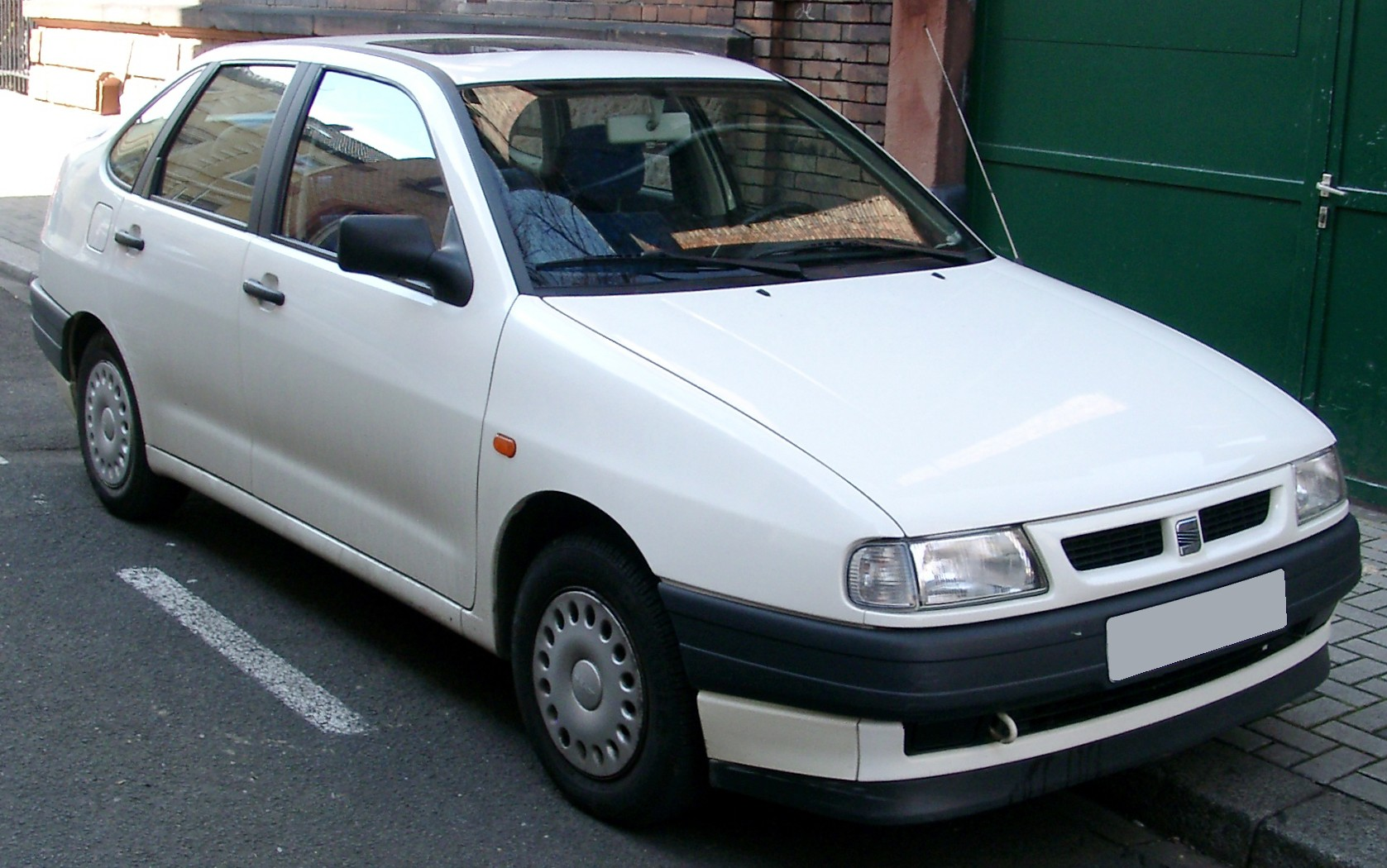
Seat Cordoba I
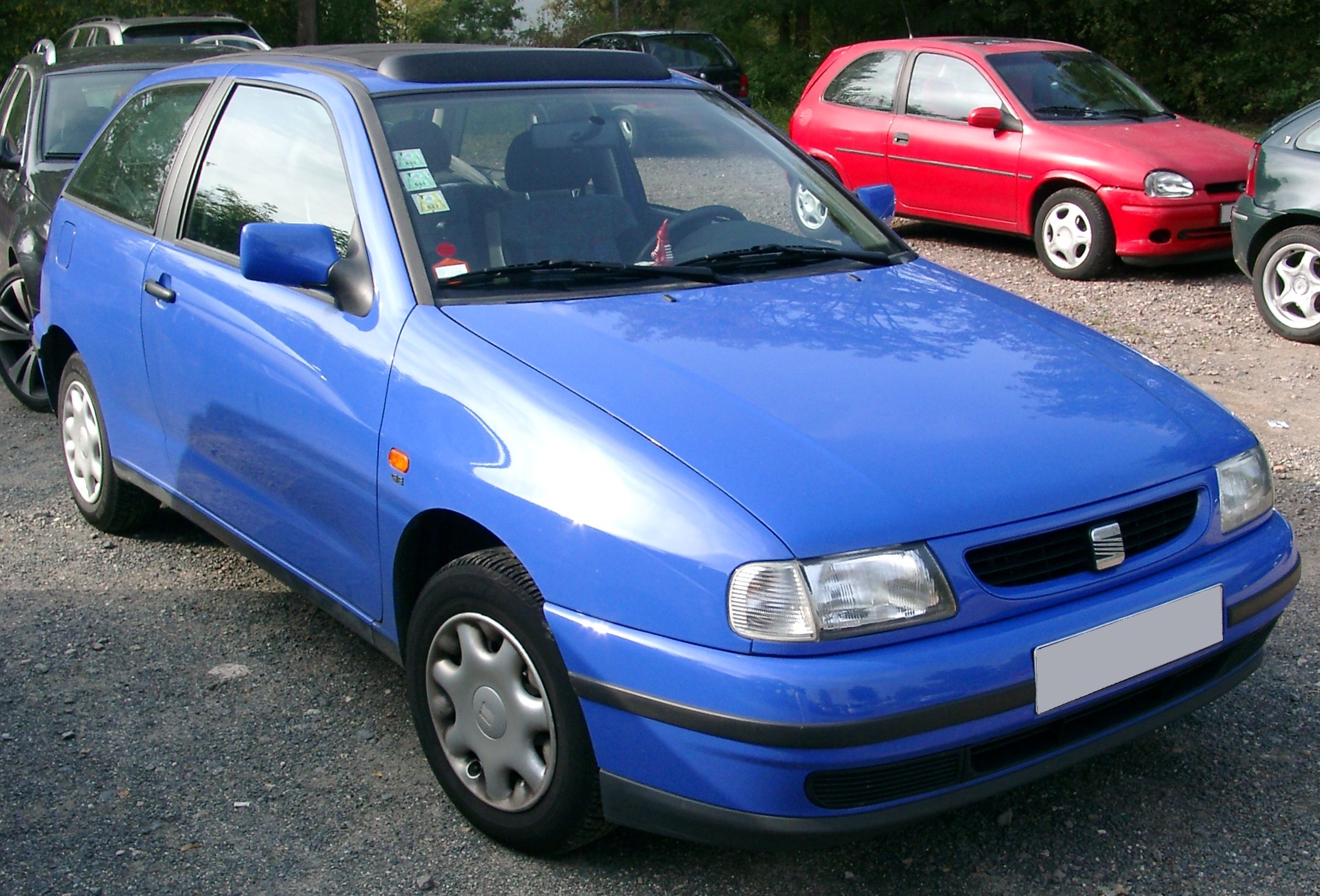
Seat Ibiza II
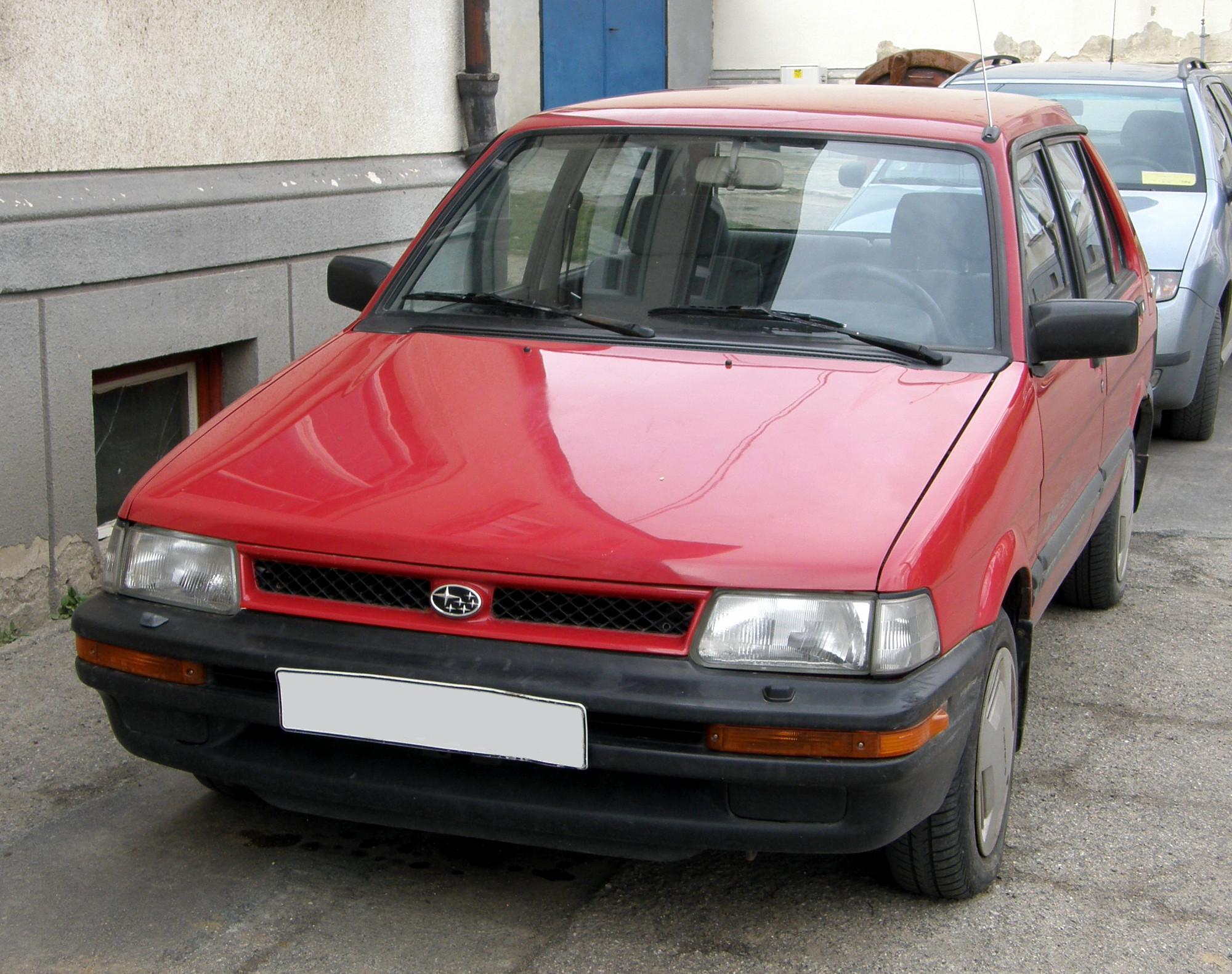
Subaru Justy
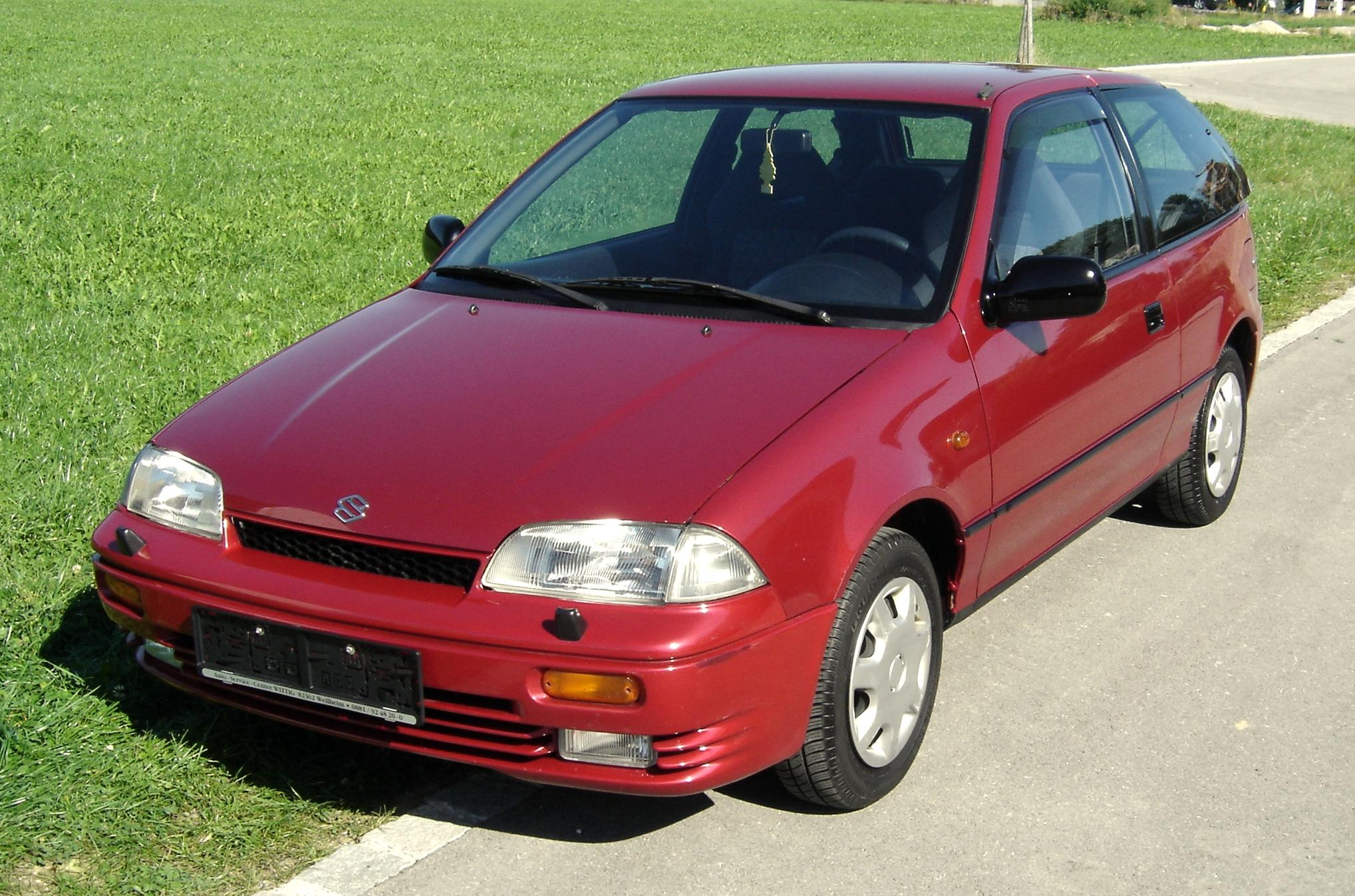
Suzuki Swift
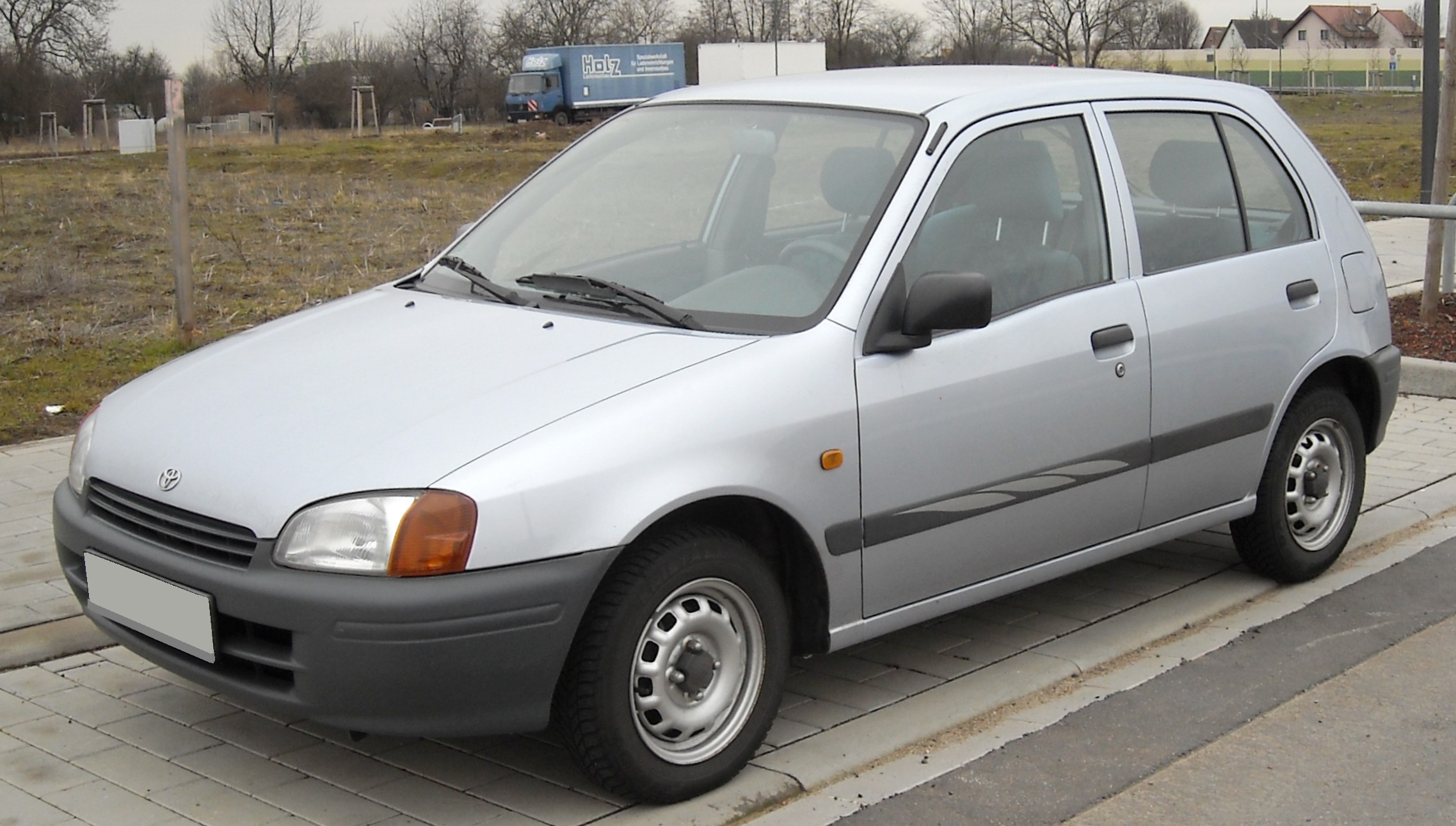
Toyota Starlet
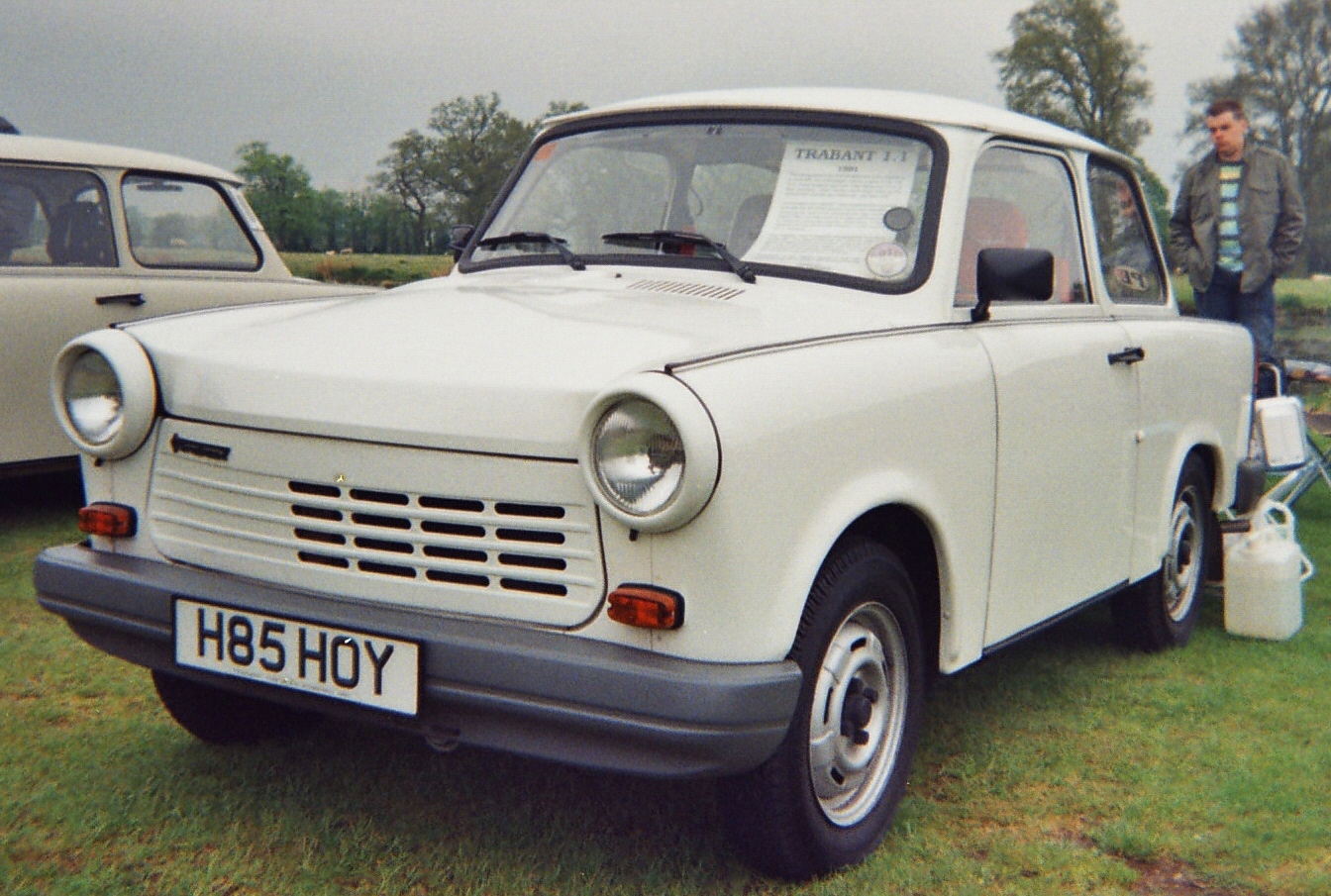
Trabant 1.1
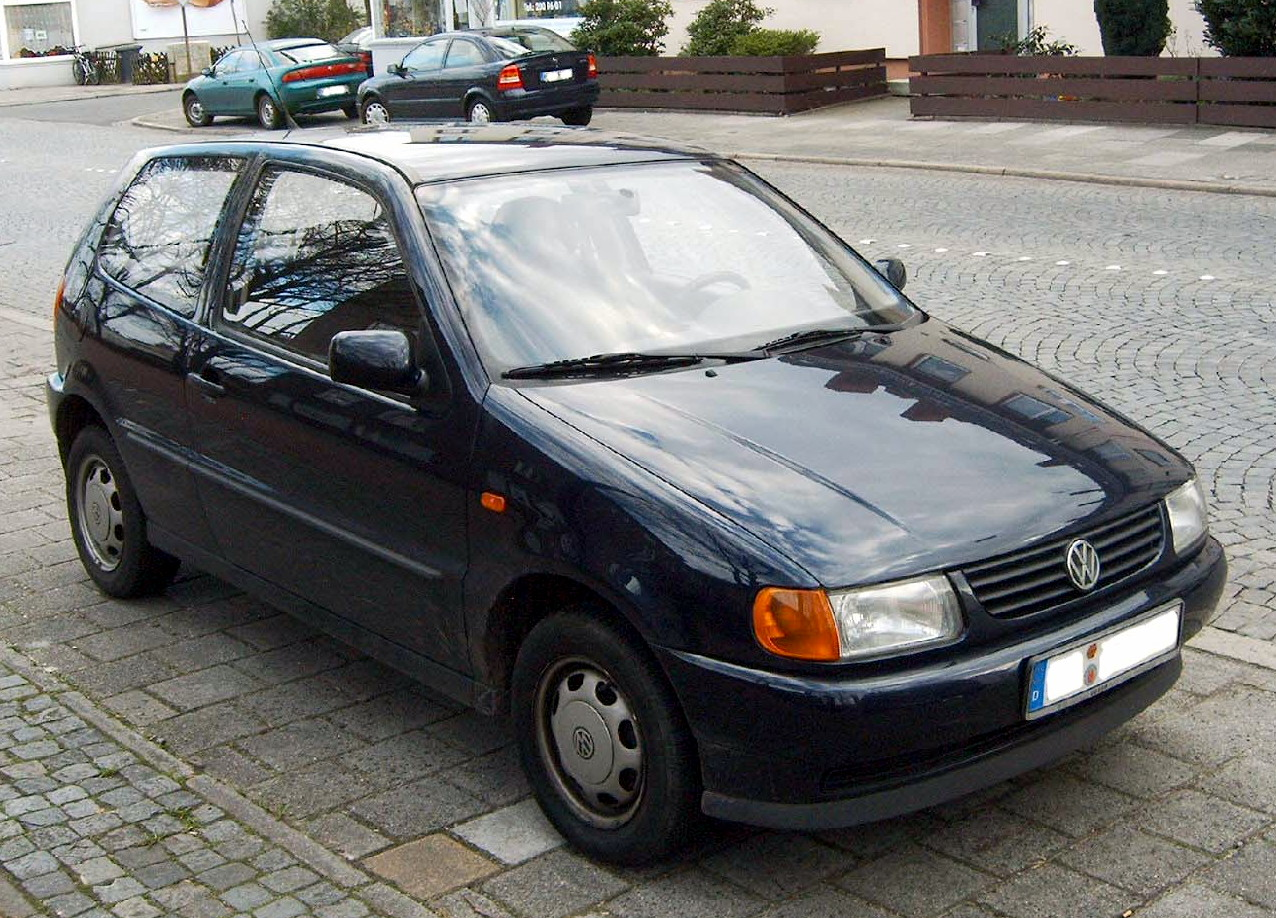
VW Polo III

### 2000–2009

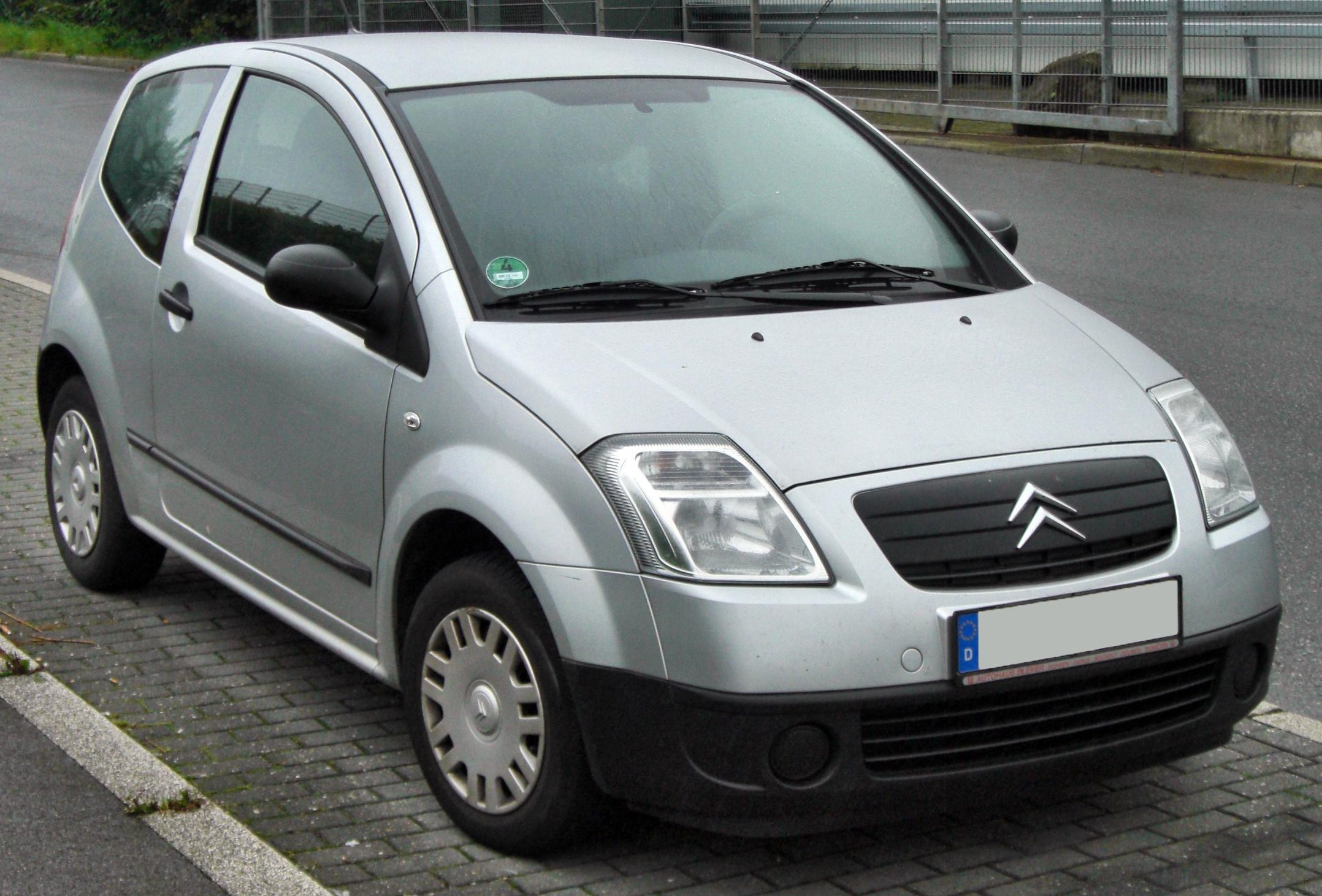
Citroën C2
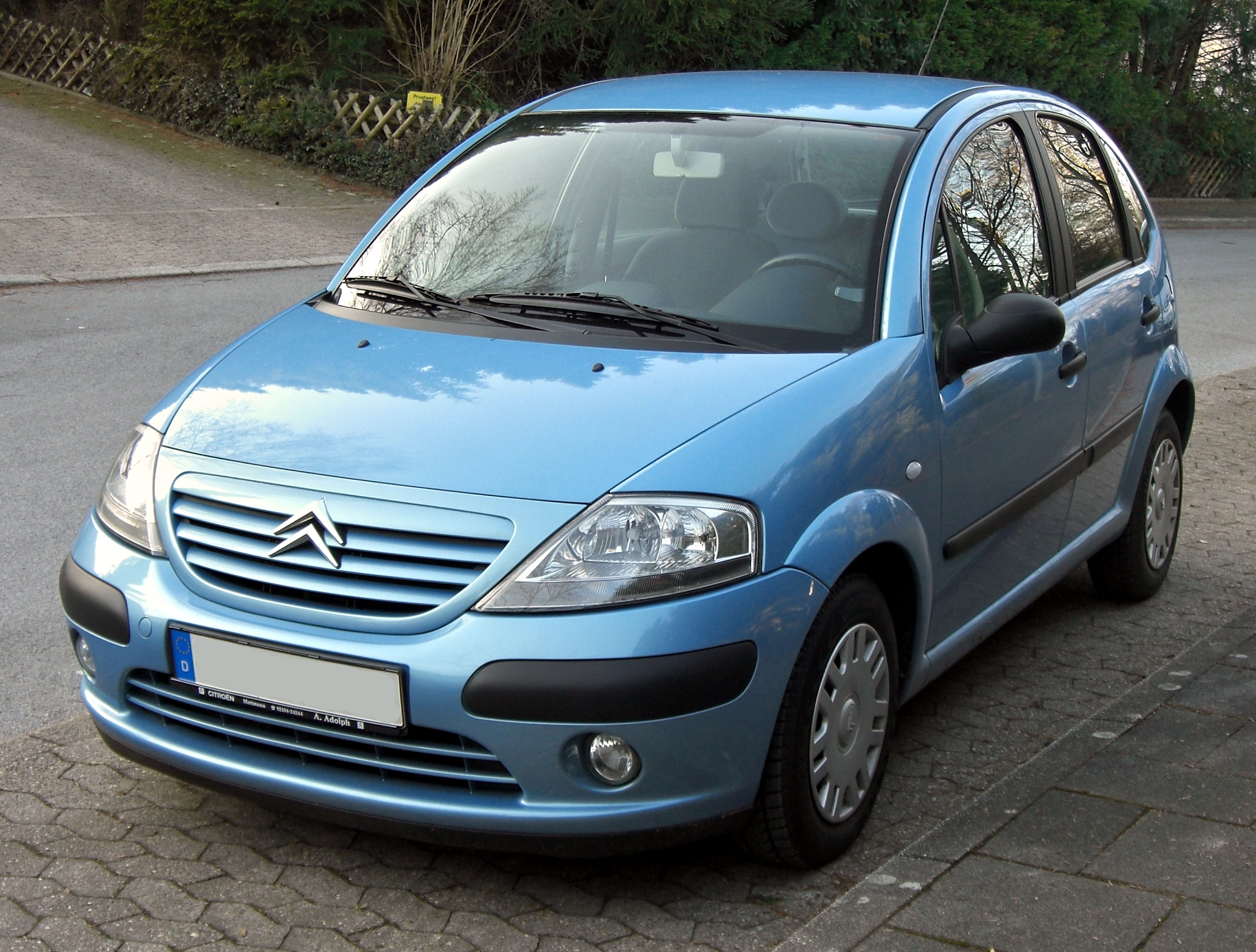
Citroën C3
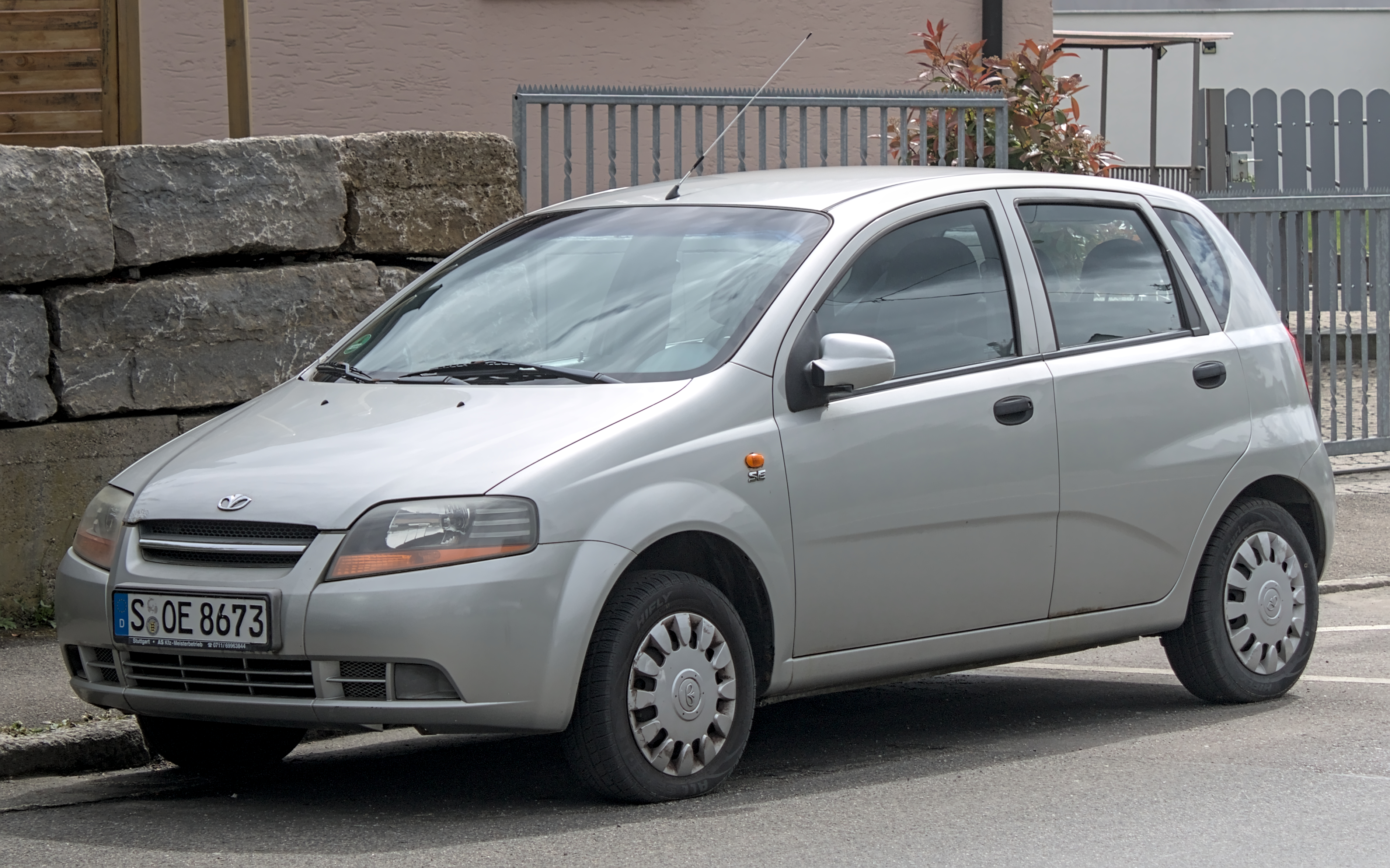
Daewoo Kalos
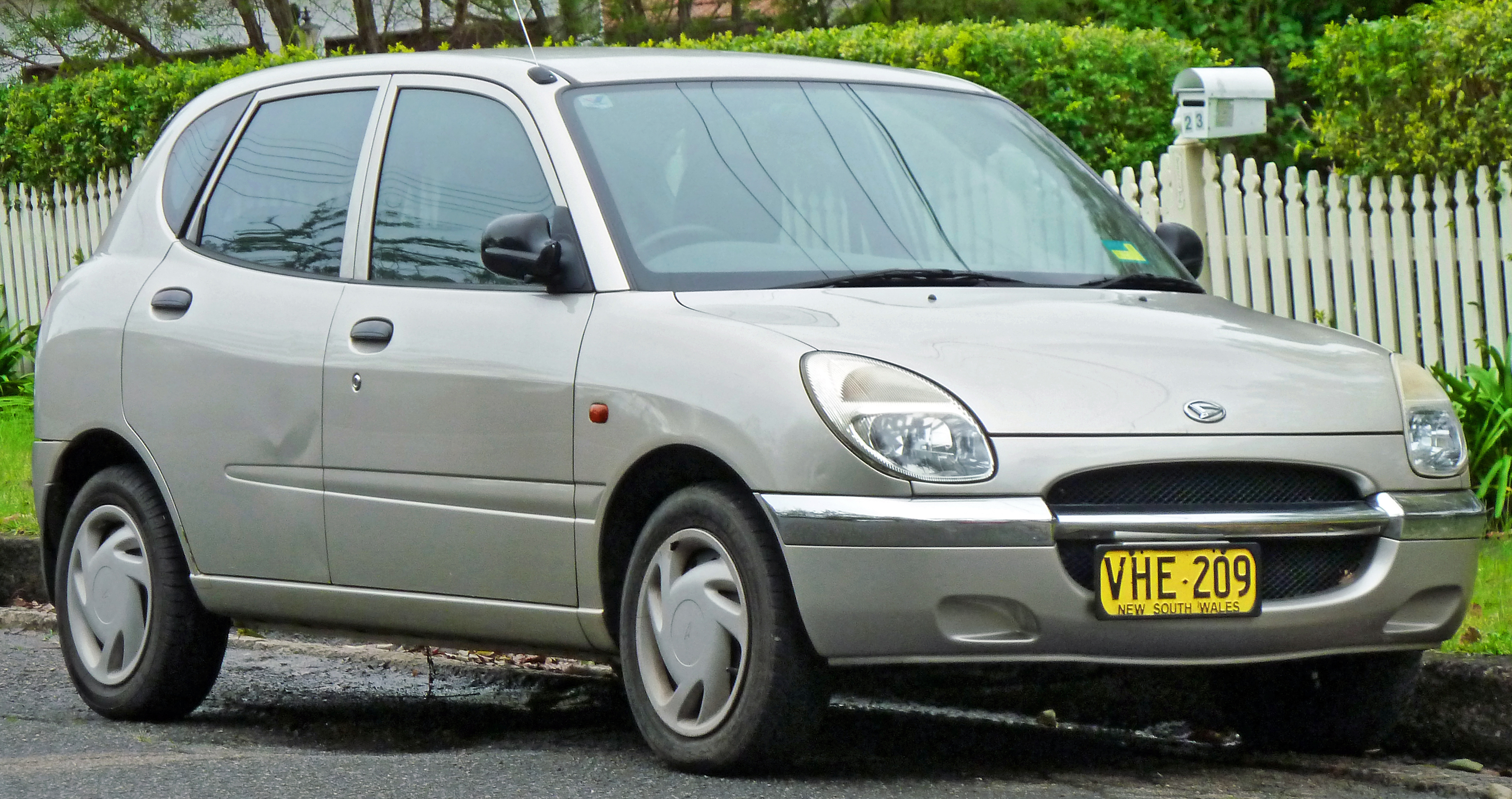
Daihatsu Sirion
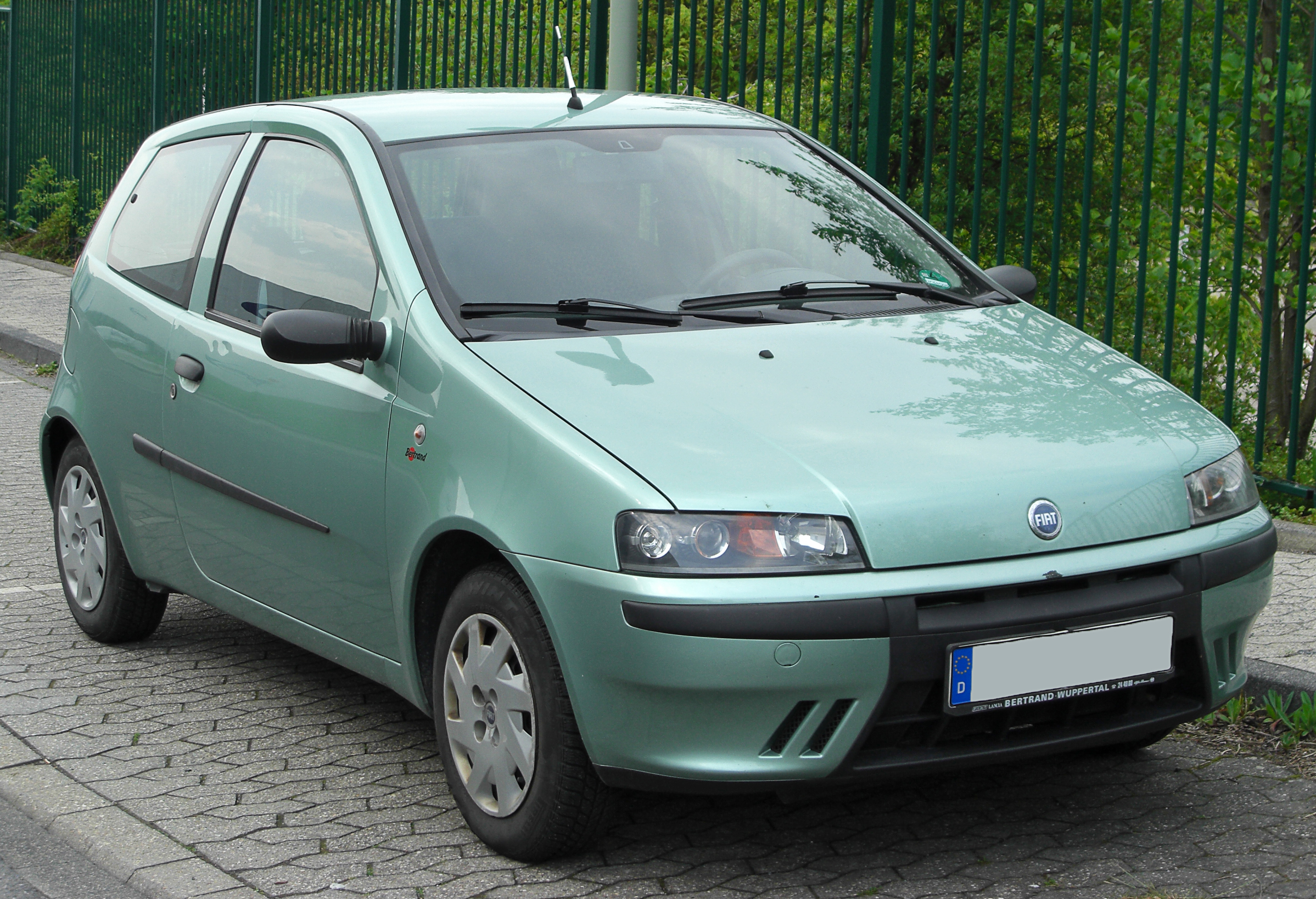
Fiat Punto
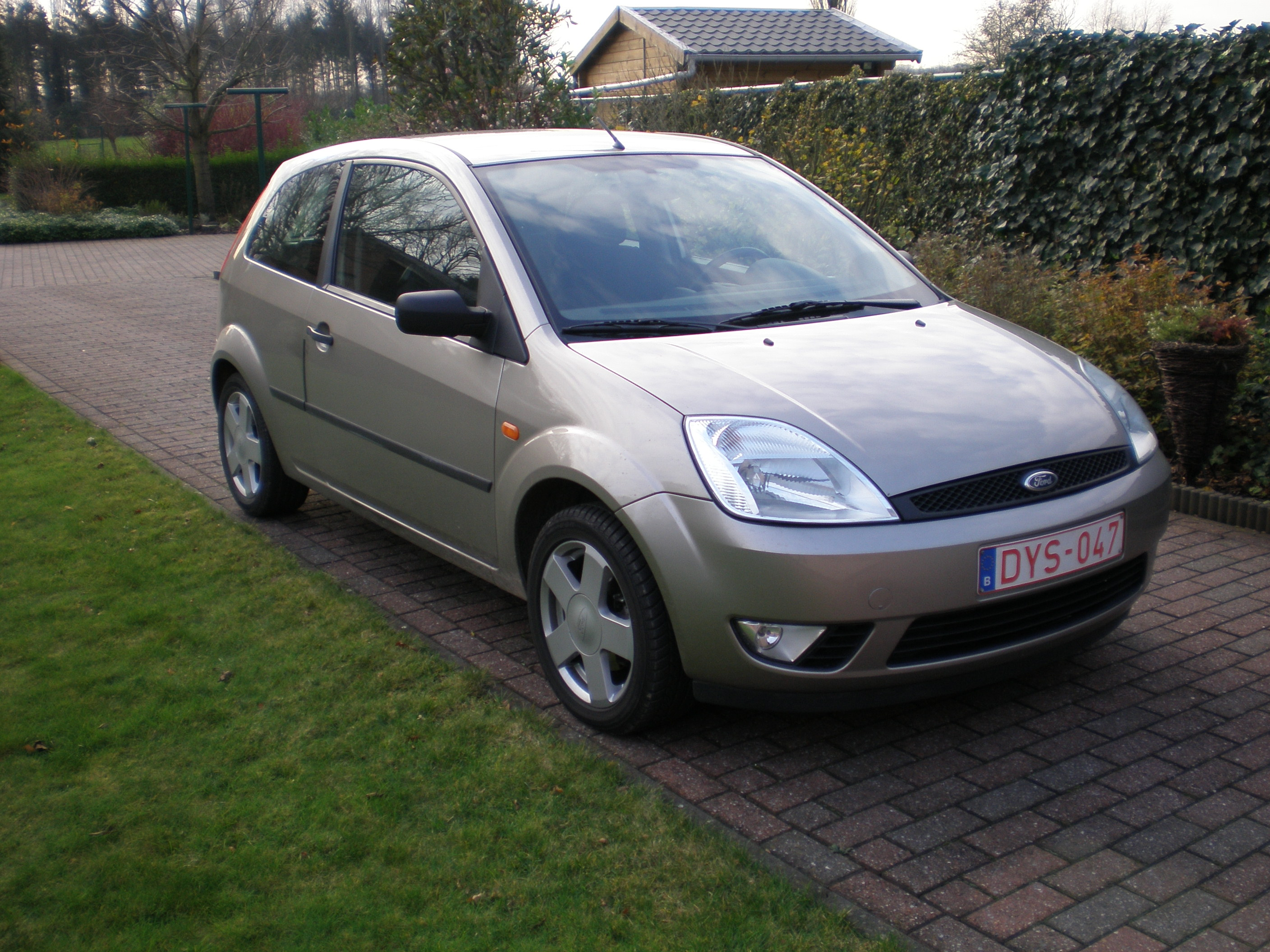
Ford Fiesta ’02
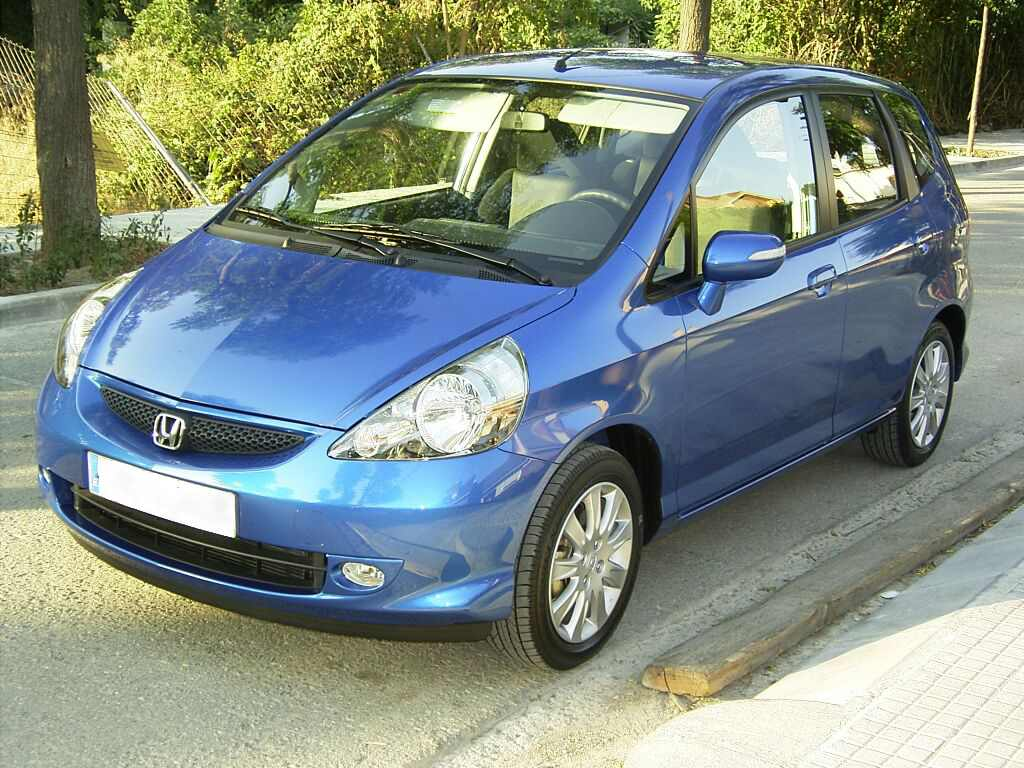
Honda Jazz
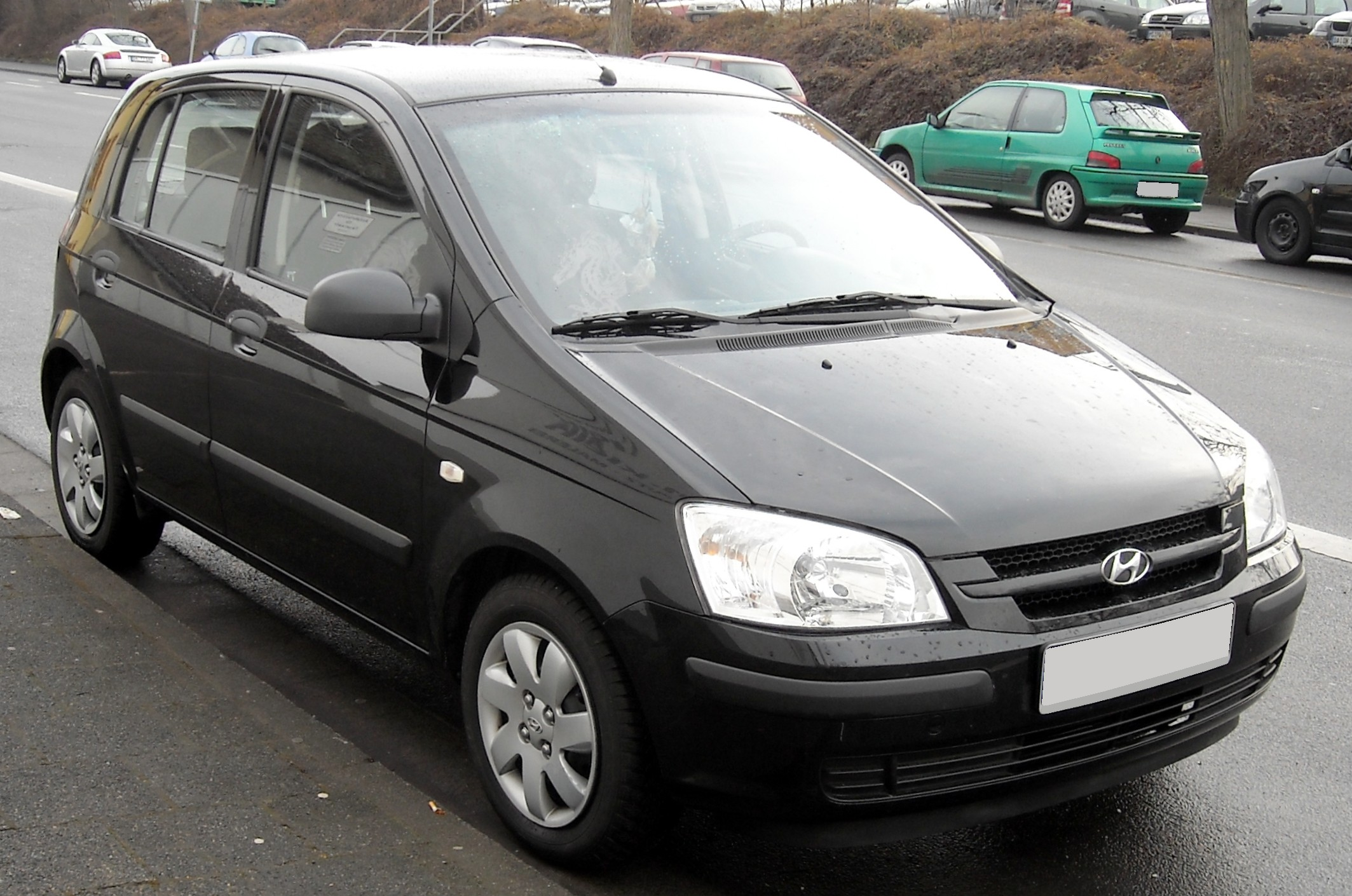
Hyundai Getz
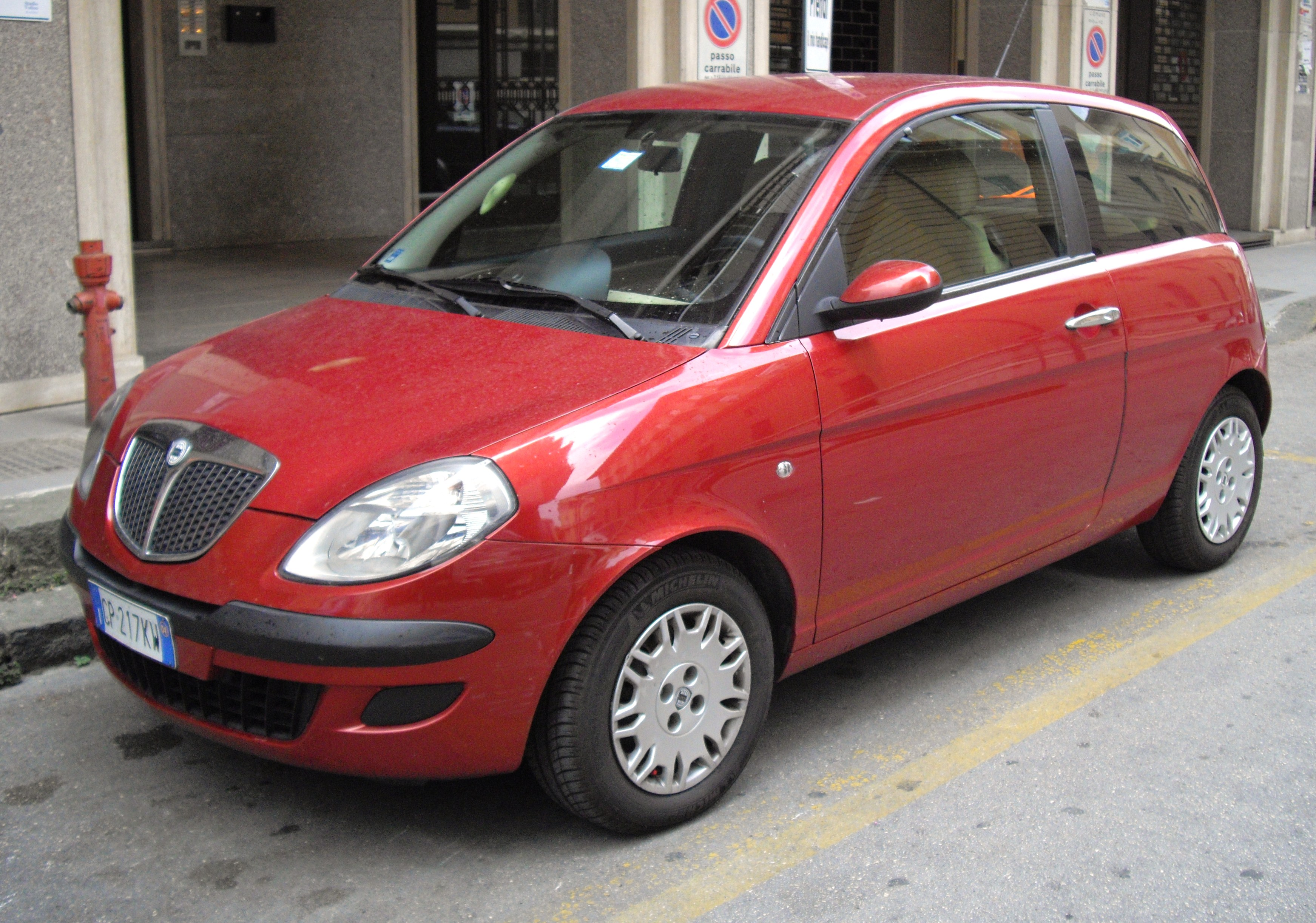
Lancia Ypsilon
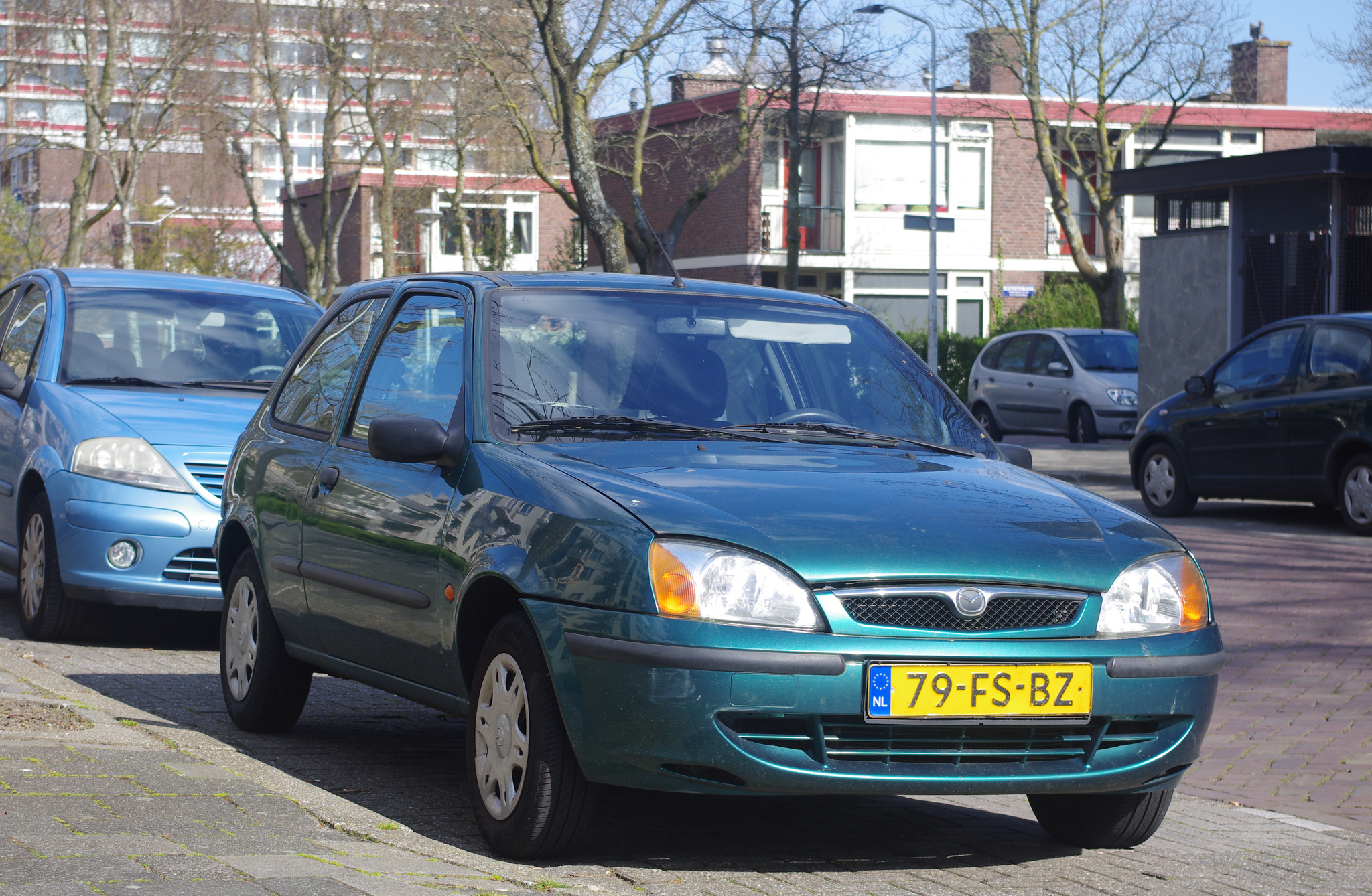
Mazda 121
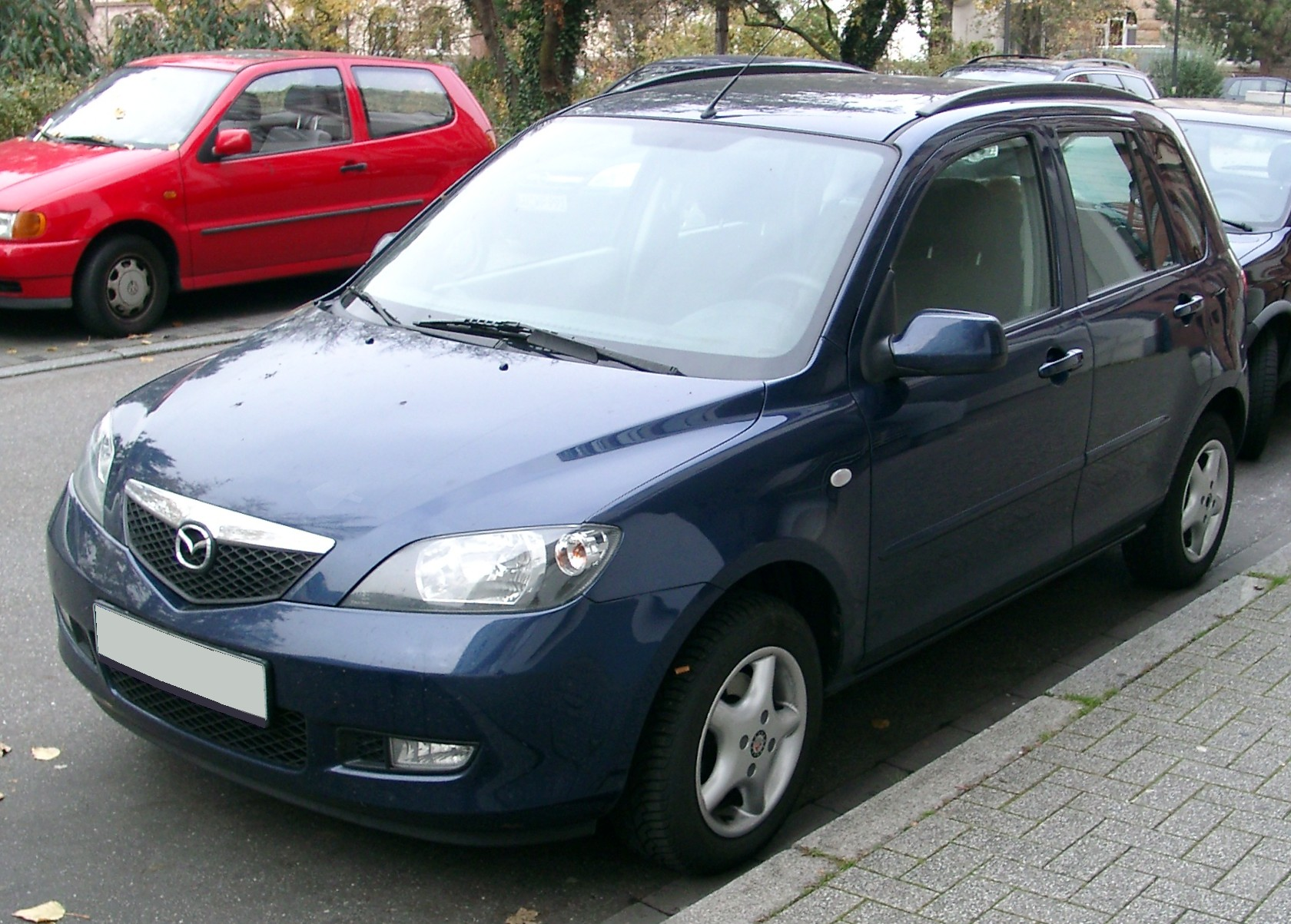
Mazda2
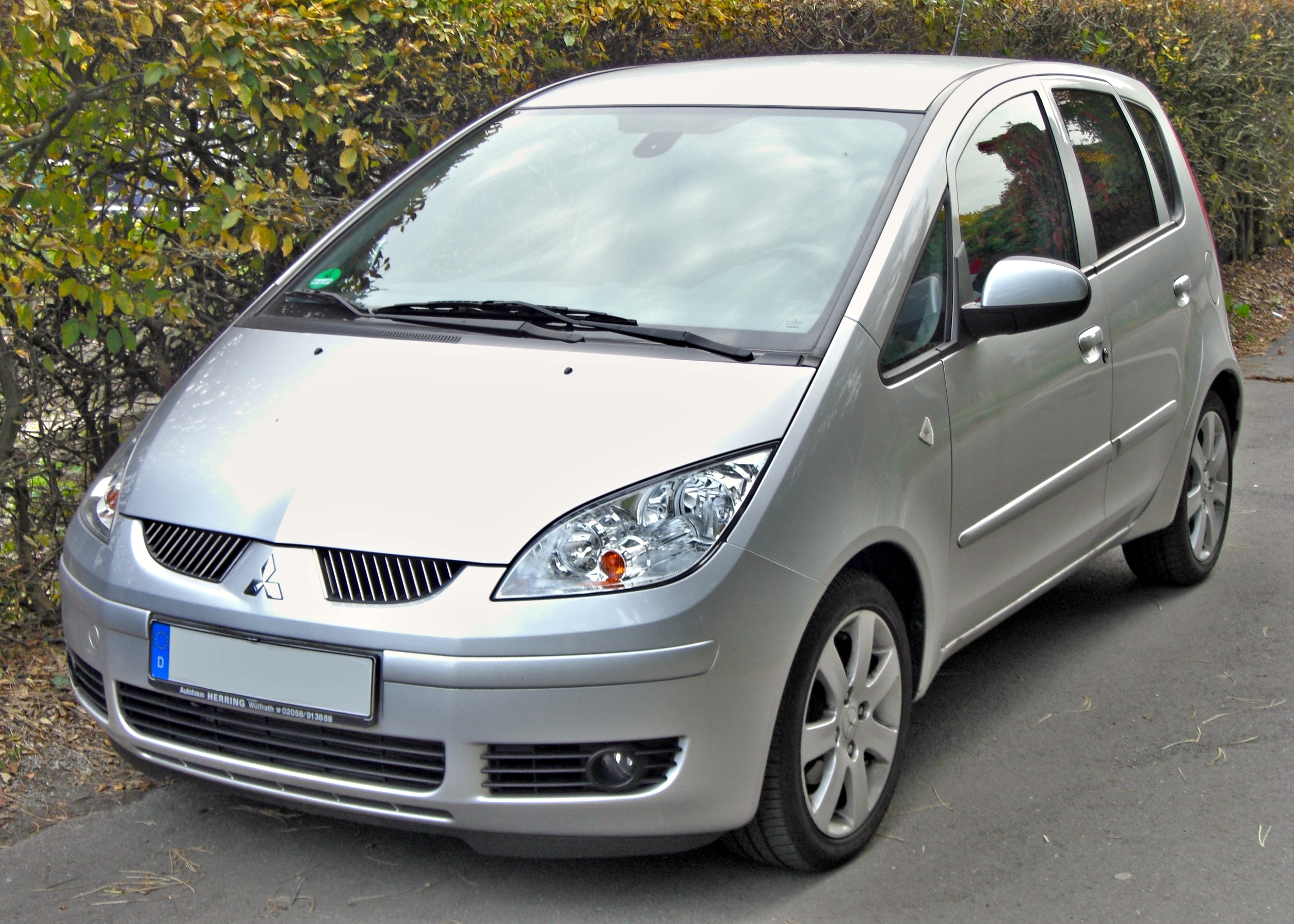
Mitsubishi Colt Z30
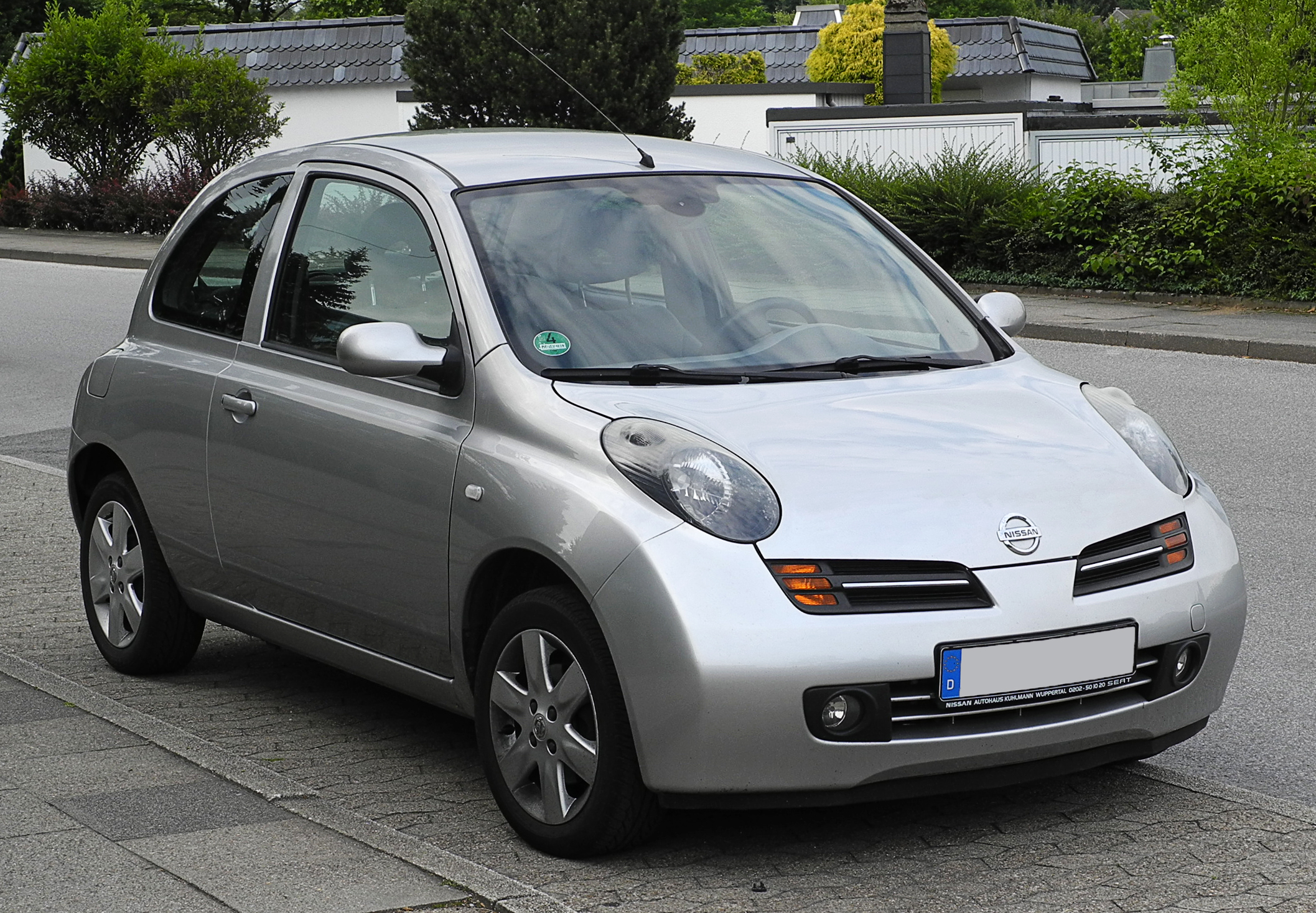
Nissan Micra
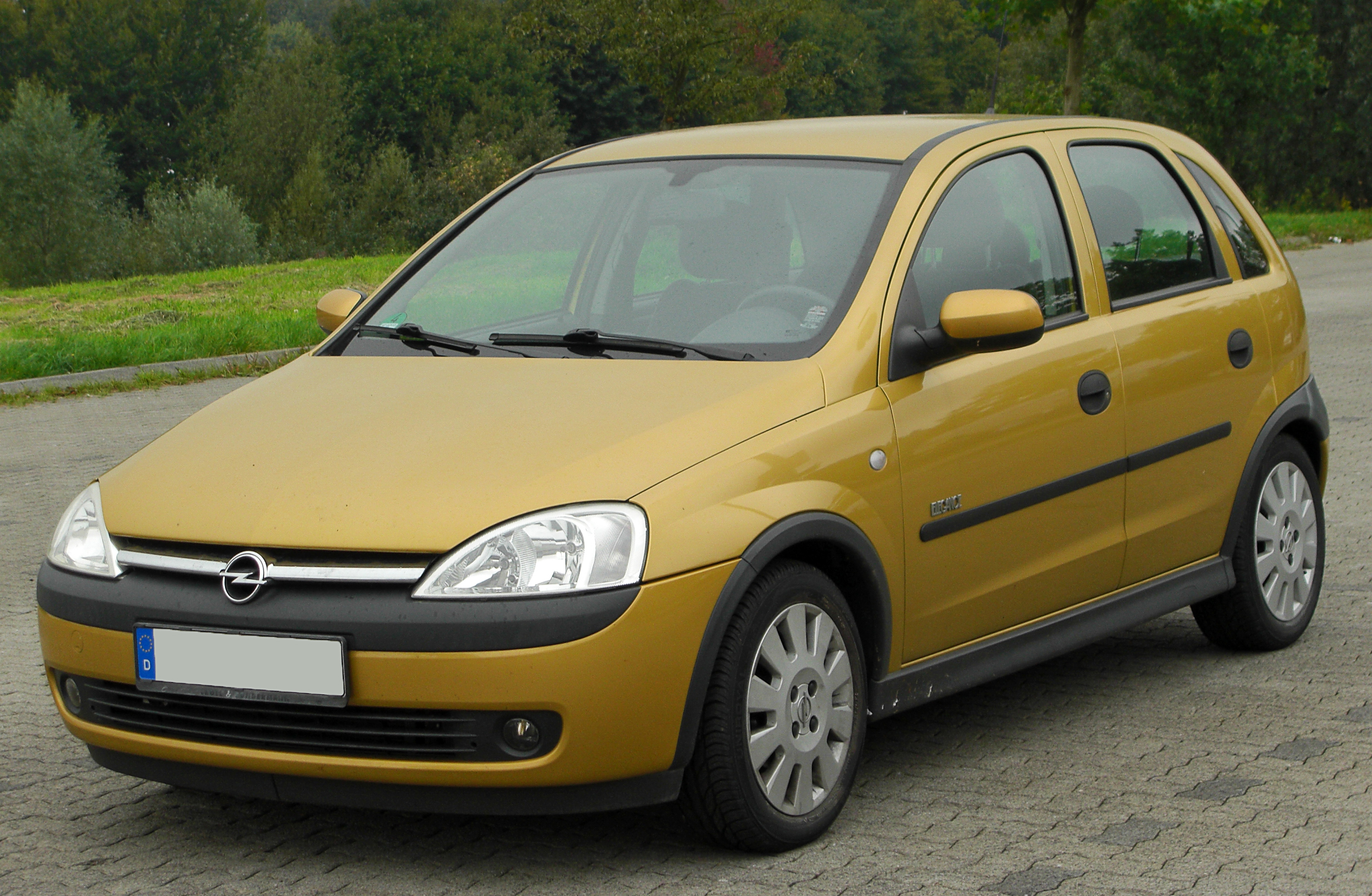
Opel Corsa C
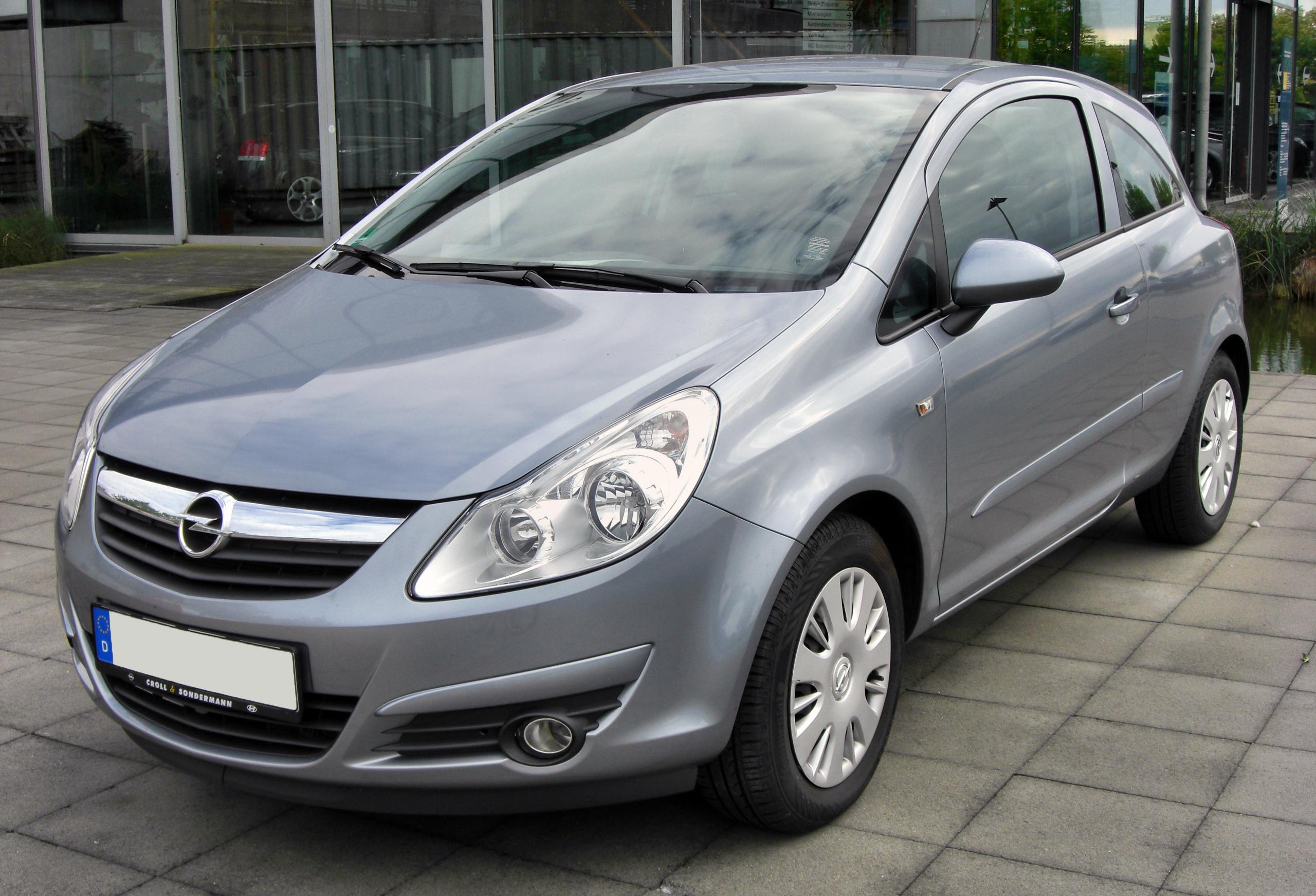
Opel Corsa D
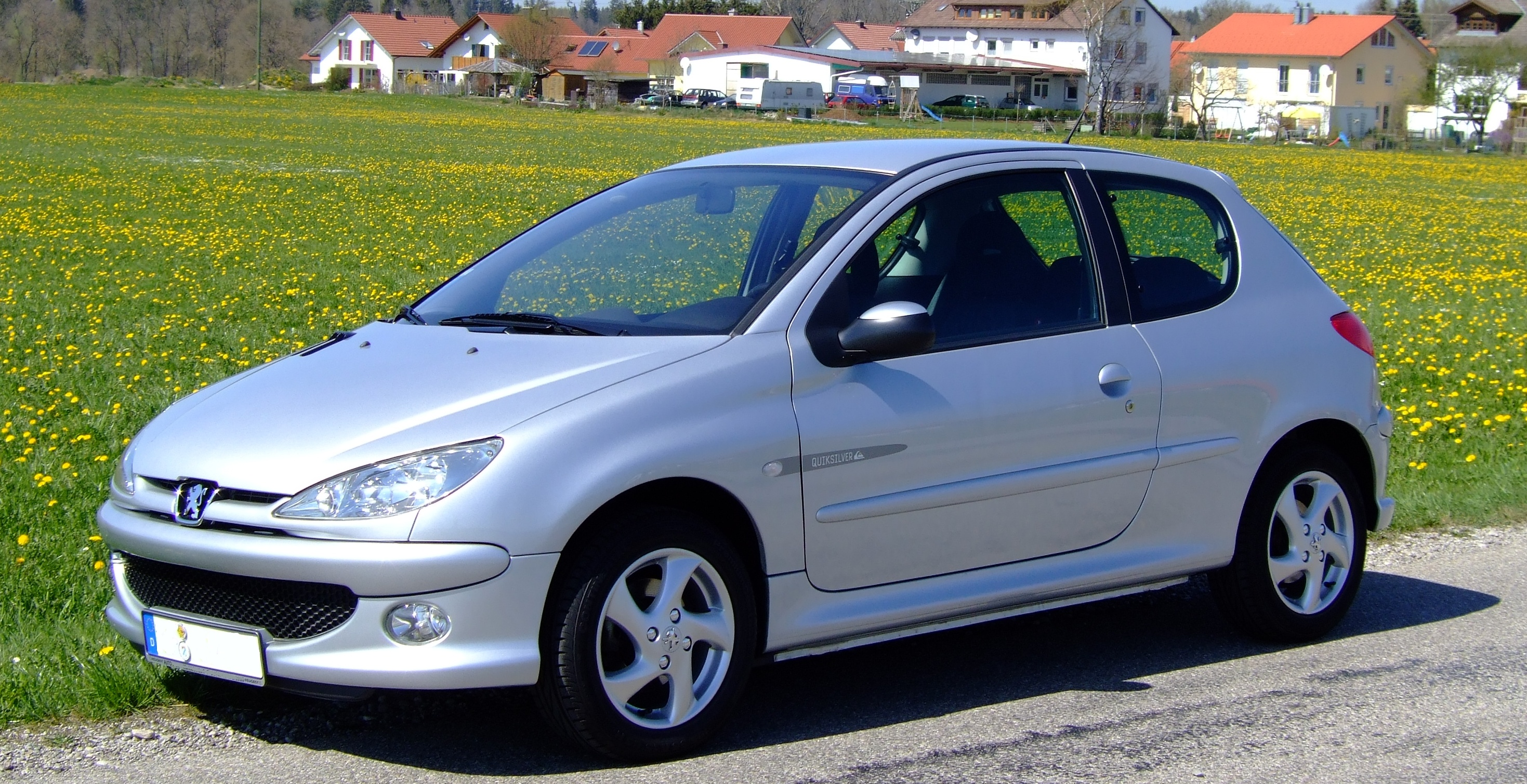
Peugeot 206
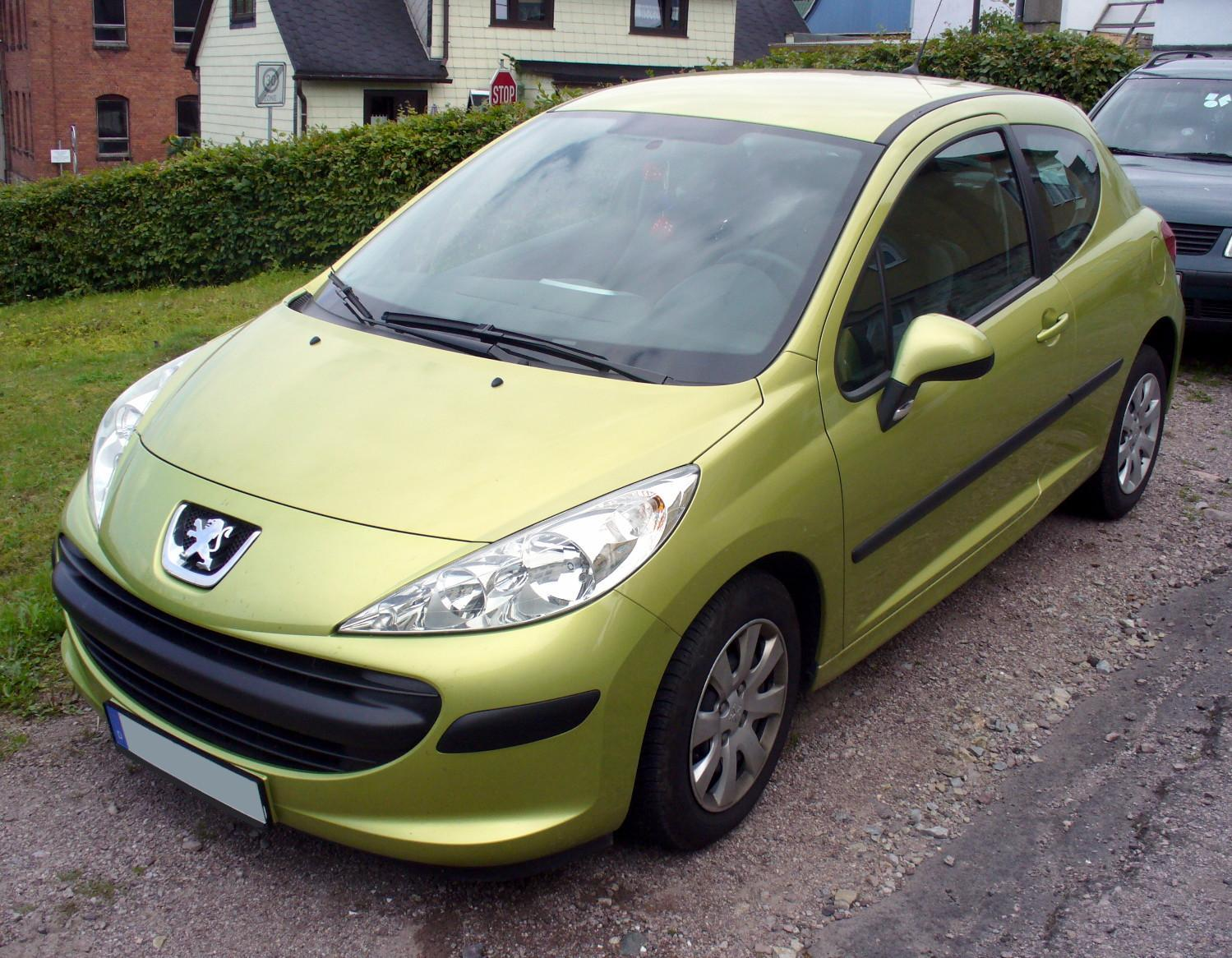
Peugeot 207
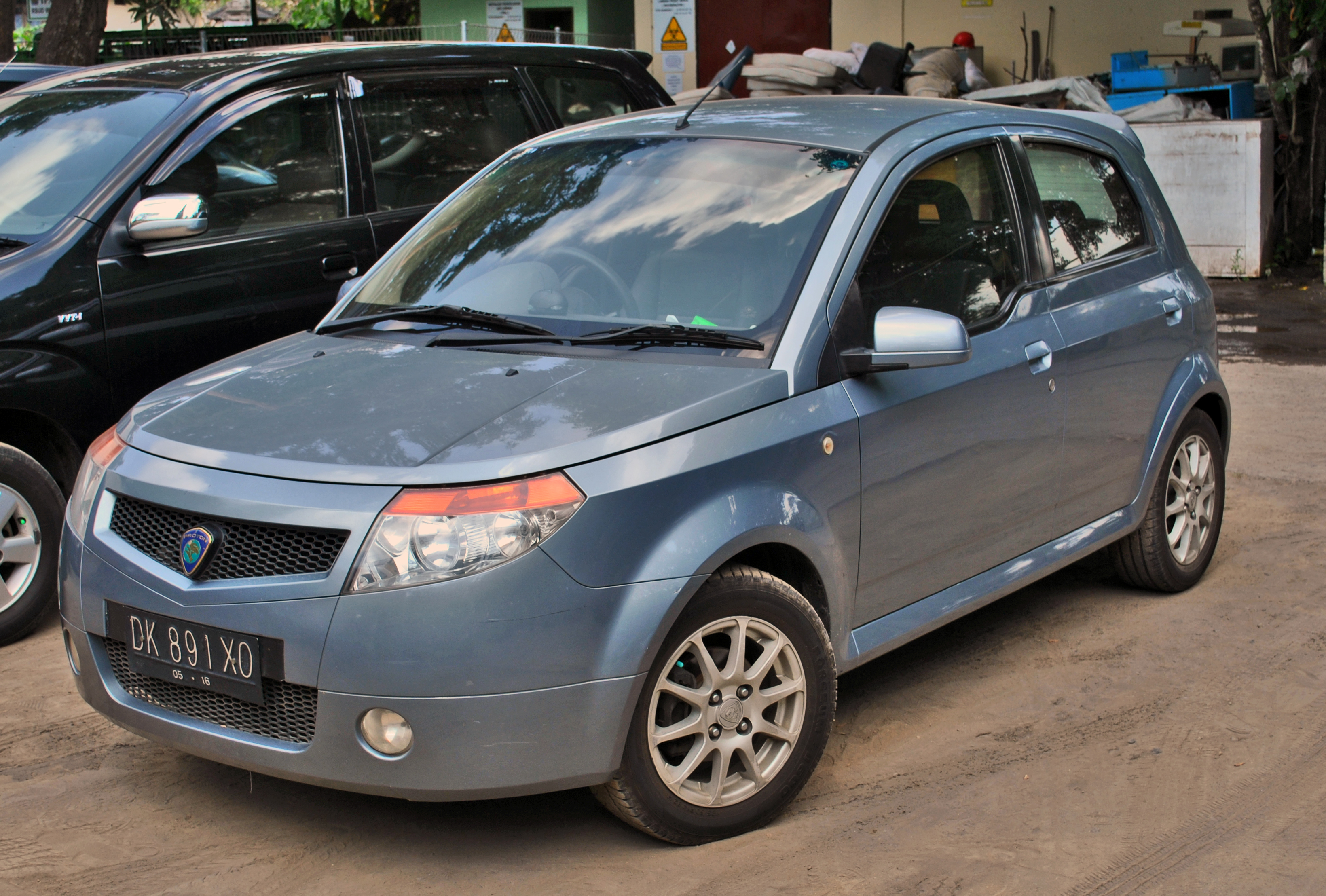
Proton Savvy
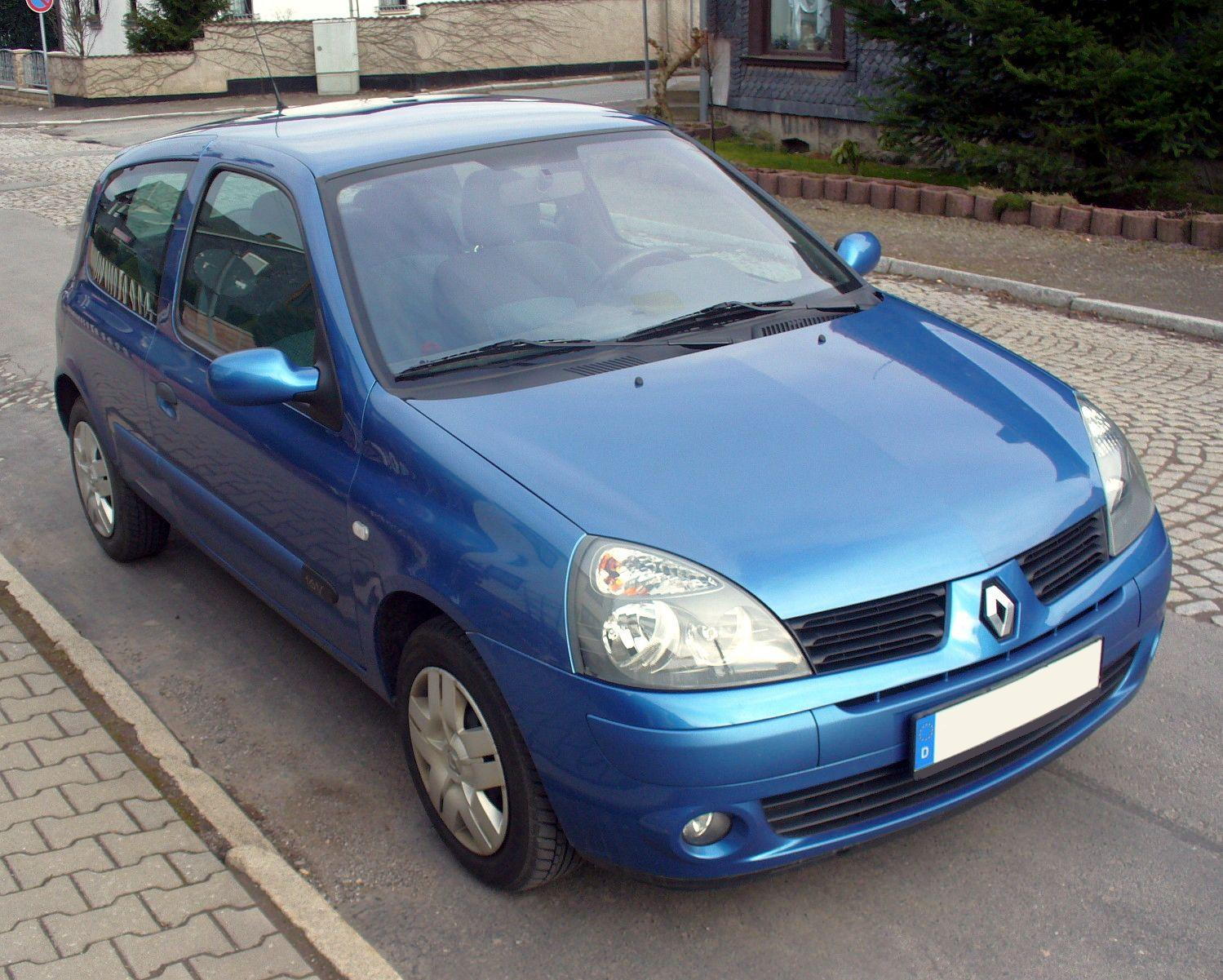
Renault Clio II
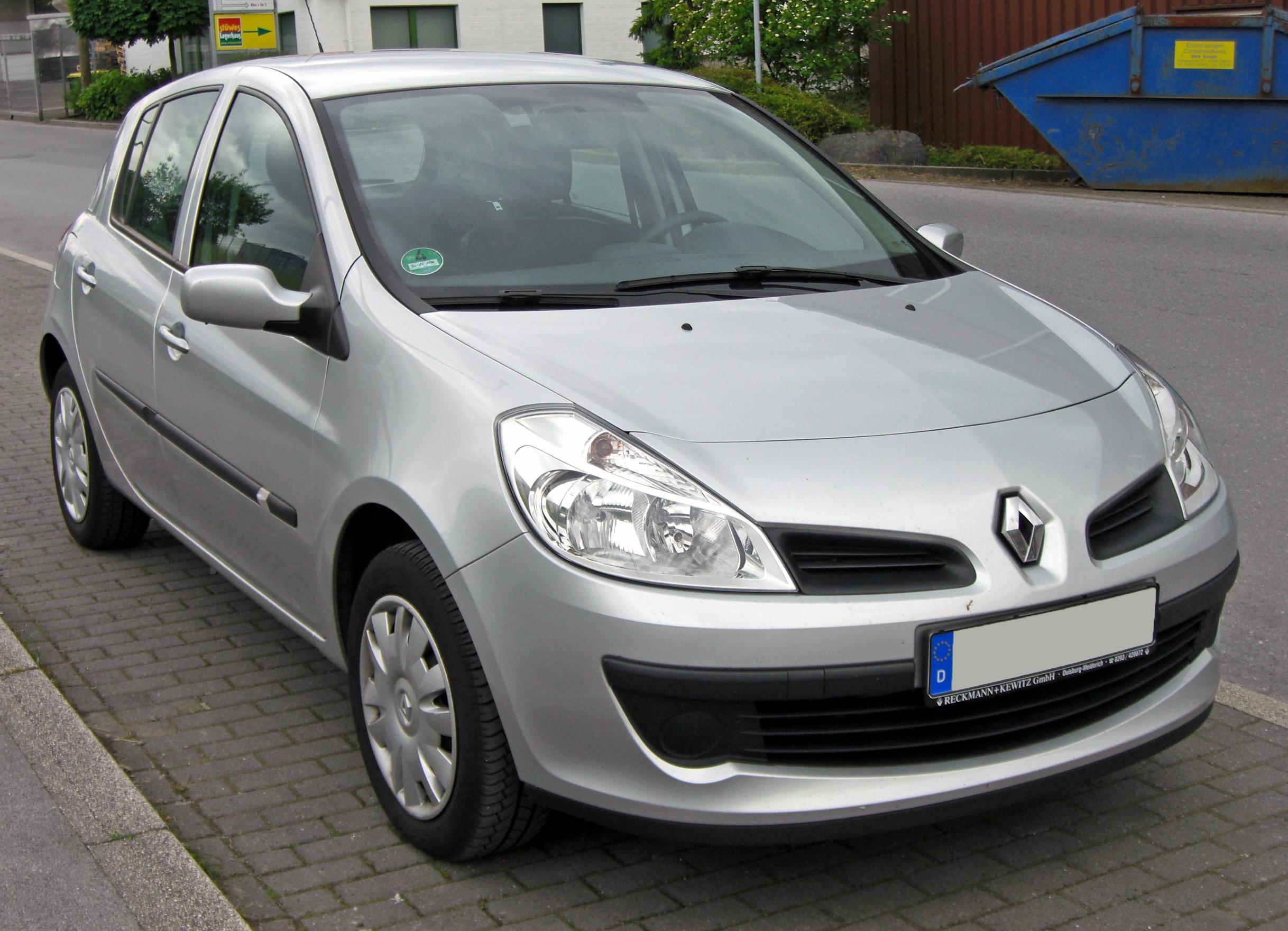
Renault Clio III
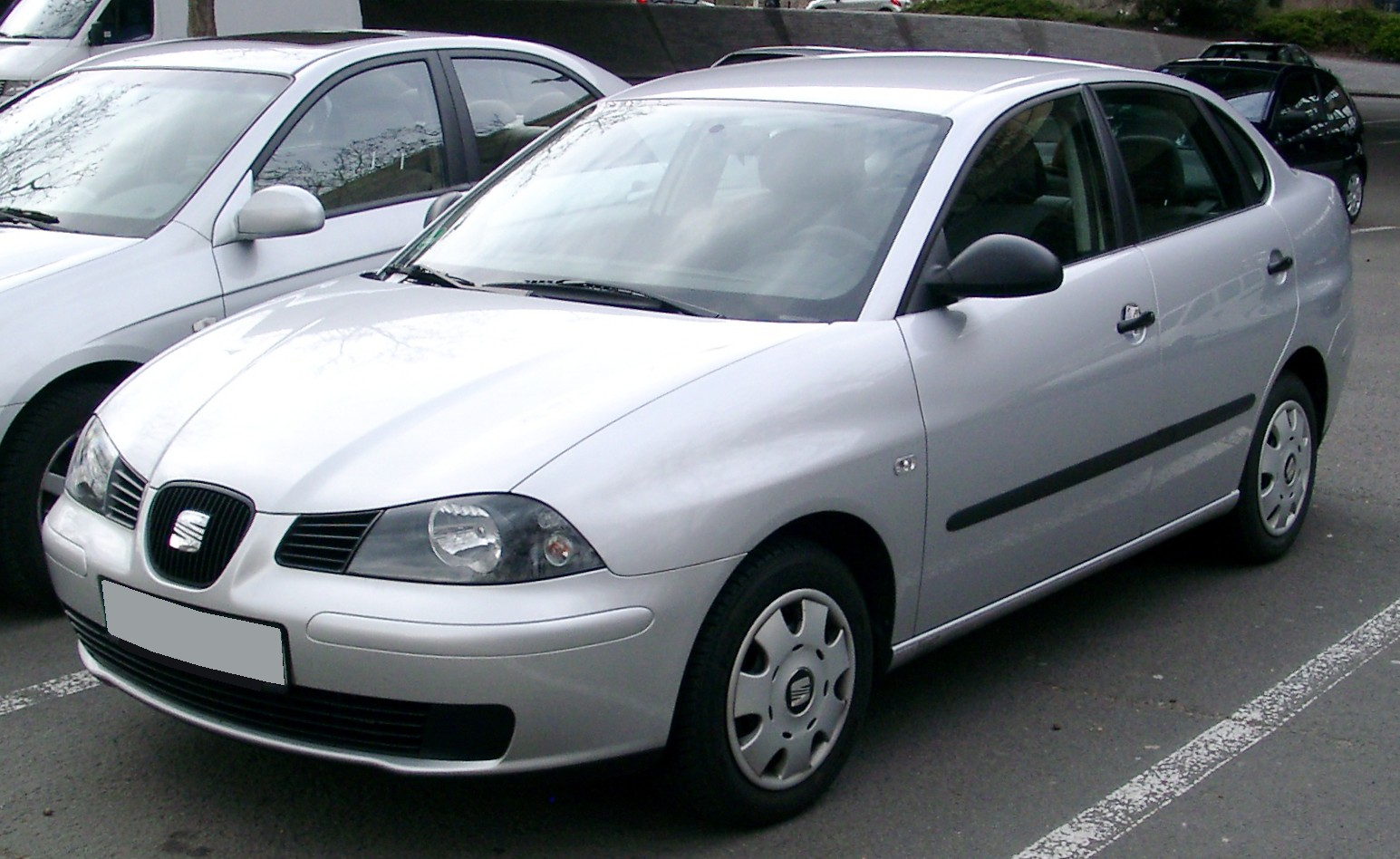
Seat Cordoba II
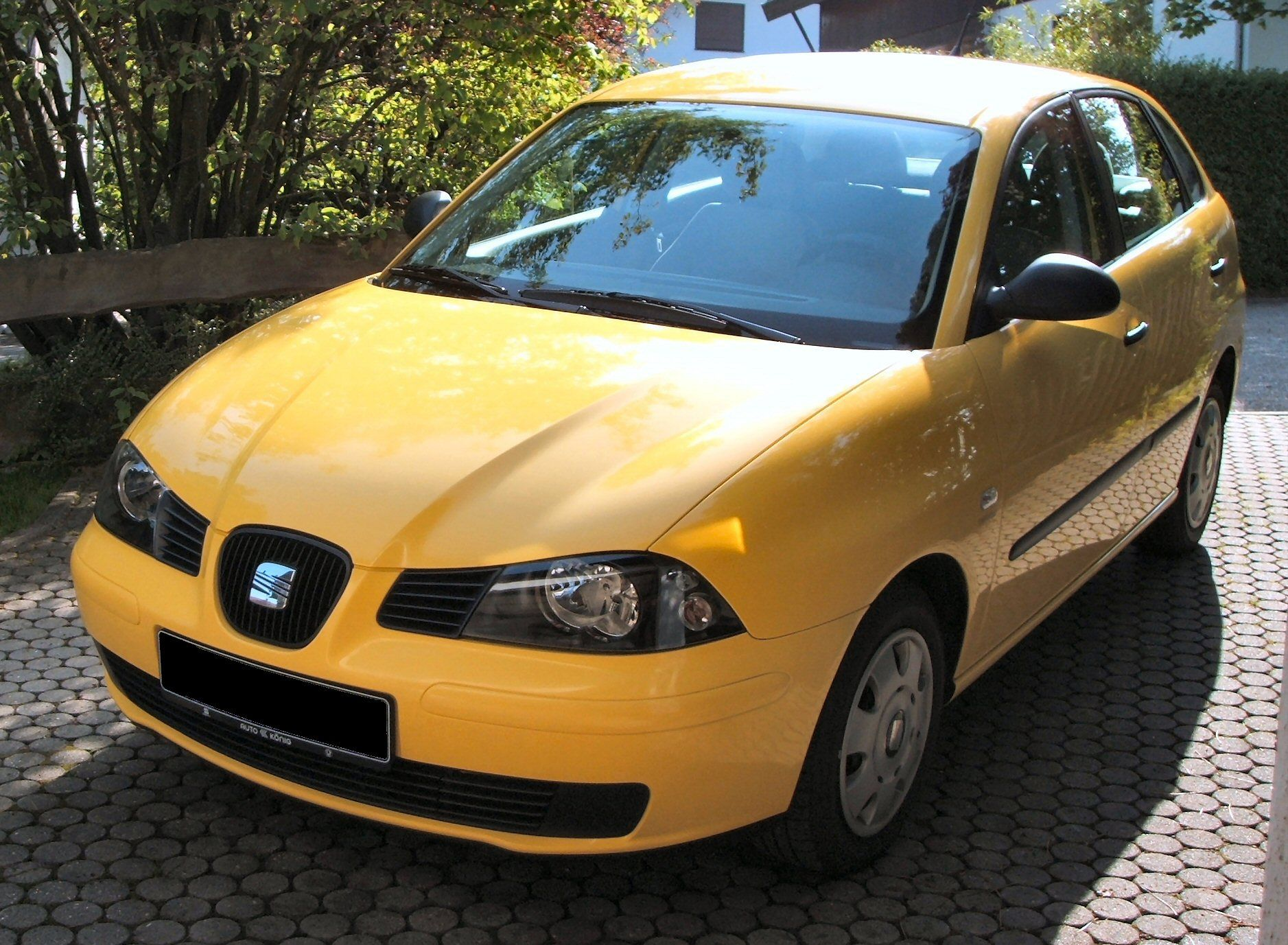
Seat Ibiza III
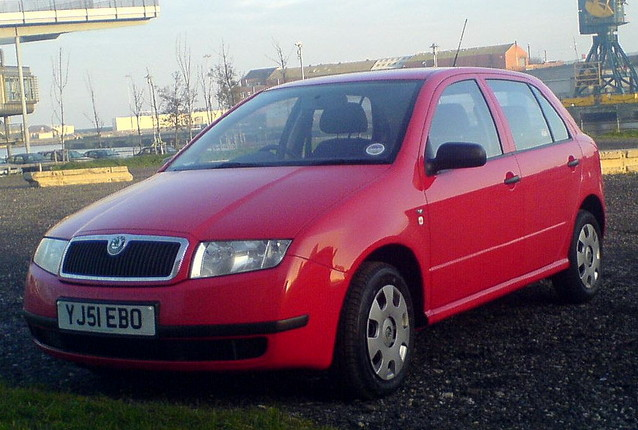
Škoda Fabia I
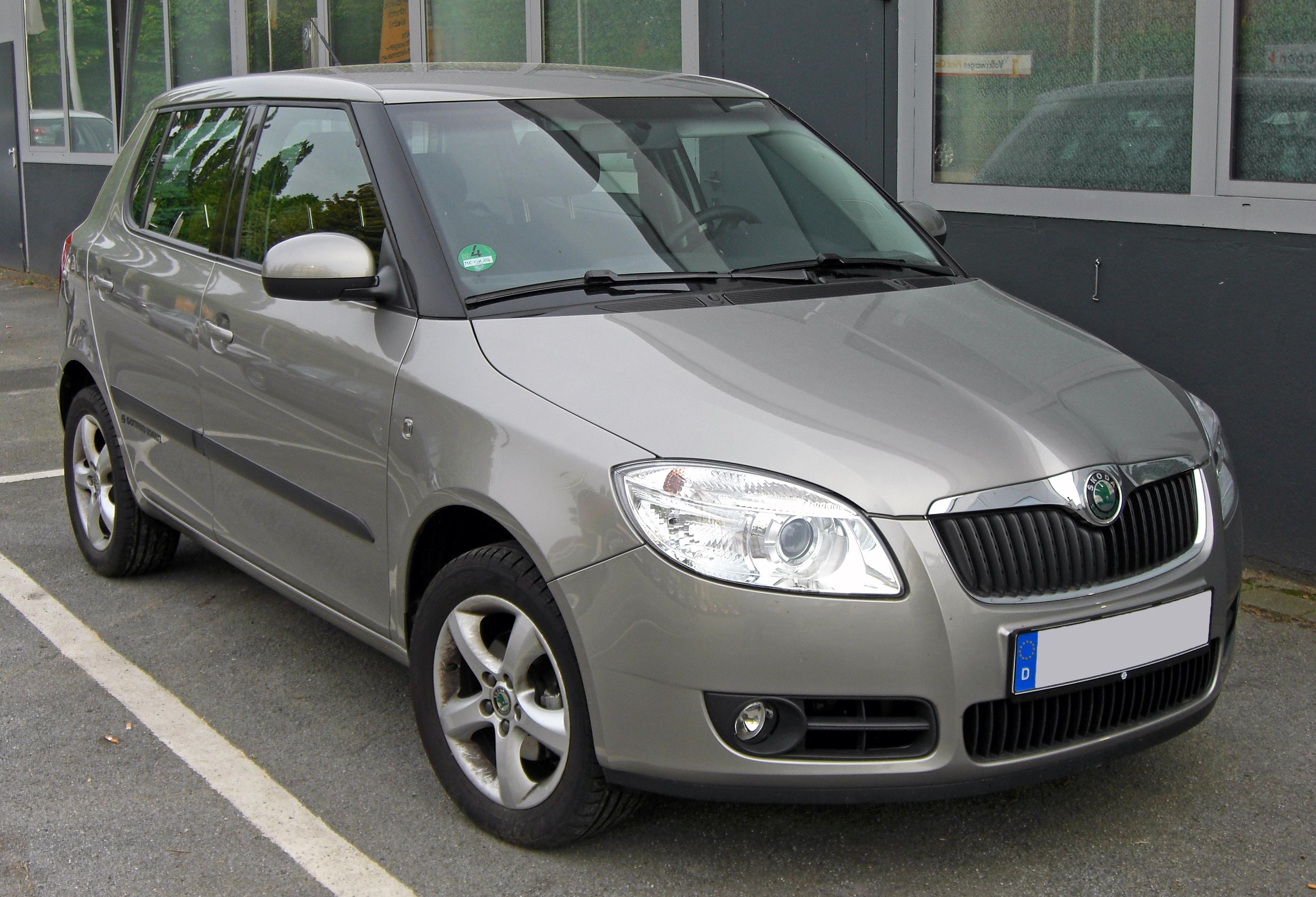
Škoda Fabia II
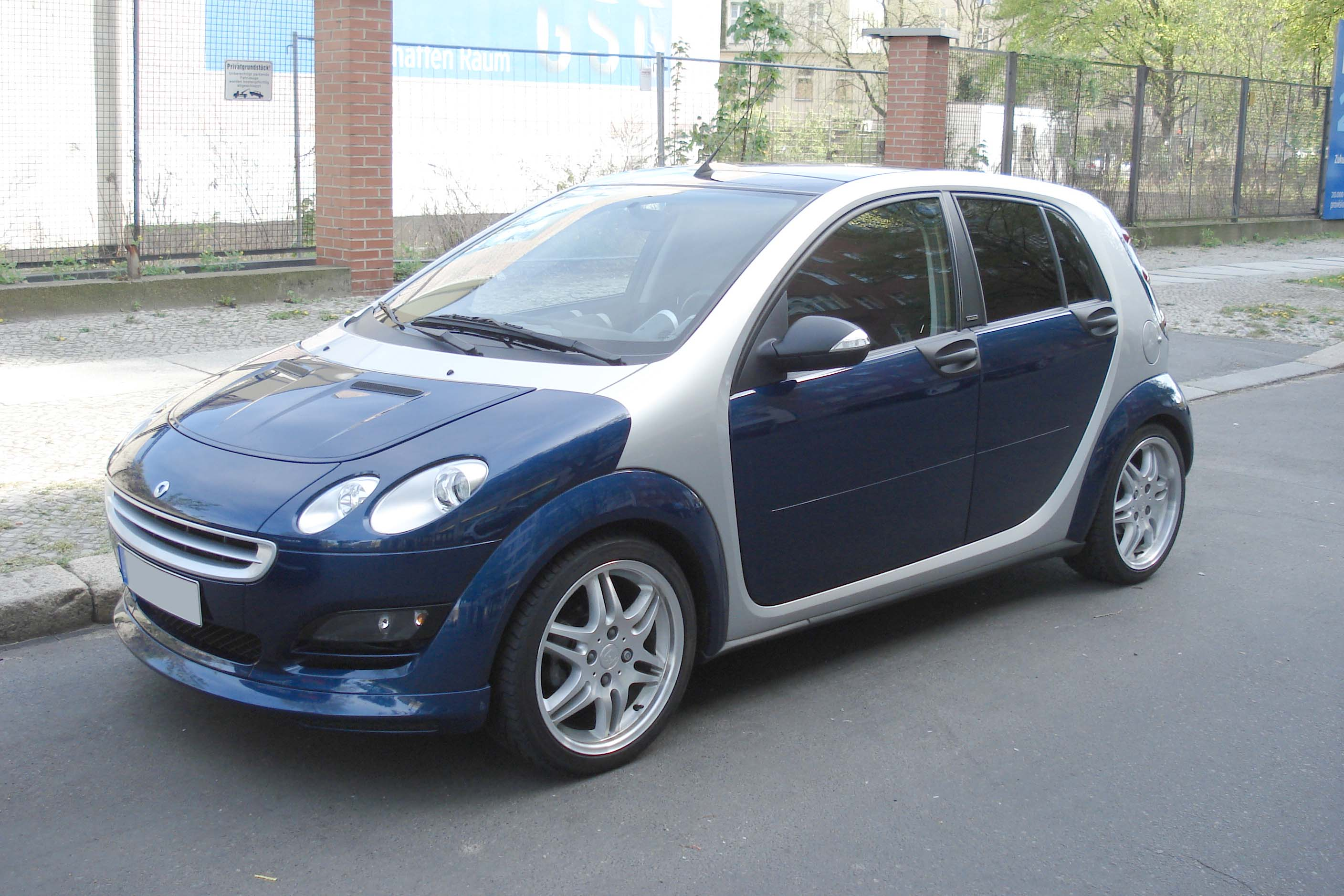
Smart Forfour W 454
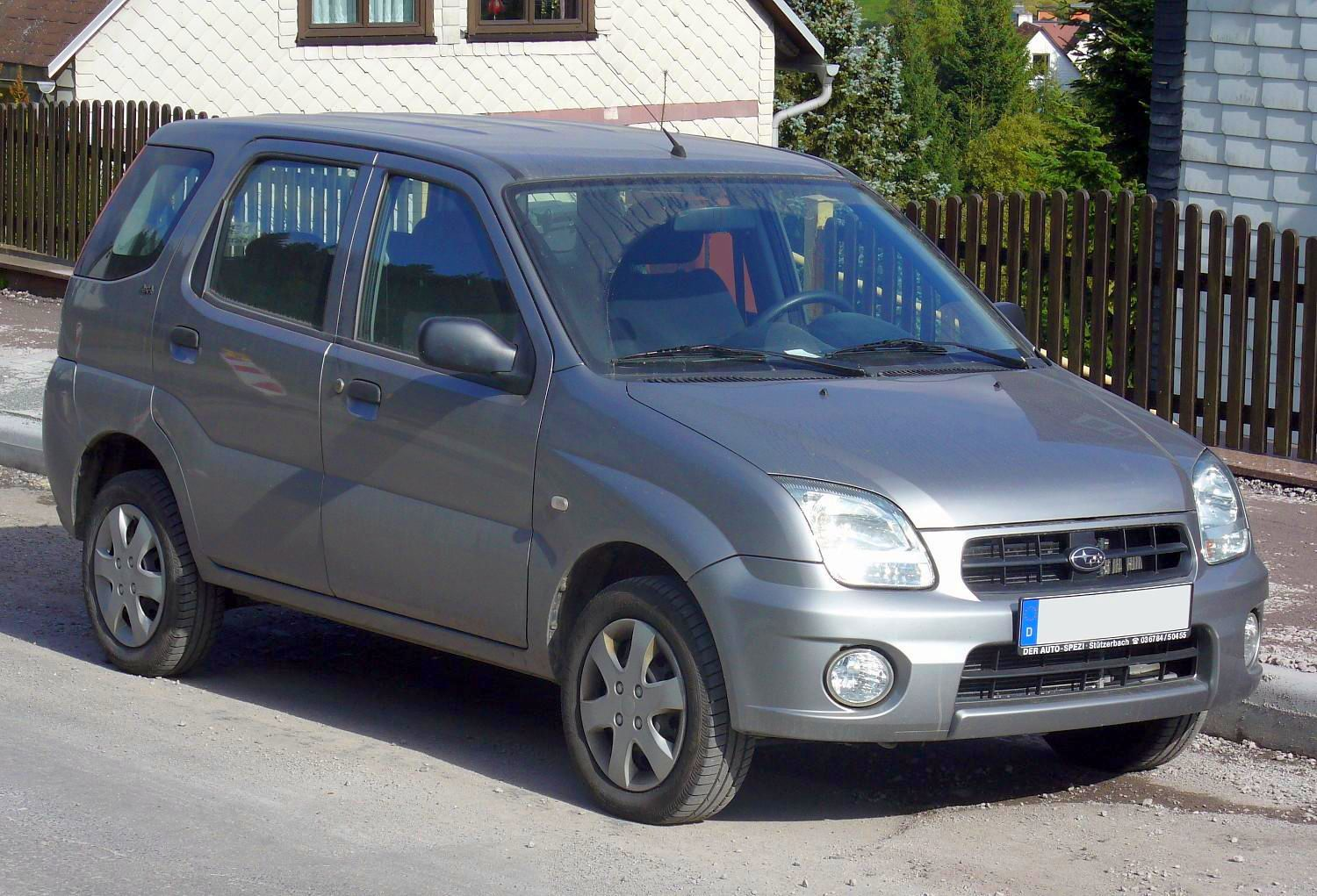
Subaru G3X Justy
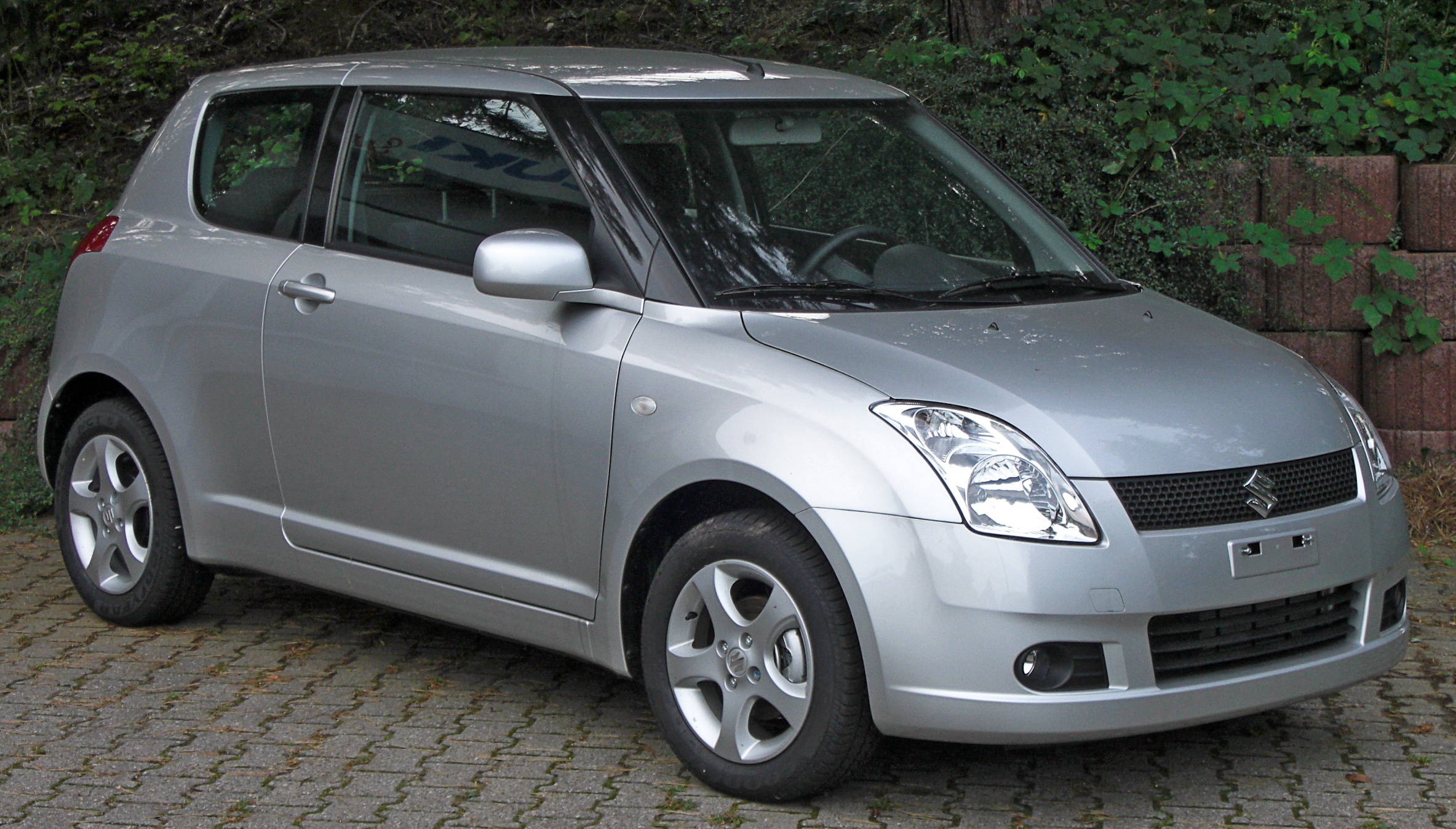
Suzuki Swift
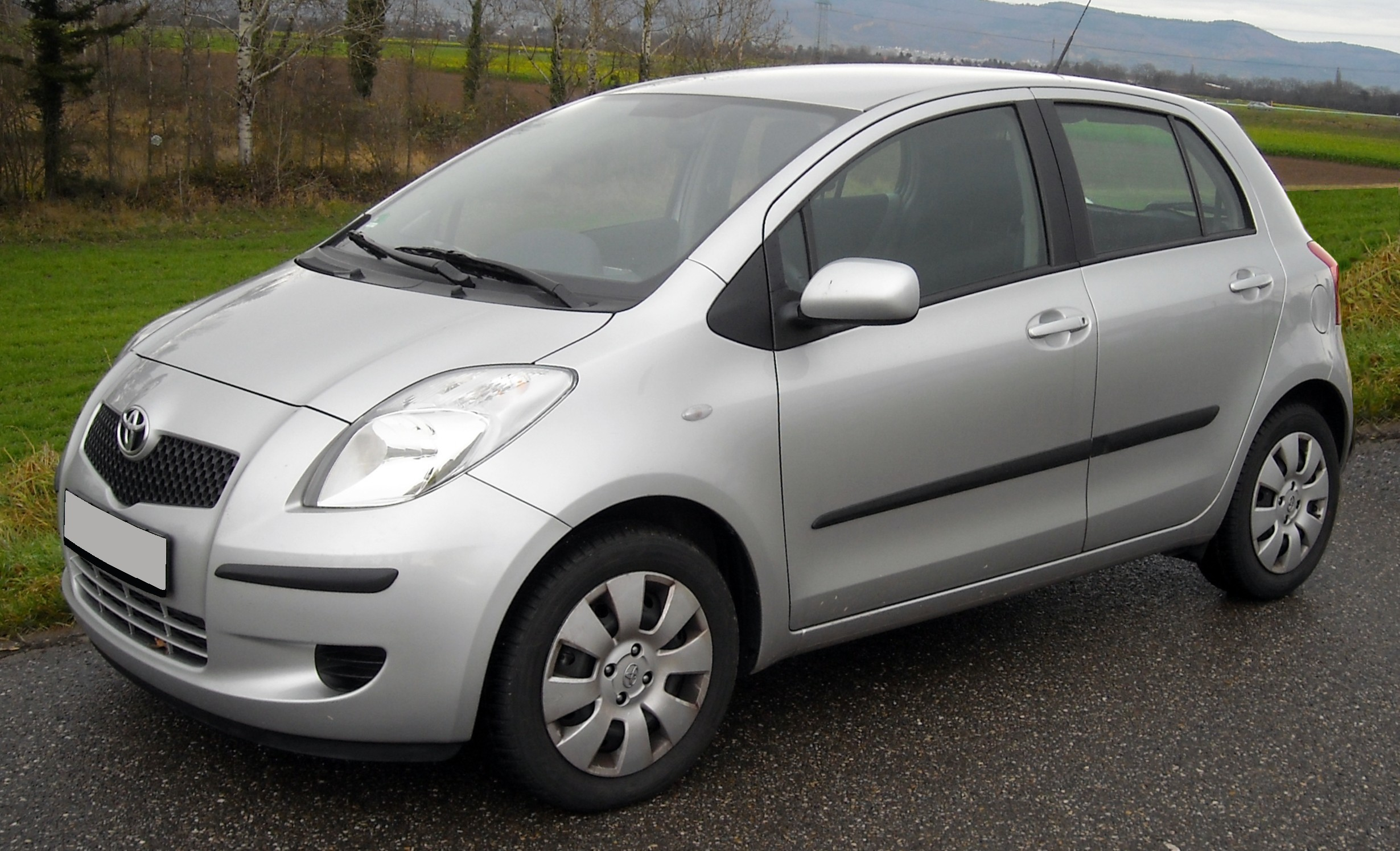
Toyota Yaris
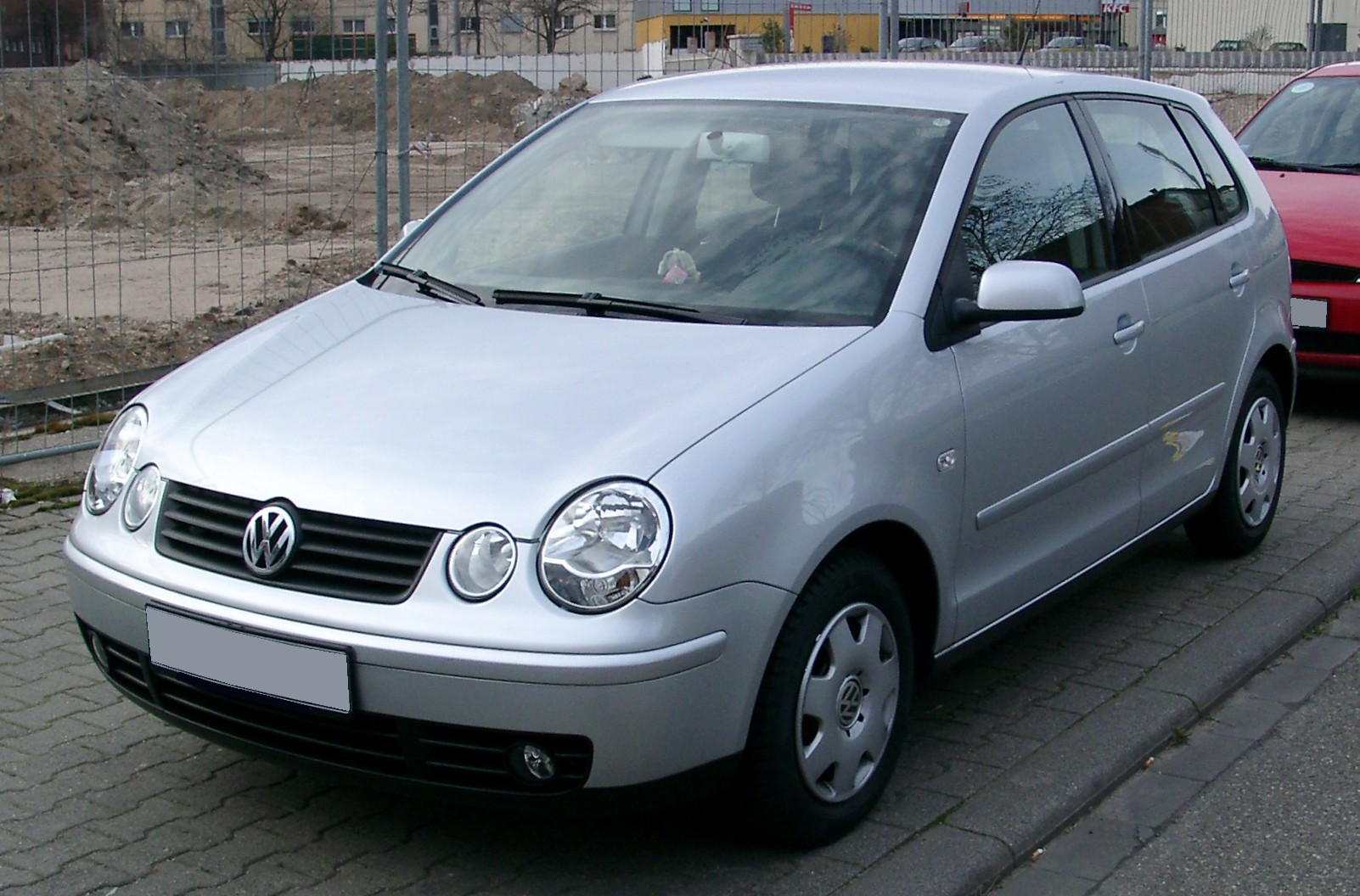
VW Polo IV

### 2010–2019

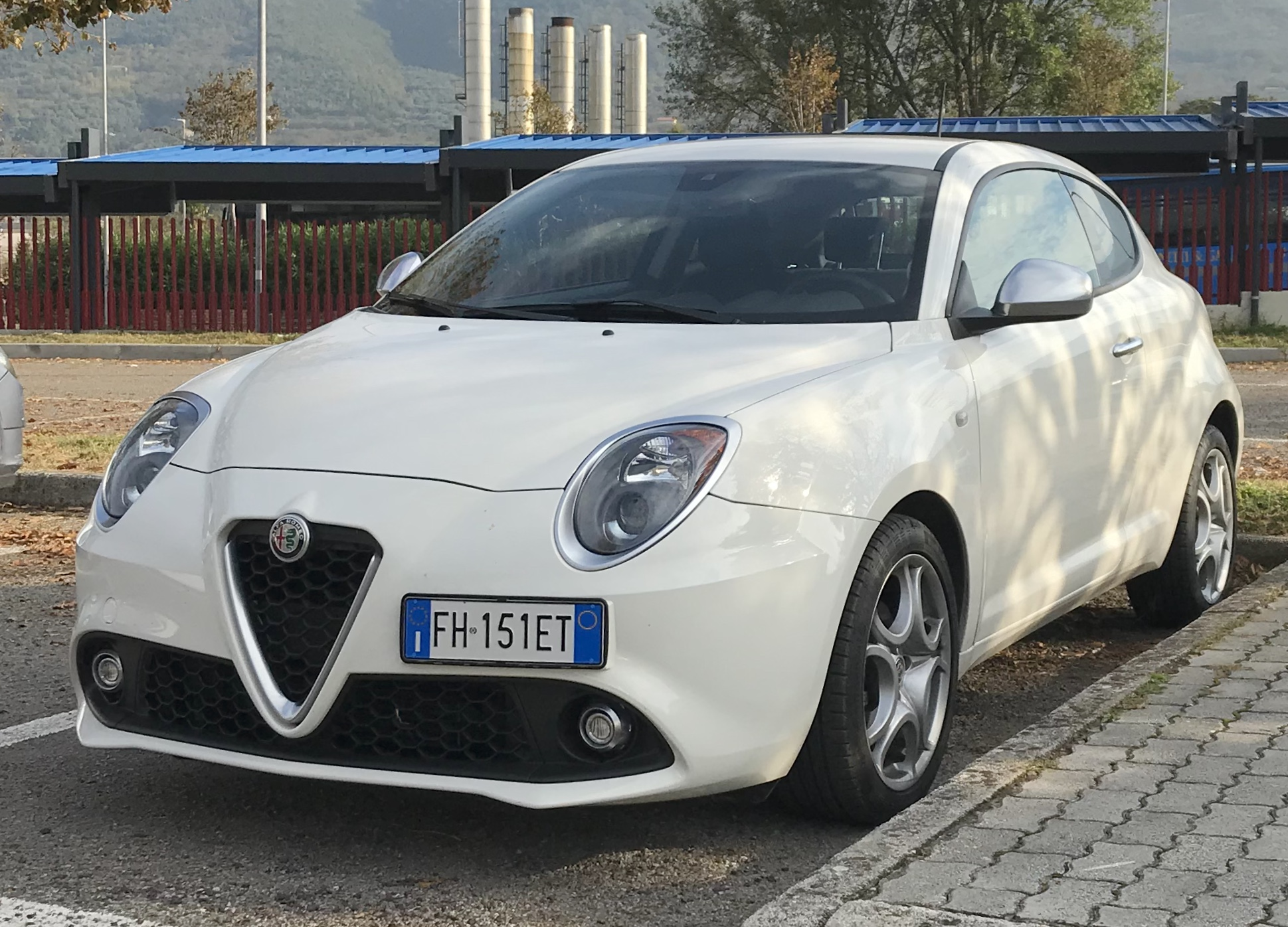
Alfa Romeo MiTo
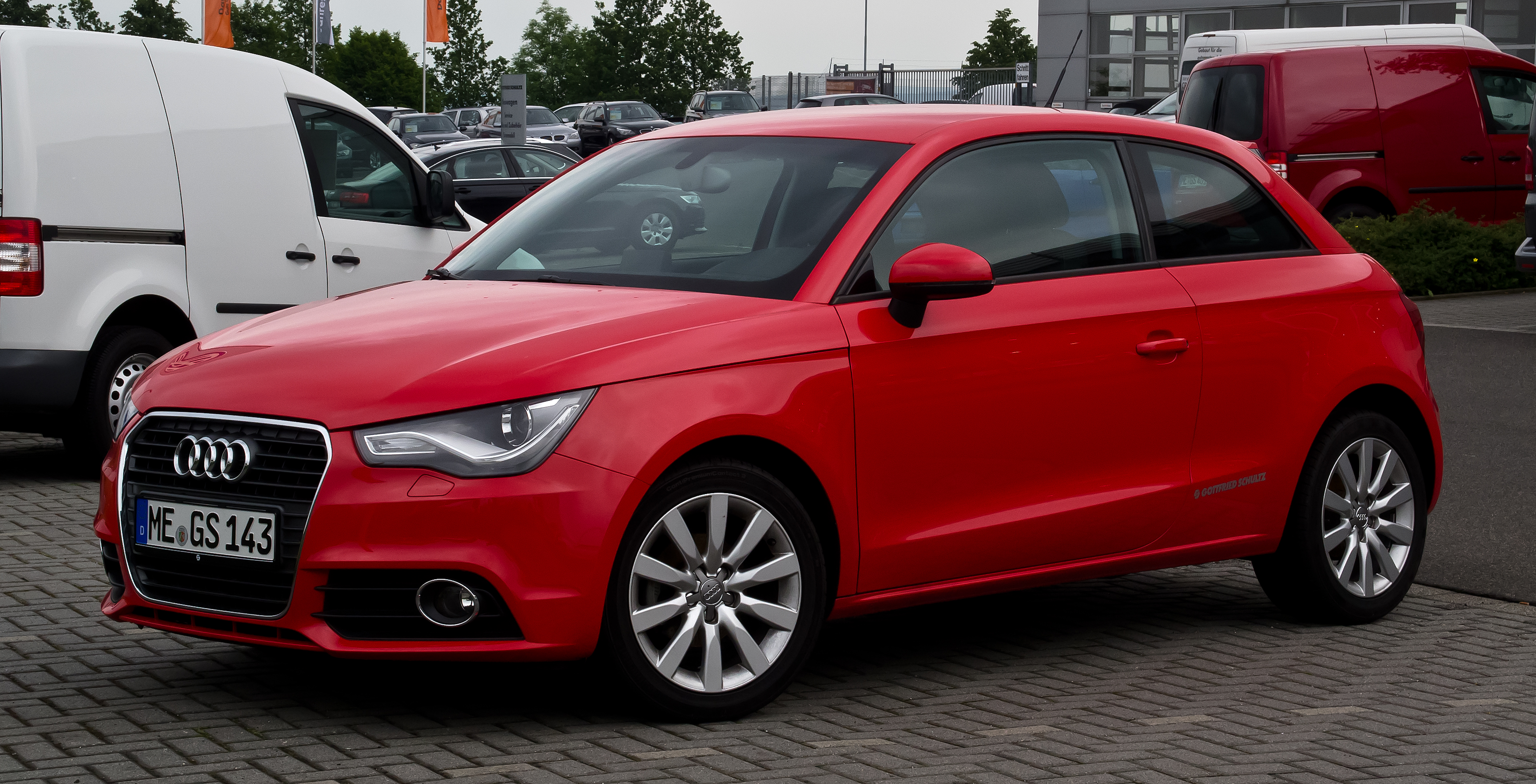
Audi A1
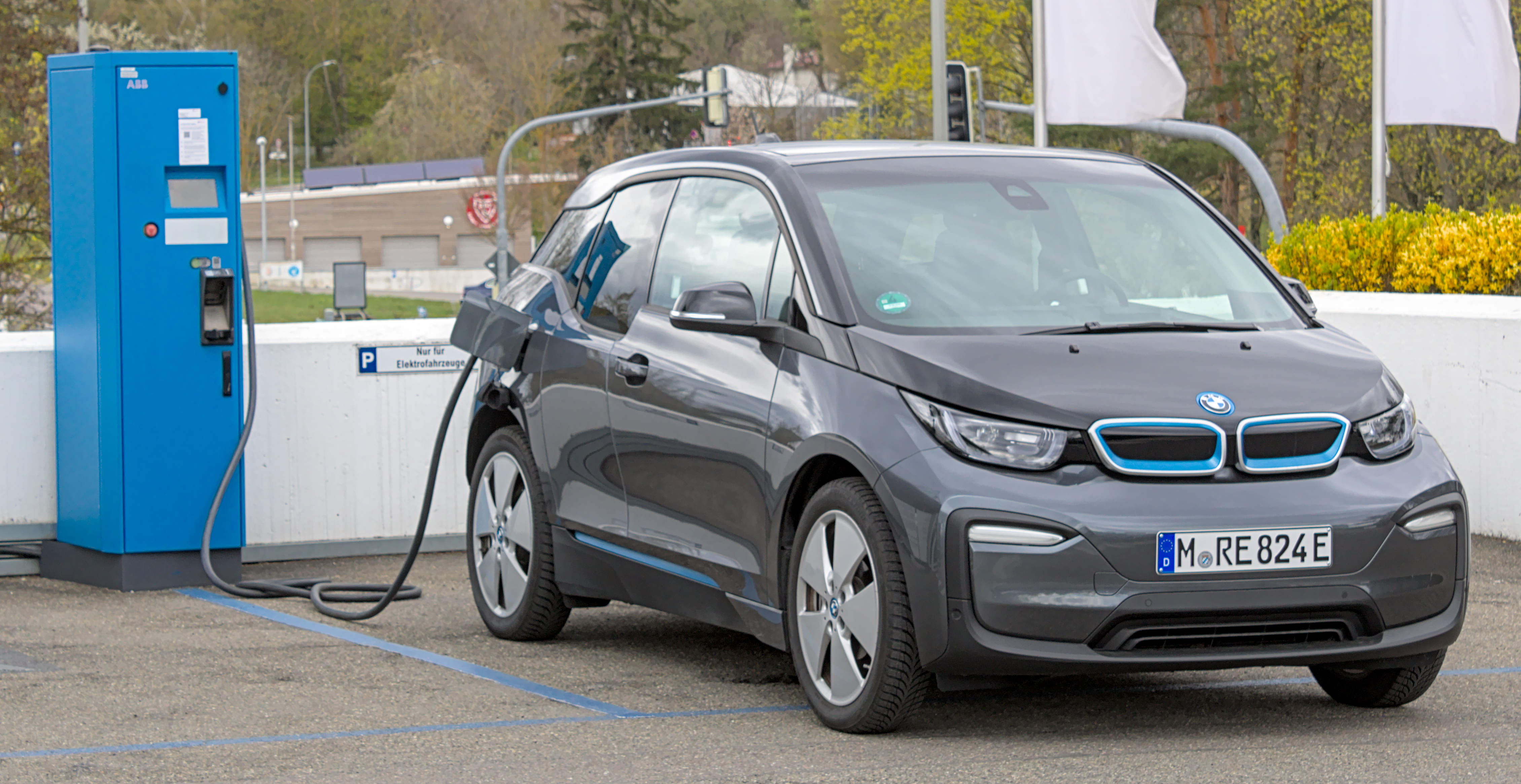
BMW i3
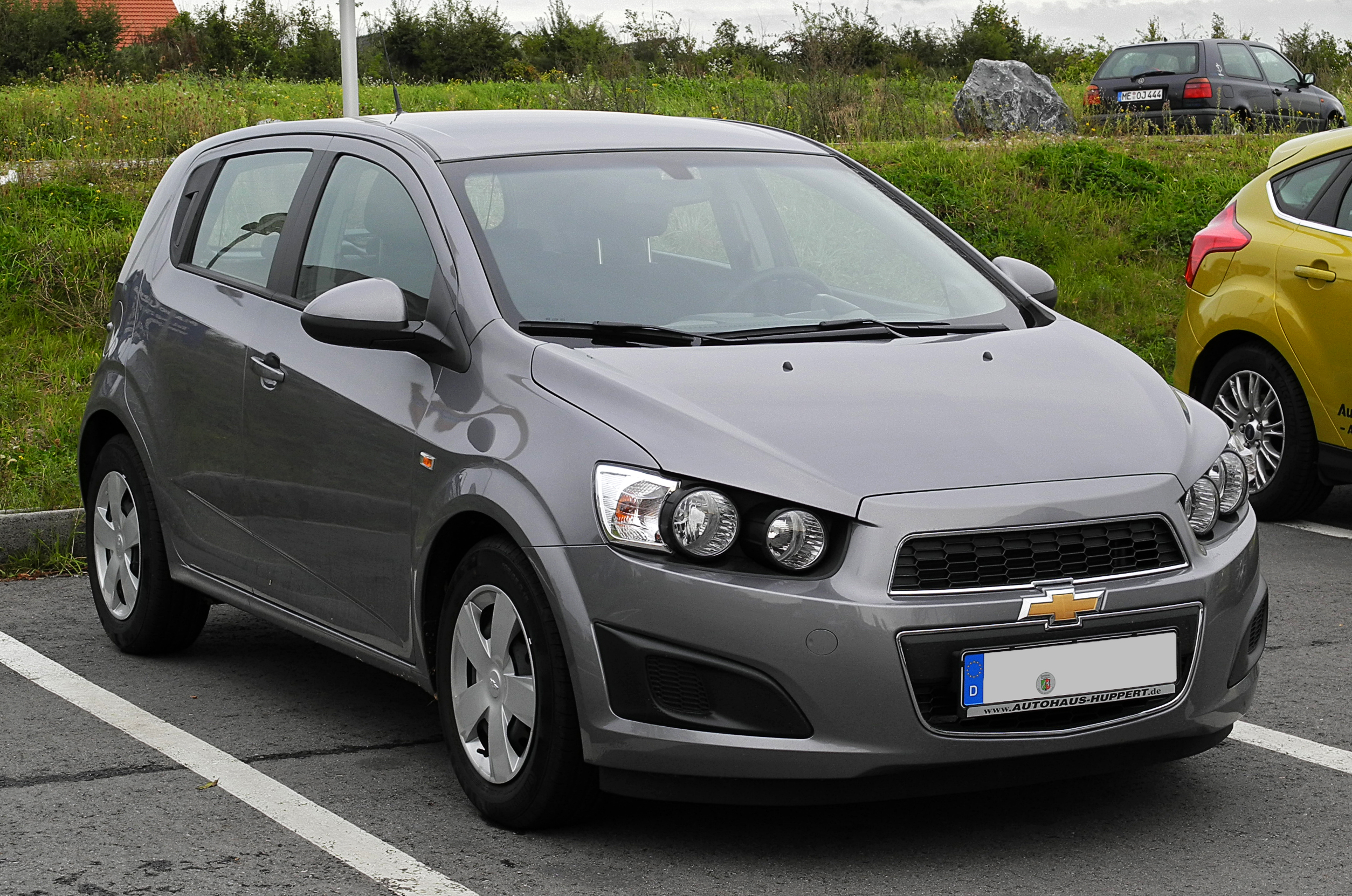
Chevrolet Aveo
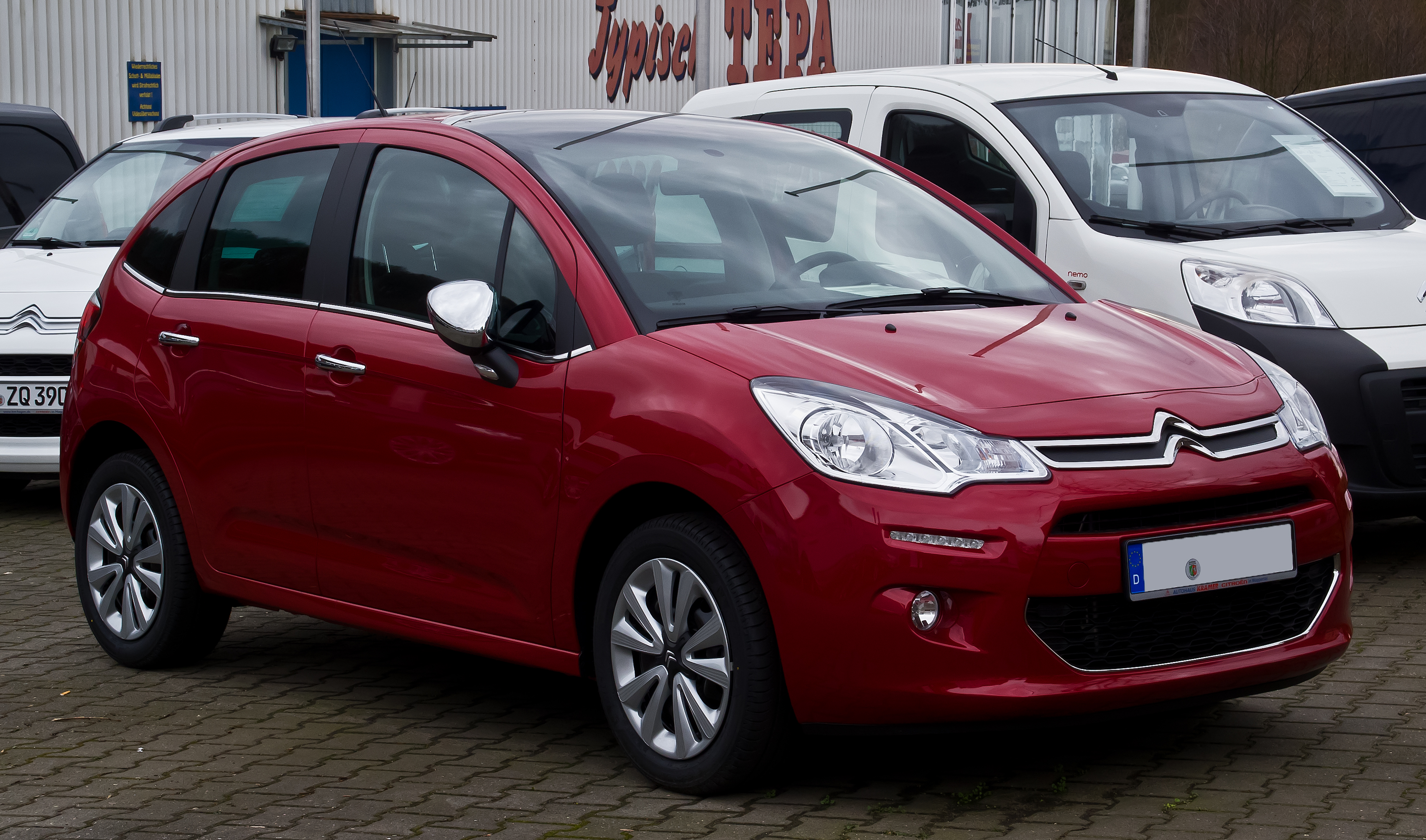
Citroën C3
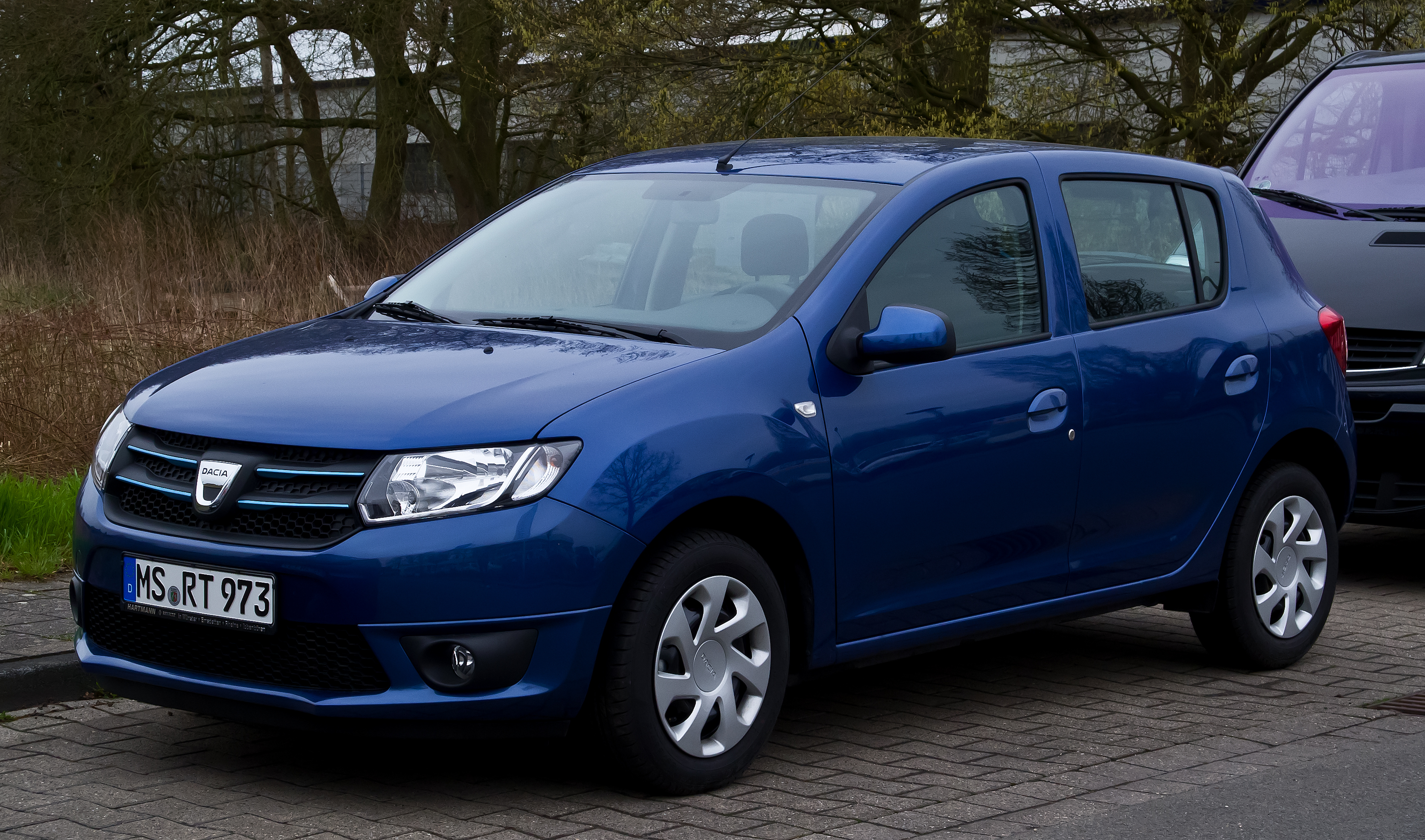
Dacia Sandero
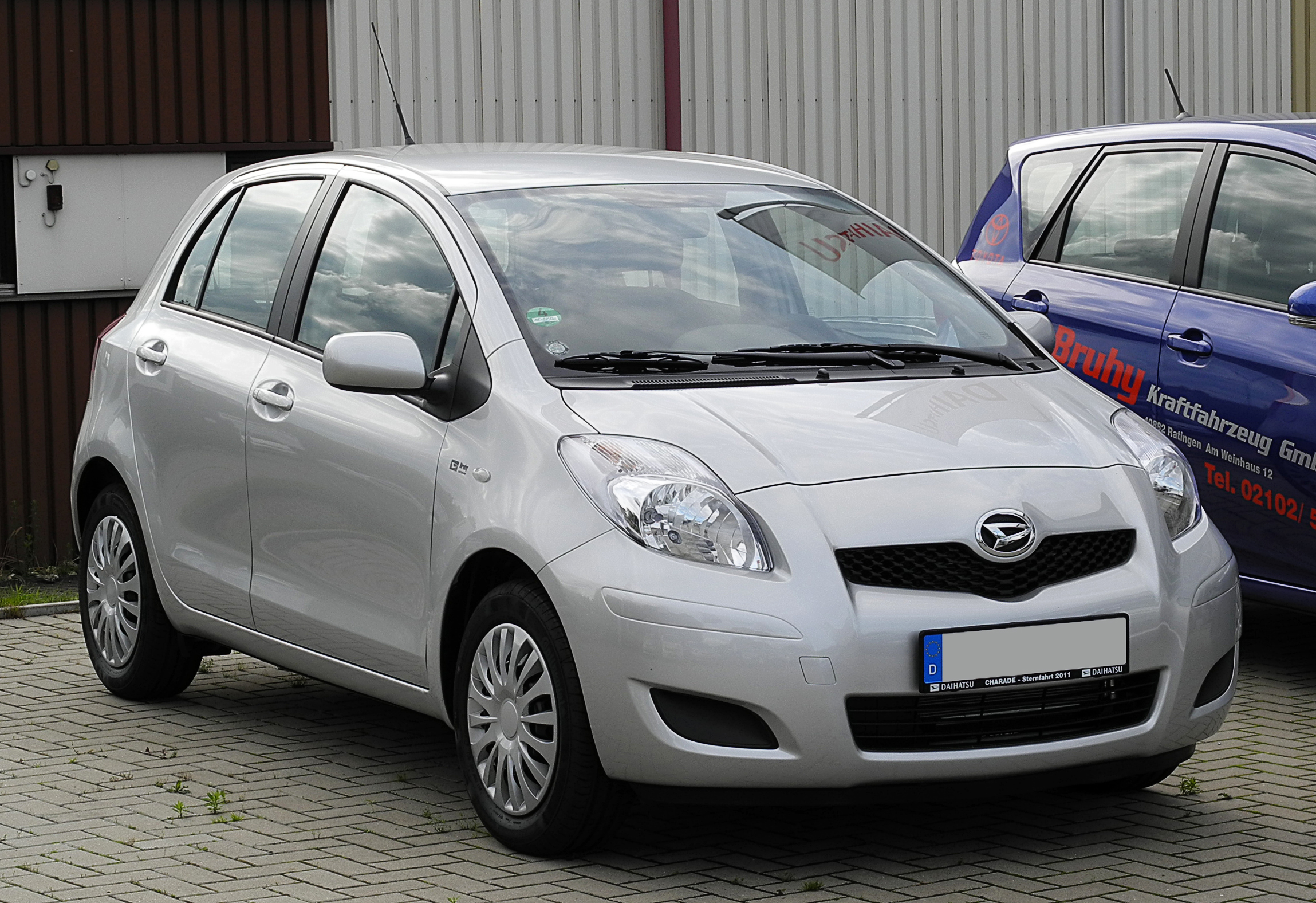
Daihatsu Charade
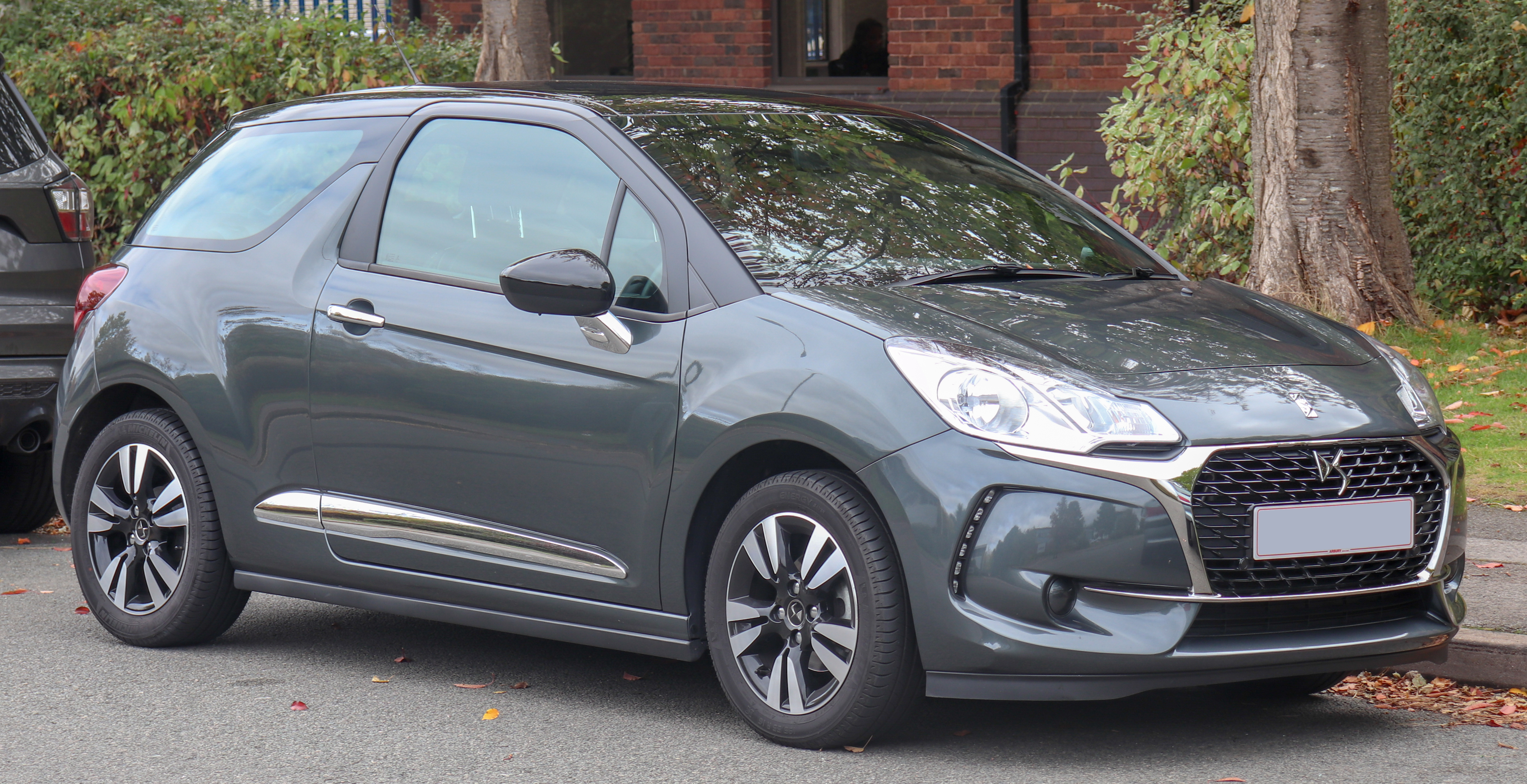
DS 3
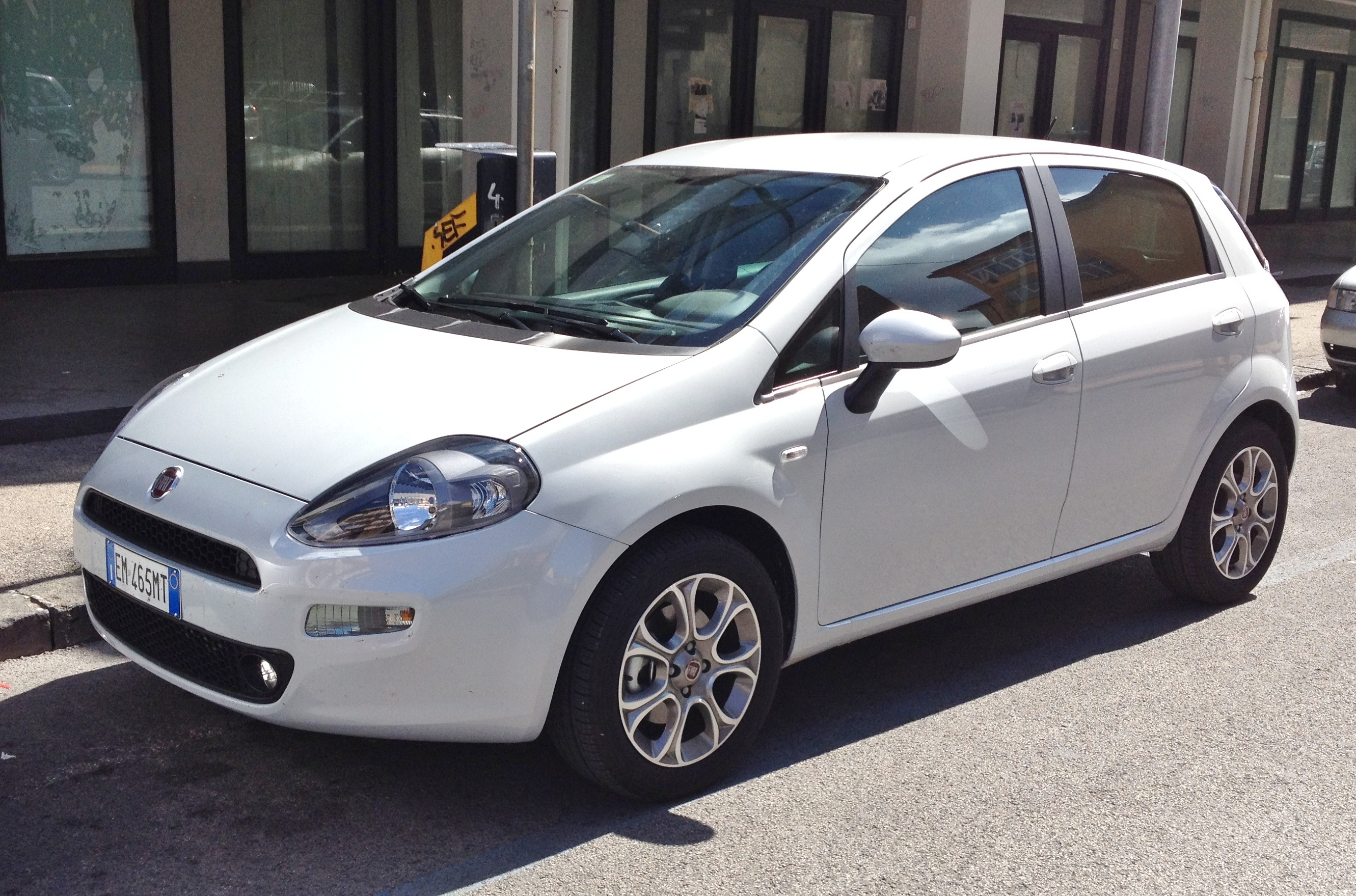
Fiat Punto
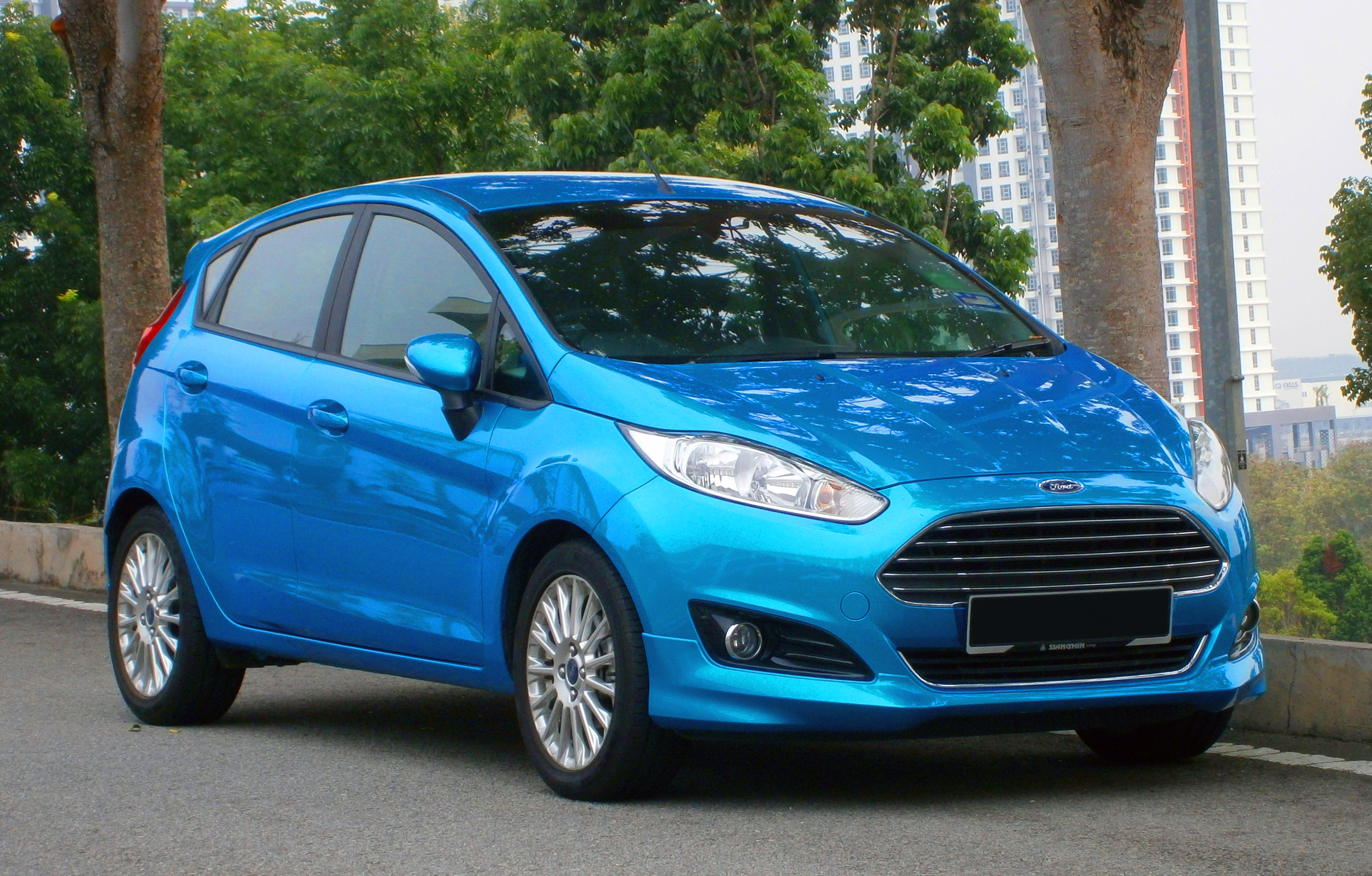
Ford Fiesta ’09
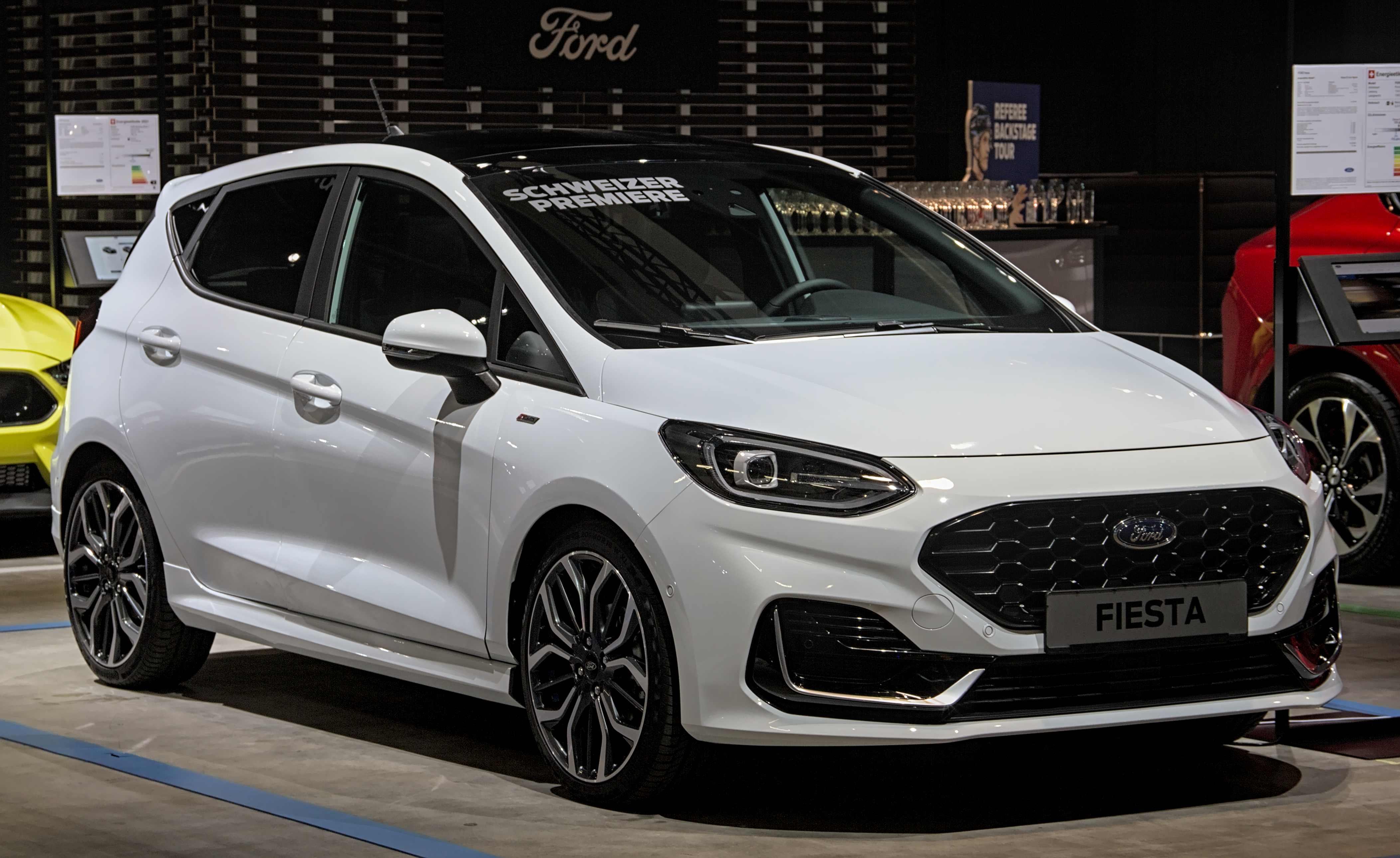
Ford Fiesta ’18
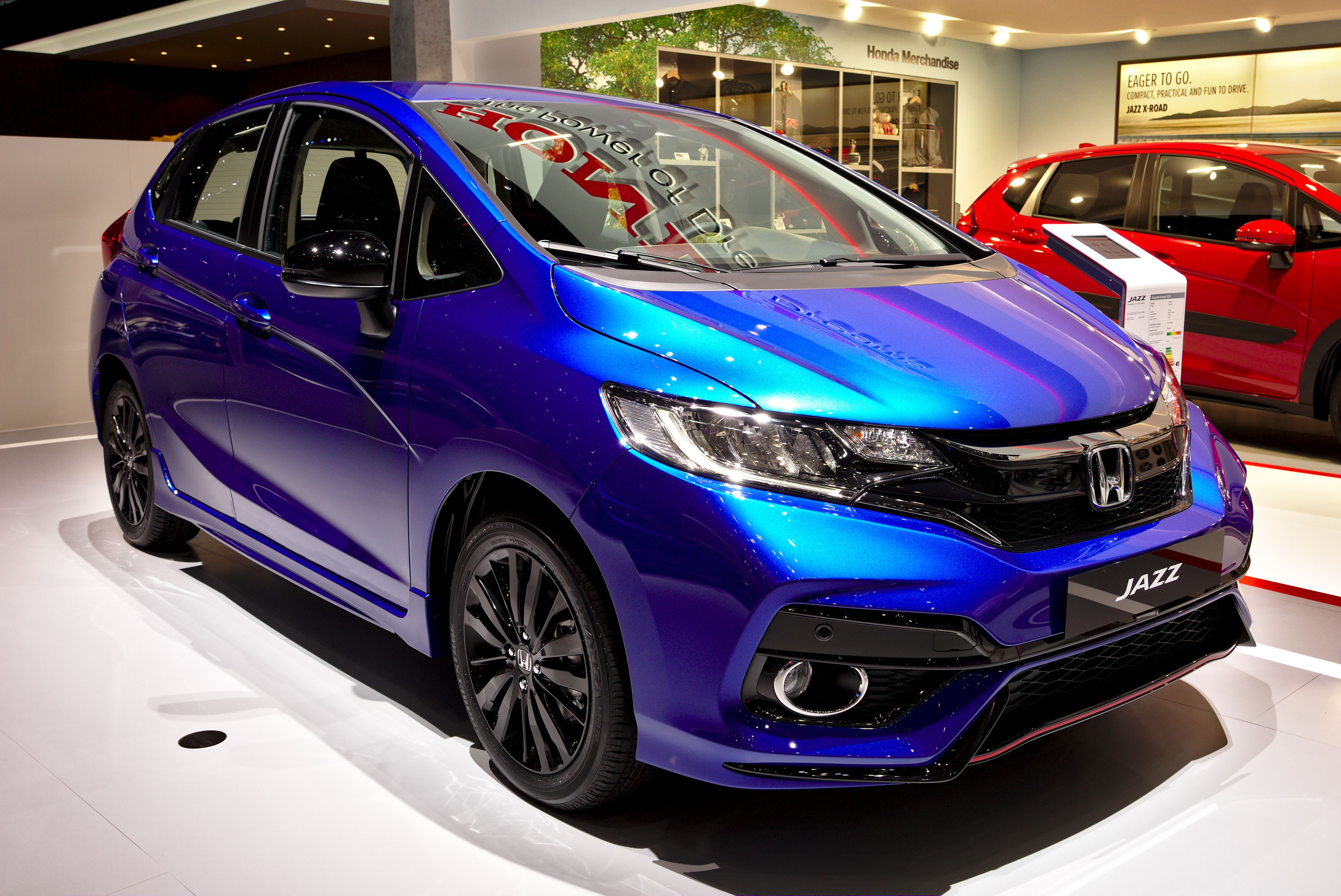
Honda Jazz
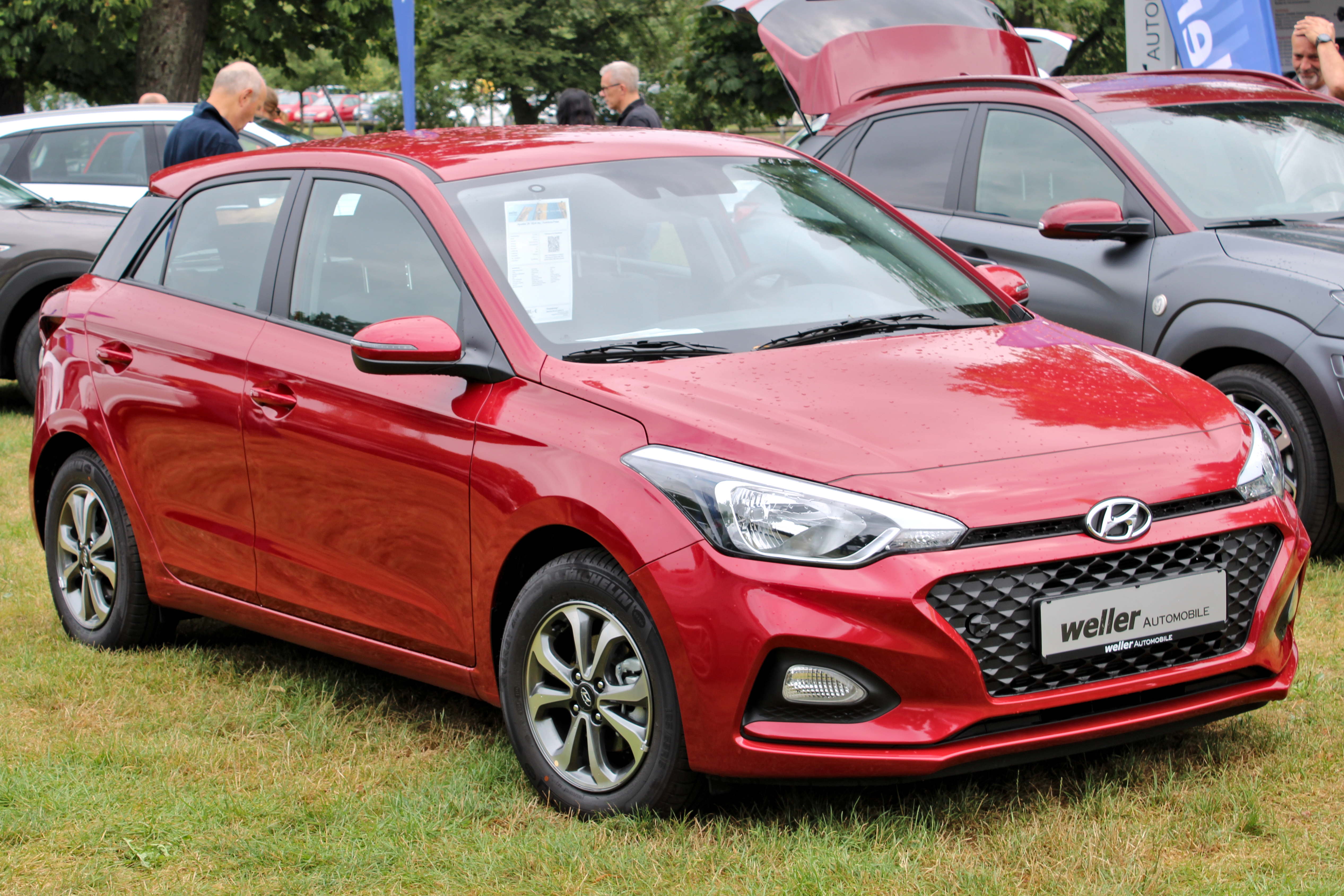
Hyundai i20
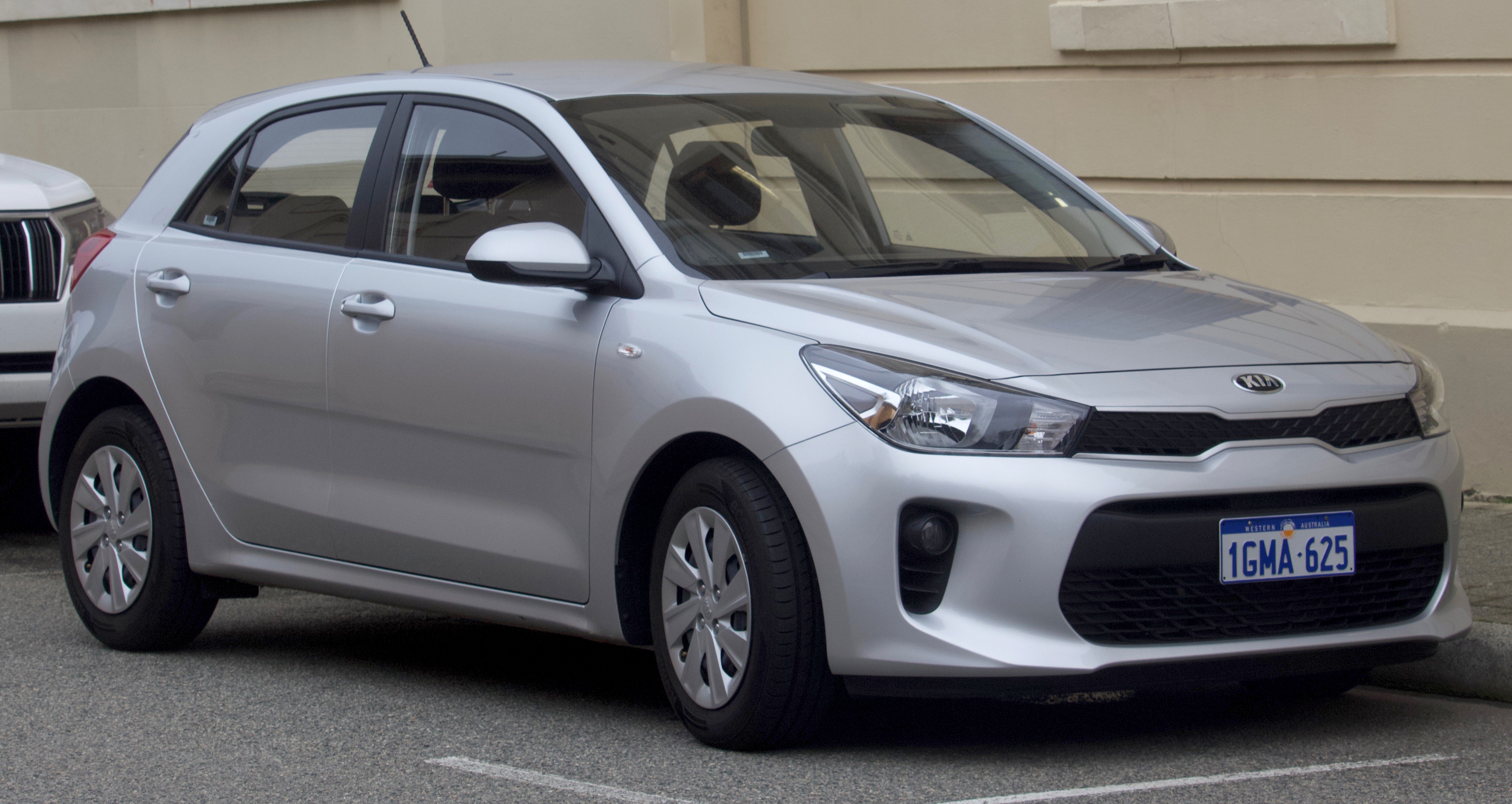
Kia Rio
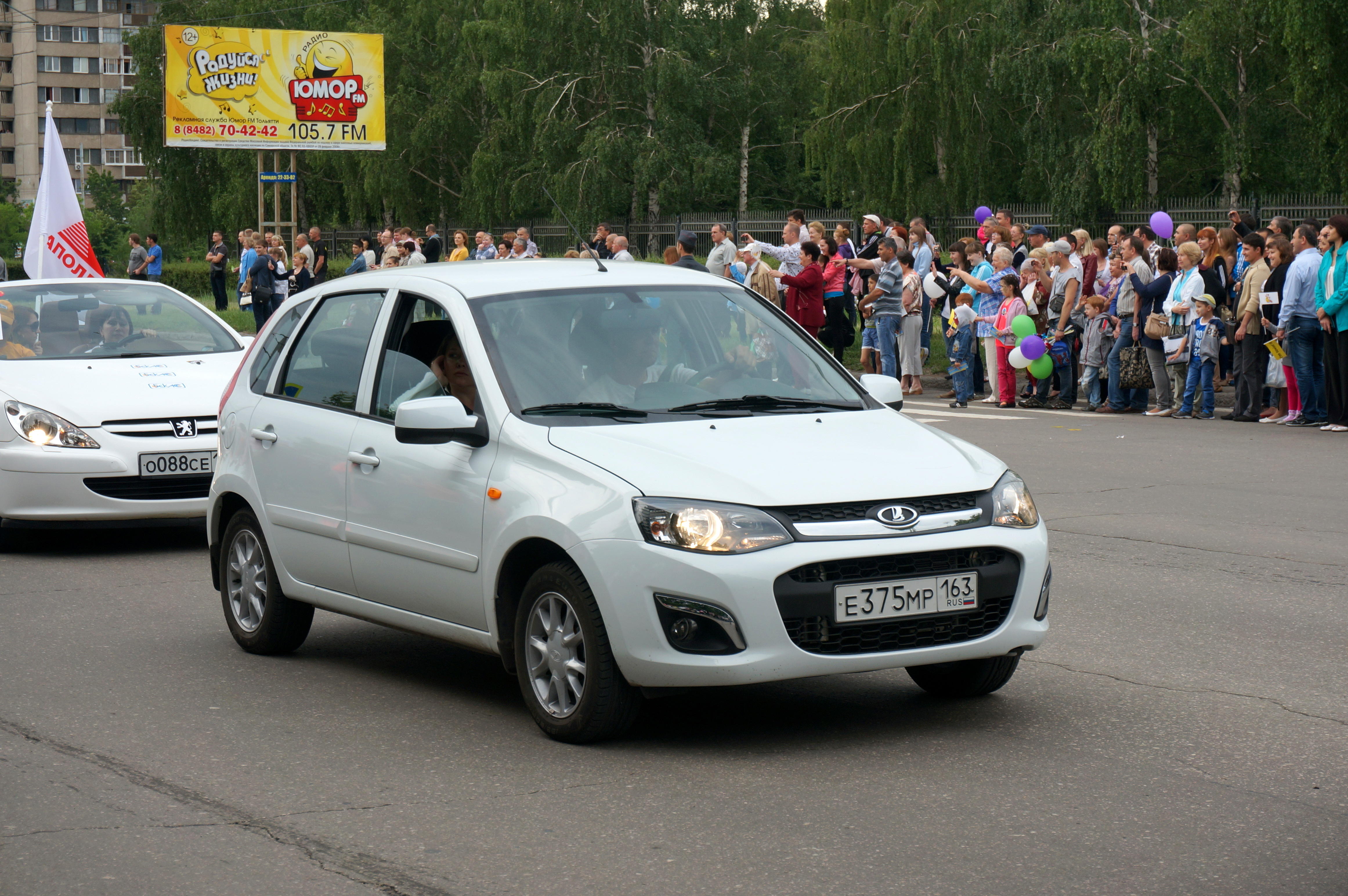
Lada Kalina
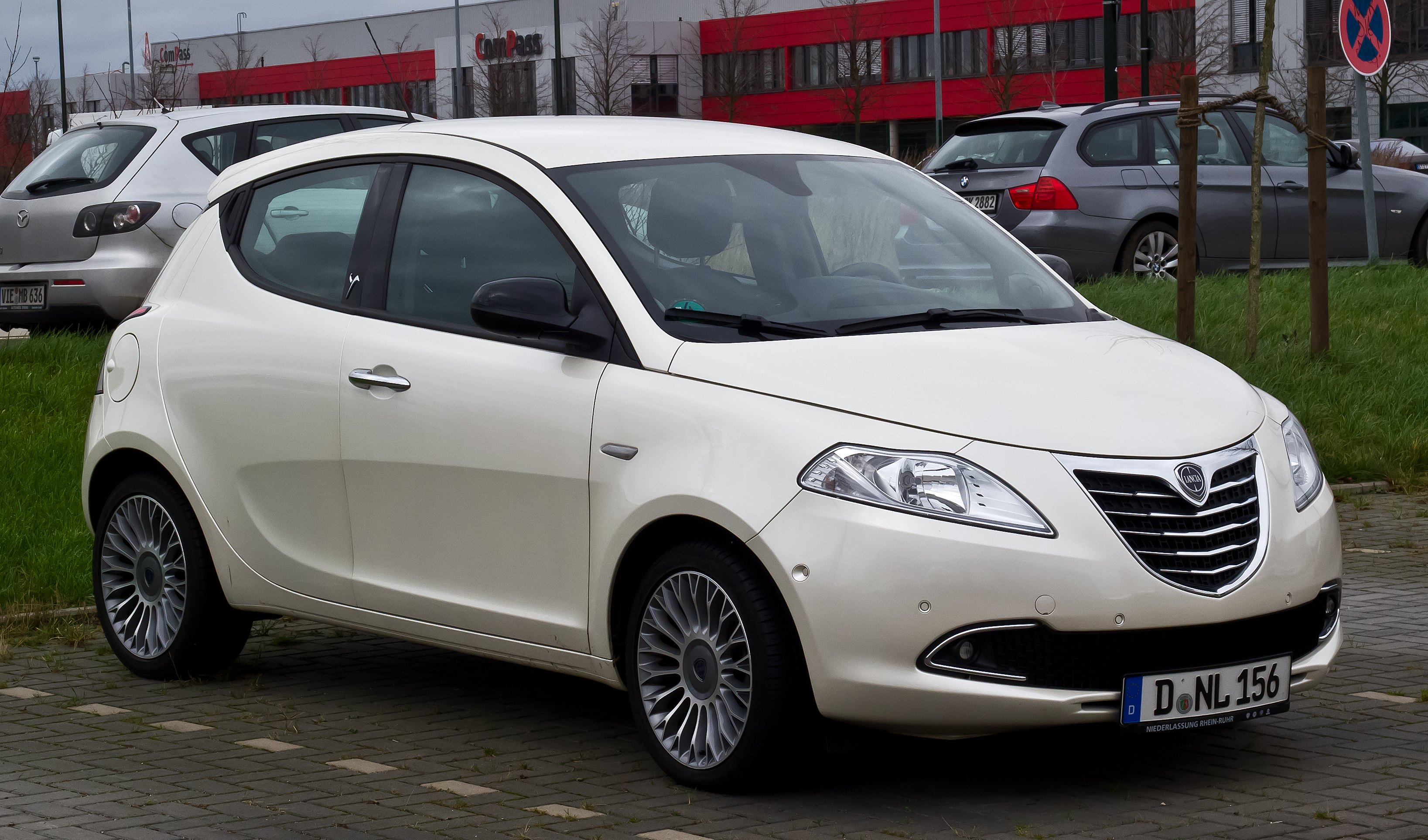
Lancia Ypsilon
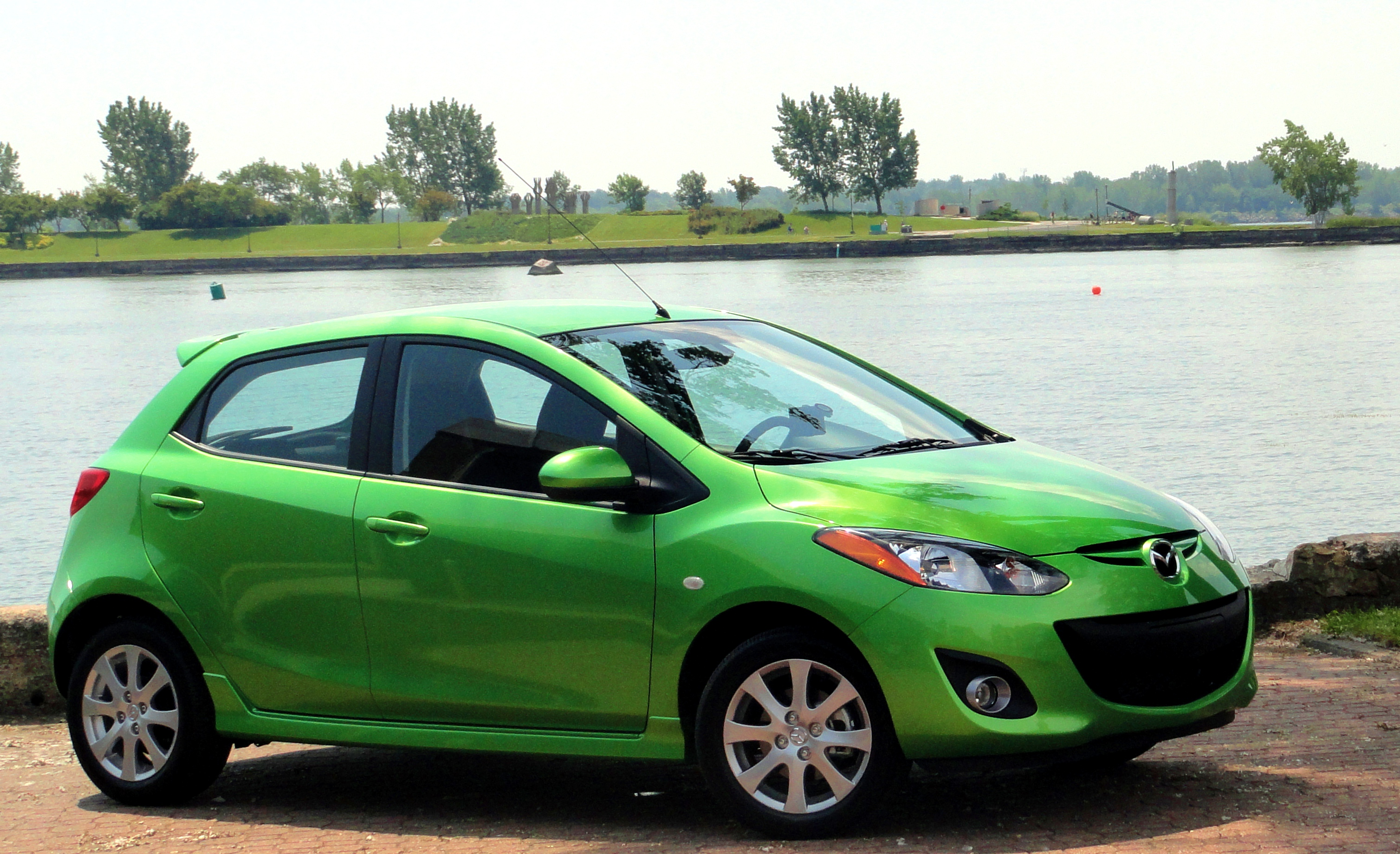
Mazda2
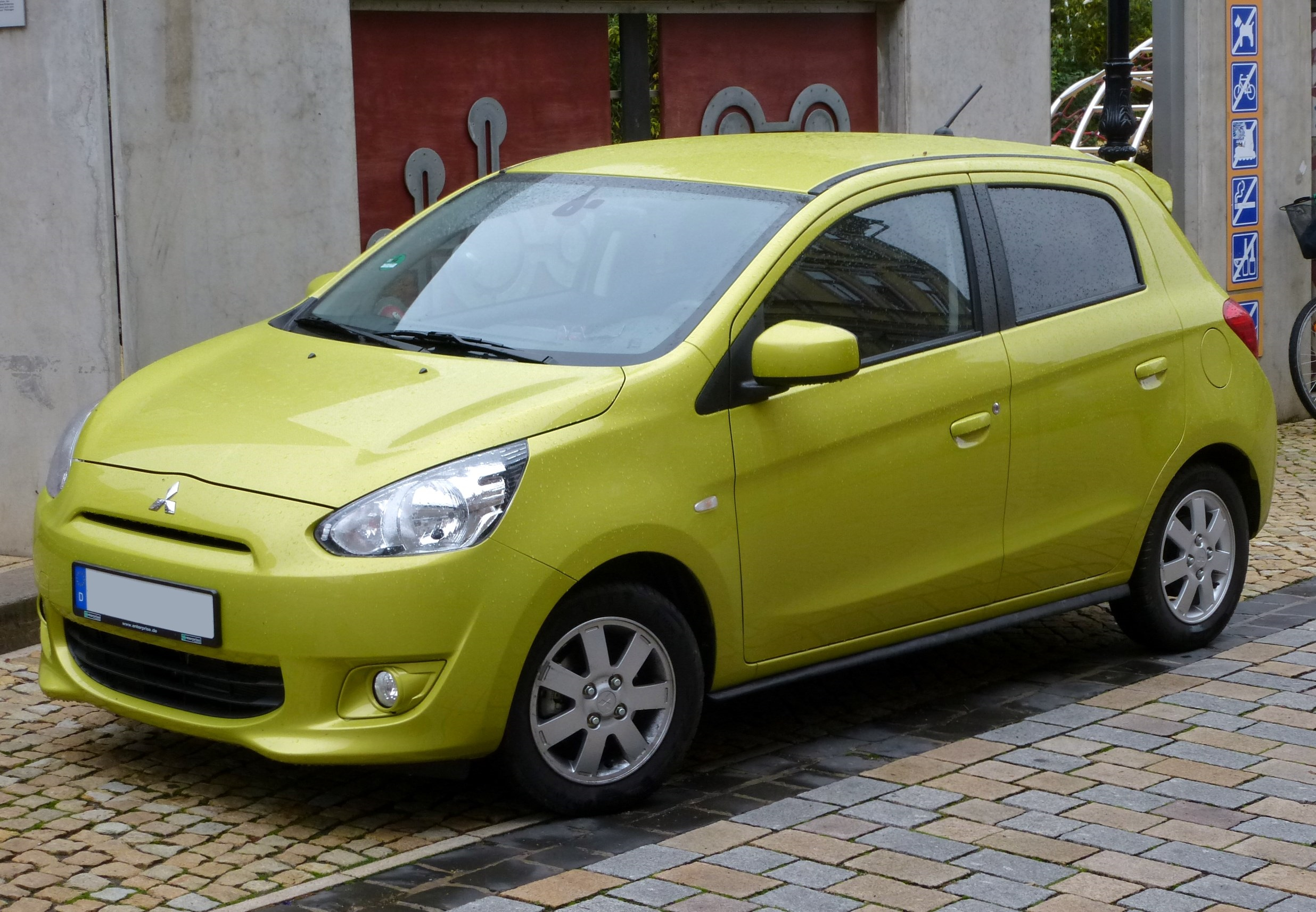
Mitsubishi Space Star
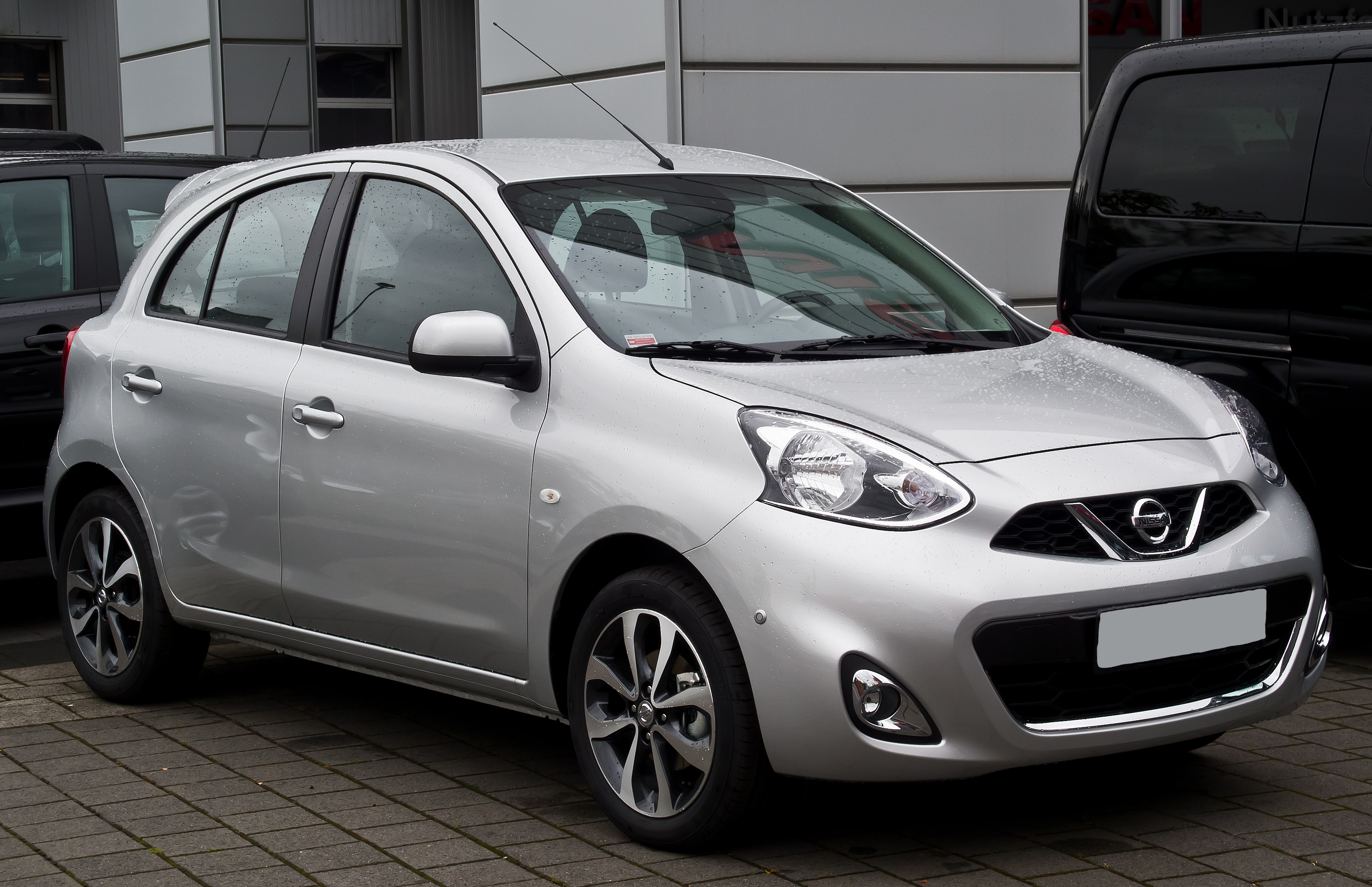
Nissan Micra
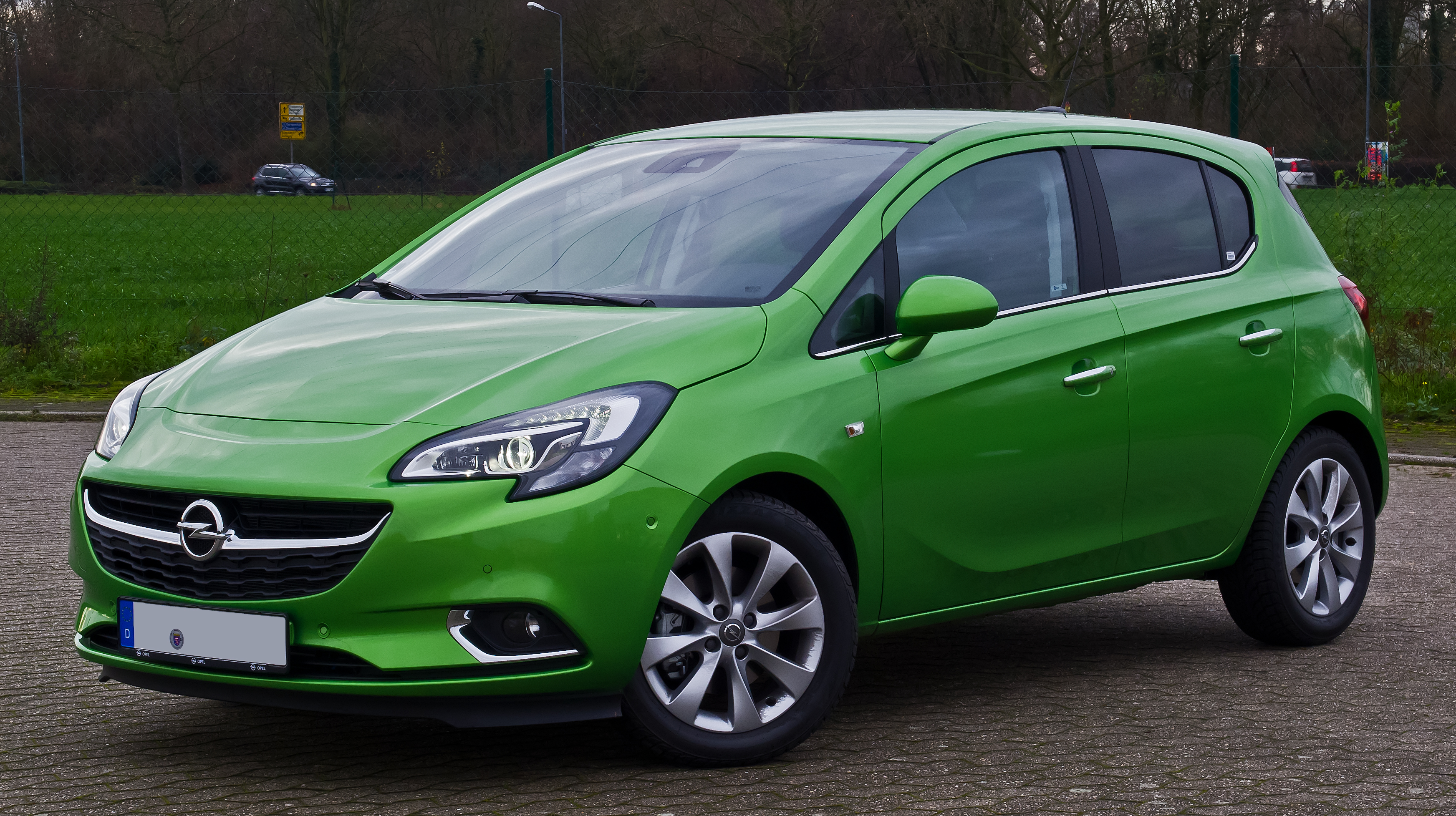
Opel Corsa E
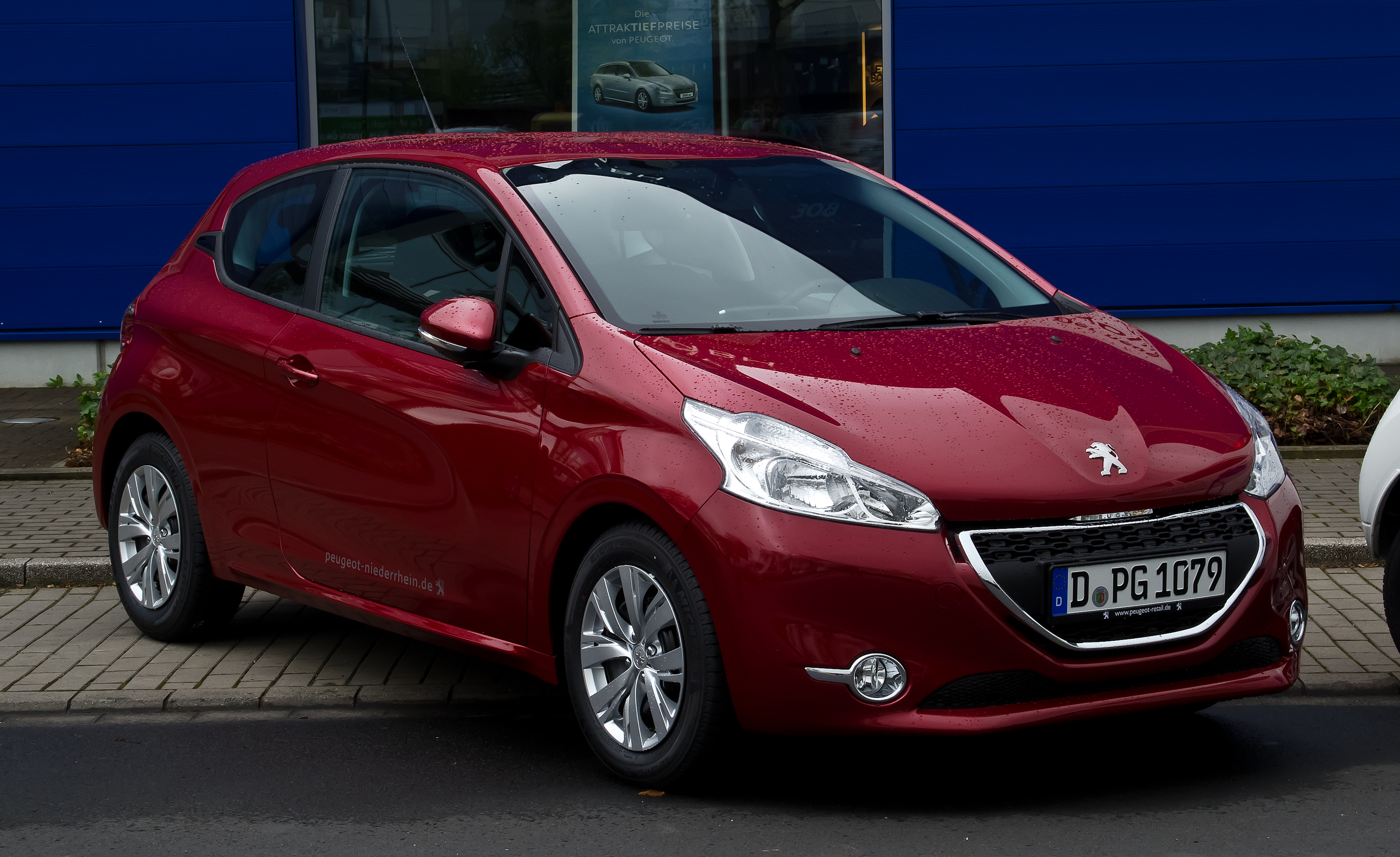
Peugeot 208 I
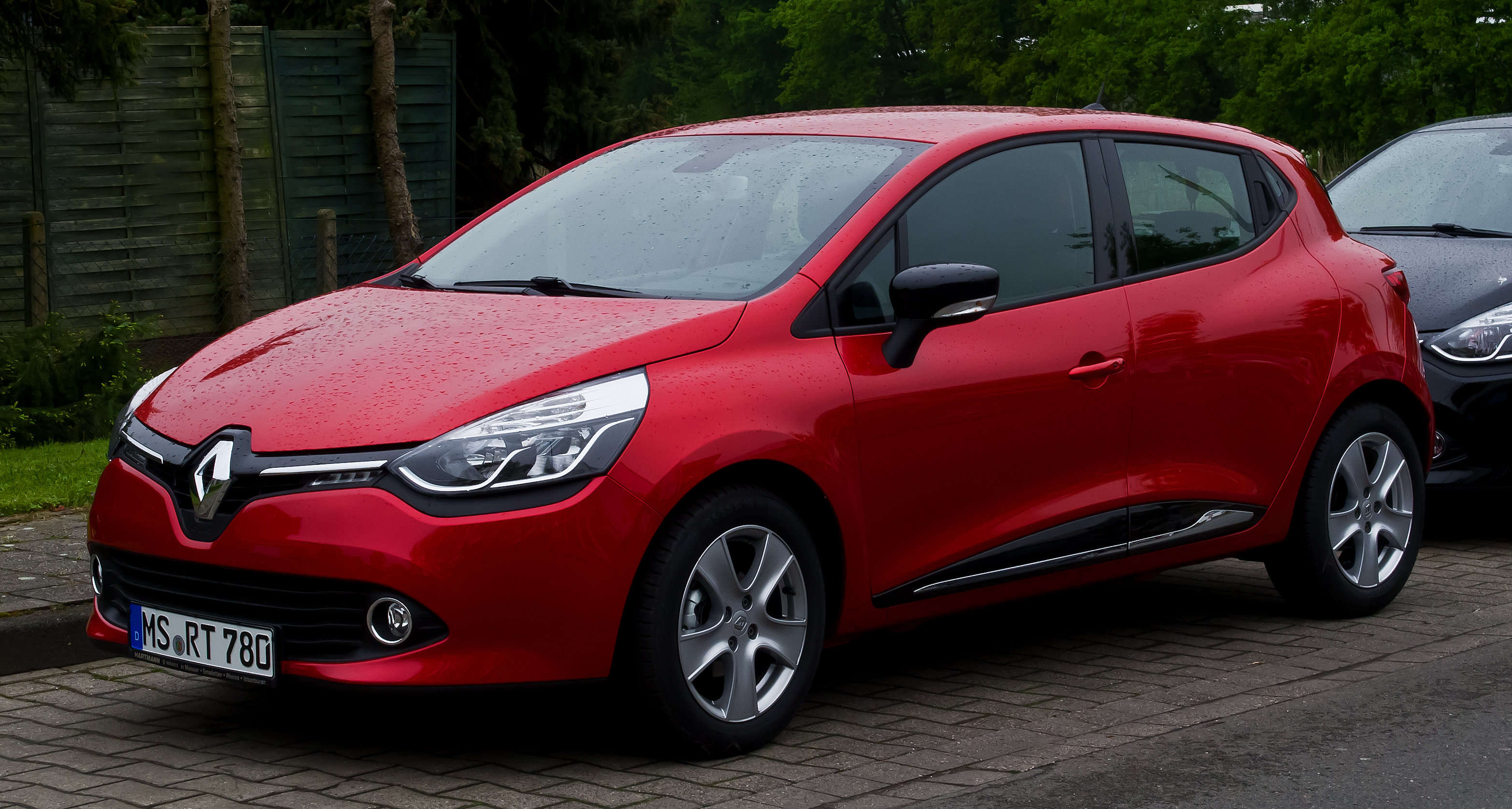
Renault Clio IV
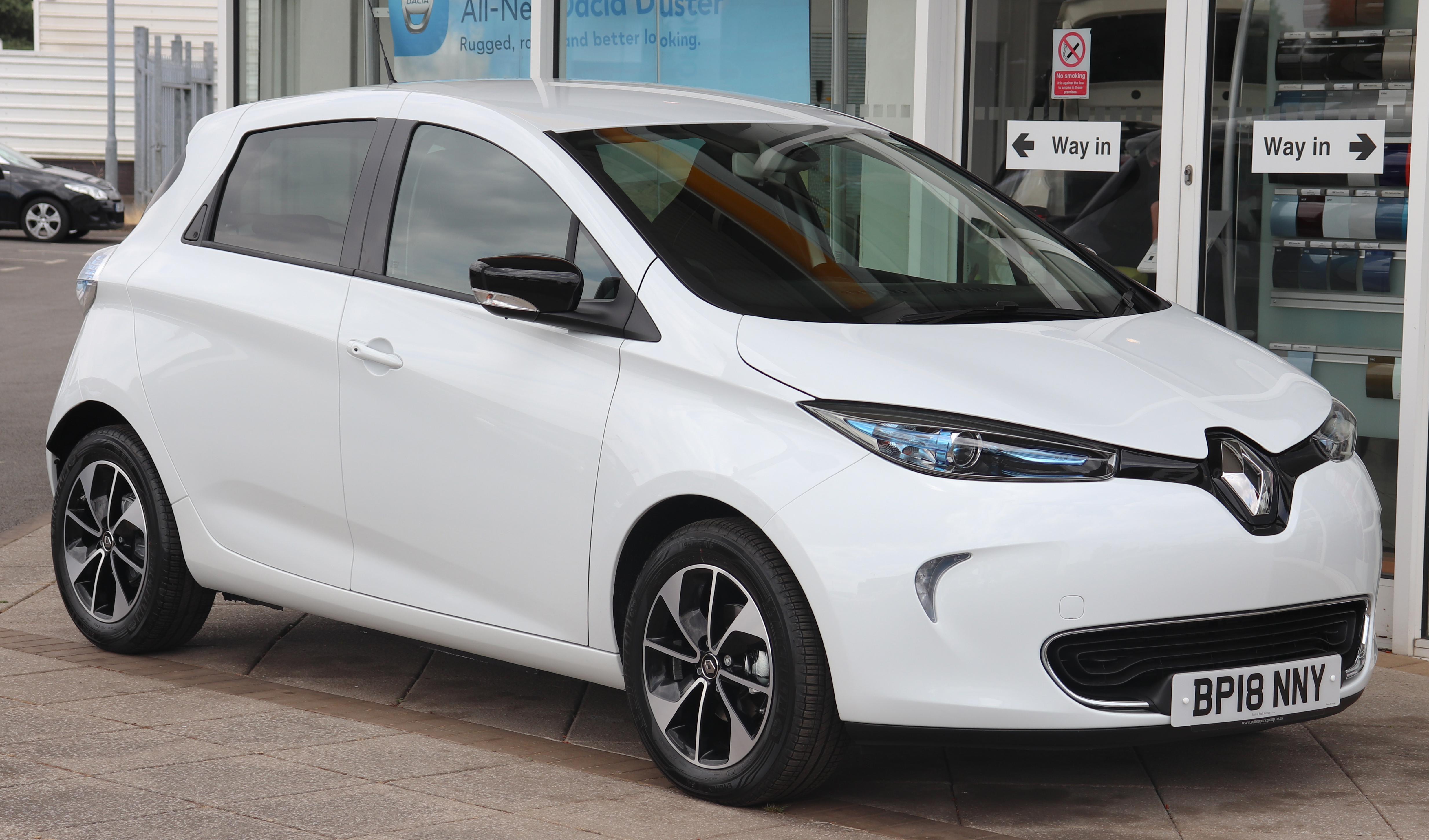
Renault Zoe
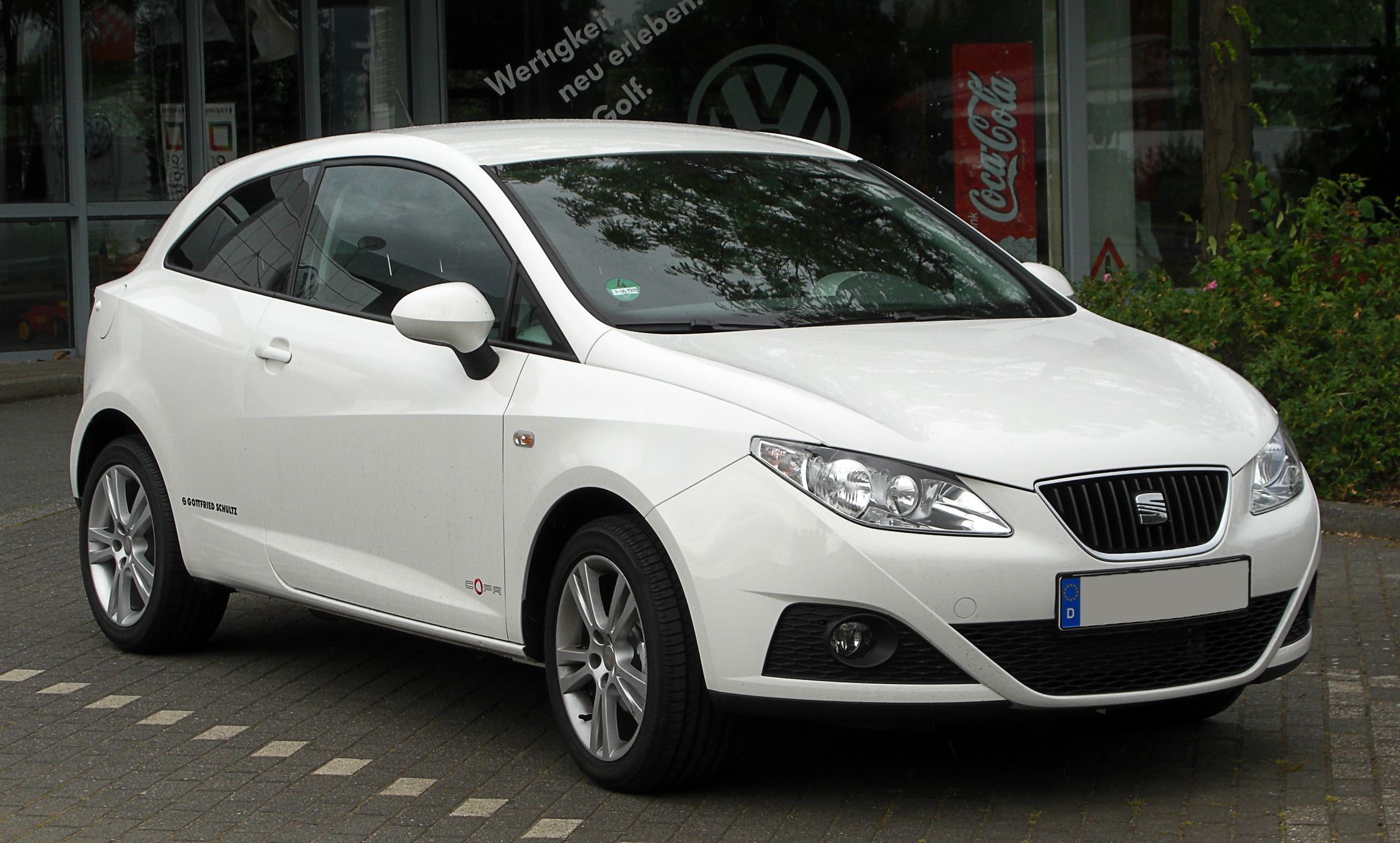
Seat Ibiza IV
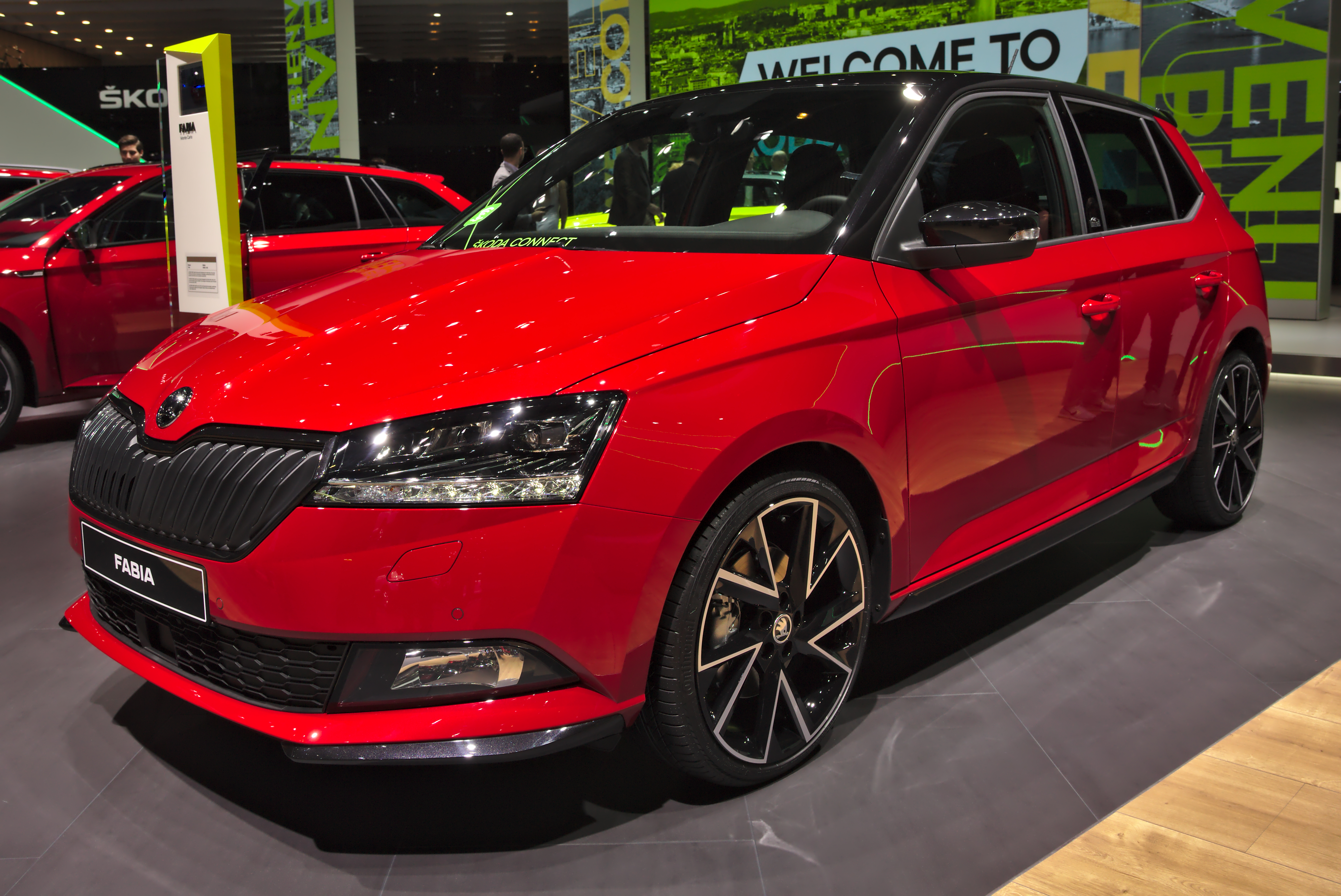
Škoda Fabia III
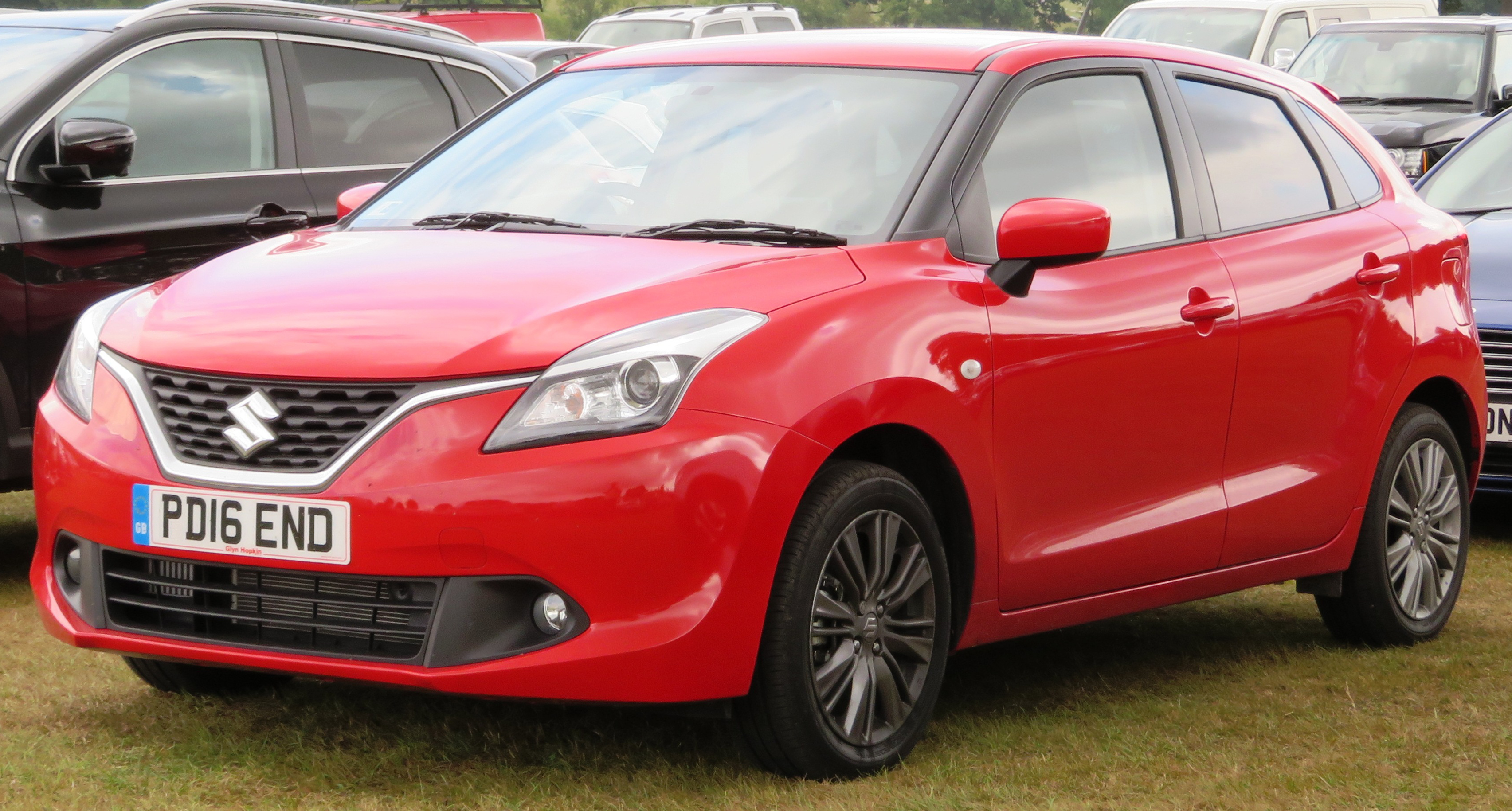
Suzuki Baleno
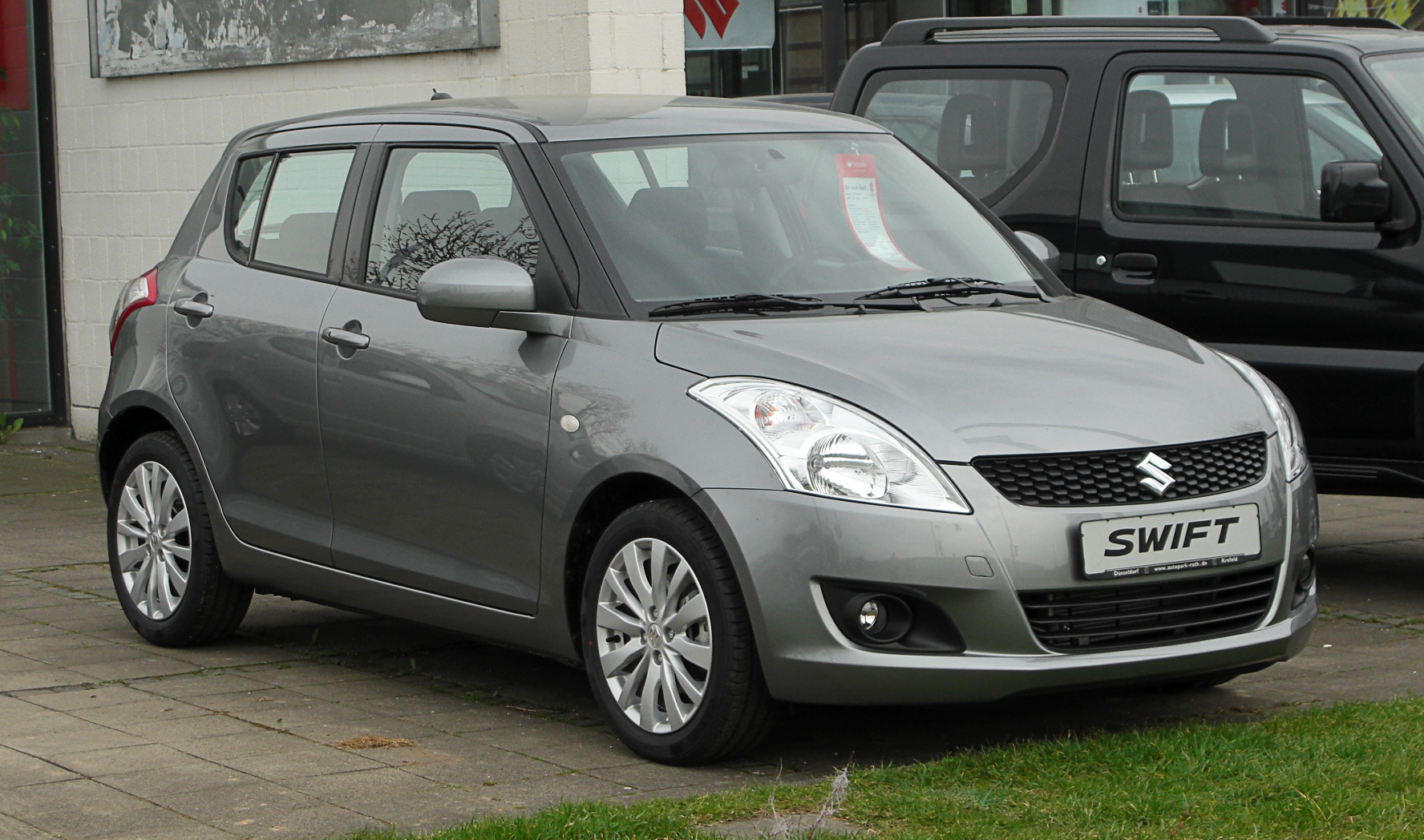
Suzuki Swift
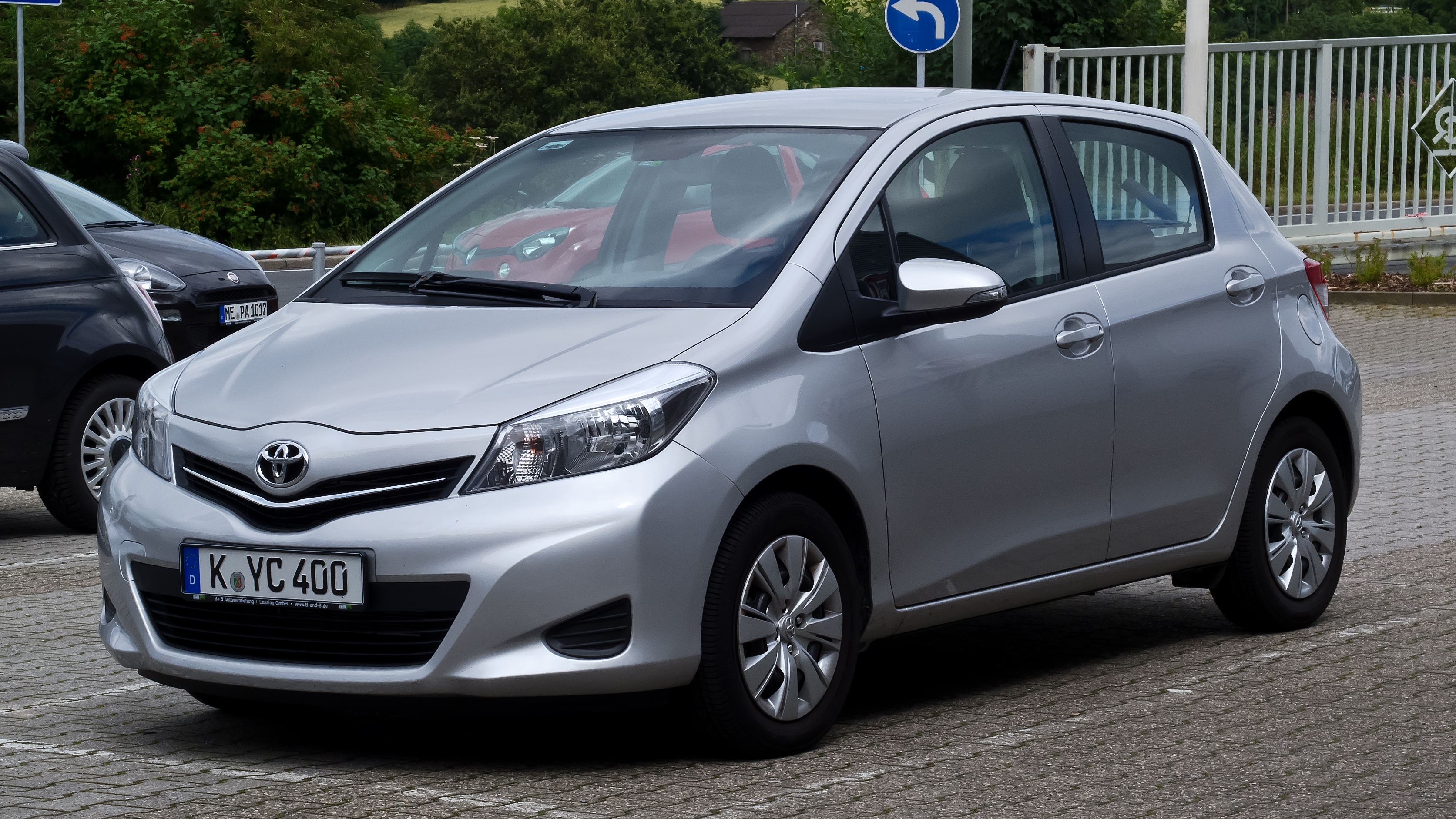
Toyota Yaris
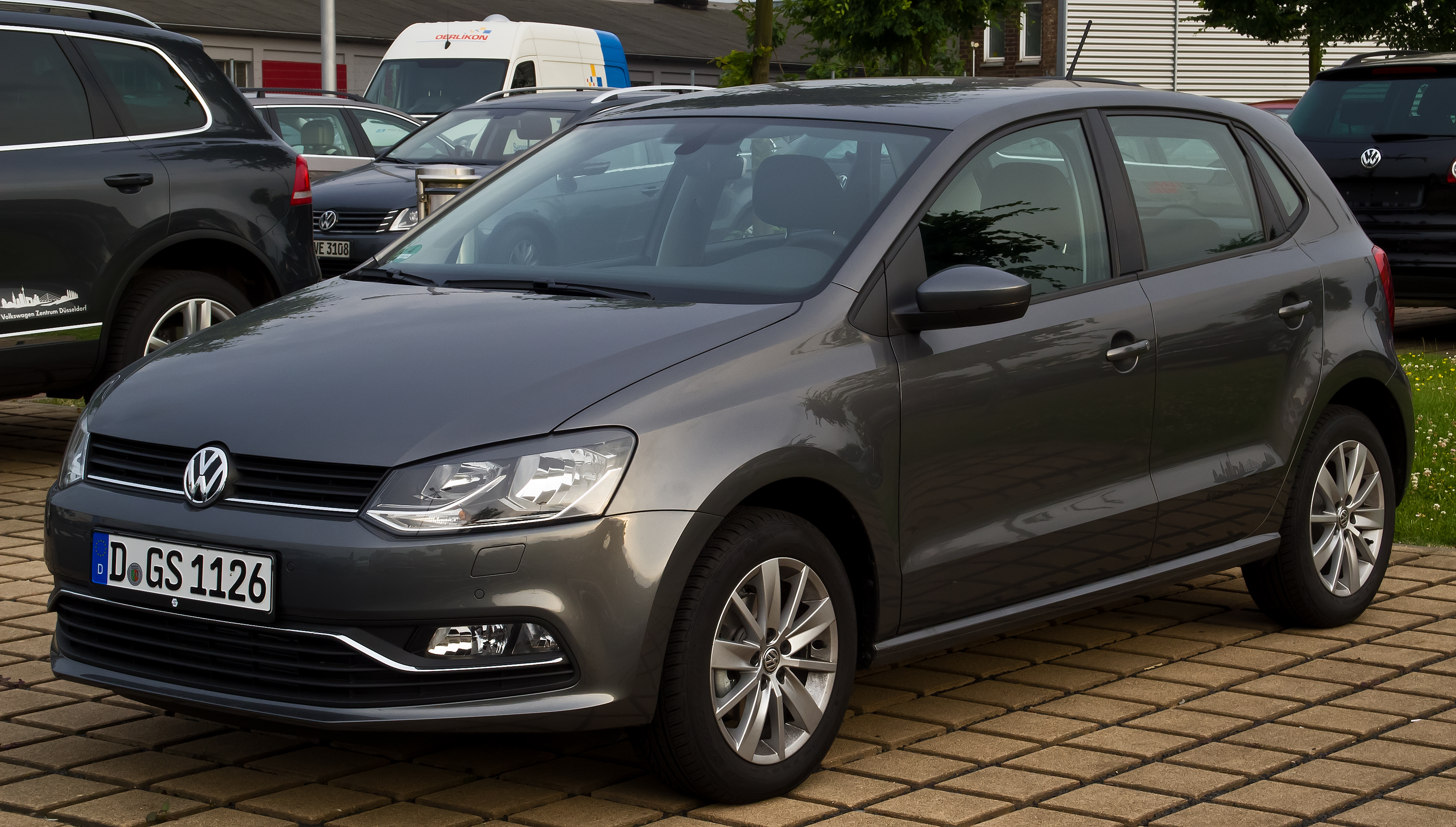
VW Polo V

## Aktuelle Modelle der 2020er Jahre

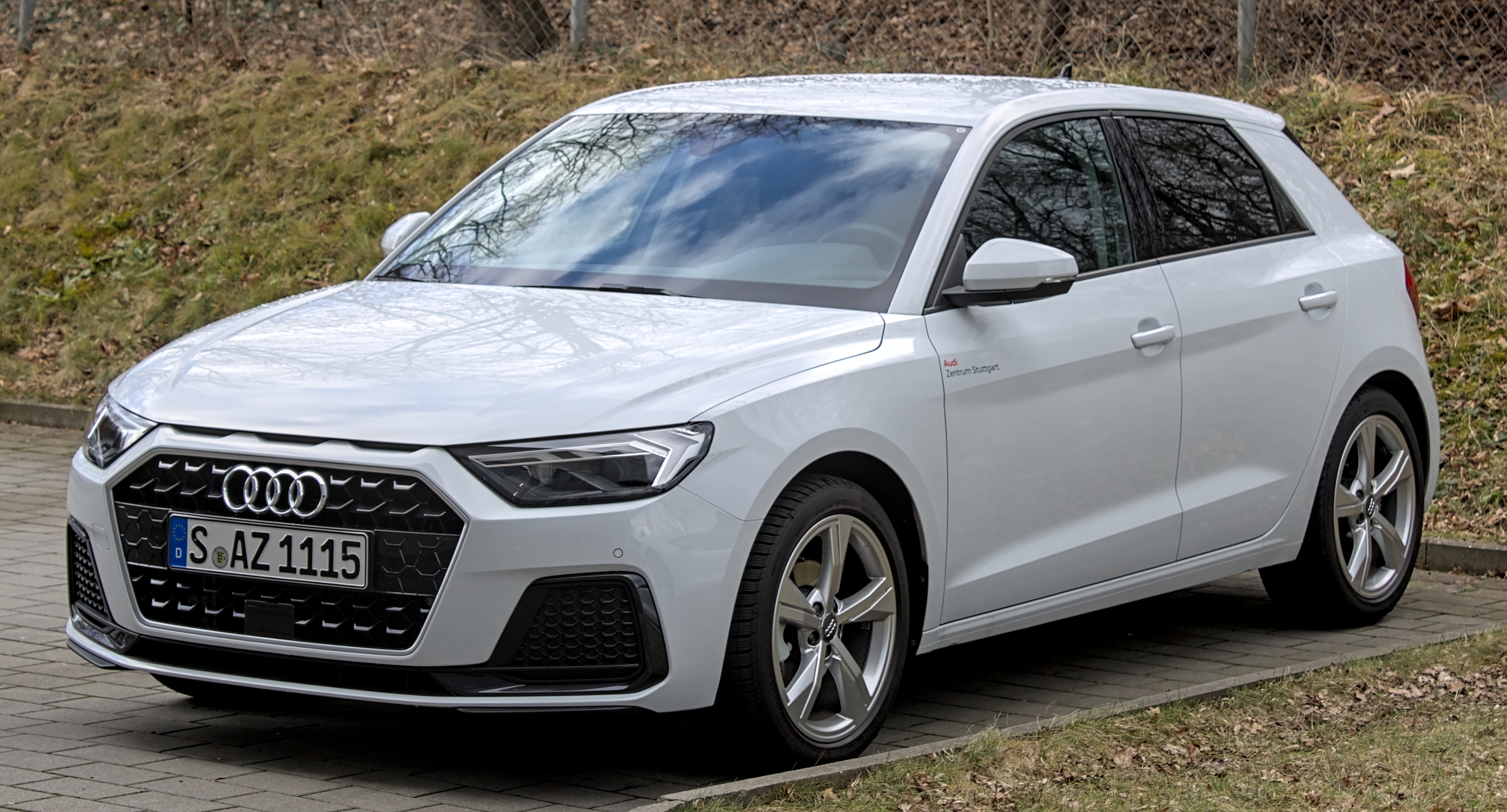
Audi A1
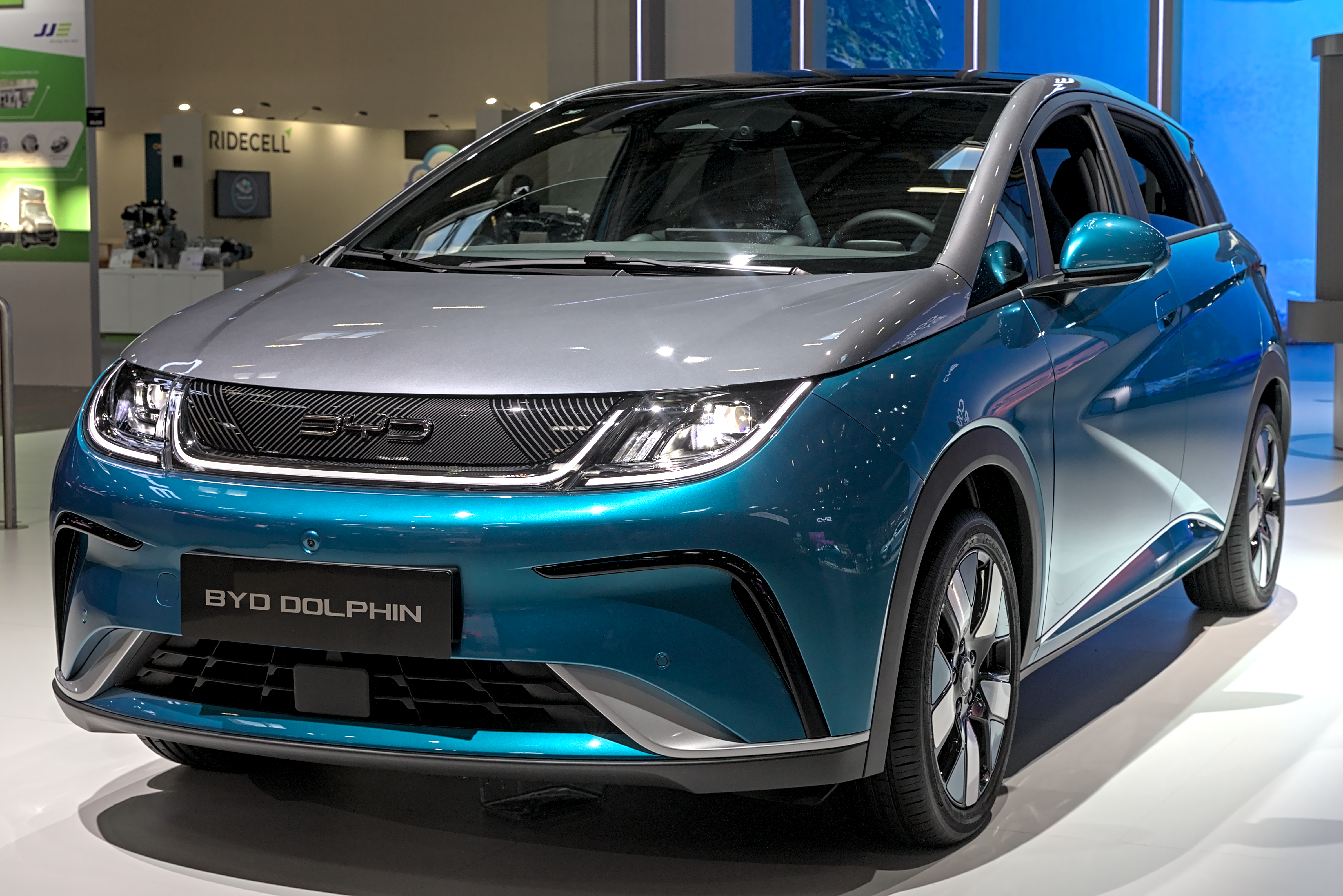
BYD Dolphin
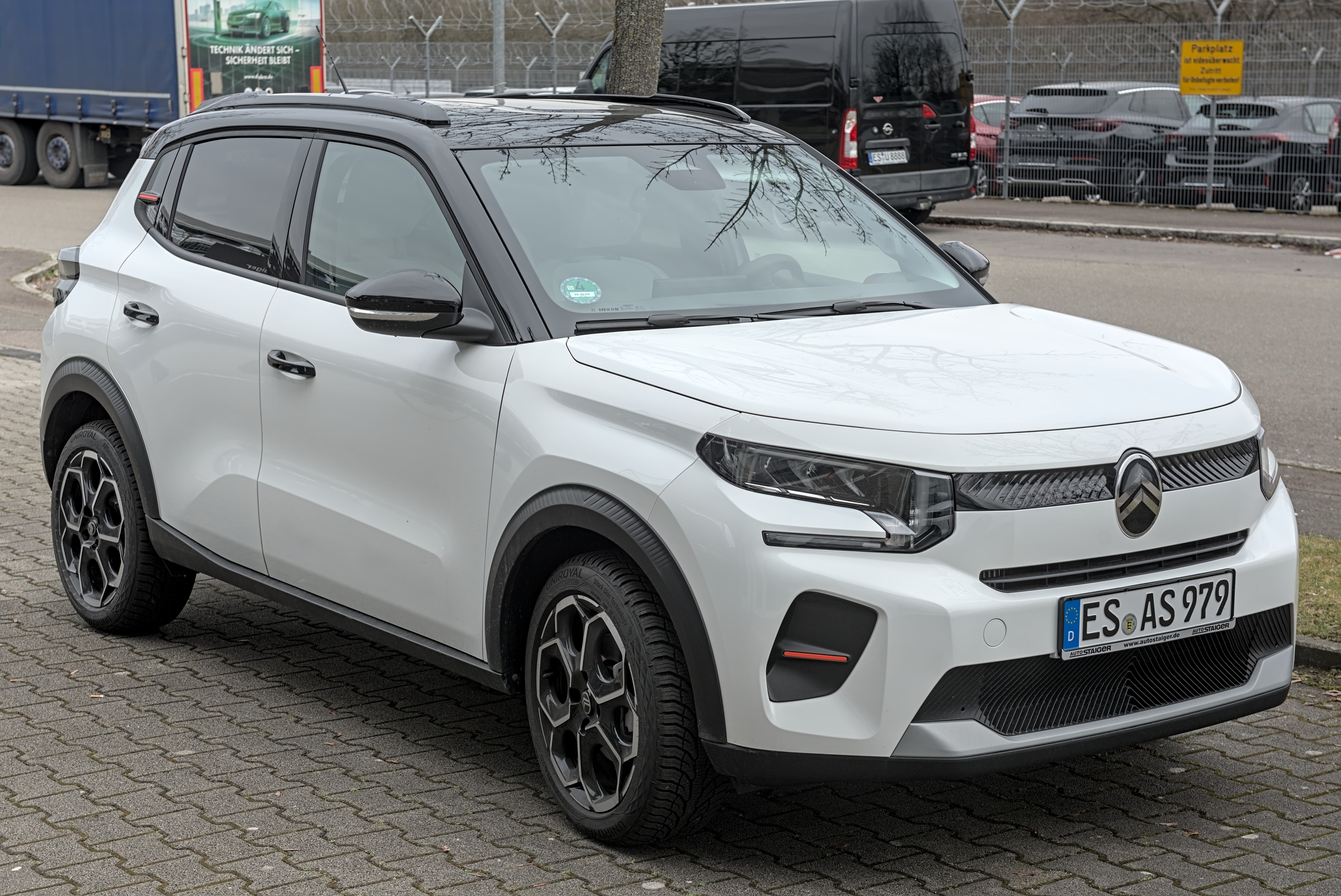
Citroën C3
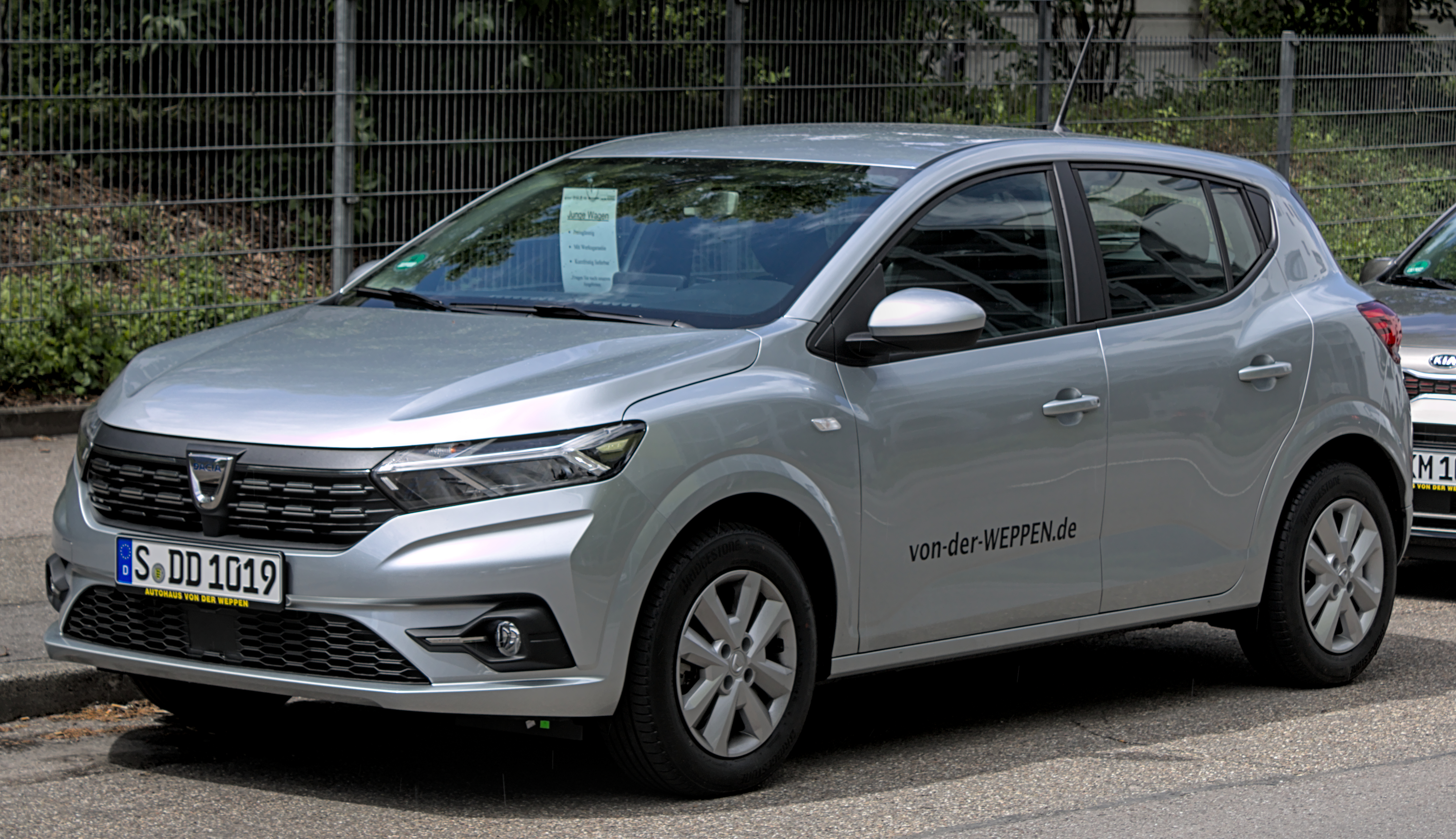
Dacia Sandero
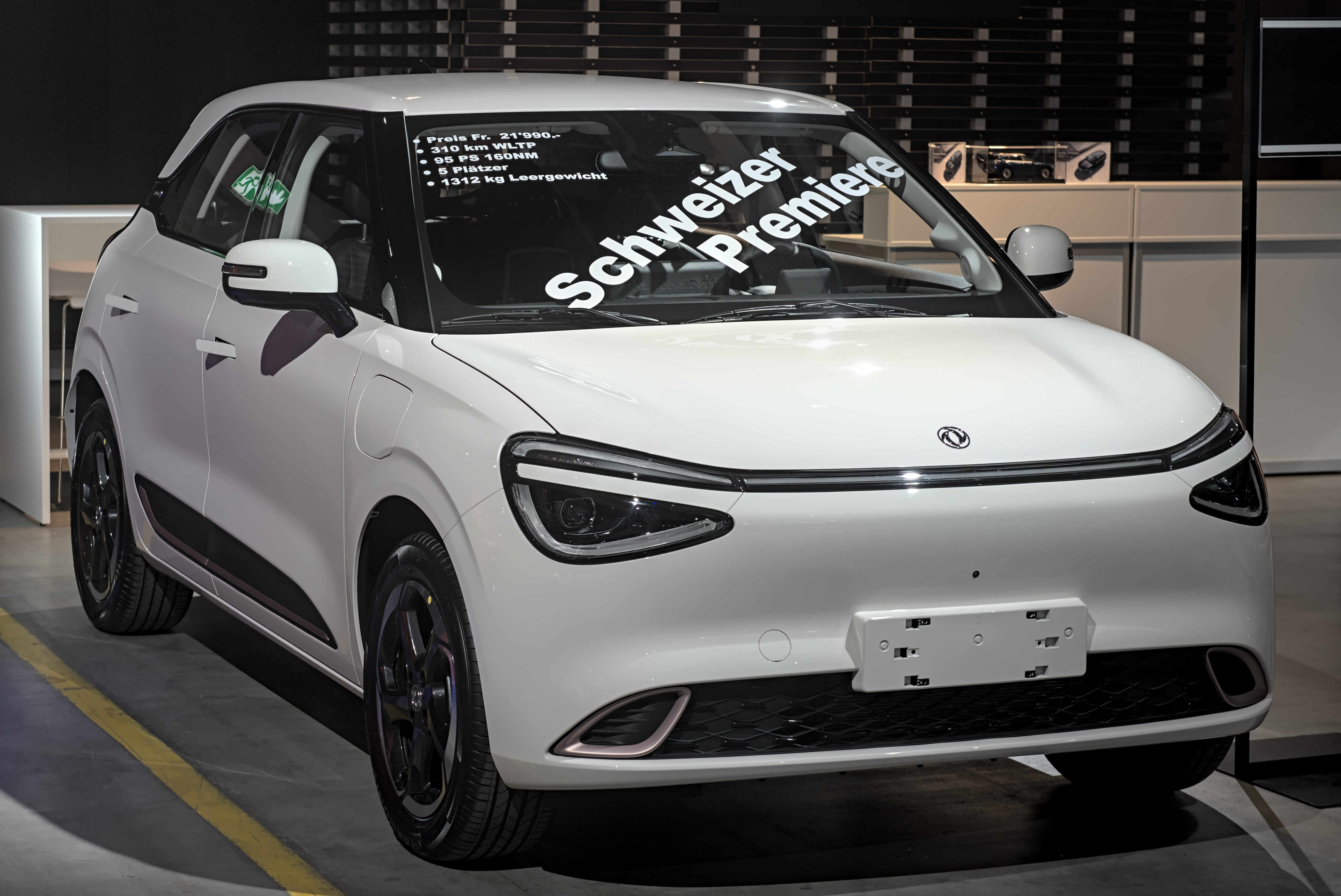
Dongfeng Nammi Box
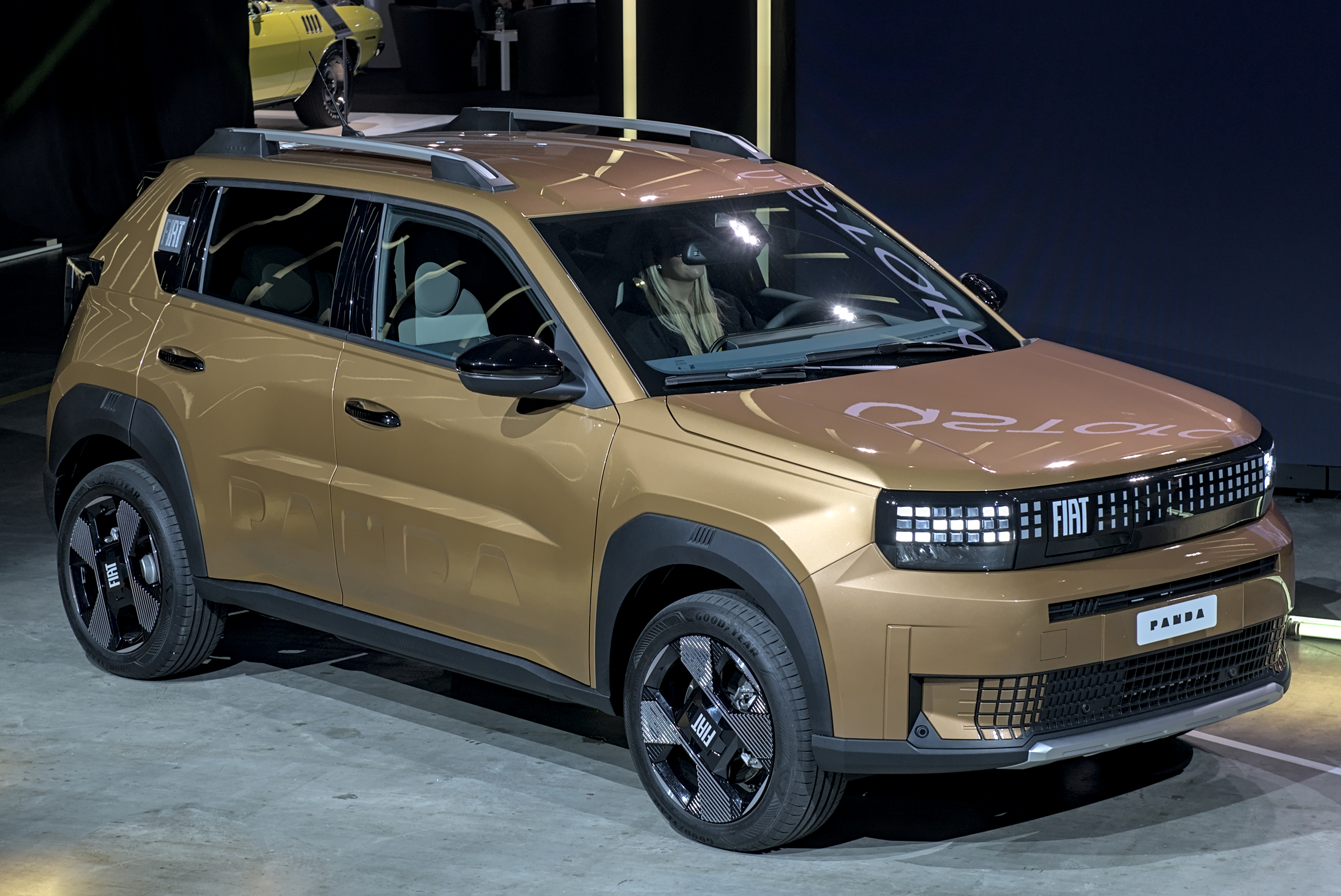
Fiat Grande Panda
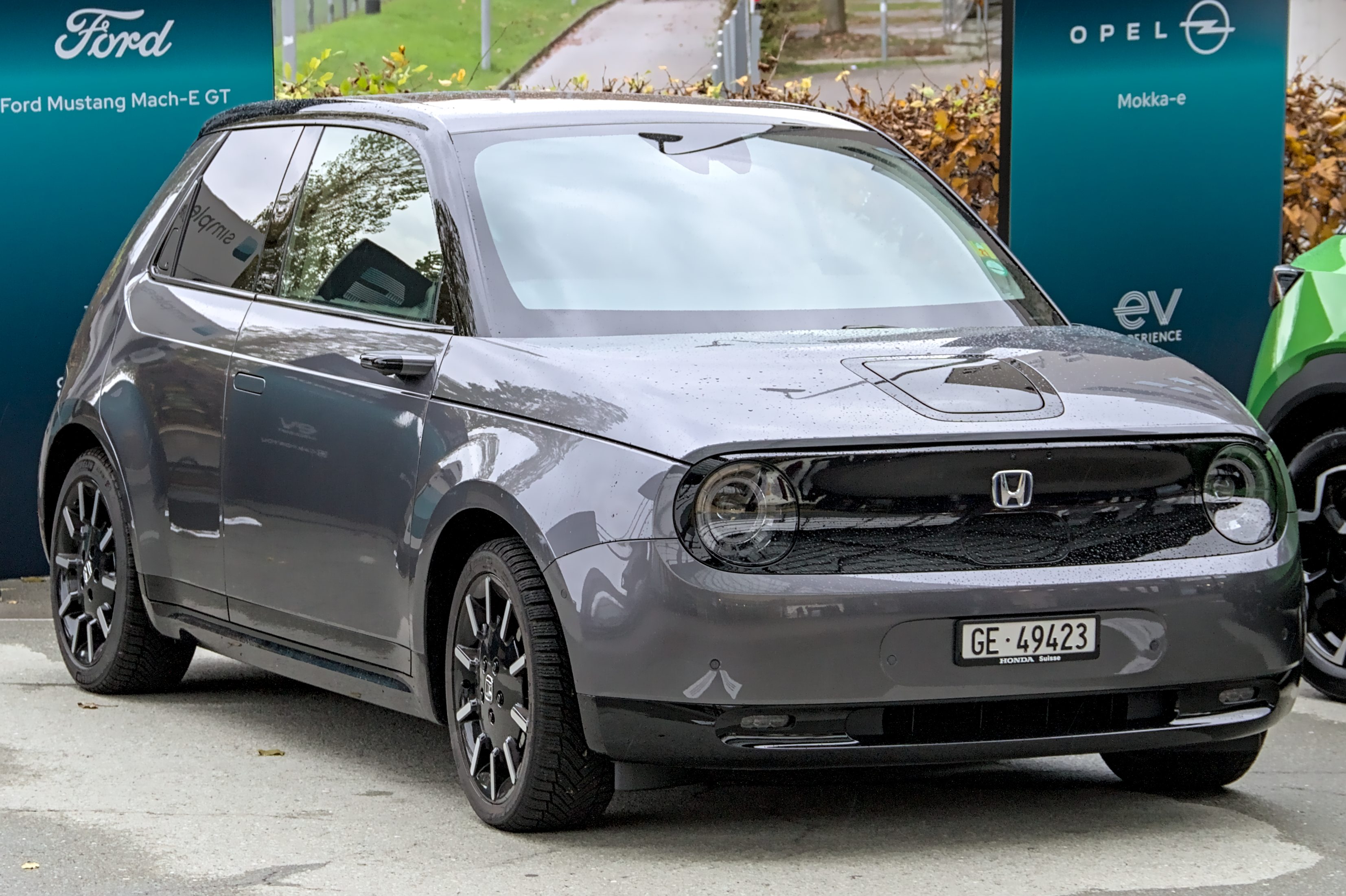
Honda e
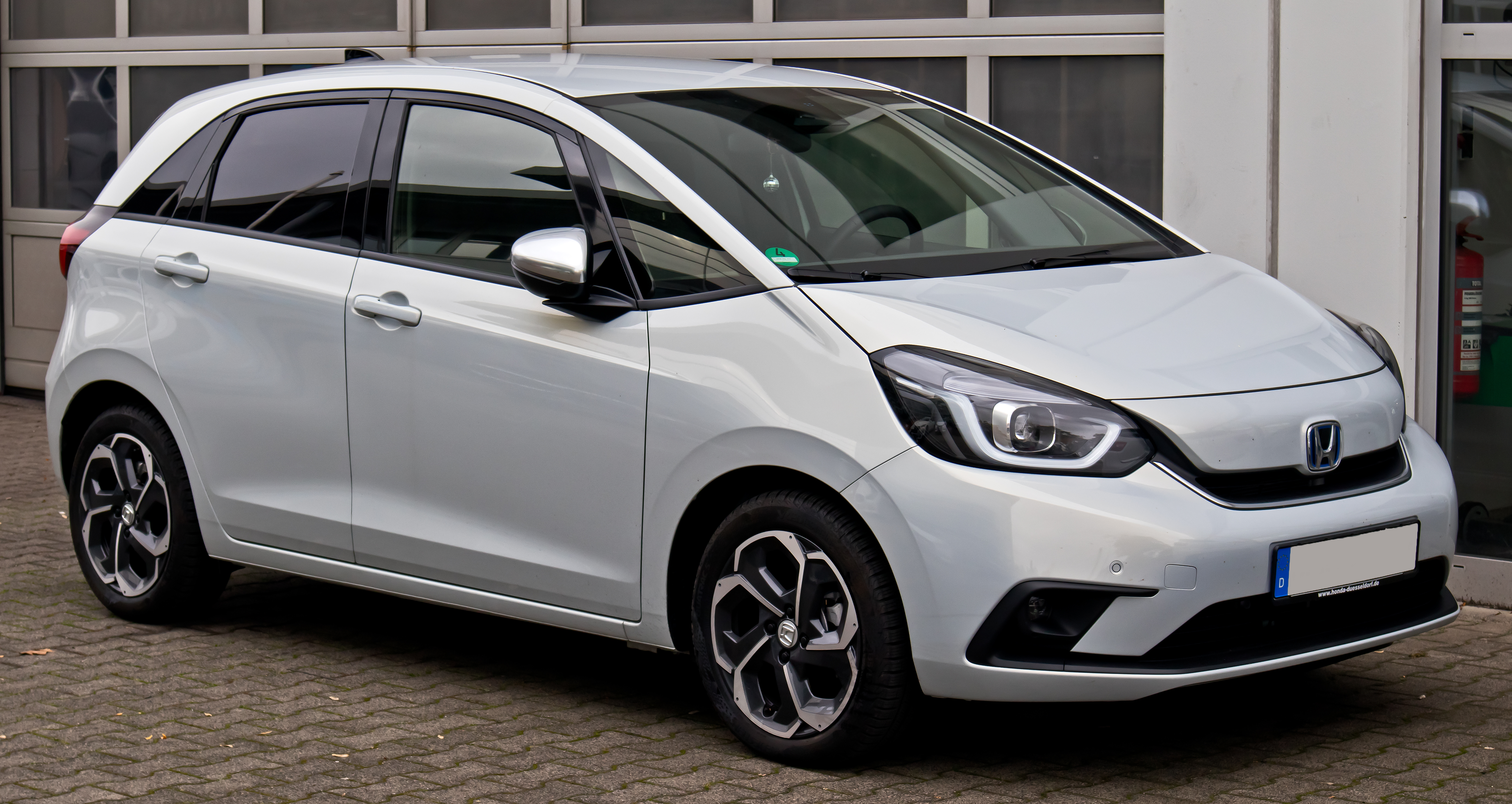
Honda Jazz
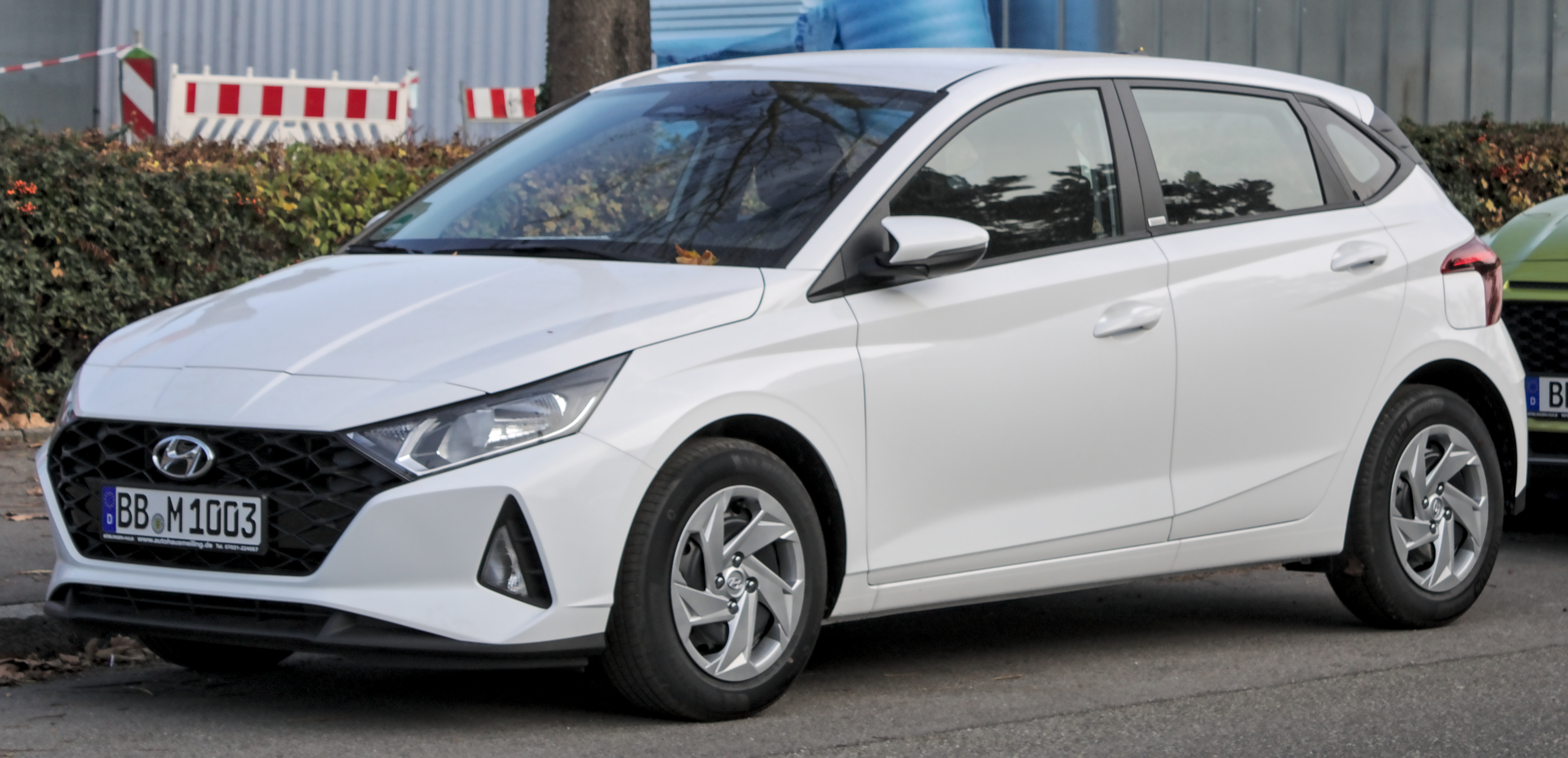
Hyundai i20
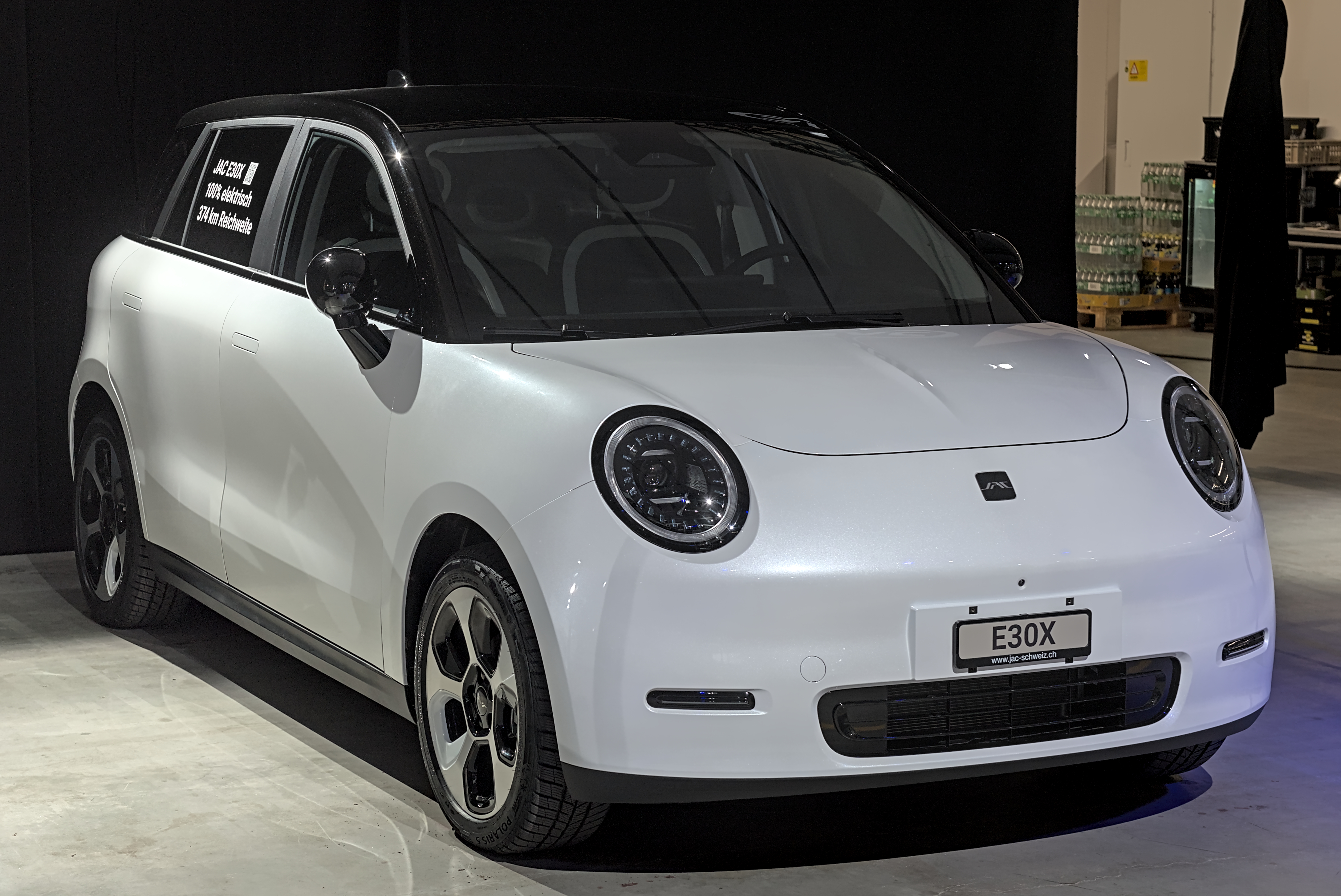
JAC Y3
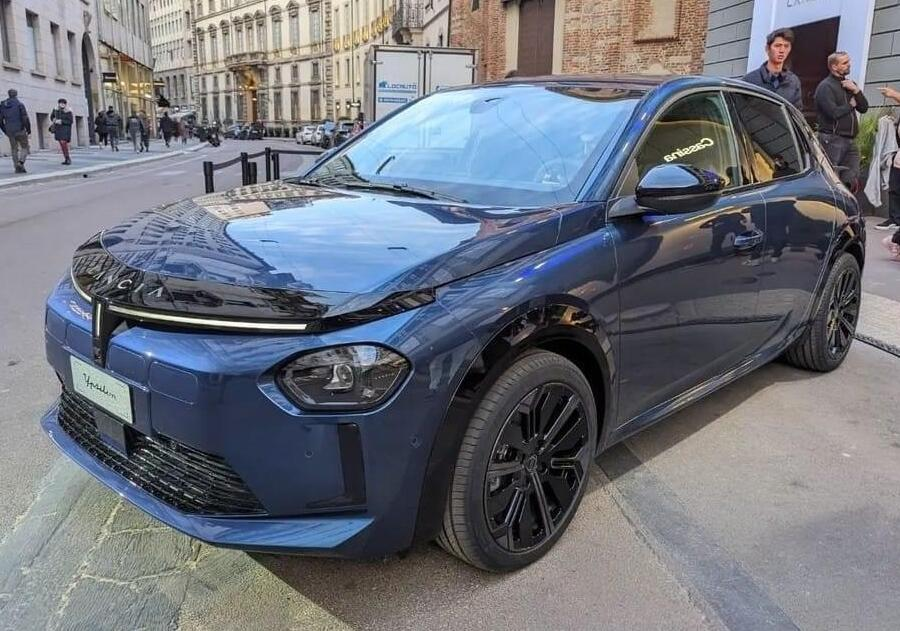
Lancia Ypsilon
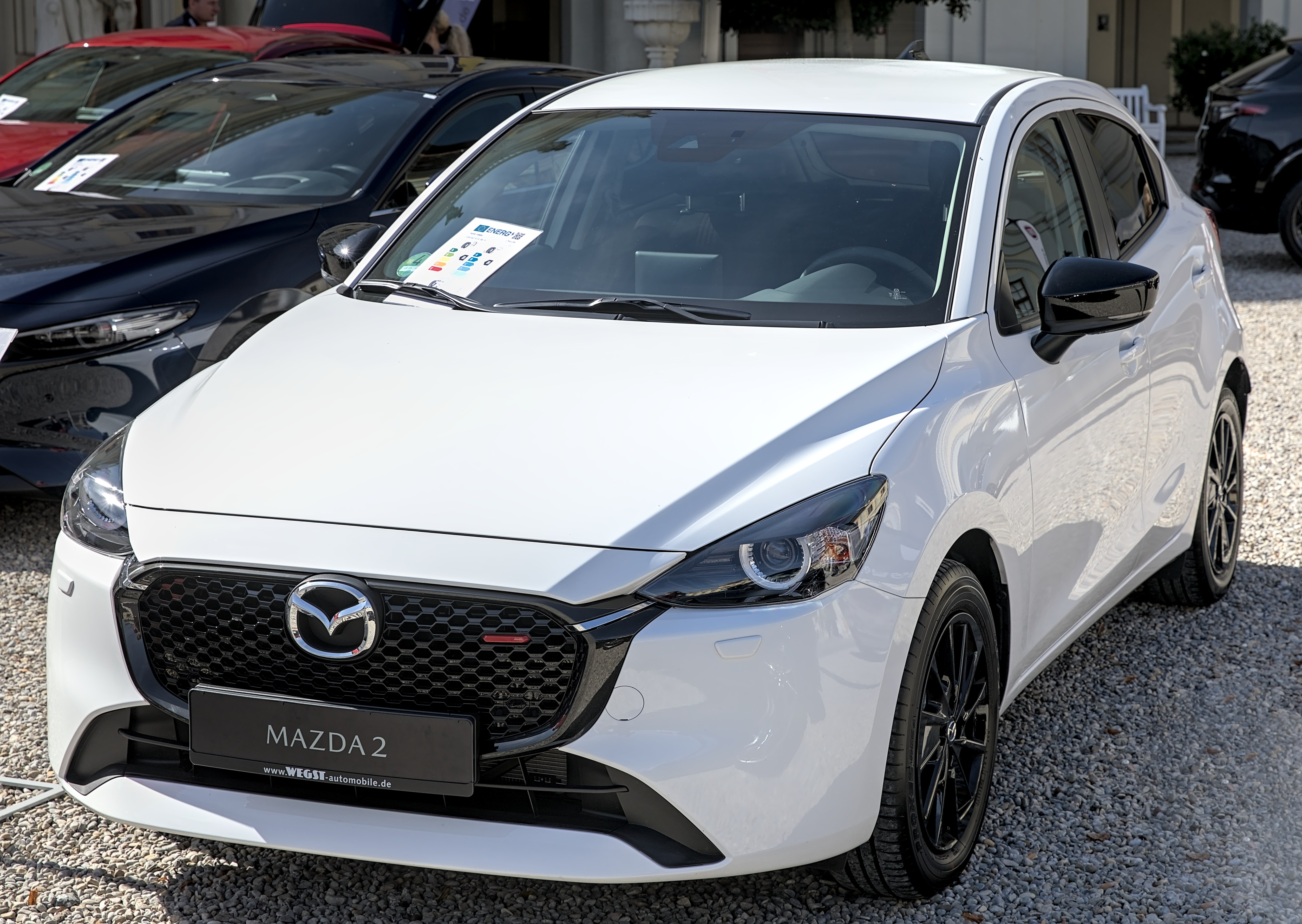
Mazda2
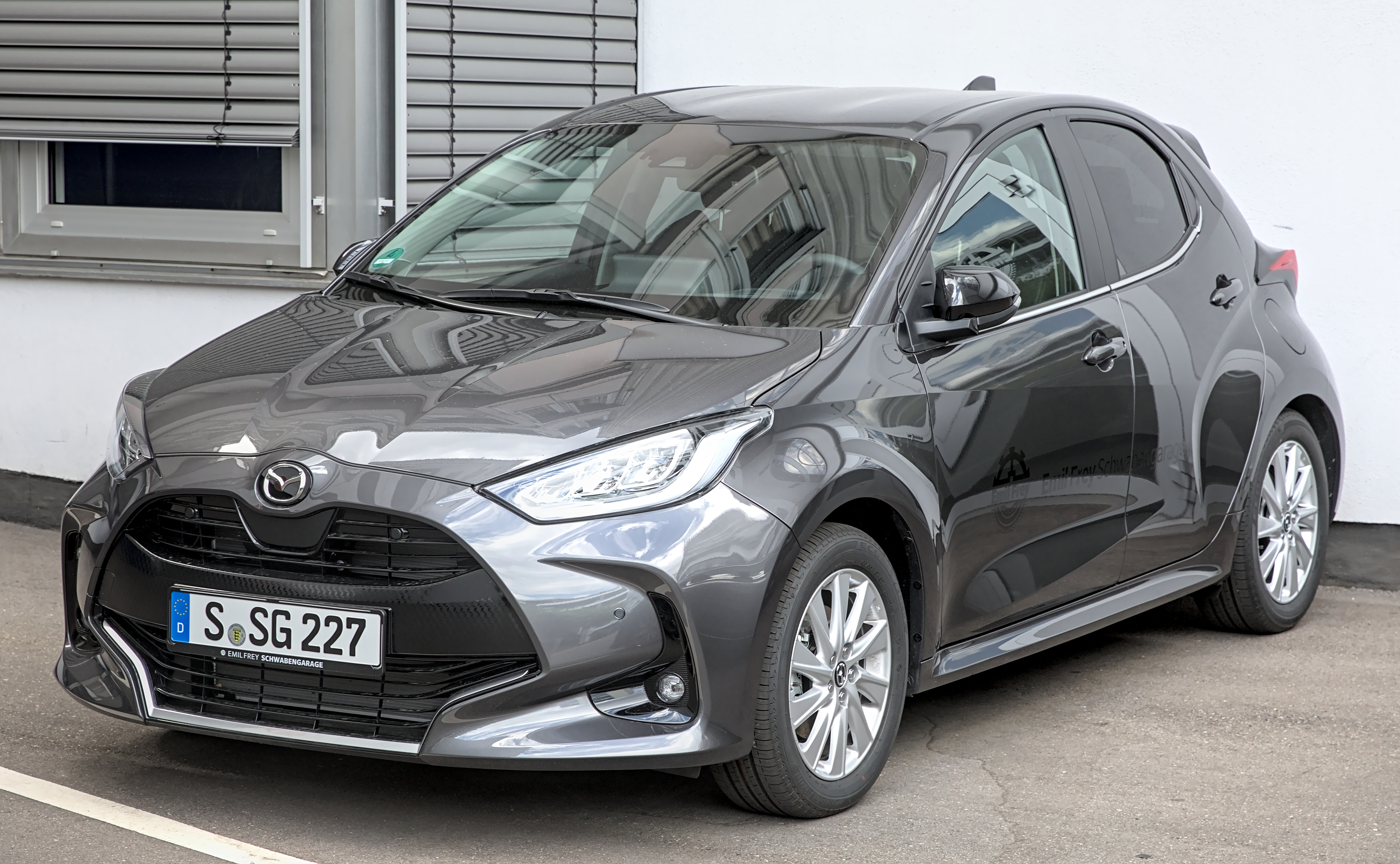
Mazda2 Hybrid
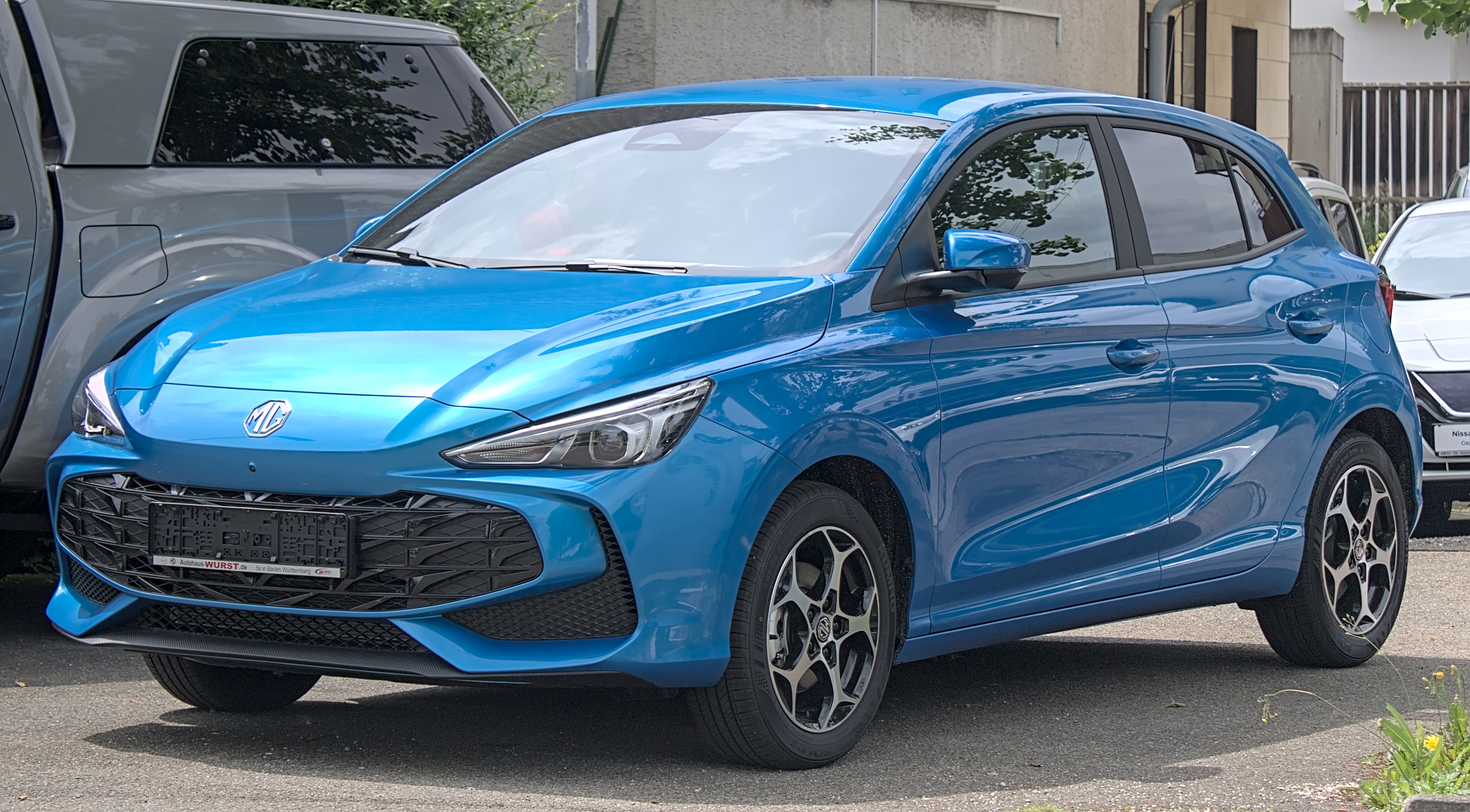
MG 3
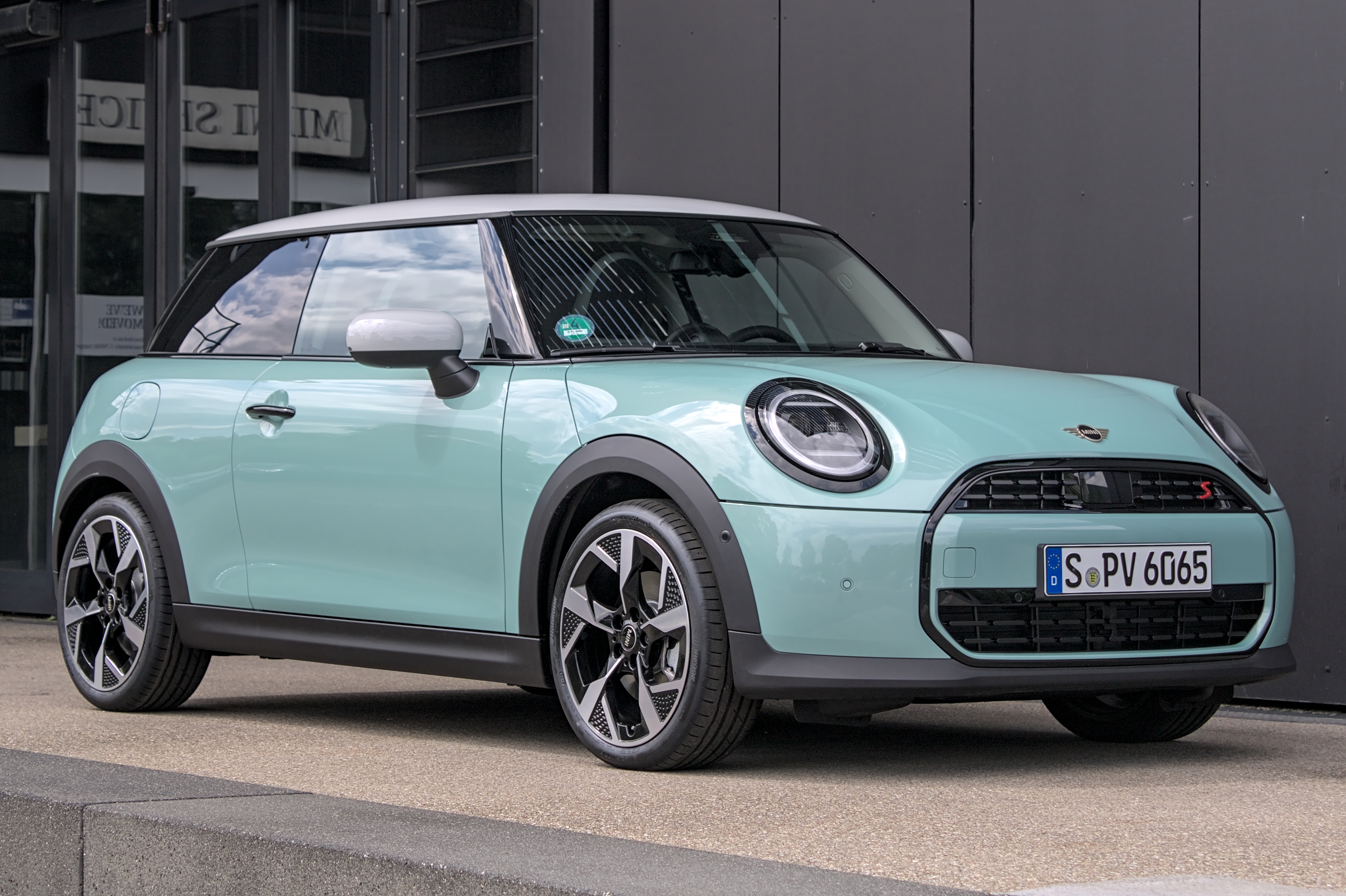
Mini F66
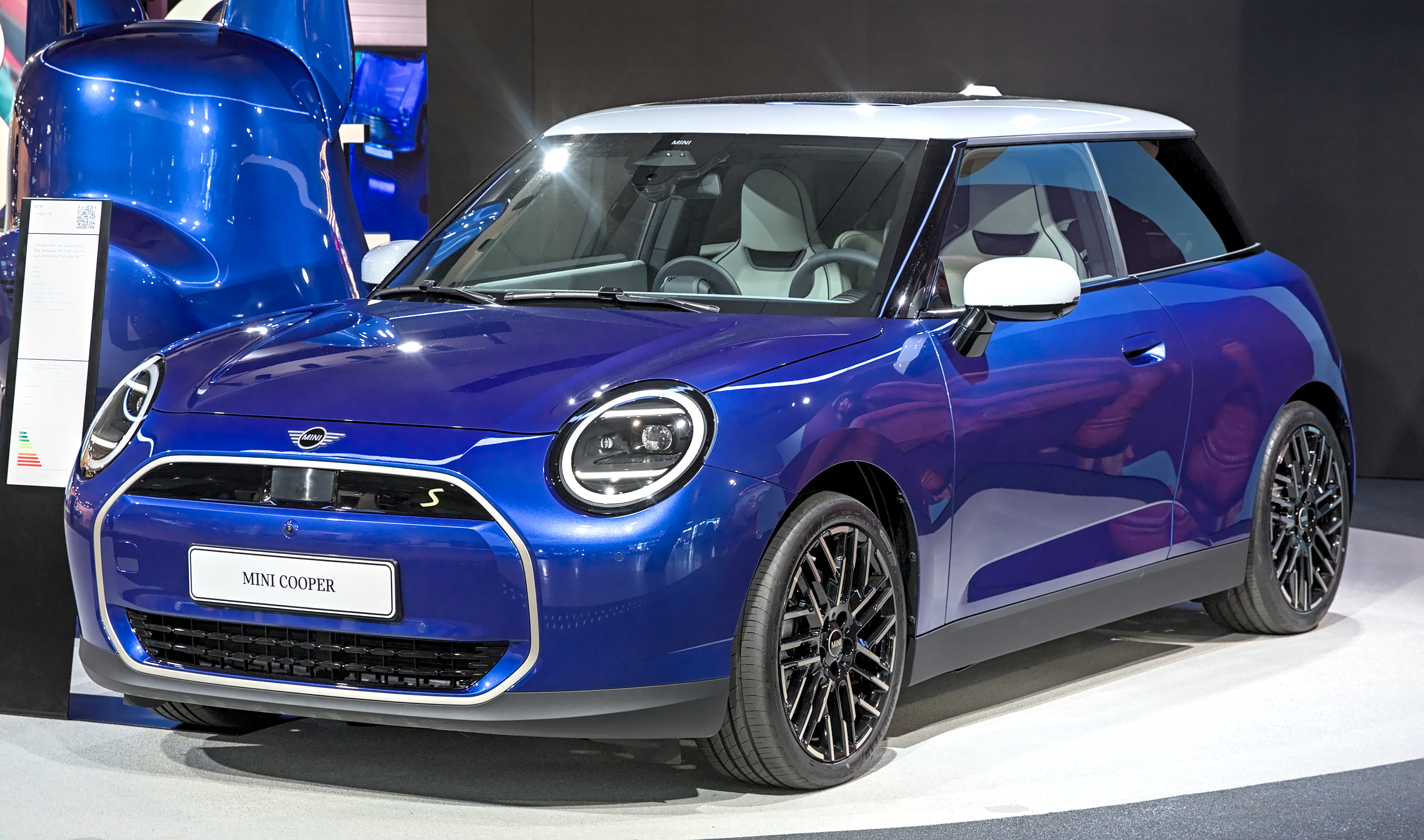
Mini J01
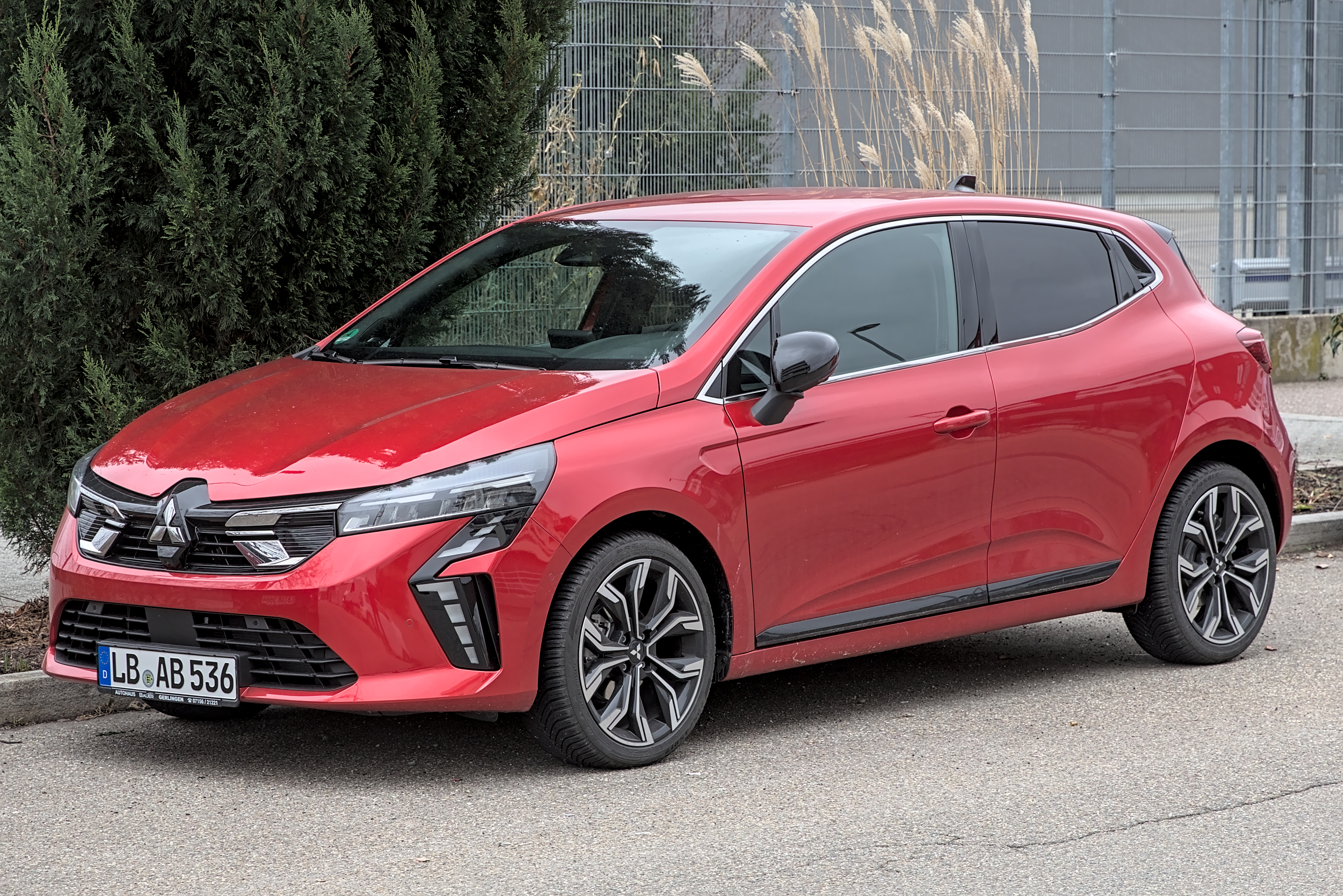
Mitsubishi Colt
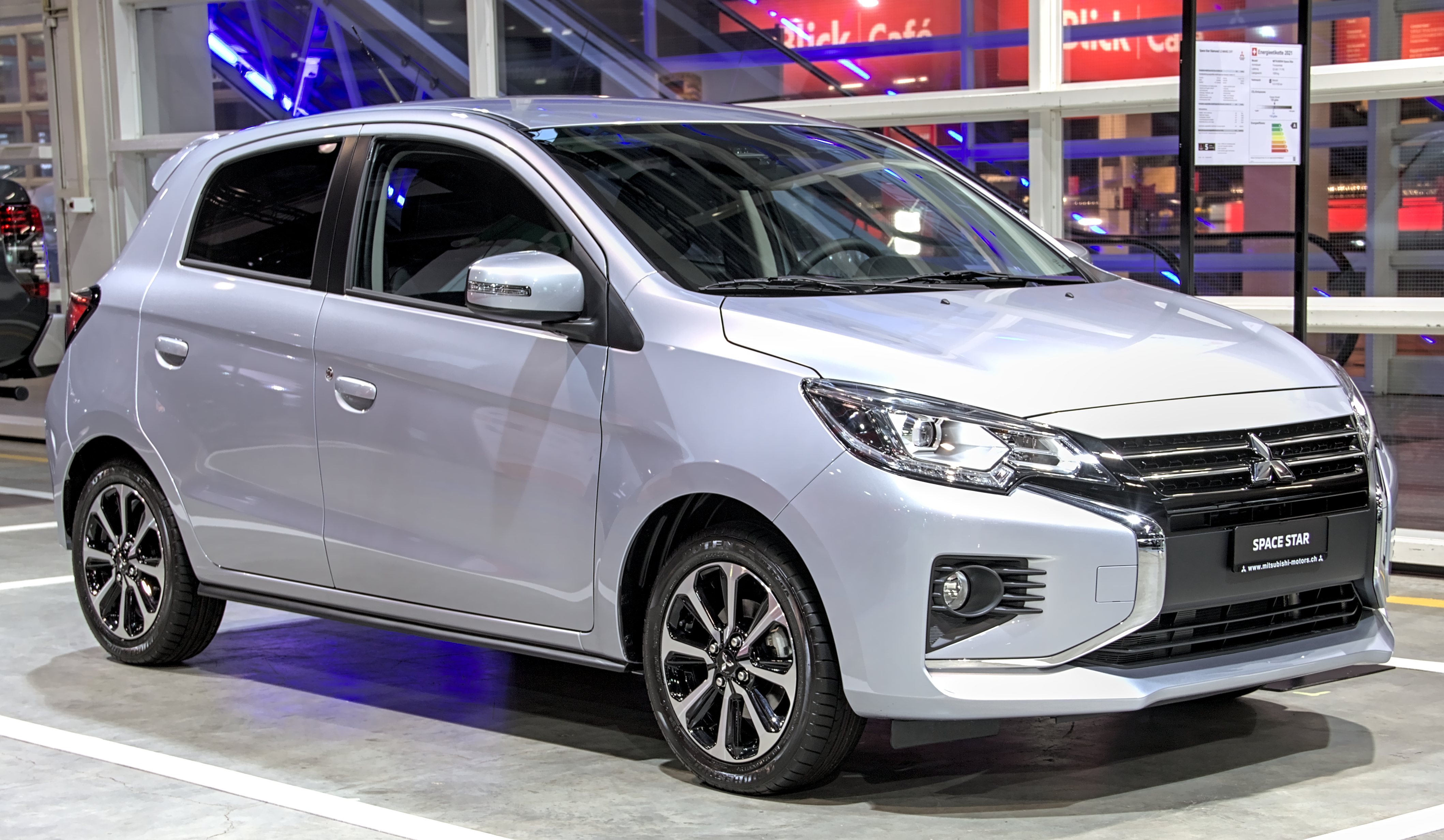
Mitsubishi Space Star
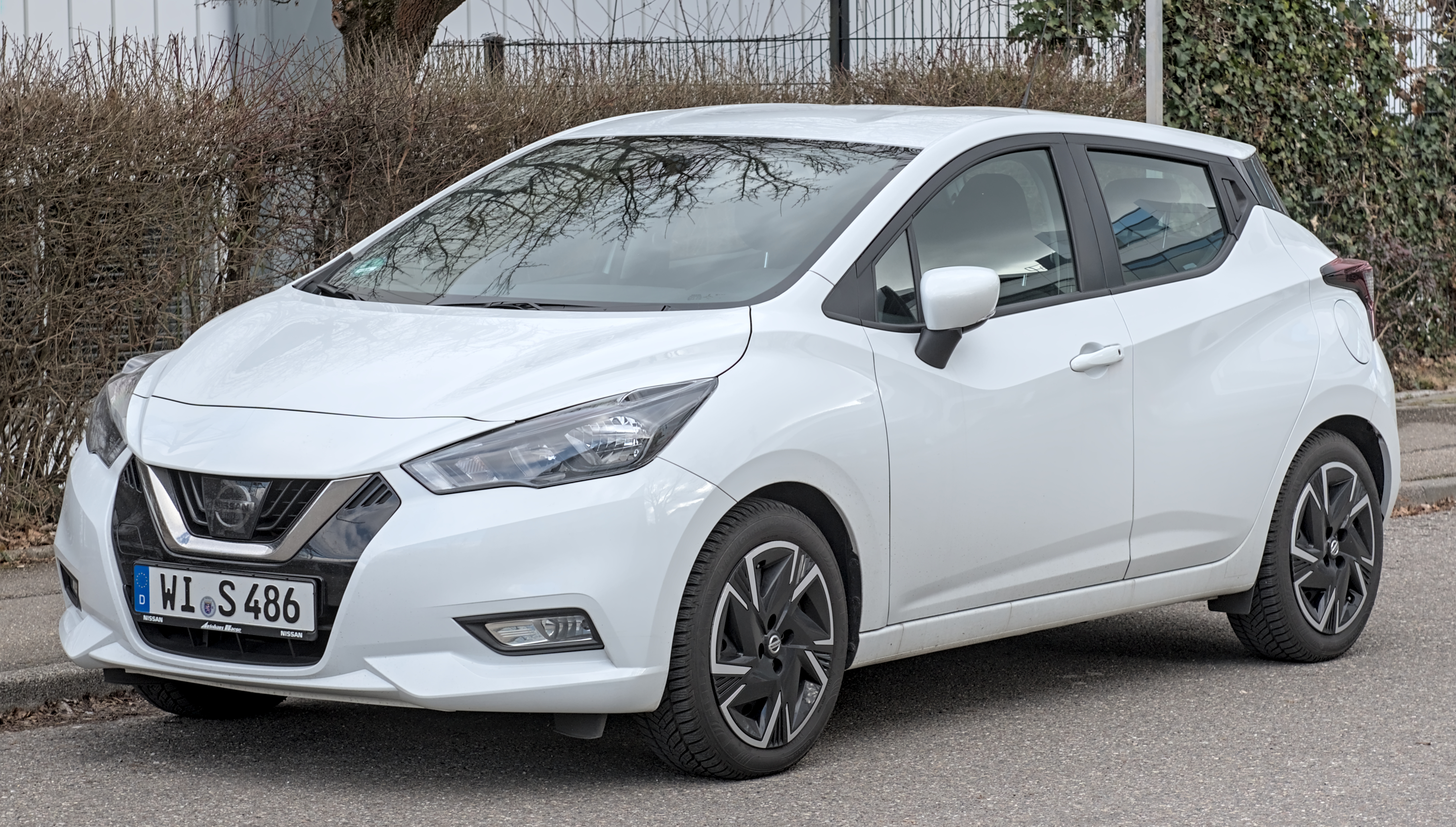
Nissan Micra
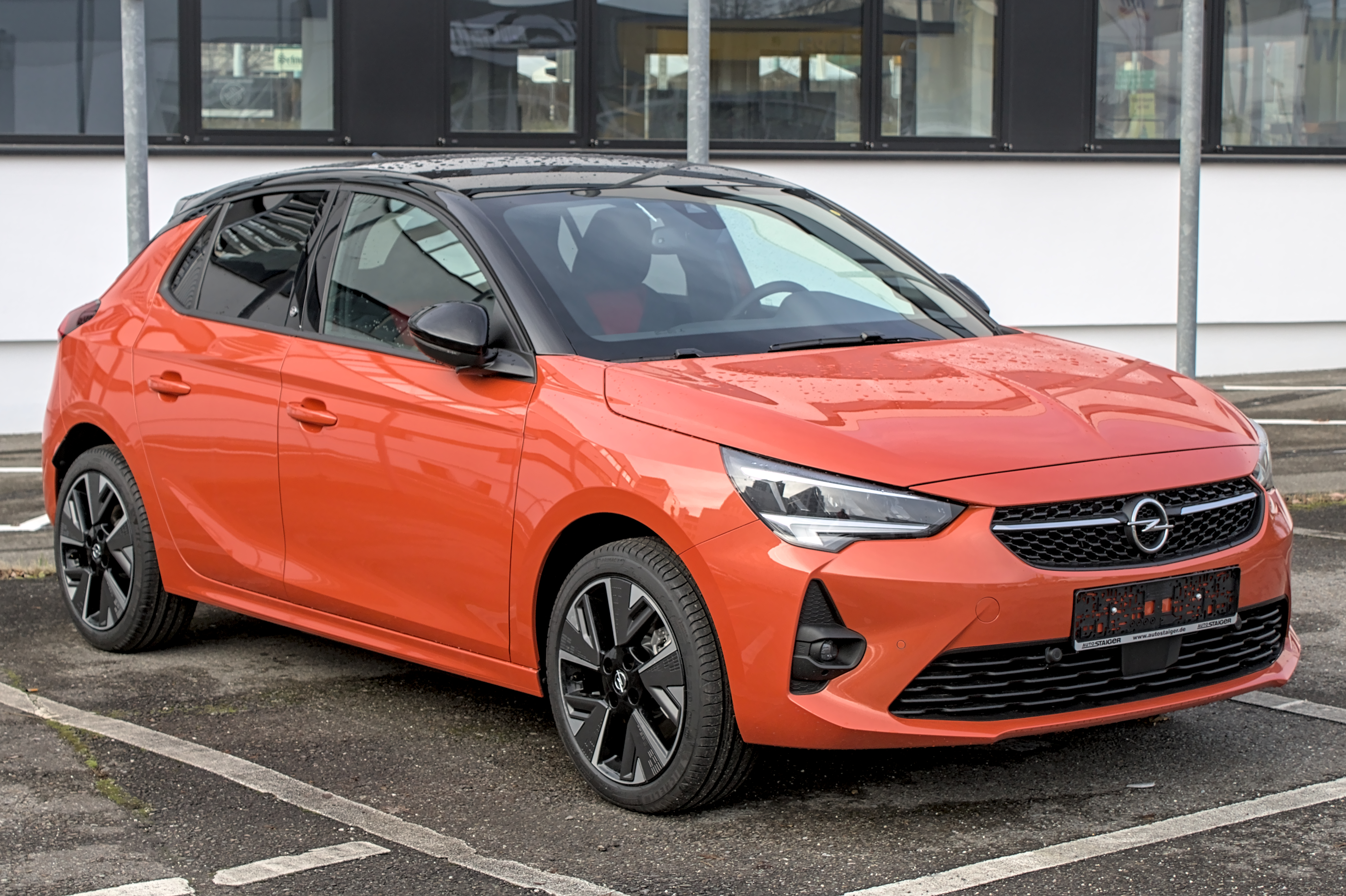
Opel Corsa F
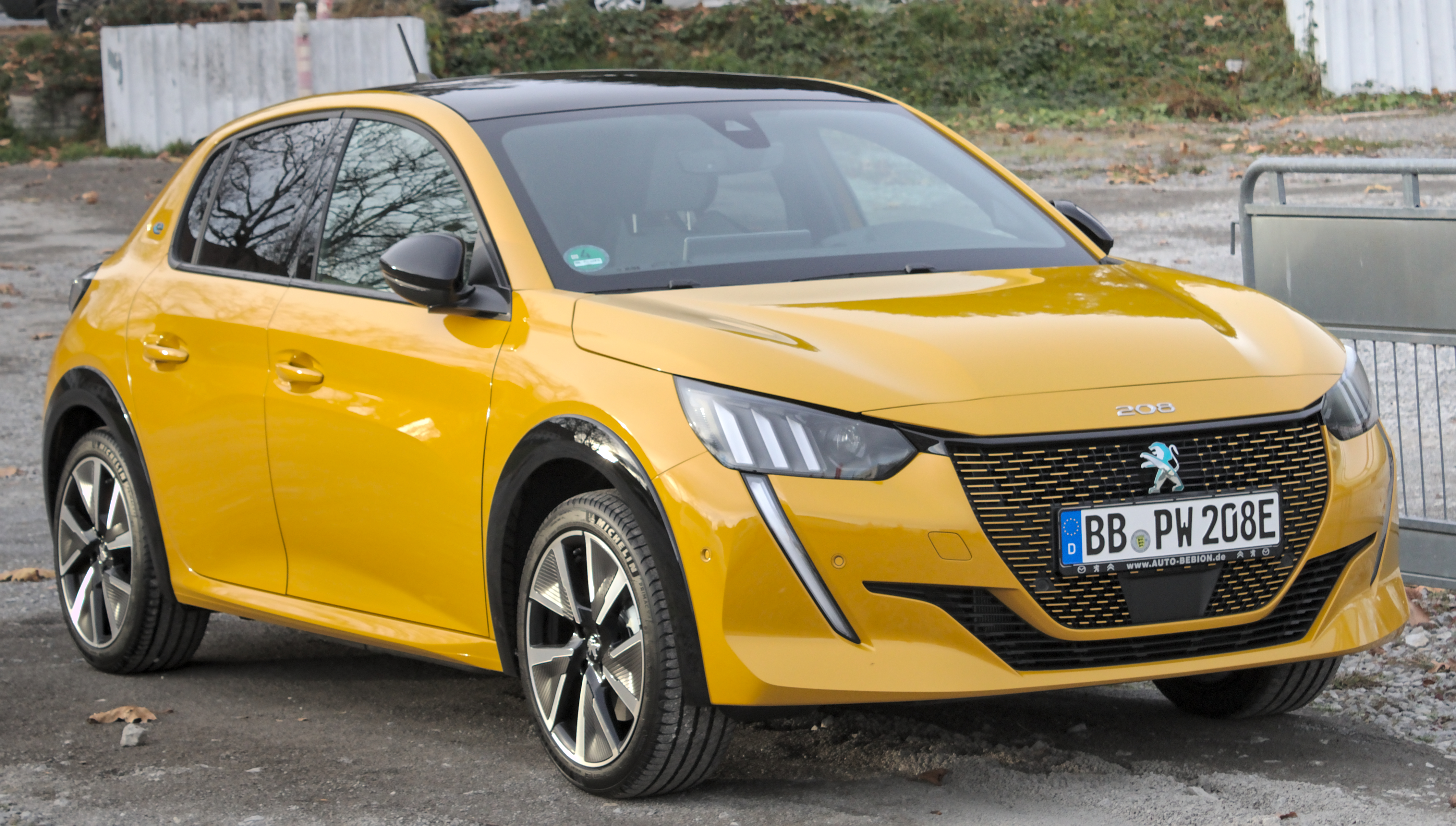
Peugeot 208 II
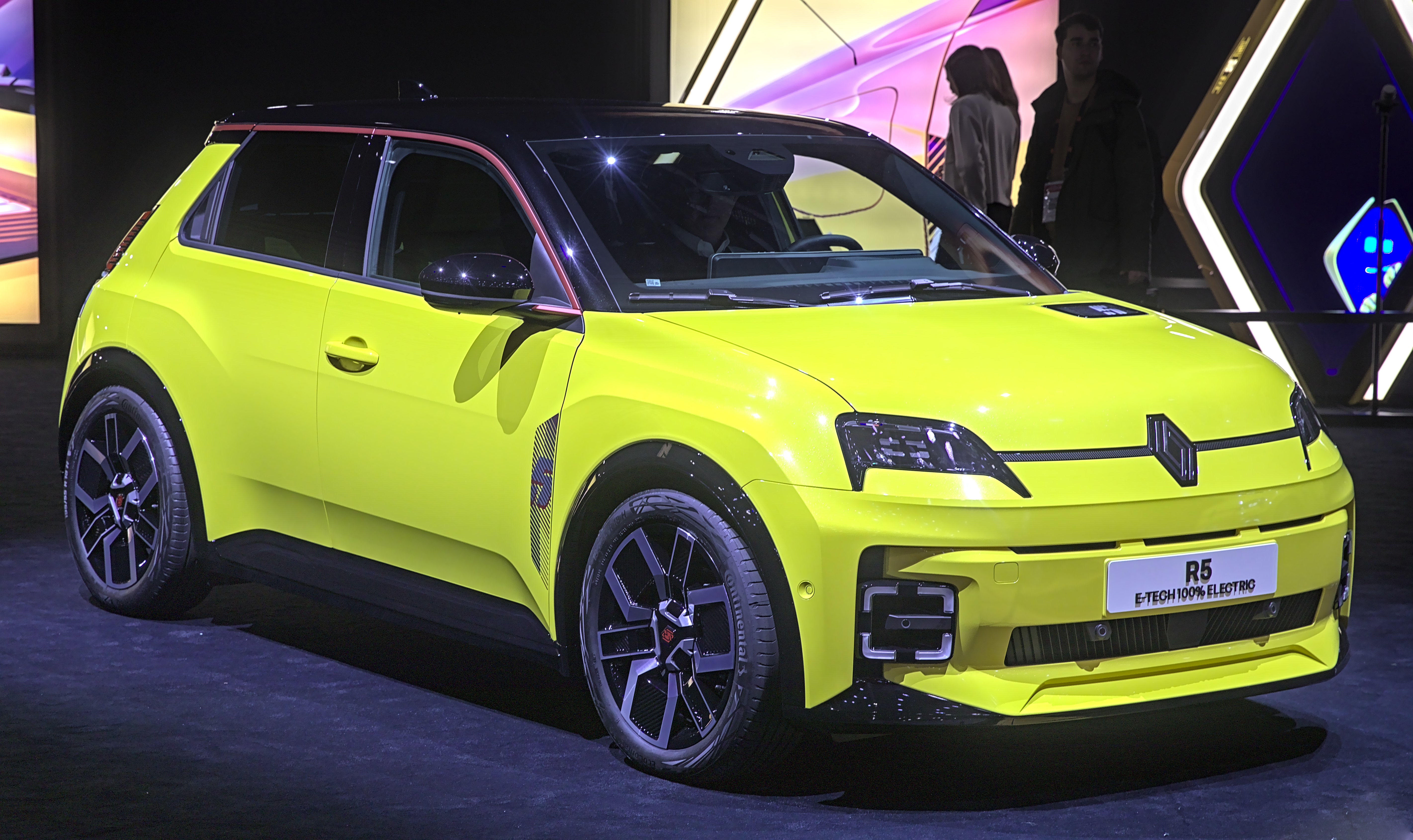
Renault 5 E-Tech
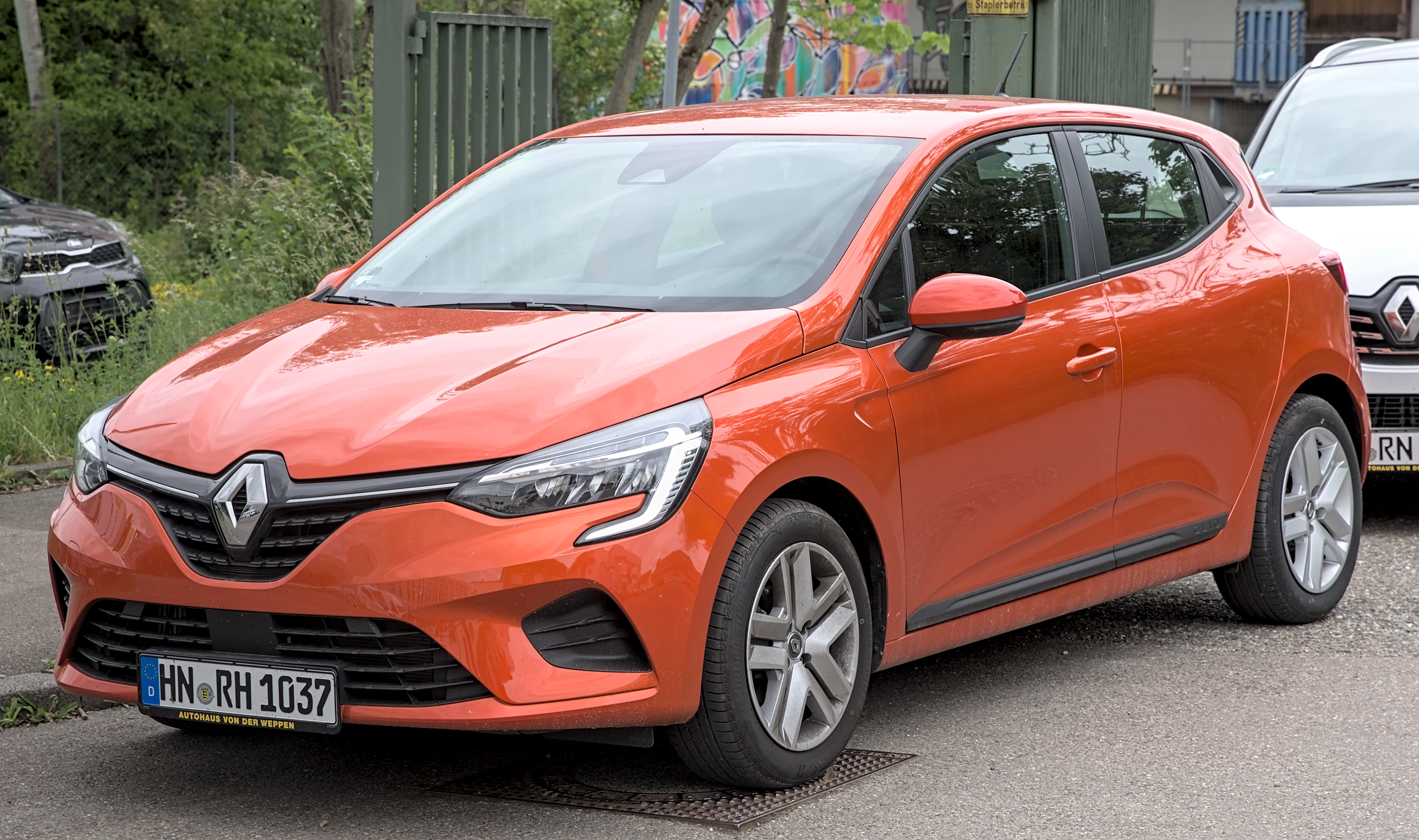
Renault Clio V
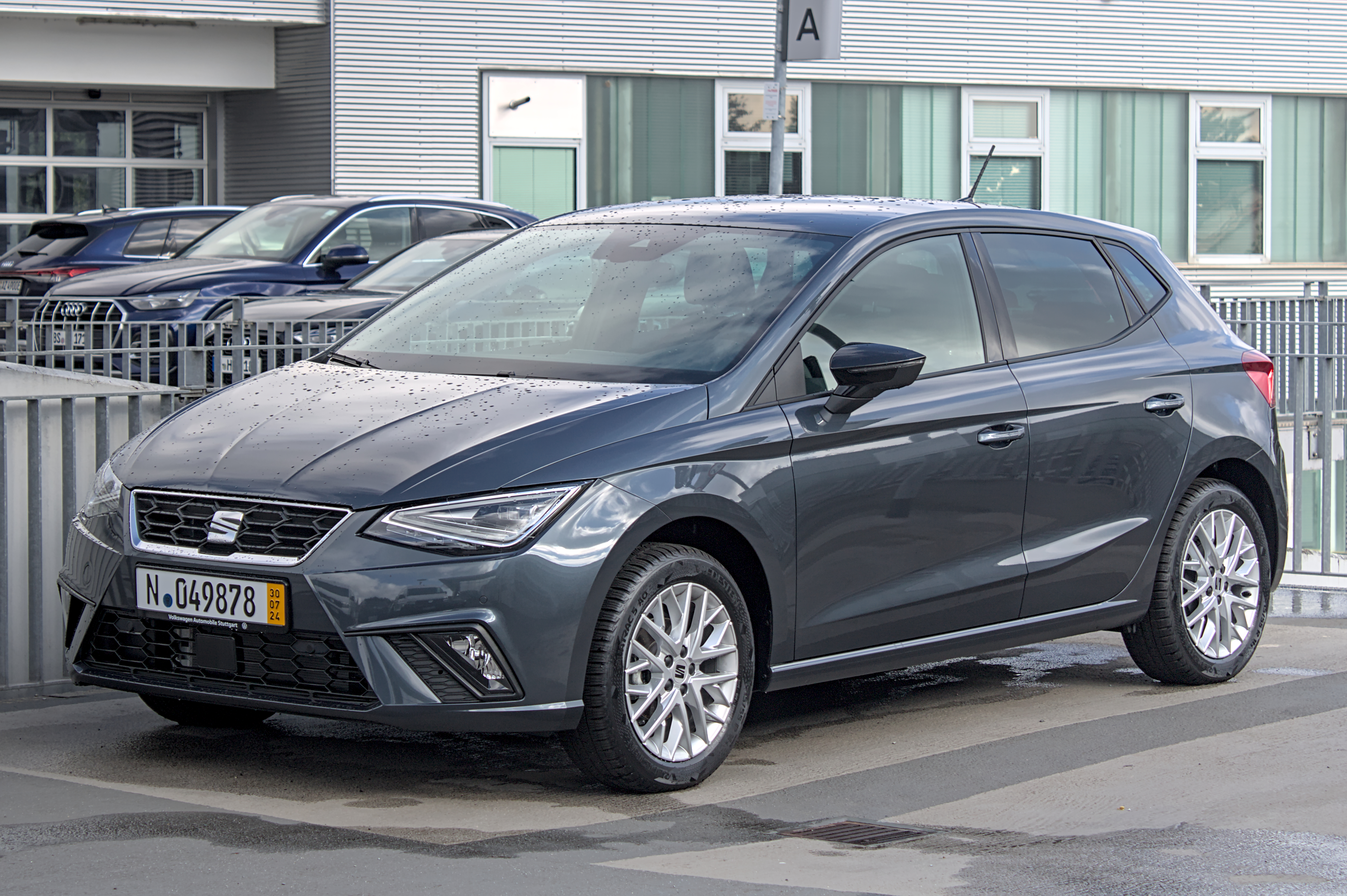
Seat Ibiza V
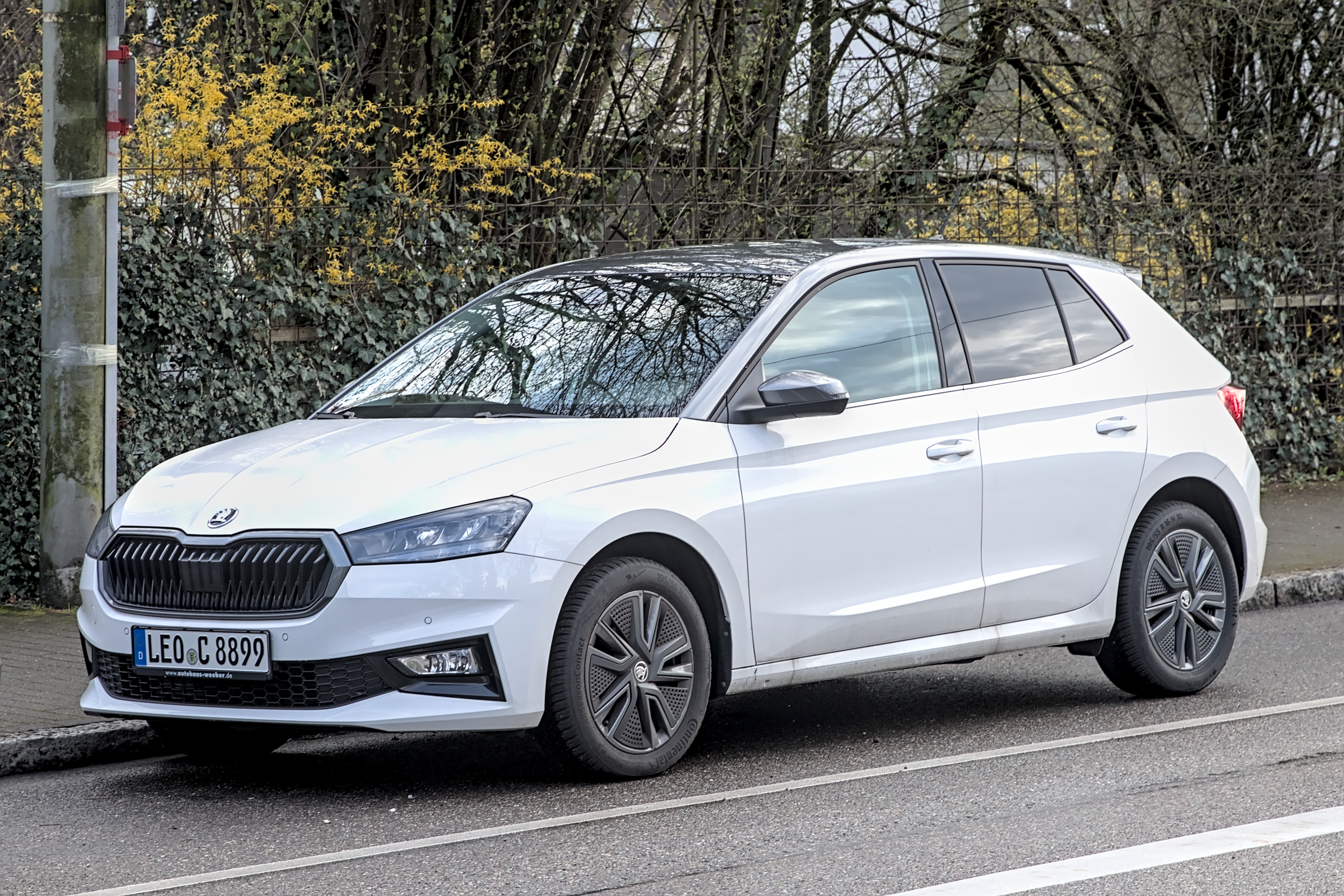
Škoda Fabia IV
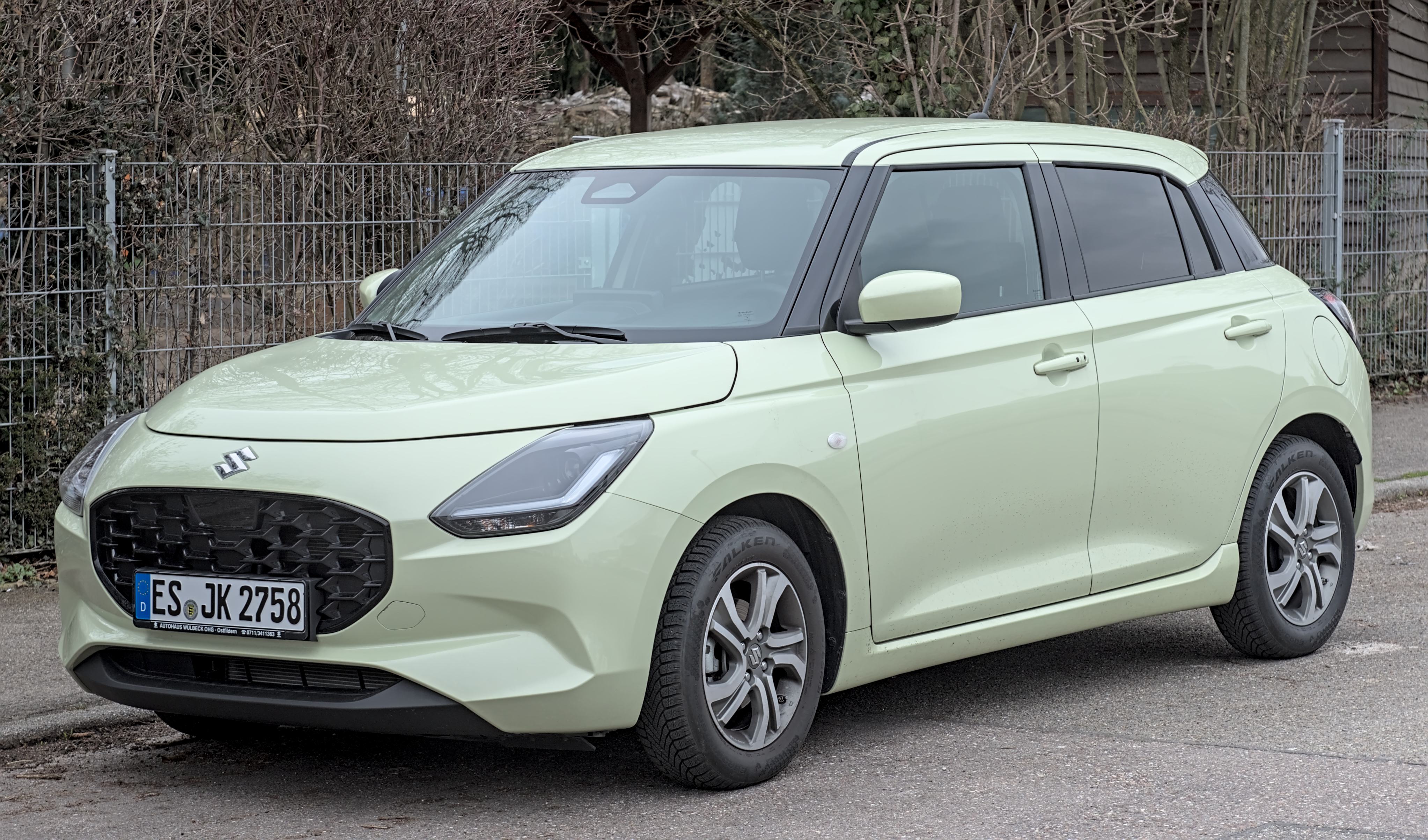
Suzuki Swift
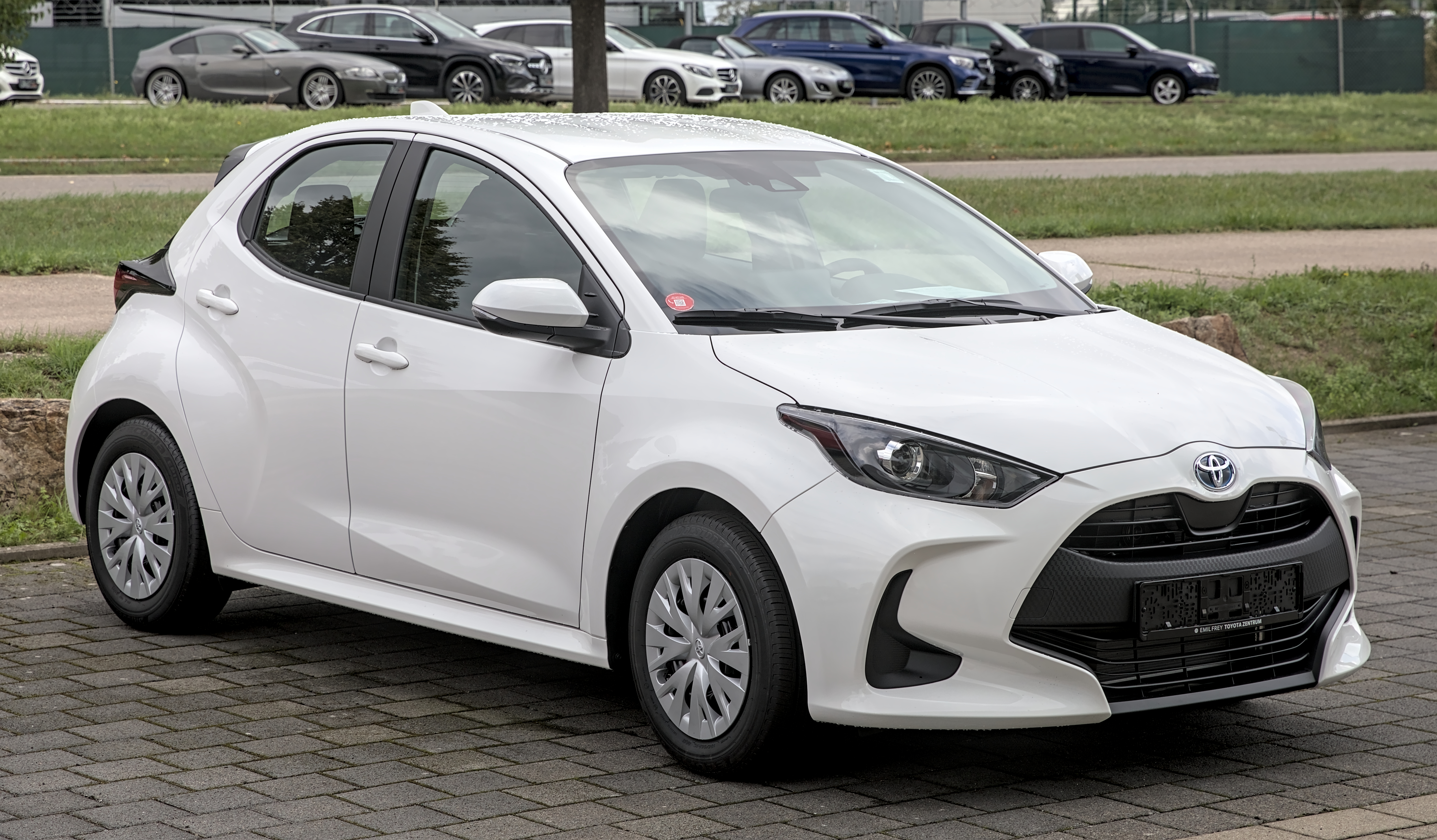
Toyota Yaris
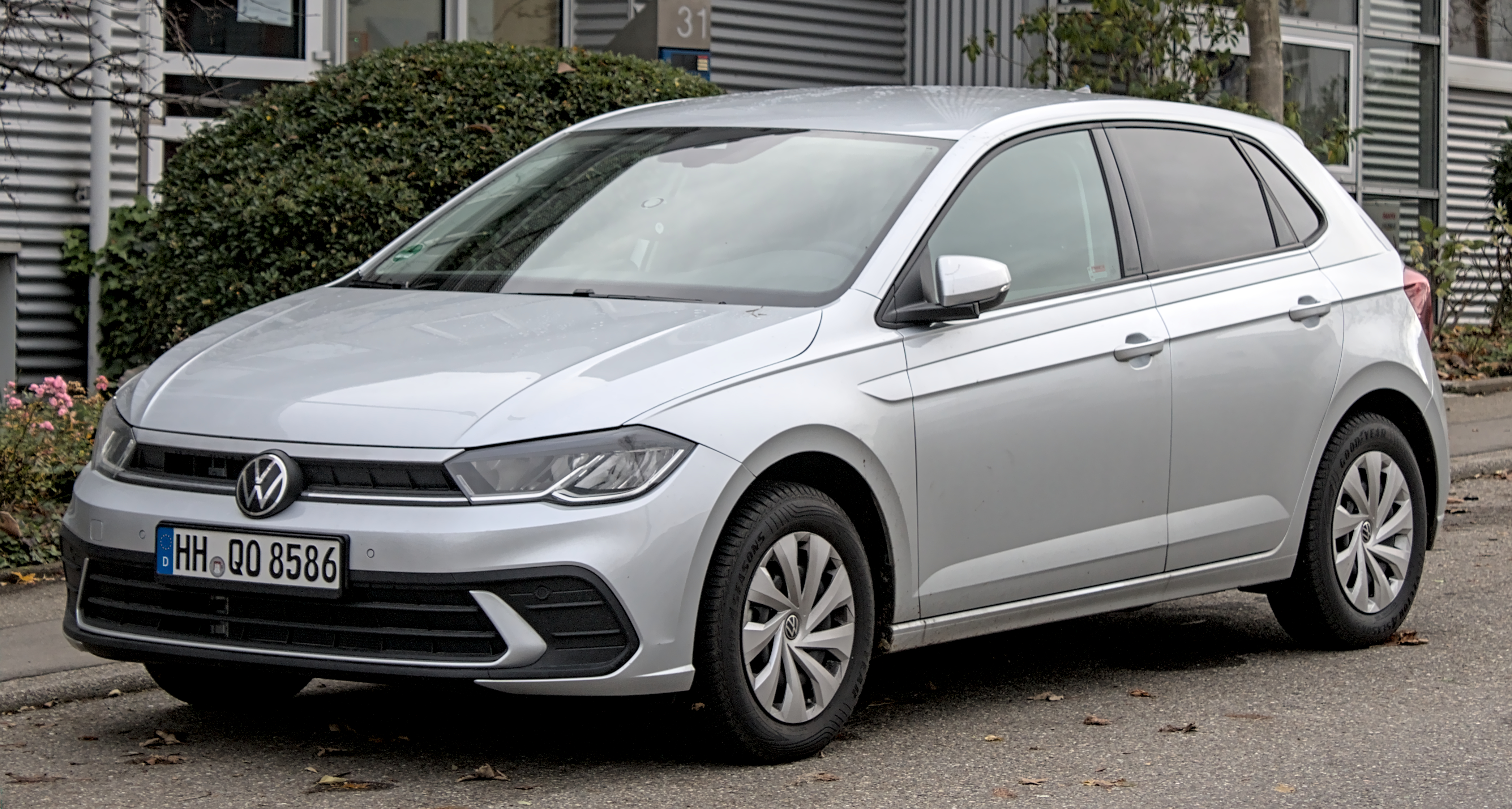
VW Polo VI

## Neuzulassungen in Deutschland
Für Zahlen zu den jährlichen Neuzulassungen von Personenkraftwagen des Segments Kleinwagen in Deutschland nach Statistik des Kraftfahrt-Bundesamtes, siehe Liste der Neuzulassungen von Personenkraftwagen in Deutschland nach Segmenten und Modellreihen#Kleinwagen.

## Japan
Zu den Kleinstwagen in Japan siehe Kei-Car.

## Kleinwagen im Film
- Klein aber mein! Die große Zeit der kleinen Autos. Mit Hans-Joachim Kulenkampff, 67 Minuten, Tacker Film.